# FMシアター
『FMシアター（）』は、NHK-FMで毎週土曜22時00分 - 22時50分に放送されるラジオドラマである。キャッチフレーズは『あなたの耳の中の劇場、土曜日の夜10時に開幕します。』。
文学作品や社会派の作品をはじめ、ミステリ―、ホラー、SF、時代劇などあらゆるジャンルの一話（50分）完結のラジオドラマを展開する（一部例外あり）。
10月・11月は文化庁芸術祭参加作品放送のため、他時期より比較的再放送が多くなる。さらにはこの参加による受賞作を、翌年3月最終週（即ち年度末）に再放送するのも恒例となっており、結果、単年度内に同じ作品を3回放送するケースが少なくない。

## 受賞

### ギャラクシー賞（ラジオ部門）

#### 大賞
- 第27回（1989年度） - 『カモメの駅から』（1989年6月17日放送）[1]

#### 優秀賞
- 第28回（1990年度） - 『渇水』（1990年10月21日放送、NHK名古屋放送局制作）[2]
- 第30回（1992年度） - 『DQ』（1992年7月4日放送、NHK名古屋放送局制作）[3]
- 第31回（1993年度） - 特集・少年ドラマ『夏の庭』（1993年8月28日放送）[4]
- 第32回（1994年度） - 特集・オーディオドラマ’94『笑の大学』（1994年11月5日放送）[5][6]
- 第37回（1999年度） - 『スモーキング・タイム〜煙の行方』（1999年6月12日放送）[7]
- 第42回（2004年度） - 『福岡天神モノ語り』（2004年6月5日放送）[8]
- 第47回（2009年度） - 『心にナイフをしのばせて』（2010年1月23日放送）[9]
- 第48回（2010年度） - 『薔薇のある家』（2010年7月31日放送） [10]

#### 選奨
- 第29回（1991年度） - 現代青春文学シリーズ4『ア・ルース・ボーイ』（1991年10月27日放送）[11]
- 第34回（1996年度） - 『冬桜』（1997年2月22日放送、NHK名古屋放送局制作）[12]
- 第40回（2002年度） - 特集オーディオドラマ『戦争童話集』（2002年8月10日・11日放送）[13]
- 第43回（2005年度） - 『はるさんの日記』（2006年1月7日放送）[14]

### ABU賞（ラジオ・ドラマ番組部門）
- 2003年 - 特集オーディオドラマ『戦争童話集』「凧になった母さん」（2002年8月10日放送） ※HBF-ABUエンターテインメント番組賞
- 2004年 - ロシア・ユーラシアの現代文学『最初の教師』（2003年9月20日放送）
- 2005年 - ベトナムの現代文学『戦争の悲しみ』（2004年9月18日放送）
- 2006年 - 『はるさんの日記』（2006年1月7日放送）
- 2011年 - 『鳥を放つ日』（2010年10月9日放送）[15]
- 2015年 - 『真昼の流れ星』（2014年6月14日放送）[16]

### 放送文化基金賞

#### ラジオ部門・優秀賞
- 第42回（2015年度） - 『あいちゃんは幻』（2016年1月30日放送）[17]

#### 脚本賞
- 第42回（2015年度） - 瀬戸山美咲（『あいちゃんは幻』、2016年1月30日放送）[17]

## 公募脚本賞
- 創作ラジオドラマ大賞　日本放送作家協会とNHKによる共催。昭和47年より開始。
- BKラジオドラマ脚本賞　NHK大阪局主催。昭和55年より開始。
- ＮHK名古屋創作ラジオドラマ脚本募集　NHK名古屋局主催。昭和60年より開始、令和3年をもって終了。
- FMオーディオドラマ脚本コンクール　NHK仙台局主催。平成25年をもって休止。
- 中四国ラジオドラマ脚本コンクール　NHK広島局、松山局主催。平成29年をもって終了。

## 過去の出演者一覧（俳優・声優・その他）
※　太字で表示した題名の作品は、文化庁芸術祭賞（大賞・優秀賞）、ギャラクシー賞（大賞・優秀賞・選奨）、放送文化基金賞、イタリア賞、ABU賞での受賞作。
※　各人の作品の並び順は、放送日順。最後尾がそれぞれの出演最新作となる。

### あ行
- 逢笠恵祐『キャパになれなかったカメラマン』
- 相島一之『メフィスト・ワルツ』『水入らず』
- 相田翔子『佐恵子の話』
- 相葉裕樹『ボブガール、チャリボーイ』
- 蒼井優『煙突少女』
- 葵わかな『同じ空の下』『シュガー・ソネット』
- 青木さやか『火山灰狂騒曲～天からオタカラ～』
- 青木崇高『さよならダイヤル』
- 青木柚『海電（UMIDEN）』『シュガー・ソネット』『星空ロック』『風波』『手を振る仕事』『エリートピッチャーにさよなら』
- 青柳翔『R（ルート）36』
- 赤井英和『真っ赤な夜の出来事』『摩耶ぎつね』
- あがた森魚『もう一度、夫婦で』
- あき竹城『私のカレはズーズー弁』
- 秋澤弥里『GIRLS（ガールズ）』『ニンに合わない』
- 秋野太作『マリーへ愛をこめて』『紫陽花の家 ： 富田良彦の告白』『おじいのヒジのヒジホタル』
- 秋山エリサ『エーテル』
- 秋山菜津子『はじまりのとき』『祈りきれない夜の歌』
- 浅香航大 『私の人生は喜ばれない』
- 麻木久仁子 『あの道。』
- 朝倉あき 『想い出あずかります』『紅いハンカチ』『イジメの行方』『弾け！はじけろ！そろばん甲子園』『また逢う日のうた』『サイドシート・ララバイ』『悲しいくらいの幸運を』『ユーフォリア　～わたしの幸福論』『逆さ首』『塀の中のリクエスト』
- 朝倉伸二『みかん畑のロボット　ZERO』『消えたカラスを探して』『ごらん、花々の彩りを』『うつ病九段』『武ちゃんの遺しもの』『昭和から来た男』『ヘルプマン -俺たちの介護物語-』②③
- 浅茅陽子『ロンリーハート，ロンリーシティ』
- 浅野温子『海を渡る日』
- 浅野和之『シリウスC』『レンタル・メモリアル』『小指の思ひ出』『レ・コードがくれた奇跡』
- 浅野千鶴『ガラクタな人々』
- 浅野雅博『あの人』『夕暮れ迷子』
- 朝比奈潔子『納豆ウドン』『ホーム・レス』『雪割草』『優雅な食卓』
- 浅場万矢『エーテル』『LET IT PON！～それでええんよ～』
- 麻実れい『しまないあそびば』
- 浅利陽介『命の洗濯』『青春快進撃号』『春の旅人』『ケンタウルスの死』『ヘルプマン -俺たちの介護物語-』①②③④⑤
- 芦田伸介『カモメの駅から』『ぼくの名はリトル・トリー ： あるインディアンの回想』『小さな鉄橋』『柿の木の下で』
- 芦田愛菜『エンディング・カット』
- 芦名星『尋ね人』『ＳＭＩＬＥ！』
- 小豆畑雅一『マルスへの旅』『チョッキー』
- 東恵美子『止まってしまった時計 ／ モーレンカンプふゆこの歌』『夾竹桃同窓会』『星眼鏡』『昭和二十年それぞれの夏』『暑かった夏、そして冬』『唐棣色の明日(はねずいろのあした)』『春の空へ』
- 東幹久『試合前のエース』『査察機長』『面影』
- 麻生美代子『空とぶうさぎ : 車椅子から生まれた詩集』『雨の夜の冒険』『死に屋・ウサーラ』『シェルシーカーズ』
- 麻生祐未『心にナイフをしのばせて』
- 安達祐実『キャパになれなかったカメラマン』
- 足立悠美加『月光のパルス』『万太郎ショージ』
- 阿知波悟美『家の終わりに』『さよなら、コロポックル』『飛べ！昆布ステップジャンプ』『荒地のひと』
- あづみれいか『ラブストーリーを読む老人』
- 阿南健治『夕凪の街　桜の国』『潜水艦家族』『ＰＴＡ広報委員長の渡辺です』『100億分の1のオトン』
- 阿部サダヲ『スタジアムにて』『月より帰る』『喜劇が生まれた日』
- 阿部純子『おじいのヒジのヒジホタル』『ハハゴコロ』
- 阿部丈二『瀬戸内マトリョーシカ』『アーケード狂騒曲』
- 阿部寛『新宿鮫・氷舞』
- 天野有恒『十年後の夕立ち』『時の流れが聴こえますか』『作文』『新富嶽三十六景』『ママごと』
- 天野はな『幻想列車』『ロゼットの朝』
- 天宮良『最後の雨』
- 綾戸智恵『わたしのまなざし』
- 彩吹真央『黄昏ペンライト』『とどけ、風の如く』
- 新井純『聞こえの彼方』
- 新井浩文『迷走ランナー』
- 新井康弘『ブレックファスト・ゲーム』『二月の夜空に』『永遠の犬』『ティブル』
- 荒川良々『伝説のデスロード』
- 嵐圭史『裏紫』『花わらい鳥うたい』『いのちの木の方へ』『明治おばけ暦』
- 嵐芳三郎（＝嵐広也）『明治おばけ暦』『成田屋おまつ』『赤い操り糸』（以上、嵐広也当時）／（芳三郎襲名後）『裁きの朝』
- 有川博『ブロンズの愛』『海のことば』『治療塔』『さよならをいう時間もない』『暑かった夏、そして冬』『鳥が教えてくれた空』『首飾りと腕輪』『花祭』『未婚の女』
- 有薗芳記『ばちこどんぐりの世界』
- 有福正志『ヘルプマン -俺たちの介護物語-』②③『アイニク憶えはありませんが』
- 有馬稲子『花わらい鳥うたい』『夢のまた夢』『風の自画像』『太吉の往生』
- 有馬自由『冬の終わりのゴキブリの』『2233歳』『山のあなたに住むものは』
- 有村架純『巣穴』
- 有森也実『鰻ともならである身や ： 俳人富田木歩』
- 粟根まこと『ならず者』『スチーム◆パンクラチオン』
- 安西慎太郎『ケンタウルと天使の矢』
- 安藤サクラ『あいちゃんは幻』
- 安藤聖『しまないあそびば』
- 安藤玉恵『海電（UMIDEN）』『私の翼』『引き出したのなら 仕舞っておいて』『声の訪問者』『百八つの人助け』『逆さ首』『夜の学び舎に燈ともりて』
- 安藤瞳『ミッドナイトレジスタンス』『天保北越雪譜異聞』
- 飯豊まりえ『嘘の秘密』
- 井頭愛海『砂浜クラブ』『摩耶ぎつね』『とうがきの花ことば』『ふたりのソナタ』『貧乏神と福娘』『起業しやぁ』
- 五十嵐穂『漆黒に落ちる』
- 井川比佐志『七面鳥の森』『桃の花あかり』『ウィングド・ボーイ』『戦争にソプラノはいらない』『冬桜』『弟との邂逅』
- 池内淳子『幸福ごっこ(しあわせごっこ)』
- 池内博之『アリラン』
- 池内万作『ヴァイブレータ』『あの夏の想い出』『小指の思ひ出』『ケンタウルスの死』『キャパになれなかったカメラマン』『海霧（うみぎり）の墓』『異国の太鼓』『散歩道』
- 池上季実子『一万とふたつのため息』『わたくし、今、恋をしております』
- 池澤春菜『ノース・ウィンド』
- 池田秀一『スチーム◆パンクラチオン』
- 池田鉄洋『うちの釜揚げシラス』
- 池田成志『ヒーローになりたかった男』『ふたりだけの秘密』
- 池田道枝『ぬばたまの夢に見えつつ』『その時は殺され……』『カーン』『髪にふれる』『うさぎの神様』『緑の音楽師』『家族の肖像～硫黄島からの手紙』『エーテル』『命のバトン』『春までの旅』『星空ロック』『70歳の受験生』
- 池松壮亮『相方のあり方』『祖父と手紙と僕と』
- 池脇千鶴『風紋』
- 伊嵜充則（＝伊崎充則）『戦争童話集』『お茶の間ラプソディー』『空中鬼によろしく』
- 伊佐山ひろ子『闇の中のメロディ』『がんばるない！』
- 伊沢勉『夏・未来博にて』『新富嶽三十六景』『ハローワーク』『オフレコ』／（以後、2001年以降）『郡上おどりの夜に』『金魚とあぽろ』『forget－me－not　～忘れな草～』『もう　いいかい』『自分からの手紙』『サヨナラよ、こんにちは！』『オッサンとワタシ』『五十歳の旅立ち』『プラチナタウン』『バーバー・レッスン』『観られる女』『散歩する侵略者～鳴海と真治の二週間～』『人らしく、生きられるように』『しあわせなとしょかん』『起業しやぁ』
- 石井杏奈『光点』
- 石井正則『反面教師』『鮫人の家』
- 石川禅『LET IT PON!〜それでええんよ〜』『どこかで家族』『しまないあそびば』
- 石川由依『焼け跡の天女』『ケンタウルと天使の矢』
- 石倉三郎『みかん畑のロボット　ZERO』『ガロの故郷』『六月のカエル』『海を渡る日』『石炭とおやじに向き合おうと思う』
- 石黒賢『ツシマヤマネコの歌』
- 石黒光『天空の道標』
- 石住昭彦『夢見た旅』『あの日の匂い』『鈴のない猫』『夢の柩』『母から母へ』『僕の細道』『LET IT PON！～それでええんよ～』『オレンジ色は僕らの夢』
- 石田圭祐『ガンジス河の深みに』『夢の柩』『アウラ』『首飾りと腕輪』『天保北越雪譜異聞』『引き出したのなら 仕舞っておいて』『空振りホームラン』『すぎのまち』
- 石田太郎（＝石田弦太郎）『アディオス・ケンタウルス！』『スコット・希望への旅』『大人のためのおとぎ話　フロレントの遺産相続』『風はまだ止まない』『古井戸』『豆腐と花束』『誰がパロミノ・モレーノを殺したか』『赤いバス』『査察機長』『カリブの女、ユーマ』『サバイバーズ・ギルト わたしのいない街で』
- 石田登星『荒地のひと』
- 石田ひかり『お岩木さまの子供たち』
- 石田法嗣『百八つの人助け』『八時五分の男』
- 石田靖『ローリングボーイ』
- 石野真子『ゴー！ベイビー・ゴー』『真夜中のパーティーライン』『春にさまよい』
- いしのようこ『北千島女工節異聞』『川辺のアジール』
- 石橋保『自動起床装置』
- 石橋徹郎『ふたりぼっち』『鯨と銀杏（ぎんなん）』『I want to be.ケンジノウタ』『武ちゃんの遺しもの』
- 石橋蓮司『ゴアの扉』『海の中の砂漠』『アルケミスト』『がらんどう奇譚』『母、逝かず』『レオナルド・ダ・ヴィンチの恋人』『決められない松田、おすすめの一本』『琥珀のひと』
- 石原由宇『スイートビターホーム』『ブループリントの岬』『母ちゃんと王様』『プリズン・コーラス』
- 石丸謙二郎『ロンリーハート，ロンリーシティ』『問わず語り』『骨を抱えて』『夏のほかげ』『餡パンとブラームス』『弟との邂逅』『家の終わりに』
- 和泉ちぬ『青い羽ねむる』『さよならサリバン先生』
- 泉ピン子『あの輝ける日々』
- 泉祐介『ホーム・レス』『優雅な食卓』『ニューワールド』
- 泉澤祐希『響け、100人の第九』『風よとどけよ』『幻想列車』
- 泉谷しげる『過激にして愛嬌あり』
- 磯部勉『大人のためのおとぎ話　フロレントの遺産相続』『グッバイ・マンスリー・デイト』『森のフシギの物語』『交響詩劇　木と水への記憶』『夢見た旅』『W&W』『風の自画像』『イルカに会える日』『クレイム／焼跡の主』『飛ぶ教室』／（以後、2001年以降）『ハイファに戻って』『査察機長』『五十歳の旅立ち』『春にして君を離れ』『あの人』『金魚鉢の教室』『逆回りの散歩』
- 磯山さやか『握手をしよう』『この町に生きる』
- 板垣桃子『鳥を放つ日』
- 板谷由夏『リアルライフ』『中洲バンケットブルー』『能古島デイズ』
- 市川実日子『わたしのまなざし』
- 一木美喜子『レインツリーの国』『ぶたぶた』『おしゃべりな夏』『六月のカエル』『道頓堀ジャンピングガールズ』『さよなら環状線』『ソラノムスメ』『サイドシート・ララバイ』
- 市毛良枝『家族の肖像～硫黄島からの手紙』『こんぴら夫婦』『もう一度、夫婦で』『尋ね人』『春までの旅』『よい宵の祭り』『ヘルプマン -俺たちの介護物語-』②③④　『家族を因数分解』『アイニク憶えはありませんが』
- 市原悦子『ドアを叩くのは誰』『川のほとりで・夏草ひろしま覚書』『サハリン・シンフォニー　（全２部）』／（以後、2001年以降）『飛ばせハイウエイ、飛ばせ人生』『GIRLS（ガールズ）』『母、逝かず』『ちょっといいですか？』『もと天使松永』
- 市原隼人『迷走』
- IKKAN『新宿百太郎の伝説』『羽根をなくした妖精』『北千島女工節異聞』『残置物処理班』
- イッセー尾形『牛乳一合ココア入り』
- 伊藤歩『ほぞ』『アラカルト！』
- 伊藤えん魔『反面教師』『ニューワールド』『ハードボイルド・ボギー』『バスタイム』
- 伊藤隆大『見えない森の中で』『メイド・イン・ジャパン』『ポプラの秋』
- 伊藤哲哉『ここではないどこかへ　（前後編）』『アナグマと冷たい月』『レンタル・キャリア』『いつかに続く調べ』『冬のこおろぎ』
- 伊藤友乃『虹のかけ橋七色もよう』『鬼になりたややさしい鬼に』『ピエロ』『鍋の中』『よいしょ、よいしょ』『紅い鳥・ひとり』『夢の男』『飛・び・ま・す』『明日』／（以後、2001年以降）『人らしく、生きられるように』『巡礼』『テレビ塔の下で』『タツ子さんの一日』『残穢』『金魚の恋、五十五年の夢』『母を放つ日』『あいちゃんは幻』『遥かなり、ニュータウン』『よい宵の祭り』『しあわせなとしょかん』『今年の梅は』『起業しやぁ』
- いとうまい子『テレビ塔の下で』
- 伊藤ゆきえ『誰のために哭いたのか』『夕凪の街 桜の国』
- 伊藤蘭『はるさんの日記』『春にして君を離れ』『真昼の流れ星』『さよならサリバン先生』
- 伊奈かっぺい『小樽鳳来堂綺譚』
- 稲川淳二『サブウェイ・ブルース　～北四番丁のマチ子』
- 犬飼貴丈『私は、スーパーキューピッド』
- 犬山イヌコ『引き出したのなら 仕舞っておいて』
- 猪野学『ピッチャー発掘～ダサくいこうぜ！～』『ロボット・イン・ザ・ガーデン』『ある暗号兵の告白』
- 井上小百合『手を振る仕事』
- 井上順『石鎚山天狗と戯』『マウンド』
- 井上嵩之『漆黒に落ちる』
- 井上倫宏『グスコー・ブドリの伝記』『カモメの落ちた日』『沖縄ラブ・ストーリー』『医学生』『ここではないどこかへ』『野原の小道』『ファントム・パーティ』／（以後、2001年以降）『未婚の女』『ドイツ人が描く「或阿呆の一生」』『カリブの女・ユーマ』『静かな大地』
- 井上裕朗『ホワイトダスト』
- 井上真樹夫『ロンリーハート，ロンリーシティ』『沖縄のいちばん長い日』
- 井之脇海『歌え、この街の空に』『風のち、りんご晴れ』『おきらく極楽』『雪天神』
- 伊原剛志『二人のレーサー』
- 伊武雅刀『ノース・ウィンド』
- 今井和子『原生林に降る雨』『夾竹桃同窓会』『ティー』『ドイツへの旅』『ブリキの星』『川のほとりで ： 夏草ひろしま覚え書き』『愚者たち』『ソフィーの世界』『クレイム／焼跡の主』『父への旅』
- 今井朋彦『ア・ルース・ボーイ』『ぼがぁざん ： 戦艦大和の少女』『風はまだ止まない』『ディア・ノーバディ』『ありなしの茜』『古井戸』『九月の微笑』『青いカナリア』／（以後、2001年以降）『アウラ』『いつか超える海』『いじめの行方』『父の代理人』『母、逝かず』
- 今井雅之『開いた窓』『ベル・リン』
- 今江冬子『虫歯とタクシー、その他の不幸』『小指の思ひ出』『紅葉山通り』
- 今福正雄『グスコー・ブドリの伝記』『名画誕生』『帰ってきたジョバンニ』『黄金映画倶楽部(ゴールデン・キネマ・クラブ)』『プロキオン201を追え！』『死に屋・ウサーラ』『アナグマたちと冷たい月』『海渡り』『門出』『古井戸』『海渡り』『小鳥の住み処』『唐棣色の明日(はねずいろのあした)』『時の旅人』『少尉のオルゴール』『門間さんの礼状』
- 芋生悠『良い子、母になる』『歌え、この街の空に』
- イモトアヤコ『ほかの誰でもないアヤコ』
- 入江杏子『花祭』『黙って行かせて』『家』『満月の夜』
- 入江純『アマンドラ』『門間さんの礼状』『ドイツ人が描く「或阿呆の一生」』『査察機長』『大きな豚はあとから来る』
- 入川保則『まだ夜ではないがもう昼でもない』
- 入野自由『質屋』『ツユクサ』
- 岩崎う大『ロクデナシの夜』『私は"サバイバー"』
- 岩﨑大『シュガー・ソネット』
- 岩崎ひろし『あの日の匂い』『朝まだきの谷間』『思い出さずに忘れずに』『聞こえの彼方』
- 岩崎良美『永遠の日曜日』『カサブランカ』『エリーゼさんのために』『スイートビターホーム』
- 岩下浩『夾竹桃同窓会』『帰ってきた男』『木と水への記憶～言葉と音のための詩劇』『我が歌よ、祖国に響け』『影たち』『井上さんの卒業式』『首飾りと腕輪』『障子の穴の天の川』『春の光の庭』『密漁』『母から母へ』『夜想曲（ヤソウキョク）』
- 岩田華怜『繭』
- 岩本多代『星眼鏡』『杉の芽』『夜の帳に(よるのとばりに)』『アカネ・広島鬼女伝説』『乳房の記憶』『ある晴れた日に』『バースデイケーキ』『風に刻む』『やさしい歌を歌ってあげる』『花の独身』『かえりみち』『ばっちゃんの親子丼』
- 上杉祥三『マイ・スウィート・ベイビィ』『クレイム／焼跡の主』『とっておきの旅』『北千島女工節異聞』『夢の波間』『嘘と真実（まこと）』『はじまりの旅』『アンちゃんといっしょ、未来の家族』
- 上杉陽一『誰のために哭いたのか』『井上さんの卒業式』『僕らはみんな、』
- 上田耕一『月の記憶』『線路は曲がるよどこまでも』
- 上田桃子『ブループリントの岬』『ビオレタ』『木になった亜沙』
- 植田真介『100億分の1のオトン』
- 上村祐翔『夫婦ぎゃぐ裁判』『未婚の女』『父への旅』『百億光年の貝殻』『兄と弟・広島に生まれて』『私は、先生』『心にナイフをしのばせて』『鳥を放つ日』『聞こえの彼方』『ふるさとに、待つ』『I want to be.ケンジノウタ』『青い羽ねむる』
- 宇垣秀成『月の島』
- 宇崎竜童『黒潮の流れのままに』
- 宇梶剛士『KILLERと呼ばれた男』『歌え、この街の空に』『礼文バージンロード』
- うじきつよし『真昼の流れ星』
- 鶉野樹理『原生林に降る雨』『バビロンに行きて歌え』『残火の香り』
- 内田健介『消えた万元戸』『唐棣色の明日(はねずいろのあした)』／（以後、2001年以降）『父も恋する』『握手をしよう』『緑の音楽師』『ミュージックセラピスト』『もと天使松永』『声の訪問者』『70歳の受験生』『戦争の歌がきこえる』
- 内田淳子（＝幹ジュンコ）『犬のしあわせ』／（幹ジュンコに改名後）『南極横断鉄道404号』『F001号～白浜エネルギー作戦』『光る海』／（再び内田淳子に戻し）『風呂屋の二階』『名もがりの町』
- 内田慈『高倉酒店で会いましょう』『ステップを聴かせて』『ガラクタな人々』『マサコとふたり』『夜のまちと昼のまち』
- 内野謙太『エーミールと探偵たち』『パズル』『ラジオと背中』『天空の道標』
- 内野聖陽『愚者たち』『昭和二十年　それぞれの夏』
- 内場勝則『かささぎ橋で会いましょう』
- 内山昂輝『コーカサスの金色の雲』『昭和八十年のラヂオ少年』
- 内山理名『夏の午後、湾は光り、』『満天のゴール』『昭和から来た男』
- 内海賢治『スコアブック』
- 宇野重吉『あの輝ける日々』
- 梅沢昌代『五月の自転車』『茶筒のゆくえ』『琴子の浜』『父の帰宅』『ブループリントの岬』『最後の一人になるために』『ヘルプマン -俺たちの介護物語-』④⑤
- 梅津栄『岩場のチングルマ』『アニー・ジョン』『おじいちゃんの口笛』『唐棣色の明日(はねずいろのあした)』
- 梅舟惟永『夜市』『春はこない』『声命線』
- 占部房子『小さな雨』『答えは、昼間の月』『エトルリアの微笑み』『三月の招待状』『観られる女』『かぞくのたまご』
- 浦和めぐみ『羽根をなくした妖精』『772条の家族』
- 江口のりこ『ほかならぬ人へ』
- 絵沢萌子『穴を掘る』『明日、四万十のほとりで』
- 枝元萌『マー子さん』『ブラザー・ラプソディ』『さくら、ねこ、電車』
- 江波杏子『罵詈雑言忠臣蔵』
- えなりかずき『柿の木の下で』『隣の魔女』
- 榎木孝明『地下鉄のシンデレラ』『医学生』
- 映美くらら『臨月』『ビギンズナイト 俺たちのカウント2.99！』
- 柄本明『ぼくの中の右と左』『ピエロ』『殺人者たちの午後～記憶の闇』『祖国を想う、沖縄を想う～ドラマ照屋敏子伝』
- 柄本佑『僕の細道』『南国土佐を後にして』『ＡＩ（あい）は故障中』
- 柄本時生『みちばたのはな』『同じ空の下』『仮想郵便局』
- 江守徹『スコアブック』『ふたりぼっち』
- 江良潤『冬のこおろぎ』『鈴のない猫』『さあ、すわってお聞きなさい』『パスクアル・ドゥアルテの家族』『父のいた島』『ニンに合わない』『思い出さずに忘れずに』『探しもの』
- 遠藤久美子『みかん畑のロボット　ZERO』『歪みたがる隊列』『眠れない女』『ミニマル・ウーマン』
- 遠藤史人『僕の光』
- 遠藤雅『子供の情景』『サイパンの蒼い海』『カタツムリたち』『春の翼』『アンチノイズ』『焼け跡の天女』
- 近江谷太朗『月より帰る』『ボクサァ』『かえりみち』『暗闇の訪問者』『師匠と私と飴色のレシピ』
- 大石吾朗『ヒッチハイク』『よろしく「ちゃんぽん係長」』
- 大内厚雄『ラブストーリーを読む老人』『代役ラブストーリー』『フリオのために』『金魚鉢の教室』
- 大浦千佳『I want to be. ケンジノウタ』
- 大方斐紗子『ありがとう』『家族の肖像～硫黄島からの手紙』『母、逝かず』『お岩木さまの子供たち』『声の訪問者』『春までの旅』『百八つの人助け』『プリズン・コーラス』『ヘルプマン -俺たちの介護物語-』①⑤
- 大木実『ありがとう』
- 大久保祥太郎『母から母へ』『朝まだきの谷間』
- 大倉孝二『虫歯とタクシー、その他の不幸』『ボクのいじわるでえらそうなヒール』
- 大後寿々花『こぼれ塾』『真昼の流れ星』『みごもる。』『暗闇の訪問者』『ようこそ喫茶トマリギへ』
- 大沢健『スティル・ライフ』『深夜の市長』
- 大路恵美『後悔の呪文　タラレバ屋でございっ』『パズル』『はじまらないティータイム』『嵐のマドリード』『飛ばせハイウェイ、飛ばせ人生』『優雅な食卓』『紫のチューリップ』『蛍の光 窓に雨』『スイートメモリーズ』
- 大路三千緒『幻の魚ハリンサバの告別』『夜のコーラス』『ぼくの名はリトル・トリー ： あるインディアンの回想』『みずほのくにのはじめのたかくら』『白い虫』
- 大島宇三郎『カモメの飛ばない街』『曲芸師ハリドン』『あンときの約束』『異人たちとの夏』『ものがたる機械』
- 大杉漣『ハローワーク』『あなた』『失踪の夏』『父への旅』『すばらしい日々』
- 大空ゆうひ『師匠と私と飴色のレシピ』『黄昏ペンライト』『キャンバスの彼女』
- 大滝秀治『ベルリンが歌っていた』『木を植えた男』『武蔵のたんこぶ』『空也上人がいた』
- 大竹しのぶ『薔薇のある家』『四季を知る』
- 大竹周作『昭和二十年それぞれの夏』『古井戸』『誰のために哭いたのか』『誰がドルンチナを連れ戻したか』／（以後、2001年以降）『桃の花あかり』『さあ、すわってお聞きなさい』『髪にふれる』『答えは、昼間の月』『羽根をなくした妖精』『幸せＤｅａｔｈ(です)』『良い子、母になる』『ｉ²－アイノジジョウ』
- 大鷹明良『消えたドロテア』『歪みたがる隊列』『ほぞ』
- 大高洋夫『はじまりのとき』『ソフィーの世界』『その後の断腸亭日乗：津軽放浪』『青春快進撃号』『東京 Voice』
- 大谷直子『囚われたオオムラサキ』『遊びの時間はとうに過ぎ』『井戸の底にいるのだーれ？』『光の廊下』
- 大谷亮介『カラカッタ』『ツバメ飛ぶ』『ラブストーリーを読む老人』『サラエボの女』『いつか越える海』
- 大塚明夫『ニューワールド』
- 大塚周夫『しぶとい連中』
- 大塚千弘『少尉のオルゴール』『吉野雛』『エーテル』『命のバトン』『息子の初恋』『幻想列車』
- 大塚道子『神様はどこにいるの』『でんしゃみち1988』『サハリン・シンフォニー　全２部』『エリコの灯り』『鳳仙花の咲く家に』
- 大鶴義丹『ティブル』
- 大手忍『ニンに合わない』『もと天使松永』
- 鳳八千代『遺されたもの』『街の底にもう一つの街が』『レンタル家族』『広くてすてきな宇宙じゃないか』『紫陽花の家 ： 富田良彦の告白』『幸福ごっこ(しあわせごっこ)』『夕蝉 ： 福富昭典の告』『バリケード1966年2月 ： 福島泰樹の告白』『彼方の時間割／入れ歯にやさしいレストラン「ルンビニ」が開店しました』『旅師・小島屋』
- 鳳蘭『名画誕生』『帰ってきた男』『みずほのくにのはじめのたかくら』
- 大西麻恵『月光のパルス』『風に刻む』
- 大西多摩恵『最終楽章』『神様』『コーカサスの金色の雲』『さらば、イカロス』『天使の赤紙』『稲穂が輝く時』
- 大西結花『一人芝居』
- 大野拓朗『踊らされながら』
- 大場泰正『静かな大地』『井戸に吠える』『命のバトン』『琴子の浜』『風のあと咲き』
- 大橋吾郎『真冬の夜の夢　義経蝦夷伝説』『弟との邂逅』／（以後、2001年以降）『桃の花あかり』『ノーベル賞作家の描く「男と女」』『生き直すパート3～理学療法士・砂川晴美～』『心にナイフをしのばせて』『夜に届く声』『スイートビターホーム』『あンときの約束』『秋のレッスン』
- 大林隆介『本覚坊遺文』／（以後、2001年以降）『さくら、ねこ、でんしゃ』
- 大村崑『春の万華鏡』
- 大森暁美『青葉花子のむすめ』『前略、桜舞うアパートの庭から』
- 大八木凱斗『天昇る魚』『おしゃべりな夏』『優雅な食卓』『レイン』『ソラノムスメ』
- 大和田健介『ひとつきの楽園』『温もりの値段』
- 大和田悠太『夕凪の街　桜の国』『富士へ』『ブラザー・ラプソディ』『冬の曳航』
- 岡崎友紀『その後の断腸亭日乗～津軽放浪』『その後の断腸亭日乗～佐渡情話編』
- 岡田英次『空の色紙』『わが青春のイーゴリ』
- 岡田嘉子『鬼になりたややさしい鬼に』
- 岡田義徳『二月の森』
- 岡部たかし『ハッピーバースデートゥーミー！』
- 岡本綾『あのね』
- 岡本富士太『失われた宴』『不思議な縁』『鳥が教えてくれた空』／（以後、2001年以降）『春の空へ』『東京Voice』『あなた』『ミュージックセラピスト』『声の訪問者』『尋ね人』『眠れない女』『70歳の受験生』『罵詈雑言忠臣蔵』
- 岡本玲『アキタ系、なう』
- 岡山天音『踏切の向こう側』『荒地のひと』『桜、降るとき』『夜のまちと昼のまち』
- 小川剛生『ロボット・イン・ザ・ガーデン』『新宿の猫』
- 小川範子『800 ： トゥー・ラップ・ランナーズ』『誰か、ネロをさがして』『海の中の砂漠』『ミス　キャスト』『キャパになれなかったカメラマン』
- 小川眞由美（＝小川真由美）『豆腐と花束』
- 小川隆市『誰がドルンチナを連れ戻したか』『はるさんの日記』『生き直す　パート２　～理学療法士・砂川晴美～』『これが私の歌う道』『満月の夜』『イナナギ』
- 小木茂光『スティル・ライフ』『スモーキング・タイム ： 煙の行方』『夢について』
- 沖田浩之『一人芝居』
- 奥菜恵『祈りきれない夜の歌』
- 荻野目慶子『優駿』
- 奥井隆一『ハハゴコロ』
- 奥田瑛二『与那国ぬ情（ゆなぐにぬなさぎ）』『メフィスト・ワルツ』『遥かなり、ニュータウン』『田毎の月が沈む』
- 奥貫薫『夢について』『母の肉』『お顔』『望月青果店』『ある一日』『母を放つ日』
- 奥山佳恵『やまももの詩』
- 小倉久寛『しぶとい連中』
- 小沢栄太郎『ベルリンが歌っていた』
- 押谷かおり『LOULOU（ルルゥ）： 被災地のDJ』『レインツリーの国』『六月のカエル』『時のない暗闇』『ぶたぶた』『トコマとよっちゃん』『家族のコツ』
- 忍成修吾『バーバー・レッスン』『海を渡る日』『揺れる、ひまわり』『満天のゴール』『悲しいくらいの幸運を』『ミニマル・ウーマン』『みそひともじシンドローム』『塀の中のリクエスト』
- 小田茜『杏（あんず）』『銀河動物園』『少尉のオルゴール』『葉月の扉』
- 小田豊『マスオさんになれなかった男』『秋の声』『鳥』
- 落合弘治『最初の教師』『黙って行かせて』
- 落合モトキ『あいちゃんは幻』『最後の一人になるために』『ごらん、花々の彩りを』『決められない松田、おすすめの一本』
- 小野賢章『バースデイケーキ』『赤いバス』『大きな家の大いなる一日』『冬の終わりのゴキブリの』『百億光年の貝殻』『素敵な十六歳』
- 小野武彦『スタジアムにて』『晩年の弟子』『うさぎの神様』『素敵な十六歳』『最後の一人となるために』
- 尾野真千子『私は、先生』
- 小野莉奈『多羅間さん、どこ行った？』
- 尾美としのり『海へ…』『ぬけがら』『罵詈雑言忠臣蔵』
- 織本順吉『コーカサスの金色の雲』

### か行
- 河相我聞『バック・トゥー・ザ・❝坊ちゃん❞』『海を渡るさぬきブルース』『リアルライフ』『遺失物管理所』『成田屋おまつ』
- 海鋒拓也『公園のベンチで』『朝まだきの谷間』『地下水脈』
- 加賀美幸子『しぶとい連中』
- 香川京子『スペードのＪはわたしのもの』『風はまだ止まない』『茶湯寺で見た夢』『天使の赤紙』
- 柿澤勇人『どこかで家族』
- 柿原りんか『名もがりの町』
- 賀来千香子『イグアナくんのおじゃまな毎日』『GIRLS（ガールズ）』
- 陰山泰『最後の一人になるために』『うつ病九段』『遺体を捜す人たち』
- 陰山真寿美『荒地のひと』
- 笠原秀幸『空也上人がいた』『地上5センチのアンチヒーロー』
- 風間俊介『わたくし、今、恋をしております』
- 風祭ゆき『雪上の風』
- 樫山文枝『マイナス十歳』『ガンジス河の深みに』『黙って行かせて』
- 賀集利樹『試合前のエース』
- 柏原収史『わたしのまなざし』『雨』
- 柏原崇『ＧＯＴＡＩＳＥＴＳＵ』
- 梶原善『スタジアムにて』『夜の学び舎に燈ともりて』
- カズ祥『素数と雨音』
- 春日井静奈『大きな豚はあとから来る』『スイートビターホーム』『チョッキー』
- 片岡礼子『開いた窓』『盆踊り』『ヴィジョン』『豹たちのダンス』『スモーキング・タイム　煙の行方』『ヴァイブレータ』『アンヌ・ダーター』『あなたは誰』／（以後、2001年以降）『ツバメ飛ぶ』『夏の影踏み』『月の記憶』『しづ子～魂の俳句』『思い出さずに忘れずに』『探しもの』『通い猫アルフィーの奇跡』『ステップファミリー・ビギナーズ』『ヘルプマン -俺たちの介護物語-』①②③④⑤
- 片桐はいり『座る男』『100円の新世界』
- かたせ梨乃『ヘルプマン -俺たちの介護物語-』①②③⑤『アイニク憶えはありませんが』
- 勝地涼『forget－me－not　～忘れな草～』
- 勝部演之『ドアを叩くのは誰』『ベートーヴェンになりたかった男』『ひとりで跳べる』
- 勝村政信『郡上おどりの夜に』『永遠のホームページ　最愛なる者へ』『空振りホームラン』
- 桂吉弥『石鎚山天狗と戯』『かわり目～父と娘の15年～』
- 桂枝雀『あしたは月の上で』『鐘は鳴るなり法隆寺 ： 枝雀オト落語』
- かとうかずこ『エトルリアの微笑み』
- 加藤健一『ガリレオの腕』『ラジオオペラ　記憶交換』『サンタクロースさん、いらっしゃい』『渇水』『自動車・修理屋』『人間っていいねえ』『光柱』
- 加藤忍『自動車・修理屋』『ケンジ ： 地球ステーションへの旅』『ロボット・イン・ザ・ガーデン』
- 加藤清史郎『生き直す～理学療法士・砂川晴美～』『嘘と真実（まこと）』『暗闇の訪問者』『逆さ首』
- 加藤武『七色なずな』『本覚坊遺文』『雪の迎え』『密漁』『昭和八十年のラヂオ少年』『エトルリアの微笑み』
- 加藤千尋『12歳の成人式』
- 加藤虎ノ介『歪（ひず）みたがる隊列』『エーテル』『うるさいサウルス』『遥かなり、ニュータウン』『ロボット・イン・ザ・ガーデン』『幻タクシー』『しまないあそびば』『聖地じゃない』
- 角野卓造『隅田川暮色』『スコアブック』『ゴー！ベイビー・ゴー』『一寸先の夢の夢』『新人類とマッチ棒』『町内会バス旅行』／（以後、2001年以降）『ちょっといいですか？』
- 金沢映実（＝金沢映子）『砂漠巡行』『アンジェリーナ ： 佐野元春と3つの短編』『マスオさんになれなかった男』『ガンジス河の深みに』／（以後、2001年以降）『LET IT PON！～それでええんよ～』『2233歳』『どこかで家族』『父の代理人』『師匠と私と飴色のレシピ』『プリズン・コーラス』（以上、金沢映子当時）／『あの恋は、檸檬のようだった』
- 金山一彦『あなたのそばで眠りたい』
- 蟹江一平『アマンドラ』『断崖絶壁』『密航者たち』『ミッドナイトレジスタンス』『ココロノコリ』『満月の夜』『ハードボイルド・ボギー』『通い猫アルフィーの奇跡』
- 蟹江敬三『夢の壁』『二人のレーサー』『テン・カウント』『海辺の東天紅』『糸でんわ』『袋小路の小さな獣』『井上さんの卒業式』『赤いバス』
- 金内喜久夫『スコアブック』『不思議の国のヒロコの不思議』『大人のためのおとぎ話　フロレントの遺産相続』『耳と耳のあいだに』『雨の夜の冒険』『昭和二十年それぞれの夏』『鈴のない猫』『蕨野行』『ありがとう』
- 金子貴俊『夢について』『紅葉山通り』
- 金田明夫『カモメの駅から』『ゆれる車の音』『羽根をなくした妖精』『防砂林』
- 金田賢一『チングー・韓国の友人』
- 金田龍之介『もしもし、こちら昔局』『スコット・希望への旅』『誰がドルンチナを連れ戻したか』『ツツジの里帰り』
- 加納幸和『その後の「断腸亭日乗」』『お父ちゃんの金の斧』
- 佳梯かこ『グッバイ・マンスリー・デイト』『作文』『元気のさかだち』『みどりの公園』『貴志　雪月花』『ケンジ ： 地球ステーションへの旅』『海渡り』『祈りきれない夜の歌』『スタジアムにて』『ランドエスケイプ』／（以後、2001年以降）『金魚とあぽろ』『プリズム』『自分からの手紙』『小指のエチュード』
- 神尾晋一郎『ふるさとに、待つ』『防砂林』『沈黙とオルゴール』『青い羽ねむる』
- 上岡龍太郎『ボトル・キープ』
- 上川隆也『がんばれママン』『広くてすてきな宇宙じゃないか』
- 上川路啓志『大きな豚はあとから来る』『あの人』『夜市』『僕の夢はアナウンサー』
- 上條恒彦『ポポイ』『ふるさとに、待つ』
- 上白石萌歌『沈黙とオルゴール』
- 上白石萌音『仮想郵便局』
- 神農直隆『レオナルド・ダ・ヴィンチの恋人』『月につれてって』
- 亀田佳明『家族の肖像～硫黄島からの手紙』『金魚鉢の教室』『父の代理人』『ホワイトダスト』『キャンバスの彼女』『聖地じゃない』
- 加茂さくら『淡路島へ』
- 茅島成美『散歩道』『通い猫アルフィーの奇跡』
- 唐沢潤『秋桜の種』
- 烏丸せつこ『紫のチューリップ』
- 苅谷俊介『しあわせなとしょかん』
- 河井青葉『アンちゃんといっしょ、未来の家族』
- 河井樹『コンクリートの夢』
- 河合奈保子『サブウェイ・ブルース　～北四番丁のマチ子』
- 川上千尋『逆回りのお散歩』
- 川上律美『蛍の光 窓に雨』『ボクを呼ぶ音』
- 川口敦子『花が散って』『原生林に降る雨』『名画誕生』『森のフシギの物語』『夾竹桃同窓会』『トムは真夜中の庭で』『フォアグラと公僕』『太吉の往生』『西行花伝』／（以後、2001年以降）『ラジオと背中』『ある晴れた日に』
- 川口覚『すぎのまち』
- 川先宏美『鳳仙花の咲く家に』『ウィニングボール』
- 川下大洋『異聞世界語事始頌』『誰か、ネロをさがして』『スチーム◆パンクラチオン』『F001号 ： 白浜エネルギー作戦』『兵隊さんの時間』『90日の過ごし方〜マルオ・ラスト・デイズ〜』
- 川島潤哉『線路は曲がるよどこまでも』『映画を聴きに行きませんか』『春はこない』『雪天神』『歌をなくした夏』
- 川添公二『ハードボイルド・ボギー』『父が還る日』
- 川野太郎『あなたのそばで眠りたい』
- 川原亜矢子『納豆ウドン』
- 川原和久『男たち』『春を待つ音』
- 河原さぶ『さまよえる二人』
- 川辺久造『ピエロ』『骨たち』『その堤を越えて』『天空の道標』『断崖のふたり』
- 河原崎國太郎『明治おばけ暦』
- 河原崎長一郎『ホル・ホレ・ホロ』『原色の荒野』『マイナス十歳』『夜の影』
- 貫地谷しほり『世界から猫が消えたなら』『婚礼、葬礼、その他』
- 神奈延年『ホンジョンイル』
- 冠野智美『ハバナへの旅』『生き直す パート2 ～理学療法士・砂川晴美～』『生き直す パート3 ～理学療法士・砂川晴美～』『うさぎの神様』『ティティヴィルスの見えない蜂』『まなざし』『手を振る仕事』『ホットサンド』『失われた夢を求めて』『オレンジの誓い』『ハッピーバースデートゥーミー！』『それは誠』
- 菅野美穂『こんにちは地球』
- 神田朱未『笑い祭』
- 魏涼子『生き直す～理学療法士・砂川晴美～』『生き直す　パート２～理学療法士・砂川晴美～』『生き直す　パート3～理学療法士・砂川晴美～』『りっちゃんのこと』『ステップファミリー・ビギナーズ』『ボクの、いじわるでえらそうなヒール』『うらぼんえの帰還兵』『父さんが会いにきた』
- 木内みどり『帰ってきたジョバンニ』『檸檬をめぐるレクィエム』『桜を伐る』
- 樹木希林『あの夏の想い出』『雪姫 遠野おしらさま迷宮』
- 岸井ゆきの『巣ごもりな人々』
- 岸田今日子『浦島草』『クーパーの想い出』『ベルリンが歌っていた』『日々の泡 ： ボリス・ヴィアンのうたかたの日々』『大地の子　エイラ』『椿の海の記』『ブロンズの愛』『木と水への記憶～言葉と音のための詩劇』『夢の橋』『ウエルカム・ホーム』『悪童日記　全２部』『不思議な縁』『これでおしまい』『あなたは誰』
- 岸野幸正『ポスト・エデン』
- 北浦実千枝『ヒィ、ラブズ、ミイ』
- 北乃きい『カウント2．9！』『さよなら、わたしの神様』
- 北村和夫『七色なずな』『センターピアの月』『フォアグラと公僕』『太吉の往生』『蕨野行（わらびのこう）　前後編』『海へ…』『西行花伝』
- 北村一輝『ポンソンファ』
- 北村想『ひろば・まぼろし』『逢魔が時に』
- 北村有起哉『海の中の砂漠』『あの日のきみにありがとう』『あなたは誰』『東の国よ！』『仮想郵便局』
- きたろう『気化しない蒸発』
- 鬼頭卓見『ポテトサラダ』『遥かなり、ニュータウン』
- 鬼頭典子『ポプラの秋』『カサブランカ』『消えたドロテア』『落下傘』『虚構の楽園』『フリオのために』『風に刻む』
- 木藤玲子『スタンピード・暴走』『ムーンライトハウスの女たち』『ノース・ウィンド』『子供の時間』『赤い長靴』『雪だるまの詩』『縄文の道』『友子とモコ』
- 木南晴夏『ひとつきの楽園』『かわり目～父と娘の15年間～』
- 木野花『その後の断腸亭日乗：津軽放浪』『うらぼんえの帰還兵』
- 木下浩之『海の雪』『ドイツ人が描く「或阿呆の一生」』
- 木下政治『眠れない女』
- 木場勝己『曲がり角の男』『隠れ家』『風の丘を越えて』『ガラクタな人々』『素数と雨音』
- 金久美子『ほほえみ物語』『チングー・韓国の友人』『あのゴミを捨てるのはあなた』『光る箱』『風の丘を越えて　第一部』
- 金守珍『JODK ： 消えたコールサイン』『花子さんから花子さんへ』『記憶の裏側』
- 木村庄之助『貴志　雪月花』『ここをすぎて』『杏(あんず)』『怪盗ハーブの予告状』『大きなたたりの木の下で』／（以後、2001年以降）『座る男』『ロボキッド』『さよなら、ユキちゃん』『風保険』『forget－me－not　～忘れな草～』『届けてレッドマン』『黄泉のカラス』『アトカタ』『金魚の恋、五十五年の夢』『不惑検定』『ワンさんは働き者』『潮騒ハイツの奇跡』
- 木村昴『僕らはみんな、』
- 木村多江『産後途中下車』
- 木村風太『戸村飯店 青春100連発』
- 木村雅史『柿の木の下で』『誰のために哭いたのか』『時の旅人』『逆回りのお散歩』
- キムラ緑子『雨のち祭り』『二月の夜空に』『SMILE!』『さよなら、コロボックル』
- 木本武宏『シャッター』
- 喜安浩平『トンテンネムクンといた夏』
- きゃんひとみ『小夜嵐』『ゆらゆらいちゅん』
- 許諾廸『鳥が教えてくれた空』『ポプラの秋』
- 京田尚子『紅葉山通り』
- 京本政樹『夜の階段』『淡路島へ』
- 清原果耶『沈黙とオルゴール』
- 金成均『東の国よ！』
- 銀粉蝶『ラジオオペラ・記憶交換』『夢の壁』『白の森・不思議』『五月の自転車』『小鳥の住み処』『ある晴れた日に』『消えたドロテア』『最初の教師』『夢について』『答えは、昼間の月』『あなた』
- 久我未来『サマー・スクール』
- 草尾毅『笑い祭』『クジラの消えた日』
- 日下武史『スピカ』『浦島草』『交響詩・うるんだ美女／四万十川をさかのぼる』『安全地帯』『サハリン・シンフォニー　全２部』『みずほのくにのはじめのたかくら』『西行花伝』
- 日下由美『花笑い鳥うたい』『ブレックファスト・ゲーム』『眠れない女』
- 草野康太『東京石器人戦争』『電気工事士』『誰がパロミノ・モレ―ロを殺したか』『プリズム』『アマンドラ』『かぞくのたまご』
- 草野大悟『虫喰い』『神様はどこにいるの』『ユダヤの人形つかい』『大蛇は消えてしまったのか ／ ある根の国伝説』『シルビアって誰？』『遅れてきた青年』『作文』『伝言』『ブリキの星』
- 草笛光子『眉山』『タッグ』
- 草見潤平『洞窟真珠』『さらば、16文キック！』
- 草村礼子『春の旅人』『リバイバル』『東京Voice』『温もりの値段』『ミュージックセラピスト』『春までの旅』『あなたは最期に』
- 楠年明『袋小路の小さな獣』『開いた窓』『犬のしあわせ』『深夜の市長』『電光仮面　最後の戦い』『島の密航先生』『ローリングボーイ』
- 楠侑子『帰ってきたジョバンニ』『風博士／坂口安吾の同名の短編より』『風の自画像』『ある晴れた日に』
- 楠見薫『F001号～白浜エネルギー作戦』『翔べない豚さん』『どうぶつのうた』『ともに帰らん』『サイドシート・ララバイ』『ノストラダムスと冷静な航海士たち』『私の人生は喜ばれない』『ハハゴコロ』『背番号のない夏』
- 国広富之『飛ぶ教室』『ふたりの娘』『異人たちとの夏』『ものがたる機械』
- 國村隼『秋の公園』『やるやりたいやればできるかな』『見えないフルート』『もしもし、こちら昔局』『家族制度』『新人類とマッチ棒』『ぼくのスカート』『モンタージュ』『幽霊故郷に帰る』『テン・カウント』『鏡の向こう側』『春にはじまる』『ボクを呼ぶ音』『鯨のそばの井戸』『勤務時間内戦争』『LOULOU（ルルゥ） ： 被災地のDJ』『ゴースト・ライター』／（以後、2001年以降）『春を待つ丘』『カナン』『プリズム』『納豆ウドン』『密航者たち』『ヒッチハイク』『蝶が燃えた日』『世界から猫が消えたなら』『さよならサリバン先生』『嘘の秘密』『ストリートピアノ～伴奏のジャーニー』
- 久野綾希子『ズーム・レンズ』『約束の夏』『人間っていいねえ』『どこまでも』
- 久保酎吉『永遠に調べを（とわにしらべを）』『絶叫マシン』『コントラバス』『古井戸』『夢の柩』『泣かないで、パーティーはこれから』『父さんが会いにきた』
- 久保田紗友『踏切の向こう側』『姉妹のしまいごと』
- 窪塚俊介『うつ病九段』
- 熊谷真美『道化の華・心中』『マイ・スウィート・ベイビィ』『母ちゃんと王様』
- 久米明『ザ・ヘッド・イズ・バッド』『マイナス十歳』『風はまだ止まない』『幸福ごっこ(しあわせごっこ)』『とても素敵な傘一本』『あじさいの家』『バースデイケーキ』『夜想曲』『春の光の庭』『兄と弟・広島に生まれて』『裁きの朝』『ほんとうの音』
- 藏内秀樹『消えたドロテア』『男たちの秘密基地』『はじまらないティータイム』『星と絵葉書』『冬の曳航』『70歳の受験生』『高倉酒店で会いましょう』『百八つの人助け』
- 蔵下穂波『ごらん、花々の彩りを』『ストリートピアノ～伴奏のジャーニー』『アイニク憶えはありませんが』
- 倉島颯良『良い子、母になる』『あなたは最後に』
- 倉田てつを『治療塔』
- 倉野章子『ブロンズの愛』『船宿』『ドクター・アニマ ： 北の原野の動物医』『愚者たち』『海へ…』『カサブランカ』『神様』『ハイファに戻って』『母から母へ』『祖父と手紙と僕と』『2233歳』『問わず語り』『秋のレッスン』『うたかたビオトープ』
- 栗田桃子『唐棣色の明日(はねずいろのあした)』『LET IT PON！～それでええんよ～』
- 栗原小巻『冬桜』『ケンジ ： 地球ステーションへの旅』
- 栗山千明『オッサンとワタシ』『空に近いアクアリウム』『コール　闇からの声』『コンビニ人間』
- 紅萬子（＝紅壱子）『月光のパルス』『どうぶつのうた』（以上、紅萬子当時）／（紅壱子に改名後）『父が還る日』『タイパな私の生きる道』
- 黒川芽以『私は"サバイバー"』
- 黒沢あすか（＝岡坂あすか）『おねいちゃん』『悪役志願』『ガンバとカワウソの冒険』（以上、岡坂当時）／
- 黒島結菜『オールに願いを』
- 黒田アーサー『眉山』
- 黒田福美『シェルシーカーズ』『新宿鮫・氷舞』
- 黒沼弘己『夫婦でハワイ６日間』『メイド・イン・ジャパン』
- 黒部進『冬物語』
- クロル舞『星空ロック』
- 桑島法子『ニューワールド』
- 桑原裕子『となりの音女（オトメ）』『線路は曲がるよどこまでも』『夕暮れ迷子』
- ケーシー高峰『サッチャンの海』『恐竜は語る』『呼吸する家』
- 玄海竜二『誉菊親子乃花道(ほまれぎくおやこのはなみち)』
- 建蔵（＝田中健三）『自動起床装置』『ロンリーハート、ロンリーシティ』『大きな家の大いなる一日』（以上、田中健三当時）／（建蔵に改名後）『となり町戦争』『富士へ』『晩年の弟子』『骨を抱えて』『聞こえの彼方』
- ケンドーコバヤシ『迷走ランナー』
- 小池徹平『海のお城がくれた夏』
- 小磯勝弥『少年N』『ミッドナイトレジスタンス』『祖国を想う　沖縄を想う　～ドラマ照屋敏子伝～』
- 小市慢太郎『誰か、ネロをさがして』『アンヌ・ダーター』『あの道。』『モモと見た夢』『息子の初恋』『幕末の絵師 田崎草雲』
- 幸田直子（＝幸田奈穂子）『アンガツクユタチ：わが友よ』『洞窟真珠』『満月の夜』
- 幸田尚子『最後の一人になるために』『ストリートピアノ～伴奏のジャーニー』
- 幸田弘子『裏紫』『鬼』『タローを待ながら ： 内幸町あたごホテル』『エア・ポート』
- 甲田益也子『地球の耳』
- 郷田ほづみ『いぬ』
- 河内桃子『トシの海』
- 甲本雅裕『クレイム／焼跡の主』『聖の青春(さとしのせいしゅん)』『私は、先生』『巡礼』『線路は曲がるよどこまでも』『すばらしい日々』『声の訪問者』『声命線』『家鳴り』『大阪ルーザーソウル』
- 神山繁『縁の海』『山茶花さいた』『父のいた島』『天空の道標』
- コカドケンタロウ『おかんの結婚 僕の結婚』
- 小鹿番『桜堤舗装事件』『武蔵のたんこぶ』
- 小芝風花『ステップを聴かせて』『唄娘』
- 小島幸子『アニー・ジョン』『がんばれママン』『広くてすてきな宇宙じゃないか』『天国の踊り場』『ズボンがはきたかったのに』『絶叫マシン』『絵の中の少女』
- 小島聖『いよう！』
- 小島藤子『葡萄の秘密』『春を待つ雪』『真夜中の古本屋』
- 小島範子『葡萄の秘密』『テレビ塔の下で』『桜を伐る』『ほかの誰でもないアヤコ』『遥かなり、ニュータウン』『不惑検定』『ワンさんは働き者』『今年の梅は』
- 小杉幸彦『カサブランカ』『さびしぼっち』『最初の教師』『アリラン』『カリブの女・ユーマ』『山茶花さいた』『三月の招待状』『赤い操り糸』『あいあるあした』『冬の曳航』
- 小須田康人『カラカッタ』『その後の断腸亭日乗：津軽放浪』『春を待つ丘』『その後の「断腸亭日乗」～佐渡情話編』
- 小関裕太『約束の船』
- 五大路子『山茶花さいた』『奇跡の星』
- 小手伸也『ヘルプマン -俺たちの介護物語-』①②③④⑤ 『JUST A HERO』
- 後藤ひろひと『F001号 ： 白浜エネルギー作戦』『スチーム◆パンクラチオン』
- 小西美帆『さよならバースデイ』『潜水艦家族』
- 近衛はな『朝まだきの谷間』
- 此島愛子『一寸先の夢の夢』『翔べ！マイ・フレンド』『風の自画像』『アニー・ジョン』『エリコの灯り』『影たち』『クロアチア物語』『永遠の日曜日』／（以後、2001年以降）『誰がパロミノ・モレーノを殺したか』『アルケミスト』『772条の家族』『前略、桜舞うアパートの庭から』『狼たちの月』『羽根をなくした妖精』『夜に届く声』『飛ばせハイウエイ、飛ばせ人生』
- 小林愛『赤いバス』
- 小林麻子『星と絵葉書』
- 小林克也『虫歯とタクシー、その他の不幸』
- 小林勝也『村の名前』『多摩川』『僕はかぐや姫』『死に屋・ウサーラ』『香港の夜は寒い』『バリケード1966年2月　～福島泰樹の告白』『その堤を越えて』『幽界彷徨・桂木孝介の冒険』／（以後、2001年以降）『前略、桜舞うアパートの庭から』『曲芸師ハリドン』『骨をかかえて』『母、逝かず』『もと天使松永』『還れ、大山へ』『冬の曳航』『荒地のひと』『マサコとふたり』
- 小林さやか『ヴァイブレータ』『ジョルシャゴル』『三月の招待状』『さよならコロポックル』『トライ』
- 小林顕作『嘘とギター』
- 小林隆『笑の大学(わらいのだいがく)』『カッパどうする！？』
- 小林高鹿『遠い隣人』『さびしぼっち』『さよならバースデイ』
- 小林親弘『大きな豚はあとから来る』『あの人』『家族の肖像～硫黄島からの手紙』
- 小林トシ江『橋』『遊びの時間はとうに過ぎ』『乳房の記憶』『夕凪の街　桜の国』『探しもの』『荒地のひと』
- 小林稔侍『過激にして愛嬌あり』『岸本おじさんの冒険』
- 小林正寛『ウィニングボール』『ブラザー・ラプソディ』
- 小林良也『母から母へ』
- 小日向文世『冬のこおろぎ』
- 駒井蓮『ねぷたの来ない夏に』
- 小松彩夏『終活ビデオ作ります』『おかえり』
- 駒塚由依『とても素敵な傘1本』『滅頂』
- 小嶺麗奈『蛇の恋とわたしと』
- 小柳友『ほかならぬ人へ』『夜明けの舞』
- 小山茉美『治療塔』
- 小山萌子『あの人』『ロボット・イン・ザ・ガーデン』『通い猫アルフィーの奇跡』
- 近藤公園『お顔』
- 近藤正臣『風呂屋の二階』『カーン』『ぐじの小骨』『タッグ』
- 近藤芳正『ブレックファスト・ゲーム』『ぶたぶた』
- 近内仁子『海のことば』『ファントム・パーティ』『フライ・ミー・トゥ・ザ・ムーン』
- 今野浩喜『私は"サバイバー"』
- 紺野まひる『あなたに続く道』
- 金野むつ江『小さな鉄橋』『W&W』『広場からの手紙』『夫婦でハワイ６日間』『同じ空の下』『きっと　空へいく』『風のち、りんご晴れ』

### さ行
- 斉木しげる『山のあなたに住むものは』
- 斎藤暁『ここではないどこかへ　後編』『ツツジの里帰り』『ヘブンズコール』『ノスタルジック葉山』
- 斎藤歩『父さんの羽根』『雪だるまの詩』『誰が為にラジオは流る』『縄文の道』
- 斎藤志郎『秋の声』『アルケミスト』『おかえり』『さよならバースディ』
- 斉藤とも子『テレフォン・キッス』『風の行方』『奇跡』『夕凪の街　桜の国』『丘の上の幸福』『鯨と銀杏（ぎんなん）』
- 斉藤由貴『アディオス・ケンタウルス！』『娘たちの庭』『ロボキッド』『アリラン』
- 斎藤洋介『厳冬・凍れ蕎麦伝説』『夏が来れば思い出す』『豆腐と花束』『ジョルシャゴル』
- 佐伯日菜子『あくびと風の威力』
- 堺小春『告白の対価』『しまないあそびば』
- 酒井高陽『父が還る日』『電光仮面　最後の戦い』『あの人の声が聞こえた』『サバイバーズ・ギルト　わたしのいない街で』『簿記の先生がうるさい』
- 酒井敏也『白い夜』『きんもくせいがかおる』『遭遇』『雨のち祭り』『さまよえる二人』『さよなら、ユキちゃん』
- サカイヒロト『暑中休み』
- 坂井真紀『面影』『踊るあほうが見たものは』『屋上の徘徊者』『鮫人の家』
- 酒井美紀『お茶からはじまる物語』
- 阪井康人『ぬばたまの夢に見えつつ』『冬のこおろぎ』『唐棣色の明日(はねずいろのあした)』『地雷ではなく花を……』『ある晴れた日に』『アンヌ・ダーター』
- 酒井若菜『散歩する侵略者～鳴海と真治の二週間～』『はるかぜ、氷をとく』
- 堺雅人『かつて海だった街』『滅頂』
- 坂上忍『キャパになれなかったカメラマン』『心にナイフをしのばせて』
- 坂上二郎『門間さんの礼状』
- 坂口あずさ『エリーゼさんのために』
- 坂口芳貞『消えた万元戸』『神様』『秋の家族』『母、逝かず』
- 阪田マサノブ『心にナイフをしのばせて』『春に散る』『アディショナルタイム』
- 坂本長利『ぬばたまの夢に見えつつ』『クラウディ』『クジラがいた日々』『遺されたもの』
- 阪本浩之『さまよえる二人』『聖の青春(さとしのせいしゅん)』『インドへ行こう』
- 佐川和正『ものがたる機械』『天空の道標』『踊るあほうがみたものは』『散歩道』『異国の太鼓』『命の汽笛』『私は、スーパーキューピッド』
- 佐川満男『舞・7才の夏(まい，ななつのなつ)』『かわいい女』『二人でディナーを』『ポンソンファ』『島の密航先生』『六月のカエル』『潜水艦家族』『ぐじの小骨』『ともに帰らん』『わたしのまなざし』
- 咲田とばこ『心は90°』『天の記憶』『みどりの公園』『夢の男』『渇水』『サマータイム』『失踪の夏』『冬桜』『リ・セット』『幽霊の自転車』
- 崎本大海『もう一度、夫婦で』『つきのふね』
- 早霧せいな『瀬戸内マトリョーシカ』
- 佐久間由衣『地上5センチのアンチヒーロー』
- 佐久間レイ『沈黙とオルゴール』
- 咲野俊介『ポプラの秋』『あなたは誰』『父の帰宅』
- 櫻井章喜『幸せＤｅａｔｈ(です)』『春子の竹ボウキ』『春までの旅』『木更津花街草子』
- 櫻井孝宏『勝縄』
- 桜庭ななみ『私は、スーパーキューピッド』『私の人生は喜ばれない』
- 佐古雅誉『十六歳のマリンブルー』『カモメの駅から』『星眼鏡』『悪童日記』
- 佐古真弓『白い虫』『満月の夜』『ノスタルジック葉山』
- 酒向芳『見よ、蒼い空に白い星』『アマンドラ』『朝まだきの谷間』『残置物処理班』『裁きの朝』『さよならコロポックル』『エーテル』『あンときの約束』『故郷のわが家』『ケンタウルと天使の矢』『丘の上の幸福』
- 篠井英介『サブウェイ・ブルース　～北四番丁のマチ子』『誰のために哭いたのか』『キャパになれなかったカメラマン』
- 佐々木愛『夏の終わりに』『コールマンさん』『やわらかい朝』『天高く』『砂の上の雲　全２部』
- 佐々木蔵之介『侵食』『モノローグ男』
- 佐々木すみ江『春にさまよい』『蕨野行（わらびのこう）　前後編』『ポプラの秋』『あの音』『はるさんの日記』『ほんとうの音』
- 佐々木敏『七草なずな』『イナナギ』『春子の竹ボウキ』
- 佐々木望『クジラの消えた日』
- 佐々木睦『障子の穴の天の川』『光の廊下』『想い出あずかります』『産後途中下車』
- 佐々木李子『おかえり』
- 笹野高史『戦争童話集』『家族同盟』『風に刻む』『フーちゃんのこと』
- 佐津川愛美『マウンド』『青春快進撃号』『僕の光』『みそひともじシンドローム』『山神家の森』
- 佐戸井けん太『広くてすてきな宇宙じゃないか』『少尉のオルゴール』『カーン』『手の中のコスモス』『黄昏研修』『桜は、散らない！』『夜のまちと昼のまち』
- 佐藤オリエ『ピエロ』『ホル・ホレ・ホロ』『ウィングド・ボーイ』『いのちの木の方へ』『異聞世界語事始頌』
- 佐藤蛾次郎『後悔の呪文 ： タラレバ屋でございっ』
- 佐藤慶『地に伏して聴け』『ブリキの星』『炭を焼く』『サイパンの蒼い海』『奇跡の星』
- 佐藤二朗『断崖のふたり』
- 佐藤せつじ『さあ、すわってお聞きなさい』『ヒッチハイク』
- 佐藤誓『幽界彷徨・桂木孝介の冒険』『旅師・小島屋』『花の独身』『井戸に吠える』『星降る教室』『さくら、ねこ、でんしゃ』『おかえり』『瀬戸内マトリョーシカ』『とどけ、風の如く』
- 佐藤輝『スコット・希望への旅』『神様はどこにいるの』『日々の泡 ： ボリス・ヴィアンのうたかたの日々』『サハリン・シンフォニィ』『ア・ルース・ボーイ』『コネコにコバン』『ソフィーの世界』『ツツジの里帰り』『茶湯寺で見た夢』『ポプラの秋』『ねず色の海』『コーカサスの金色の雲』『百億光年の貝殻』『母、逝かず』
- 佐藤直子『茶筒のゆくえ』『百億光年の貝殻』『あの人の声が聞こえた』『となりの音女』『ヘブンズコール』『婚礼、葬礼、その他』『ミュージックセラピスト』『70歳の受験生』
- 佐藤B作『ファイティング40、ママはチャンピオン』
- 佐藤仁美『雨』
- 佐藤允『秋日和』
- 佐藤みゆき『どこかで家族』『父の代理人』『迷走』
- 佐藤隆太『マウンド』『エンディング・カット』『屋上の侵入者』
- 里見京子『メキシコがやってきた』『さよなら林家三平』『木かげの家の小人たち』『黒の壷』『タローを待ながら ： 内幸町あたごホテル』
- 佐野浅夫『翔べ！マイ・フレンド』『クレイム／焼跡の主』
- 佐野史郎『スタンピード・暴走』『桜を伐る』『家族のコツ』
- 沢りつお『羽根をなくした妖精』
- 沢田研二『星条旗の聞こえない部屋』『日々の泡 ： ボリス・ヴィアンのうたかたの日々』『帰ってきた男』
- 椎葉綾音『素数と雨音』
- 塩田朋子『ピエロ』『曲芸師ハリドン』『相方のあり方』『ブルームーンの向こう側』『指の記憶』
- 塩野谷正幸『首飾りと腕輪』『新宿百太郎の伝説』『秋のレッスン』『灰色のカンバス』『心得』『聖地じゃない』
- 塩見三省『十六歳のマリンブルー』『いま、むかし』『匂い男』『穴を掘る』『残花の香り』『太秦ムービースター』
- 塩屋俊『セイブ・ザ・ランド』『あのゴミを捨てるのはあなた』
- 塩湯真弓『夜の灯』『落下傘』『そのテーブルの苦い二人』『紅葉山通り』『パパ友・センチメンタルの会』『黄昏研修』
- 志賀廣太郎『あの夏の想い出』『こんぴら夫婦』
- 重松収『ユートピア郡・幻の町』『ヘブンズコール』『水の居る水槽』『ミュージックセラピスト』『夜市』
- 寺十吾『パパ友・センチメンタルの会』
- 地主芽生『遥かなり、ニュータウン』
- 篠田三郎『ナイト・コール』『風よとどけよ』『生き直す　パート3～理学療法士・砂川晴美～』『異人たちとの夏』『春に散る』『失われた夢を求めて』
- 篠原真衣『おかんの結婚 僕の結婚』
- 四宮なぎさ『オン・ザ・ロード』
- 四宮吏桜『いざ行かむ 短歌甲子園へ』
- 篠山輝信『海を渡る日』『小夜嵐』『コクハラ』
- 柴田秀勝『夢見る機械』『アキバの休日』
- 渋谷謙人『小指のエチュード』『ハッピーバースデートゥーミー！』
- 渋谷琴乃『グリックの冒険』『枝の上の白色レグホン』『新宿鮫・氷舞』『ホームページ』『772条の家族』
- 渋谷天外（＝渋谷天笑）『春の万華鏡』（天笑当時）／（天外襲名後）『喜劇が生まれた日』『90日の過ごし方～マルオ・ラスト・デイズ～』
- 渋谷哲平『天使がいた街』
- 渋谷はるか『雪姫 遠野おしらさま迷宮』『静かな大地』『天空の道標』『紅いハンカチ』『ひかりの子たち』『防砂林』
- 島崎遥香『プリズン・コーラス』
- 島崎裕気『最後の一人になるために』『JUST A HERO』
- 島本須美『夏が来れば思い出す』『不思議の国のヒロコの不思議』『ポポイ』『安全地帯』『幸福の恥ずかしさ』『交響詩劇　木と水への記憶～言葉と音のための詩劇』『アンジェリーナ ： 佐野元春と3つの短編』『いのちの木の方へ』『ソフィーの世界』
- 清水明彦『井戸に吠える』『夜市』『猫はどこへ行った』『風のあと咲き』
- 清水亜也奈『夫婦でハワイ6日間』『ホームページ』『さらば16文キック！』
- 清水くるみ『ロクデナシの夜』『ポテトサラダ』『山のあなたに住むものは』『真っ赤な夜の出来事』
- 清水紘治『ぼくの名はリトル・トリー ： あるインディアンの回想』『光る箱』『トシの海』『砂漠巡行』『天主堂』『ガンジス河の深みに』『ありがとう』『ブループリントの岬』『花の独身』『命のバトン』『スイートメモリーズ』
- 清水章吾『こんぴら夫婦』
- 清水葉月『もと天使松永』『断崖のふたり』『彼女たちの夜明け』
- 清水理沙『最初の教師』
- 下川辰平『どこへ行こうか、国東』『誰のために哭いたのか』『永遠の日曜日』
- 下條アトム『木槿の家』『ロンリーハート，ロンリーシティ』『柿の木の下で』『二月の夜空に』『アルケミスト』『大きな家の大いなる一日』『山茶花さいた』『ミッドナイトレジスタンス』『どうぶつのうた』
- 下塚誠『残花の香り』『ミス　キャスト』『ノーベル賞作家の描く「男と女」』『さよならバースディ』『映画を聴きに行きませんか』『水の居る水槽』
- 上海太郎『二人のレーサー』『あしたは月の上で』
- 寿大聡『ステップファミリー・ビギナーズ』
- 純名里沙『眉山』『サバイバーズ・ギルト私のいない街で』
- 正司歌江『残花の香り』『二月の夜空に』『記憶の花』
- 正司照枝『月の猫』『はじまりの旅』『お乳の神様』
- 正司花江『鉄の輪(かねのわ)』『潜水艦家族』
- 城土井大智『ホーム・レス』『いぬ』『暑中休み』『照子ちゃんの思い出』『天昇る魚』『春を待つ女』『雨傘の音色』『お乳の神様』『かささぎ橋で会いましょう』
- 笑福亭仁鶴『夫婦うどん』
- 笑福亭松之助『兵隊さんの時間』『反面教師』『風呂屋の二階』
- ジョニー大倉『響け！パーランクー』
- 白井晃『笑え！』
- 白石加代子『ぷりまどんな』『ひばり』『夾竹桃同窓会』『雨の夜の冒険』『骨たち』『崩れ』『その時ハートは盗まれた』『天主堂』／（以後、2001年以降）『LET IT PON！～それでええんよ～』『呼吸する家』
- 白石聖『これは、私の落とし噺』『さよならダイヤル』
- 白川和子『秋日和』『髪にふれる』
- 白島靖代『銀河鉄道の思い出』『高速迷子』『鳥が教えてくれた空』『あの日の君にありがとう』『ネオ・ファウスト』
- 白鳥英一『ホンジョンイル』『今夜、星と波の間(あわい)に』
- 白鳥玉季『砂の声』『あの子の風鈴』
- 城全能成『ハイファに戻って』『焼け跡の天女』『聖地へ行く船』
- 深水三章『夢うつつ』『あのゴミを捨てるのはあなた』『かぞくのたまご』『しづ子〜魂の俳句』
- 進藤一宏『消えたドロテア』『永遠の日曜日』『二月の夜空に』『アルケミスト』『太陽通り』
- 陣内智則『海を渡るさぬきブルース』
- 新橋耐子『七草なずな』『暑かった夏、そして冬』『クロアチア物語』『母から母へ』『カリブの女・ユーマ』
- 神保共子『町内会バス旅行』『現代病草紙』『四月猫ヒノキの冒険』『ガンバとカワウソの冒険』『蕨野行』『ふたりのロッテ』『アウラ』『大きな家の大いなる一日』『７７２条の家族』『祖父と手紙と僕と』『祖国を想う　沖縄を想う　～ドラマ照屋敏子伝～』
- 新屋英子『おおぎいちゃあらん ／ 国恋の唄』『バスが行く』『南極横断鉄道404号』『万太郎ショージ』『うららの恋。』
- 末次美沙緒『さくら、ねこ、でんしゃ』
- 末成由美『ロックなミシンで起こして』
- 須賀健太『ロクデナシの夜』『祈られる者たち』『ようこそ喫茶トマリギへ』
- 菅井きん『小鳥の住み処』
- 姿晴香『モンタージュ』『レンタル家族』『がんばれママン』『レンタル・メモリアル』『柿の木の下で』『その後の「断腸亭日乗」』
- 菅沼久義『通い猫アルフィーの奇跡』
- 菅原永二『ビンテージでいこう』『モノローグ男』
- 菅原大吉『ねず色の海』『巡礼』
- 杉浦太陽『吉野雛』
- 菅生隆之『母ちゃんと王様』『ビギンズナイト 俺たちのカウント2.99！』
- 鈴木杏『大工』
- 鈴木杏樹『うつ病九段』『さよならダイヤル』『田毎の月が沈む』
- 鈴木一功『町内会バス旅行』『夜想曲（ヤソウキョク）』『いつか越える海』『となり町戦争』『カレーソーセージ』『残置物処理班』『さよならコロポックル』『チョッキー』『聞こえの彼方』『ファイティング４０、ママはチャンピオン』
- 鈴木惠理『届けてレッドマン』『ケンタウルスの死』
- 鈴木勝大『カウント2．9！』
- 鈴木一真『あいあるあした』『蛇の恋とわたしと』
- 鈴木佳由『井上さんの卒業式』『夕凪の街 桜の国』『あなた』
- 鈴木浩介『風と走れサツマ』『答えは、昼間の月』『コンビニ人間』
- 鈴木壮麻『佐渡は居よいか住みよいか』『扉を開ければそこは』
- 鈴木正幸『地下水脈』『お岩木さまの子供たち』
- 鈴木瑞穂『秋の公園』『新しい人よ眼ざめよ』『骨』『優駿』『ポポイ』『アカネ・広島鬼女伝説』『止まってしまった時計 ／ モーレンカンプふゆこの歌』『シルビアって誰？』『でんしゃみち1988』『新富嶽三十六景』『トシの海』『ボンバの哀れなキリスト』『夢の橋』『人力飛行機から蚊帳の中まで』『センターピアの月』『夜の帳に(よるのとばりに)』『フォアグラと公僕』『ソフィーの世界』『西行花伝』／（以後、2001年以降）『ラブ・ストーリーを読む老人』『ラジオと背中』『秋のレッスン』
- 鈴木光枝『花が散って』『戦争にソプラノはいらない』『森のフシギの物語』『遺されたもの』『花子さんから花子さんへ』『鍋の中』『耳と耳の間に』『夏の終わりに』『ラブ・メディシン　全２部』『コールマンさん』『やわらかい朝』『夏の庭』『雪の迎え』『天高く』『太吉の往生』『パイパテローマ　南の果ての島』『蕨野行（わらびのこう）　前後編』『白い虫』
- 鈴木梨央『ｉ²ーアイノジジョウ』
- 鈴木林蔵『プラチナタウン』
- 鈴村健一『消えない蜃気楼』
- 須藤温子『残置物処理班』
- 須藤理彩『マイライフ・アズ・ア・ドッグ』
- すまけい『風博士／坂口安吾の同名の短編より』『猫が笑えば』
- 住田隆『チョッキ―』『羽根をなくした妖精』
- すみれ『未来日記の行方』
- 瀬上祐輝『弾け!はじけろ!そろばん甲子園』
- 瀬川亮『つづれ織』
- 関貴昭『アルケミスト』『アマンドラ』『カリブの女、ユーマ』『パスクアル・ドゥアルテの家族』『キャパになれなかったカメラマン』
- 関剛『ヒィ、ラブズ、ミイ』
- 関俊彦『PTA広報委員長の渡辺です』
- 関秀人『F001号白浜エネルギー作戦』『翔べない豚さん』『月光のパルス』『サンショウの木』『時のない暗闇』『ぶたぶた』『ニューワールド』
- 関口知宏『夢ではない』
- 関戸将志『スイートビターホーム』
- 関根航『風波』
- 瀬戸康史『100円の新世界』
- 瀬戸さおり『しまないあそびば』
- 千石規子『アリラン』
- せんだみつお『日本人名事典』
- 宋英徳『チングー・韓国の友人』『ゴアの扉』『消えた万元戸』『映画を聴きに行きませんか？』
- 曾我廼家寛太郎『喜劇が生まれた日』
- 曾我廼家文童『駐車場を探せ！』『幽霊故郷に帰る』『夫婦うどん』
- 曾我廼家八十吉『喜劇が生まれた日』『うららの恋。』『貧乏神と福娘』『オーバーライト』『川辺のアジール』
- 曽川留三子『見えない森の中で』『黒ねこルドルフの冒険』『続・黒ねこルドルフの冒険』『あなた』『アマンドラ』『羽根をなくした妖精』『タケルさんの優雅な生活』
- ソニン『10トンドライバーのトパーズ』
- 園田恵子『命のバトン』
- 祖父江進『かつて海だった街』『門間さんの礼状』『リトルプリンセス二号』『嵐のマドリード』『ミッドナイトレジスタンス』『家族の肖像～硫黄島からの手紙』『八時五分の男』
- 成河『蘭学遺言状』『東の国よ！』『もと天使松永』『サキジとキク』

### た行
- 醍醐虎汰朗『たきれん！』
- 大東駿介『地上5センチのアンチヒーロー』
- 大地真央『大人のためのおとぎ話　フロレントの遺産相続』
- 大地康雄『二人の男』『迷走』
- 大門真紀『息吹、まなざし、記憶』『ルカをよろしく』『骨を抱えて』『雪姫 遠野おしらさま迷宮』『こんぴら夫婦』『イナナギ』
- 平良とみ『骨』『与那国ぬ情（ゆなぐにぬなさぎ）』『バガージマヌパナス ： 南の島のアヤノ』『パイパテローマ　南の果ての島』
- 平祐奈『＃鍵アカの中のサチコ』
- 平淑恵『夢うつつ』『わたしの名は仏』
- 田岡美也子『裁きの朝』
- たかお鷹『ウエルカム・ホーム』『人力飛行機から蚊帳の中まで』『ボンバの哀れなキリスト』『大きな家の大いなる一日』『握手をしよう』『カレーソーセージ』『曲芸師ハリドン』『家族の肖像～硫黄島からの手紙』『春を待つ音』『踊るあほうが見たものは』
- 高樹沙耶『風博士／坂口安吾の同名の短編より』『心は90°』
- 高木均『大人のためのおとぎ話　フロレントの遺産相続』『帰ってきたジョバンニ』『ウィングド・ボーイ』『ぼくの名はリトル・トリー ： あるインディアンの回想』『死に屋・ウサーラ』『悪童日記　（前編）』
- 高城れに『AIは故障中』『潮騒ハイツの奇跡』
- 高木渉『武ちゃんの遺しもの』
- 高嶋政伸『昭和から来た男』
- 高瀬哲朗『思い出さずに忘れずに』『幸せＤｅａｔｈ(です)』『ブループリントの岬』『エンディングカット』
- 高田聖子『ならず者』『今昔物語より　母よ』『鐘は鳴るなり法隆寺 ： 枝雀オト落語』『空と空の間』『スチーム◆パンクラチオン』『ヘルプマン -俺たちの介護物語-』③④⑤
- 高田敏江『雪の迎え』『九月の微笑』『スイートビターホーム』『くちずさんでシャンソン』
- 高津住男『男たち』『あの音』
- 高月彩良『おきらく極楽』『大工』『いざ行かむ 短歌甲子園へ』
- 高野志穂『サヨナラよ、こんにちは！』
- 高橋一生『夏の庭』『時の旅人』『ウィニングボール』『映画を聴きに行きませんか』
- 高橋和也『二人の男』『これが私の歌う道』『人らしく、生きられるように』『裁きの朝』『東京Voice』『飛ばせハイウェイ、飛ばせ人生』
- 高橋克実『金は天下の“回しもの”』『男たちの秘密基地』『上越新幹線にて』『砂の声』
- 高橋長英『囚われたオオムラサキ』『骨たち』『紫陽花の家 ： 富田良彦の告白』『苦笑い』『夕蝉 ： 福富昭典の告白』『最終楽章』『バリケード1966年2月　～福島泰樹の告白』『九月の微笑』『幽界彷徨・桂木孝介の冒険』／（以後、2001年以降）『父も恋する』『緑の音楽師』『幸せＤｅａｔｈ(です)』『すばらしい日々』『お岩木さまの子供たち』『戦争の歌がきこえる』『ヘルプマン -俺たちの介護物語-』③④⑤
- 高橋紀恵（＝高橋礼恵）『僕はかぐや姫』『さよならをいう時間もない』『嵐のマドリード』『前略、桜舞うアパートの庭から』『風のあと咲き』
- 高橋光臣『一太が教えてくれたこと』
- 高橋由美子『それぞれの木目』『暗闇の訪問者』
- 高橋理恵子『夢の橋』『医学生』『冒険者たち』『ディア・ノーバディ』『愚者たち』『滅頂』『誰がドルンチナを連れ戻したか』／（以後、2001年以降）『富士へ』『僕らはみんな、』『リバイバル』『ブループリントの岬』『映画を聴きに行きませんか？』『水の居る水槽』『すばらしい日々』『探しもの』『声の訪問者』
- 高畑淳子『耳と耳の間に』『バビロンに行きて歌え』『白い夜』『柿の木の下で』『春の空へ』
- 高畑充希『ヒッチハイク』
- たかべしげこ『新富嶽三十六景』『サマータイム』『レプリカント・パレード』『スモーキング・タイム ： 煙の行方』『フリオのために』
- 高山トモヒロ『ローリングボーイ』
- 田上ひろし『鳳仙花の咲く家に』『チョッキー』
- 宝田明『命の洗濯』
- 滝沢修『ベルリンが歌っていた』
- 滝田裕介『ポポイ』『焼け跡の天女』『ツユクサ』
- 瀧内公美『ヘルプマン -俺たちの介護物語-』①②③④⑤
- 瀧本美織『新宿の猫』『響け100年目の第九』
- 竹内琴音『私の翼』
- 竹下景子『家の終わりに』『マイライフ・アズ・ア・ドッグ』
- 武発史郎『小さな鉄橋』『豆腐と花束』『メイド・イン・ジャパン』『永遠の日曜日』『772条の家族』『僕らはみんな、』『握手をしよう』『前略、桜舞うアパートの庭から』『夜に届く声』
- 竹村泰志『素数と雨音』
- 竹本住大夫『西行花伝』
- 田口トモロヲ『リバイバル』『緑の音楽師』『水の居る水槽』『ブラザー・ラプソディー』『断崖のふたり』『鸚鵡を飼う』
- 宅間孝行『イナナギ』
- 田島令子『オヤジでサンバ』『柿の木の下で』『母の肉』
- 多田野曜平『黙って行かせて』『高倉酒店で会いましょう』『空想博覧会』
- 太刀川亞希『首飾りと腕輪』『チョコリエッタ』『夢ではない』
- 立川三貴『名画誕生』『涙はあとにとっておおき』『クラウディ』『砂の上の雲』『春の空へ』『地下水脈』『これが私の歌う道』
- 辰巳琢郎『委員会ファイブ』『みなとの子』
- 立石涼子『戦争童話集』『ココロノコリ』『青春』『ごらん、花々の彩りを』『うつ病九段』
- 達淳一『世界から猫が消えたなら』
- 田中圭『それでも、僕は』『ひとつきの楽園』『ケンタウルスの死』
- 田中孝史『もしもきみなら』
- 田中宏樹『ブルームーンの向こう側』『指の記憶』
- 田中美里『ロイヤルミルクティー』『PTA広報委員長の渡辺です』
- 田中実『アナグマたちと冷たい月』『しづ子～魂の俳句』
- 田中要次『未婚の女』『大工』
- 田中隆三『おねいちゃん』『エリーゼさんのために』
- 棚橋弘至『カウント2．9！』『ビギンズナイト 俺たちのカウント2.99！』
- 棚橋真典『聖地へ行く船』『テレビ塔の下で』『金魚の恋、五十五年の夢』『しぶとい連中』『あいちゃんは幻』『ユーフォリア　～わたしの幸福論』
- 田辺誠一『人らしく、生きられるように』
- 谷川清美『苦笑い』『さらば16文キック！』『その堤を越えて』／（以後、2001年以降）『アンチノイズ』『あの音』『リトルプリンセス二号』『生き直す　パート２　～理学療法士・砂川晴美～』『骨を抱えて』『裁きの朝』『鳳仙花の咲く家に』『聞こえの彼方』『ブラザー・ラプソディー』『響け、100年目の第九』『ボクの、いじわるでえらそうなヒール』『おじいのヒジのヒジホタル』『私は、スーパーキューピッド』『プリズン・コーラス』『山のあなたに住むものは』『アディショナルタイム』
- 谷川俊『さよならをいう時間もない』『鈴のない猫』『秋日和』『あの音』『母の肉』『残置物処理班』『赤い操り糸』
- 谷村美月『ミラーボール』『100円の新世界』『老婆の休日』
- 谷山浩子『みずほのくにのはじめのたかくら』『神様』
- 田畑智子『砂の声』『こぼれ塾』『いけず　帰れず　五山の送り火』『春の旅人』
- 玉置玲央『レールバイク』『極楽プリズン』『巣ごもりな人々』『桜は、散らない！』『オレンジの誓い』『坂多き 僕らの町に 照り降り雨』
- 田村錦人『夢を生きる~明恵の夢・私の夢』『闇のなかの少女』『消えたドロテア』『最初の教師』『紅葉山通り』『遺失物管理所』
- 田村たがめ『ｉ²－アイノジジョウ』
- 田村まどか『PTA広報委員長の渡辺です』
- 田本清嵐『僕らはみんな、』
- 田谷隼『コーカサスの金色の雲』『太陽通り』『昭和八十年のラヂオ少年』
- 田山涼成『800 ： トゥー・ラップ・ランナーズ』『光の廊下』
- TARAKO『お喋り童子(おしゃべりわらし)』
- 垂水悟郎『本覚坊遺文』『ブロンズの愛』『兄の島』『ハルとミント』
- 団時朗『ノスタルジック葉山』
- 檀臣幸『共通一次のルート・ザ・ループ』『みずほのくにのはじめのたかくら』『手の記憶』『イナナギ』
- 檀ふみ『満月』
- 丹阿弥谷津子『マイナス十歳』『わが青春のイーゴリ』『家』『幸福な部屋』『ロイヤルミルクティー』
- 段田安則『ボクを呼ぶ音』
- 丹野久美子『ぜえごしばい』『あとひとり』『砂時計』『愛宕すす踊り』『光の音色』『ダイヤルの向こう側』『小さな鉄橋』『W&W』『ミック、俺も男だ!!～オヤジバンドの挑戦～』『ボクの誕生物語』『アキタ系、なう』『海辺の刻（とき）』『同じ空の下』
- 壇蜜『空振りホームラン』
- 千葉一伸『前略、桜舞うアパートの庭から』
- 千葉茂則『緑の音楽師』
- 千葉哲也『水底の丸い石』『水の行方』『オフレコ』／（以後、2001年以降）『落下傘』『神様』『リ・セット』『ツバメ飛ぶ』『しづ子～魂の俳句』『母、逝かず』『素敵な十六歳』『ケンタウルと天使の矢』『息子の初恋』
- 茶花健太『アマンドラ』『夕凪の街　桜の国』『祖国を想う　沖縄を想う　～ドラマ照屋敏子伝～』『あの恋は、檸檬のようだった』『僕たちの塩田SUMMER』『心得』
- 長克巳『サハリン・シンフォニー　第2部』『消えたドロテア』『九月の微笑(ほほえみ)』『空に近いアクアリウム』
- チョウヨンホ『ケンタウルと天使の矢』
- 津嘉山正種『音楽劇・窓』『海の雪』『モーツァルトを聴くハナコと5匹の仔猫』『みずほのくにのはじめのたかくら』『ぼがぁざん ： 戦艦大和の少女』『いのちの木の方へ』『愚者たち』『ソフィーの世界』『西行花伝』『地雷ではなく花を……』／（以後、2001年以降）『骨は珊瑚、眼は真珠』『ミッドナイトレジスタンス』『キャパになれなかったカメラマン』『思い出さずに忘れずに』『海路』『うらぼんえの帰還兵』
- 津島恵子『クロアチア物語』
- 津田寛治『夏の影踏み』『うつ病九段』『昭和から来た男』『ヘルプマン -俺たちの介護物語-』②③④『アイニク憶えはありませんが』
- 津田真澄『ポプラの秋』『焼け跡の天女』『光点』
- 都築香弥子（＝香月弥生）『冒険者たち』『笑え!』『野原の小道』（以上、香月弥生当時）／
- 堤真一『鰻ともならである身や ： 俳人富田木歩』
- 妻夫木聡『世界から猫が消えたなら』
- つかもと景子『風に刻む』『夜に届く声』『踊るあほうがみたものは』『真っ赤な夜の出来事』『秋桜の種』『木更津花街草子』
- 塚本奈緒美『土方さん、さようなら』
- 佃典彦『森へようこそ』『路上にて』『地球最後の日のデート』『やさしさの法則』『フライ・ミー・トゥ・ザ・ムーン』『怪盗ハーブの予告状』『大きなたたりの木の下で』『スモーキング・タイム ： 煙の行方』『ランドエスケイプ』／（以後、2001年以降）『金魚とあぽろ』『いよう!』『臨月』
- 辻親八『父の代理人』『風のあと咲き』
- 辻仁成『クラウディ』
- 辻本祐樹『紅いハンカチ』『マー子さん』『息子の初恋』『とどけ、風の如く』
- 土屋シオン『ケンタウルと天使の矢』
- 筒井万央『子供の情景』『キジムナーのいた夏』『あなた』『蕨野行』『豆腐と花束』
- 筒井真理子『握手をしよう』『祖父と手紙と僕と』
- 綱島郷太郎『がらんどう奇譚』『それぞれの木目』『兄と弟・広島に生まれて』『パスクアル・ドゥアルテの家族』『三月の招待状』『ともに帰らん』
- 角替和枝『殺人者たちの午後～記憶の闇』
- 角田英介『海の雪』『朱に色どる回廊の』『あのゴミを捨てるのはあなた』『笑え!』
- 椿真由美『ディア・ノーバディ』『アンチノイズ』
- つみきみほ『ネオン』『海に愛された思い出に』
- 鶴田忍『コムプレックス・ハウス』『春にさまよい』『あじさいの家』『稲穂が輝く時』『キャパになれなかったカメラマン』
- 鶴田真由『想い出あずかります』『異人たちとの夏』『上越新幹線にて』
- つるの剛士『気化しない蒸発』
- 鶴見辰吾『SMILE!』『トライ』
- 手嶌葵『水のなかの月』
- 手嶋仁美『タツ子さんの一日』
- 手塚秀彰『ハバナへの旅』
- 手塚祐介『稲穂が輝く時』『三月の招待状』『満月の夜』『天空の道標』『100億分の1のオトン』『それは誠』
- 寺井義貴『レールバイク』
- 寺泉憲『ありがとう』
- 寺崎裕香『誰が為にラジオは流る』『みどりのうた』
- 寺田路恵『一寸先の夢の夢』『ホル・ホレ・ホロ』『優駿』『わたくし、今、恋をしております』
- 寺田農『遊びの時間はとうに過ぎ』『檸檬をめぐるレクィエム』『海からの手紙』『門間さんの令状』『秋のレッスン』
- 寺脇康文『もしもきみなら』『先生が言うことには このデタラメな世界の君と』
- 照屋林助『沖縄のいちばん長い日』
- 土居志央梨『くちずさんでシャンソン』
- 土井美加『門間さんの令状』
- 土居裕子『モーツァルトを聴くハナコと5匹の子猫』
- 洞口依子『きんもくせいがかおる』『海のこだま』『あの日の匂い』『ランドエスケイプ』
- 遠野あすか『泣かないで、パーティはこれから』『父の代理人』
- 東野英心『祝福さるべき四人の男たち』『夕蝉 ： 福富昭典の告白』『幽界彷徨・桂木孝介の冒険』
- 遠山景織子『水辺の歌』
- 戸浦六宏『見えないフルート』『シュナの旅』
- 蟷螂襲『家族同盟』『ばちこどんぐりの世界』『時のおくりもの』『記憶の花』『豆腐と花束』『どうぶつのうた』『夏の午後・湾は光り』『幻タクシー』『家鳴り』『ノストラダムスと冷静な航海士たち』
- 富樫真『唐棣色の明日(はねずいろのあした)』『三月の招待状』『眠れない女』
- 常田富士男『元気のさかだち』『同行二人』『ひろば・まぼろし』『孟母三遷五里霧中』『屈辱』『銀河動物園』『ケンジ ： 地球ステーションへの旅』『地球の耳』
- 常盤祐貴『アンチノイズ』
- 徳井優『眉山』『石鎚山天狗と戯』『マー子さん』『雨傘の音色』『私は、スーパーキューピッド』
- 徳永えり『淡路島へ』『道頓堀ジャンピングガールズ』『南国土佐を後にして』『幸福な毎日』『四季を知る』『夜明けの舞』『告白の対価』『隣の魔女』『ことばの刃』
- 土佐和成『＃鍵アカの中のサチコ』
- 戸田恵子『妊娠カレンダー』『ダイニングテーブル』
- 戸田菜穂『家鳴り』『あの子の風鈴』
- 戸田昌宏『遠い隣人』『茶筒の行方』『もう　いいかい』『パパ友、センチメンタルの会』
- 東根作寿英『よろしく「ちゃんぽん係長」』
- 殿山泰司『失われた宴』『七草なずな』『ラビリンス』
- 鳥羽潤『道頓堀ジャンピングガールズ』
- 外波山文明『母から母へ』
- 富岡英里子『GIRLS（ガールズ）』『ちょっといいですか？』『もと天使松永』
- 冨澤風斗『鳥を放つ日』『ブループリントの岬』『よしこちゃんの涙の音』
- 富田靖子『いつかに続く調べ』『モモと見た夢』『大工』『良い子、母になる』『仮想郵便局』『アディショナルタイム』
- 豊川潤『ひばり』『遭遇』『絵の中の少女』『風の丘を越えて』『アルケミスト』『ティブル』
- 豊嶋花『僕たちの塩田SUMMER』
- 豊永利行『太陽通り』
- 外山誠二『骨たち』『宇宙の下、みかんの島で』
- 鳥居しのぶ『ツバメ飛ぶ』

### な行
- 内藤剛志『東京石器人戦争』
- 内藤武敏『名画誕生』『ウィングド・ボーイ』『いのちの木の方へ』『ぼがぁざん ： 戦艦大和の少女』
- 奈緒『弾け！はじけろ！そろばん甲子園』
- 永井一郎『白華 ： 湖底の譜』『2233歳』
- 中井和哉『クジラの消えた日』
- 中江有里『真紀のヒロシマ』『バスで行く人』『ポンソンファ』『ある詐欺師の風景』『サンショウの木』
- 中尾明慶『いつも見ていた広島』『相方のあり方』
- 中尾幸世『ひろば　まぼろし』『屈辱』『天の記憶』『白の森・不思議』『DQ』『だから、淋しいとりのこえ』『レイン・ブルー』『広場からの手紙』
- 中尾ミエ『中洲バンケットブルー』
- 長岡輝子『帰ってきたジョバンニ』
- 中川晃教『東京Voice』『夜市』『ドライビング・レコード』
- 中川翼『素数と雨音』
- 中越典子『今年の梅は』
- 長沢大『ツユクサ』『夢ではない』『アマンドラ』『遺失物管理所』『息吹、まなざし、記憶』
- 中地美佐子『風に刻む』『ラジオと背中』
- 中島歩『命売ります』
- 中嶋朋子『熱愛』『水族館』『まあるい桜』『葡萄の秘密』『埋める女』『武ちゃんの遺しもの』
- 中島ひろ子『侵食』『ゴースト・ライター』『プリズム』『はじまりの旅』『潮騒ハイツの奇跡』
- 中島陽典『袋小路の小さな獣』『男たちの秘密基地』『富士へ』
- 永島瑛子『地球の耳』
- 永嶋柊吾『ごらん、花々の彩りを』『おじいのヒジのヒジホタル』『昭和から来た男』『ヘルプマン -俺たちの介護物語-』④⑤『アイニク憶えはありませんが』
- 永島敏行『消えたドロテア』
- 永瀬莉子『あの恋は、檸檬のようだった』
- 中田翔真『ねぷたの来ない夏に』
- 中田青渚『手を振る仕事』『ままなる』
- 中田裕子『タツ子さんの一日』『秋桜』
- 長塚京三『冬の虹』『ひとりで跳べる』
- 長塚圭史『ツバメ飛ぶ』『田羅間さん、どこ行った？』『幸せのからくり』
- 長門裕之『ロイヤルミルクティー』
- 中西良太『祭りの顛末』『海からの手紙』『キャパになれなかったカメラマン』
- 仲野太賀（＝太賀）『タツ子さんの一日』
- 中野英樹『リバイバル』『海電（UMIDEN）』『線路は曲がるよどこまでも』『映画を聴きに行きませんか？』『すばらしい日々』『夕暮れ迷子』『ミュージックセラピスト』『声の訪問者』『70歳の受験生』『戦争の歌がきこえる』
- 仲野裕『障子の穴の天の川』
- 長野里美『父への旅』『嘘と真実（まこと）
- 中原果南『シュガー・ソネット』
- 中林大樹『ステップを聴かせて』
- 中原丈雄『みどりのうた』『私は、スーパーキューピッド』
- 中村彰男『杉の芽』『バビロンに行きて歌え』『苦笑い』『ぼくの鳴き声』『香港の夜は寒い』『問わず語り』『天保北越雪譜異聞』『赤い傘』『ケンタウルと天使の矢』『アーケード狂騒曲』
- 中村明美『海峡の名優』
- 中村嘉葎雄『十五の桜』
- 中村加奈子『虹のかけ橋七色もよう』『よいしょ、よいしょ』『夢の男』『あたし・の家族』『あんた』『明日』『涙』『海渡り』
- 中村久美『夫婦でハワイ６日間』『永遠の日曜日』
- 中村静香『勝縄』『春のいる場所
- 中村正『檸檬をめぐるレクィエム』
- 中村たつ『アマンドラ』『朝まだきの谷間』『大きな家の大いなる一日』
- 仲村トオル『ぼがぁざん ： 戦艦大和の少女』
- 中村梅雀『とても素敵な傘1本』『窓』
- 中村伸郎『クーパーの想い出』『帰ってきたジョバンニ』『ホル・ホレ・ホロ』『止まってしまった時計 ／ モーレンカンプふゆこの歌』『本覚坊遺文』『大地の子エイラ』『風博士／坂口安吾の同名の短編より』『花子さんから花子さんへ』
- 中村福助『唐木屋一件のこと』
- 中村靖日『風紋』『星と絵葉書』『おかえり』『蛍の光　窓に雨』『迷走』
- 中村有志『スマイル』
- 中村優子『海電（UMIDEN）』
- 中村ゆり『しぶとい連中』『春を待つ女』
- 中村ゆりか『エディの空』
- 中本賢『父のいた島』
- 仲谷昇『石を積む』『夢を生きる~明恵の夢・私の夢』『幸福の恥ずかしさ』『芝居見物』『笑え!』
- 中山卓也『命の汽笛』
- 永宝千晶『星降る教室』『春を待つ音』
- なぎら健壱『問わず語り』
- 名古屋章『九月の微笑』『唐木屋一件のこと』
- 那須佐代子『消えた万元戸』
- 夏川加奈子『東京石器人戦争』『街の底にもう一つの街が』『エア・ポート』『鰻ともならである身や ： 俳人富田木歩』『信長ぶと』『夏の庭』『タイムテーブル』『うら庭の水の精』『誰がドルンチナを連れ戻したか』／（以後、2001年以降）『少尉のオルゴール』『さびしぼっち』『母から母へ』『となり町戦争』『ミッドナイトレジスタンス』『エトルリアの微笑み』『婚礼、葬礼、その他』『かぞくのたまご』『あなた』
- 夏川結衣『永遠のホームページ　最愛なる者へ』
- 夏木マリ『夜の影』
- 夏八木勲『夏の別れ・1987年／ただ風の音だけが…』『茶湯寺で見た夢』『コーカサスの金色の雲』『夢ではない』『夕凪の街 桜の国』
- 名取幸政『炭を焼く』『唐棣色の明日(はねずいろのあした)』『ポプラの秋』『さよならバースディ』『海路』『ＳＭＩＬＥ！』『幽霊シッター』『とどけ、風の如く』『ヘルプマン -俺たちの介護物語-』①
- 七瀬公『しあわせなとしょかん』
- 七瀬なつみ『カタツムリたち』『メフィスト・ワルツ』『ぬけがら』『海猫の家』
- 生瀬勝久『二人のレーサー』『神様くだった』『兵隊さんの時間』
- 波岡一喜『よろしく「ちゃんぽん係長」』『オールに願いを』
- 納谷悟朗『時の旅人』
- 奈良岡朋子『空の色紙』『九官鳥』『紫の山』『わたしの名は仏』『トムは真夜中の庭で』『芝居見物』『いのちの木の方へ』／（以後、2001年以降）『薔薇のある家』『四季を知る』
- 成海璃子『あいちゃんは幻』
- 南条好輝『喜劇が生まれた日』『ホーム･レス』『パズル』『ぶたぶた』『ともに帰らん』『オトンの焼きそば』『塀の中のリクエスト』
- 新村礼子『銀座のら猫物語』『木かげの家の小人たち』『骨たち』『残照の譜』『赤い土と青い潮』『太吉の往生』『子供の情景』『エーミールと探偵たち』『ツツジの里帰り』『その時は殺され……』
- 新山千春『幽霊シッター』『はるかぜ、氷をとく』『ゴリラの背中とアップルパイ』
- 新納だい『百八つの人助け』『灰色のカンバス』
- 二階堂和美『幸せのからくり』
- 二木てるみ『兄の島』『さよならをいう時間もない』『暑かった夏、そして冬』『子供の情景』『ポプラの秋』／（以後、2001年以降）『戦争童話集』『春の光の庭』『昭和八十年のラヂオ少年』
- 西井幸人『アキといたこと』『うたかたビオトープ』
- 西内まりや『ツシマヤマネコの歌』
- 西尾まり『リアル・バード』『800 ： トゥー・ラップ・ランナーズ』『コネコにコバン』『タイムテーブル』『オフレコ』／（以後、2001年以降）『羽で鳴く男の話』『あなたのそばで眠りたい』『海辺の姉妹』『父の帰宅』『さよならコロポックル』『尋ね人』『ともに帰らん』『満天のゴール』『恋するシェイクスピア』
- 西岡徳馬『優駿』『リトルプリンセス二号』
- 西川右近『屈辱』『虹のかけ橋七色もよう』『青春』
- 仁科亜季子『夏きたりなば』『父も恋する』
- 西原亜希『春を待つ雪』
- 西村亜矢子『レインツリーの国』『道頓堀ジャンピングガールズ』『雨傘の音色』『ローリングボーイ』
- 西村晃『失われた宴』『本覚坊遺文』『死に屋・ウサーラ』『太吉の往生』
- 西村淳二『茶湯寺で見た夢』
- 西村まさ彦『ようこそ喫茶トマリギへ』
- 西本裕行『とても素敵な傘1本』『その時は殺され……』
- 西山水木『サハリン・シンフォニー　第1部』『イルカに会える日』『海の中の砂漠』『ねず色の海』『となり町戦争』『金魚鉢の教室』『瀬戸内マトリョーシカ』
- 西山諒『死滅回遊』『うそつきマーメイド』『お顔』『歪（ひず）みたがる隊列』『ポテトサラダ』
- 二宮さよ子『嘘と真実（まこと）』『成田屋おまつ』
- 丹生尋基『土方さん、さようなら』『礼文バージンロード』
- 二瓶鮫一『闇のなかの少女』『海のことば』『枝の上の白色レグホン』『水底の丸い石』『ジョルシャゴル』『緑の音楽師』
- 温水洋一『兵隊さんの時間』『羽で鳴く男の話』『呼吸する家』
- 沼田爆『太陽通り』『ミュージックセラピスト』『夜市』『代役ラブストーリー』『ノスタルジック葉山』『戦争の歌がきこえる』
- 根岸季衣『糸でんわ』『フライ・ミー・トゥ・ザ・ムーン』『夢見た旅』『隠れ家』『クロアチア物語』／（以後、2001年以降）『障子の穴の天の川』『虚構の楽園』『カレーソーセージ』『すばらしい日々』『満天のゴール』
- 根岸宮子『最初の教師』
- 猫背椿『ビンテージでいこう』『サイドシート・ララバイ』
- 野川由美子『淡路島へ』
- 野沢那智『二人でディナーを』
- 野沢由香里『ほぞ』
- 能世あんな『金魚の恋、五十五年の夢』
- 野添義弘『ぬけがら』『100億分の1のオトン』『なんちゃない島とわたし』『靴を履いたら』
- 野田晋市『時のおくりもの』『がらんどう綺譚』『あの人の声が聞こえた』『ハードボイルド・ボギー』『ともに帰らん』『父が還る日』『お父ちゃんといっしょ』『あすかのレトロな冒険』
- 野波麻帆『ケンタウルスの死』『消えたカラスを探して』『雨傘の音色』
- 野々村のん『四月猫ヒノキの冒険』『光点』『ノスタルジック葉山』『とどけ、風の如く』
- 野間洋子『春を待つ音』『太秦ムービースター』
- 野間口徹『産後途中下車』『レールバイク』『あいちゃんは幻』『10トンドライバーのトパーズ』『コクハラ』『JUST A HERO』『「ありがとう」と言えるまで 』
- 野村昇史『髪にふれる』『富士へ』『スイートビターホーム』『逆回りのお散歩』『星空ロック』『満天のゴール』『灰色のカンバス』『昭和から来た男』『ヘルプマン -俺たちの介護物語-』②③④
- 野村将希『世の片隅を照らす、ともし火ラーメン』
- 野村萬斎（＝野村武司）『バビロンに行きて歌え』（「野村武司」当時）
- 野村万之丞『木と水への記憶～言葉と音のための詩劇』
- 野呂佳代『宇宙の下、みかんの島で』

### は行
- 倍賞千恵子『孤島の花』
- 倍賞美津子『環状線』『探しもの』
- 博多華丸(＝鶴屋華丸)『ベル・リン』（「鶴屋華丸」当時）
- 袴田吉彦『憂鬱な女神』
- 萩尾みどり『素晴らしき休日』『世の片隅を照らす、ともし火ラーメン』『高倉酒店で会いましょう』『ミニマル・ウーマン』
- 萩原聖人『帰り来るもの』『臨月』
- 朴璐美『昭和二十年それぞれの夏』『ファイティング40、ママはチャンピオン』『みちのり』『秋桜の種』
- 橋爪功『べえすぼおる・らぷそでい』『名画誕生』『ベートーヴェンになりたかった男』『本覚坊遺文』『四万十川・あつよしの夏』『夜のコーラス』／（以後、2001年以降）『屋上の徘徊者』『かわり目〜父と娘の15年〜』『船を待つ』『リーチ』
- 橋本淳『ビオレタ』『春までの旅』『仮想郵便局』『真夜中の古本屋』『姉妹のしまいごと』
- 橋本じゅん『南国土佐を後にして』『エディの空』
- 長谷川博己『はるさんの日記』『孤島の花』
- 長谷川真弓『月の島』『海霧（うみぎり）の墓』『ママはがんなの』
- 畠中洋『さよならバースデイ』
- 初井言榮『花が散って』『花わらい鳥うたい』『森のフシギの物語』『夢のまた夢』
- 花紀京『夫婦うどん』
- 花沢徳衛『海峡の名優』『東京石器人戦争』『星眼鏡』『町内会バス旅行』『93年桜島遠泳物語』
- 花戸祐介『ふるさとに待つ』『ちょっといいですか？』『異人たちとの夏』『船を待つ』
- 花總まり『あなたに似た街』
- 羽野晶紀『香港の夜は寒い』『海を渡るさぬきブルース』『幻タクシー』『春山家サミット』
- 羽場裕一『幽霊の自転車』『埋める女』『父さんが会いにきた』
- 浜丘麻矢『答えは、昼間の月』『はじまらないティータイム』『羽根をなくした妖精』『となりの音女』
- 濱田龍臣『トライ』『オレンジ色は僕らの夢』
- 濱田マリ『反面教師』
- 浜中博史『狼たちの月』
- 浜村純『骨』『縁の海』『ウィングド・ボーイ』『センターピアの月』『コールマンさん』『不思議な縁』『夏の庭』『金剛砂』『ぬばたまの夢に見えつつ』
- 林一太朗『素数と雨音』
- 林遣都『ウィニングボール』『ステップを聴かせて』
- 林次樹『男たち』『神様』『昭和八十年のラヂオ少年』『ちょっといいですか？』
- 林英世『万太郎ショージ』『電光仮面　最後の戦い』『90日の過ごし方〜マルオ・ラスト・デイズ〜』『ことばの刃』『塀の中のリクエスト』
- 林真里花『アルケミスト』『さあ、すわってお聞きなさい』『遺失物管理所』『生き直す　パート２　〜理学療法士・砂川晴美〜』『埋める女』『隣の魔女』
- 林泰文『海のこだま』『水族館』『ふたりだけの秘密』『アルケミスト』
- 林隆三『夏が来れば思い出す』『帰ってきたジョバンニ』『いま、むかし』『金魚の恋、五十五年の夢』
- 早瀬優香子『白の森・不思議』『失踪の夏』
- 葉山奨之『今年の梅は』『みごもる。』『手をハナシテ、ツカマエテ』『ムーン・ジャンパー』
- 原康義『骨たち』『サハリン・シンフォニー　全2部』『門出』『素晴らしき休日』『これでおしまい』『奇跡』『モグラたちのブルース』『おしゃべりなバディ』
- 原口健太郎『鳥を放つ日』『母、逝かず』
- 原田樹里『マー子さん』『ブルームーンの向こう側』
- 原田大二郎『水族館』『太陽が落ちた ： ヒロシマ原爆逃避行』『光る海』
- 原田美枝子『四畳半幻燈』
- 原田芳雄『原生林に降る雨』『異聞世界語事始頌』『森のフシギの物語』『約束の夏』『信長ぶと』『金剛砂』『絵の中の少女』／（以後、2001年以降）『青春快進撃号』『飛ばせハイウエイ、飛ばせ人生』
- 坂東三津五郎（＝坂東八十助）『笑の大学(わらいのだいがく)』『西行花伝』
- 半場友恵『消えない蜃気楼』
- 范文雀『ママごと』
- 柊瑠美『イグアナくんのおじゃまな毎日』『LET IT PON！〜それでええんよ〜』
- 日色ともゑ『新しい人よ眼ざめよ』『尚子とその母「額の中の街」』
- 樋浦勉『走れ！タカハシ』『オヤジでサンバ』『誰がドルンチナを連れ戻したか』／（以後、2001年以降）『バースデイケーキ』『戦争の悲しみ』『マルスへの旅』『リーチ』
- 比嘉愛未『命の汽笛』
- 東さおり『渚のバッド・エンド』『彼方の時間割』『さよならバースディ』
- 東山美鈴『闇のなかの少女』『炭を焼く』『僕はかぐや姫』
- 左時枝『森のフシギの物語』『四万十川 ： あつよしの夏』『白華 ： 湖底の譜』『信長ぶと』『ハルとミント』『絵の中の少女』『サイパンの蒼い海』『茶湯寺で見た夢』／（以後、2001年以降）『ノーベル賞作家の描く「男と女」』『太陽通り』『兄と弟・広島に生まれて』『はじまらないティータイム』『私は、先生』『パスクアル・ドゥアルテの家族』『最後の一人になるために』『ヘルプマン -俺たちの介護物語-』①⑤
- 尾藤イサオ『さよなら林家三平』『地球の耳』
- 一柳みる『GIRLS（ガールズ）』
- 雛形あきこ『異人たちとの夏』『幕末の絵師 田崎草雲』
- 百餅『漆黒に落ちる』
- 玄理『家族のコツ』
- 平岳大『見よ、蒼い空に白い星』
- 平幹二朗『紅いハンカチ』
- 平泉成『クレイム／焼跡の主』／（以後、2001年以降）『試合前のエース』『家』『70歳の受験生』『戦争の歌がきこえる』
- 平岩紙『泣かないで、パーティーはこれから』『残穢』『遺影俳優』『踊るあほうがみたものは』『山中センチメンタル・ジャーニー』
- 平尾仁『狼たちの月』
- 平栗あつみ『スピカ』『グスコー・ブドリの伝記』『飛ぶ鳥をしばらく見ない』『遅れてきた青年』『村の名前』『砂の上の雲』『首飾りと腕輪』『はじまらないティータイム』『聞こえの彼方』『エトルリアの微笑み』『埋める女』
- 平田広明『東の国よ!』『天保北越雪譜異聞』
- 平田満『道化の華・心中』『見えない森の中で』『勤務時間内戦争』『ユートピア郡・幻の町』『春にさまよい』『風の丘を越えて』『ワンさんは働き者』
- 平田裕一郎『船出のキック』
- 平田裕香『河童淵夜曲』『PTA広報委員長の渡辺です』『さよならコロポックル』『温もりの値段』『あいあるあした』『誰が為にラジオは流る』『悲しいくらいの幸運を』
- 平原テツ『春までの旅』『マサコとふたり』
- ひらりそあ『漆黒に落ちる』
- 広川太一郎『F001号白浜エネルギー作戦』『羽で鳴く男の話』
- 広末涼子『エンディング・カット』
- 広瀬彩『赤い土と青い潮』『唐棣色の明日』『春の翼』／（以後、2001年以降）『アンチノイズ』『秋桜』『さらば、イカロス』『カリブの女・ユーマ』
- 廣田行生『奇跡』『相方のあり方』『ビオレタ』『ロボット・イン・ザ・ガーデン』『春を待つ音』
- ファーストサマーウイカ『極楽プリズン』『がんばれ！ギャル鵜匠』
- 笛木優子『憂鬱な女神』
- 深浦加奈子『永遠に調べを（とわにしらべを）』『アンジェリーナ ： 佐野元春と3つの短編』『僕の鳴き声』『水底の丸い石』／（以後、2001年以降）『そのテーブルの苦い二人』『パズル』
- 深川麻衣『風のち、りんご晴れ』
- 深沢敦『奇跡の星』
- 吹越満『幸福な部屋』『明日、四万十のほとりで』『大工』『鮨屋の二つ目』
- 福井裕子『さあ、すわってお聞きなさい』『光の廊下』『うさぎの神様』『春子の竹ボウキ』『プリズン・コーラス』『くちずさんでシャンソン』『ヘルプマン -俺たちの介護物語-』②③
- 福士秀樹『イルカに会える日』『メイド・イン・ジャパン』『僕らはみんな、』『握手をしよう』『大きな豚はあとから来る』
- 福本伸一『金は天下の❝回しもの❞』『ラブストーリーを読む老人』『つむじ風食堂の夜』『かえりみち』
- 福山翔大『ビギンズナイト　俺たちのカウント2.99！』『端っこからのラブコール』『「ありがとう」と言えるまで 』
- 藤尾年樹『夏・未来博にて』『三億の郷愁 ： 青春物語』『天の記憶』『紅い鳥・ひとり』『夢の男』『逢魔が時に』『飛・び・ま・す』『いかんでかんわ』『渇水』『あんた』『DQ』『光柱』『路上にて』『電気工事士』／（以後、2001年以降）『唄娘』『遥かなり、ニュータウン』『潮騒ハイツの奇跡』『ワンさんは働き者』
- 藤岡琢也『あの輝ける日々』『五月の自転車』『穴を掘る』
- 藤岡弘、『あのゴミを捨てるのはあなた』『スチーム♦パンクラチオン』『試合前のエース』
- 藤川矢之輔『明治おばけ暦』『成田屋おまつ』
- 藤岡正明『師匠と私と飴色のレシピ』
- 藤木孝『スコット・希望への旅』『コネコにコバン』『エーミールと探偵たち』『東西南北夢花道』『探しもの』
- 藤木勇人『沖縄のいちばん長い一日』『見よ、蒼い空に白い星』『樹の上のキジムナー』
- 藤倉みのり『大きな家の大いなる一日』
- 藤崎花音『チョッキー』
- 藤田まこと『夫婦うどん』
- 藤田弓子『聖の青春(さとしのせいしゅん)』『戦争童話集』『春子の竹ボウキ』『リーチ』
- 藤谷美紀『古井戸』
- 藤野涼子『幸せのからくり』『ふたりのソナタ』
- 藤村志保『ぐじの小骨』『消えたカラスを探して』
- 藤村俊二『その後の「断腸亭日乗」』『その後の断腸亭日乗〜佐渡情話編』『その後の断腸亭日乗：津軽放浪』『夫婦ぎゃぐ裁判』
- 藤本喜久子『さらば16文キック！』『となりの音女』『ヒッチハイク』『緑の音楽師』『ヘブンズコール』『星と絵葉書』『夕暮れ迷子』『防砂林』『ミュージックセラピスト』『風よとどけよ』『戦争の歌がきこえる』『鸚鵡を飼う』
- 藤本隆宏『祈られる者たち』
- 藤元英樹『オフレコ』／（以後、2001年以降）『魚たちのために(さかなたちのために)』『座る男』『forget－me－not　〜忘れな草〜』『五十歳の旅立ち』『雨』『死滅回遊』『届けてレッドマン』『ケンタウルスの死』『うそつきマーメイド』『手の中のコスモス』『バーバー・レッスン』『観られる女』『黄泉のカラス』『温もりの値段』
- 藤山扇治郎『紅いハンカチ』『川辺のアジール』
- 藤山律子『眉山』『ガロの故郷』『鳳仙花の咲く家に』
- 藤吉久美子『ミス　キャスト』『公園のベンチで』『骨を抱えて』
- 藤原さくら『ふたつのせかい』
- ふせえり『マサコとふたり』
- 舟木幸『春の空へ』
- 文野朋子『メキシコがやってきた』『骨』
- フランキー堺『ぼくのスカート』
- 古尾谷雅人『フライ・ミー・トゥ・ザ・ムーン』『北千島女工節異聞』
- 古河耕史『罵詈雑言忠臣蔵』『ほぞ』『くちずさんでシャンソン』『ストリートピアノ～伴奏のジャーニー』
- 古川孝『父さんの花笠』
- 古川登志夫『海猫の家』『プリズン・コーラス』
- 古田新太『兵隊さんの時間』
- 古舘寛治『わたしのまなざし』『あすかのレトロな冒険』
- 古谷一行『約束の船』
- 古谷徹『犬のしあわせ』『ひとりの修羅』
- 別所哲也『海のことば』
- ベンガル『大都会に大漁旗を』『真夜中の古本屋』
- 星野真里『2233歳』
- 細貝光司『みごもる。』『風波』
- 細川直美『豆腐と花束』
- 細田佳央太『あの恋は、檸檬のようだった』『背番号のない夏』
- 細見大輔『クロアチア物語』『772条の家族』『代役ラブストーリー』『2233歳』『探しもの』『扉を開ければそこは』
- 細田善彦『ふしぎの国のハイサイ食堂』
- 螢雪次朗『マイ・スウィート・ベイビィ』『大きな家の大いなる一日』
- 堀田勝『春子の竹ボウキ』
- 穂積隆信『死に屋・ウサーラ』『誰のために哭いたのか』
- 堀勝之祐『チングー・韓国の友人』『ドクター・アニマ ： 北の原野の動物医』『ぼがぁざん ： 戦艦大和の少女』
- 堀内敬子『リトルプリンセス二号』『天使の赤紙』
- 堀川誉『真っ赤な夜の出来事』
- 堀川りょう『極楽プリズン』
- 本郷奏多『繭（まゆ）』『イナナギ』
- 本郷颯『トコマとよっちゃん』
- 本城雄太郎『ガロの故郷』『父のいた島』『東の国よ!』『冬の曳航』
- 本多瑛未理『パイパテローマ ： 南の果ての島』『ツツジの里帰り』
- 本多新也『鳳仙花の咲く家に』『こんぴら夫婦』『イナナギ』『母ちゃんと王様』
- 本田博太郎『囚われたオオムラサキ』『おきらく極楽』『揺れる、ひまわり』
- 本多力『オトンの焼きそば』
- 本名陽子『星眼鏡』『大切な子どもたち』『ぼがぁざん ： 戦艦大和の少女』『800 ： トゥー・ラップ・ランナーズ』

### ま行
- マイコ『母を放つ日』
- 毎田暖乃『歌をなくした夏』『チカちゃんのオルゴール』『大きな湖の小さな島で』
- 前野朋哉『たきれん！』
- 前田愛『八月六日 上々天氣』
- 前田亜季『レインツリーの国』『葡萄の秘密』『メロディ・フェア』『八時五分の男』
- 前田旺志郎『引き出したのなら　仕舞っておいて』『空振りホームラン』
- 前田吟『断崖絶壁』『祖父と手紙と僕と』
- 前田航基『オレンジ色は僕らの夢』
- 前田昌明『プロキオン201を追え！』『シェルシーカーズ』『アナグマたちと冷たい月』『アンジェリーナ ： 佐野元春と3つの短編』『地球の耳』『古井戸』『東の国よ!』
- 前田悠衣『進化論ホテル』『ラブ・メディシン』『1000年女王 ： 新竹取物語』『委細面談』『永遠に調べを(とわにしらべを)』『気のきいた予告編の作り方』『レンタル・メモリアル』『夢の香り』『ボクサァ』
- 前原滉『卒母奮闘記』『父さんが会いにきた』
- マギー『黒潮の流れのままに』『優雅な食卓』『イジメの行方』『ママはがんなの』『もぐらたちのブルース』『これは、私の落とし噺』『ふたつのせかい』『i²‐アイノジジョウ』
- 蒔田彩珠『真琴もののけ録』
- 政岡泰志『モノローグ男』『泣かないで、パーティーはこれから』『南国土佐を後にして』『ごらん、花々の彩採りを』
- 正名僕蔵『火山灰狂騒曲～天からオタカラ～』『宇宙の下、みかんの島で』
- 眞島秀和『父さんの花笠』『黒潮の流れのままに』『迷走』『土の記憶』
- 升毅『春の夢』『勤務時間内戦争』『世界の果ての小さな海』『梅を売る家』『鳩と夕暮れと』『鳥を放つ日』
- 増子倭文江『昭和八十年のラヂオ少年』『アマンドラ』『となり町戦争』『朝まだきの谷間』『黒潮の流れのままに』『大都会に大漁旗を』『ロボット・イン・ザ・ガーデン』『わたくし、今、恋をしております』
- 益岡徹『砂時計』『幻の魚ハリンサバの告別』『さらば、16文キック！』『ダイニング・テーブル』／（以後、2001年以降）『障子の穴の天の川』『月光のパルス』『新宿百太郎の伝説』『島の密航先生』『命の汽笛』『レールバイク』『「男と女」と男と女』
- 増田未亜『カモメの駅から』『黒猫ルドルフの冒険』『続・黒ねこルドルフの冒険』『キャロル』『クジラがいた日々』『川のほとりで　夏草ひろしま覚書』『ガンバとカワウソの冒険』『アンジェリーナ ： 佐野元春と3つの短編』『冒険者たち』『ここではないどこかへ』『四月猫ヒノキの冒険』『シェルシーカーズ』『かつて海だった街』『誰がパロミノ・モレ―ロを殺したか』『KIRA』『アマンドラ』
- 増田裕生『地球の耳』『大切な子どもたち』
- 町田啓太『新宿の猫』
- 町田康『路上にて』
- 町田マリー『レールバイク』
- 松尾スズキ『祈りきれない夜の歌』『いよう！』
- 松尾貴史『虫歯とタクシー、その他の不幸』『お喋り童子(おしゃべりわらし)』『ニンに合わない』
- 松尾敏伸『迷走ランナー』『島の密航先生』
- 松尾政寿『サマーチャンピオン』『能古島デイズ』『中洲バンケットブルー』『あなたに続く道』『船出のキック』
- 松尾れい子『裸足の男』『二月の森』『雪割草』『些細なうた』『逆回りのお散歩』『ミシンの音色を、もう一度』
- 松岡依都美『風に刻む』『もと天使松永』
- 松金よね子『異国の太鼓』『東の国よ!』『静かな生活』『丘の上の幸福』
- 松熊つる松（＝松熊明子）『川のほとりで ： 夏草ひろしま覚え書き』／『生き直す～理学療法士・砂川晴美～』『高倉酒店で会いましょう』『新宿の猫』
- 松澤一之『響け！針の歌』『琴子の浜』
- 松重豊『1000年女王　新竹取物語』『名もがりの町』『ラブストーリーを読む老人』
- 松下一矢『ピエロ』『ぼがぁざん ： 戦艦大和の少女』『広場からの手紙』
- 松下由樹『幸福な毎日』
- 松島海斗『星空ロック』
- 松島トモ子『夢のまた夢』『サハリン・シンフォニー　（全2部）』
- 松田悟志『海電（UMIDEN）』『ニンに合わない』『幸福な毎日』『宇宙の下、みかんの島で』『尋ね人』『灰色のカンバス』『コンクリートの夢』
- 松田まどか『死滅回遊』
- 松田美由紀『GOTAISETSU』
- 松田洋治『シュナの旅』『また逢う日のうた』『つむじ風食堂の夜』『異人たちとの夏』『夢見る機械』『ポスト・エデン』『夢見た旅』『グリックの冒険』『アンジェリーナ ： 佐野元春と3つの短編』
- 松平健『唐木屋一件の事』
- 松永玲子『虫歯とタクシー、その他の不幸』『F001号白浜エネルギー作戦』『兵隊さんの時間』『ごまめの歯軋り』『鮨屋の二つ目』『母が、来た』
- 松橋登『ズーム・レンズ』『群ら雲の村の物語』『みずほのくにのはじめのたかくら』『エリコの灯り』『ドイツへの旅』
- 松本明子『みごもる。』
- 松本紀保『秋桜の種』
- 松本典子『石を積む』『群ら雲の村の物語』『夾竹桃同窓会』
- 松本怜生『なんちゃない島とわたし』
- 松本若菜『還れ、大山へ』『タイパな私の生きる道』
- 松山愛佳『あの人』
- 松山政路『唐木屋一件の事』『赤い操り糸』
- 馬渕英里何『海を渡る日』『よろしく「チャンポン係長」』『多羅間さん、どこ行った？』
- 馬渕晴子『やわらかい朝』
- 真野響子『ドイツへの旅』『春に散る』
- 毬谷友子『大地の子エイラ』『ソフィーの世界』『地球の祈り』『水の行方』／（以後、2001年以降）『骨は珊瑚、眼は真珠』『餌の時間』『静かな大地』『故郷の我が家』『星降る教室』『扉を開ければそこは』
- 丸岡奨詞『スイートビターホーム』『春子の竹ボウキ』
- 丸茂太郎『枝の上の白色レグホン』『五月の自転車』『触覚』
- 麿赤児『まあるい桜』『委員会ファイブ』『不惑検定』
- 三浦浩一『アディオス・ケンタウルス！』『雨の夜の冒険』『柿の木の下で』『小鳥の住み処』
- 三上市朗『誰か、ネロをさがして』『旅師・小島屋』『羽で鳴く男の話』『翔べない豚さん』『風呂屋の二階』『小さな雨』『ようこそ喫茶トマリギへ』
- 三上陽永『祖父と手紙と僕と』『ねぷたの来ない夏に』
- 三倉茉奈『ぐじの小骨』『りっちゃんのこと』『紫のチューリップ』『お乳の神様』『一時帰宅』
- 水崎綾女『琴子の浜』『きみを待つピアノ』『ユーフォリア　～私の幸福論』
- 水石亜飛夢『I want to be.ケンジノウタ』
- 水樹洵『祈りきれない夜の歌』
- 水島涼太『狼たちの月』
- 水谷豊『ノース・ウィンド』
- 水野勝『ほかの誰でもないアヤコ』『ドライビング・レコード』『ワンさんは働き者』
- 水野あや『ズボンがはきたかったのに』『クレイム／焼跡の主』
- 水野まりえ『地上5センチのアンチヒーロー』
- 水野ゆふ『クロアチア物語』『ねず色の海』『戦争の悲しみ』『百億光年の貝殻』『天使の赤紙』『地下水脈』『赤い操り糸』
- 水橋研二『手の中のコスモス』『月の記憶』『密航者たち』『空に近いアクアリウム』『ひとつきの楽園』『よろしく「ちゃんぽん係長」』『逆回りのお散歩』『良い子、母になる』『ロゼットの朝』『マイリバー、マイライフ』
- 溝端淳平『未来日記の行方』
- 三田和代『ベルリンが歌っていた』『止まってしまった時計 ／ モーレンカンプふゆこの歌』『あしたは月の上で』『日々の泡 ： ボリス・ヴィアンのうたかたの日々』『バビロンに行きて歌え』『インバネス』『小さな妖精』『ここではないどこかへ』『影たち』『風の丘を越えて』／（以後、2001年以降）『虚構の楽園』『夜の階段』『ラジオと背中』『バーバー・レッスン』『心にナイフをしのばせて』『キャパになれなかったカメラマン』『海霧（うみぎり）の墓』『マー子さん』『故郷のわが家』『赤い傘』『スイートメモリーズ』
- 三田佳子『レオナルド・ダ・ヴィンチの恋人』『失われた夢を求めて』
- 三谷昇『銀座のら猫物語』『大人のためのおとぎ話　フロレントの遺産相続』『でんしゃみち1988』『風たちの家路』『花子さんから花子さんへ』『地球の耳』『ぼくの名はリトル・トリー ： あるインディアンの回想』『海に愛された思い出に』『ドイツへの旅』『秋の声』『暑かった夏、そして冬』『鈴のない猫』『古井戸』『ホームページ』／（以後、2001年以降）『アルケミスト』『つむじ風食堂の夜』
- 三田村陽斗『東京Voice』
- 三石琴乃『きつねのチャランケ』
- 三林京子『二人でディナーを』『夫婦うどん』『おかんの結婚　僕の結婚』
- 未知やすえ『おしゃべりな夏』
- 光石研『電気工事士』『スマイル』『星の見えない夜に』
- ミッキー・カーチス『春の旅人』『それぞれの木目』
- 緑川光『私のカレはズーズー弁』『消えない蜃気楼』
- 南風洋子『白華 ： 湖底の譜』『ハイファに戻って』『戦争の悲しみ』『黙って行かせて』
- 皆川猿時『ＲＥＤ　もしくは天文館の火星人』『いつかの宝石たち』
- 皆口裕子『私のカレはズーズー弁』
- 南果歩『さよならおもちゃ箱　デラックス』『ラビリンス』『月のこども』『時子・21才』『クラウディ』／（以後、2001年以降）『淡路島へ』『残穢』『シャッター』
- 南美江『ベルリンが歌っていた』『糸でんわ』『カモメの駅から』『海からの手紙』『椿の海の記』『ブリキの星』
- 南野陽子『リトルプリンセス二号』
- 美保純『杏(あんず)』
- 峰岸徹『悪役志願』
- 峯村淳二『羽根をなくした妖精』『リバイバル』『思い出さずに忘れずに』『春子の竹ボウキ』『シュガー・ソネット』『声の訪問者』『70歳の受験生』
- 峯村リエ『虫歯とタクシー、その他の不幸』
- 三原じゅん子『唐木屋一件のこと』『ある詐欺師の風景』
- 三村聡『夜に届く声』『飛ばせハイウェイ、飛ばせ人生』『チョッキ―』
- 三村ゆうな『娘たちの庭』『戦争童話集』『大きな大いなる一日』『母から母へ』『光の廊下』『夕凪の街 桜の国』『うそつきマーメイド』
- 美村里江『田毎の月が沈む』
- みやなおこ『鉄の輪(かねのわ)』『家族同盟』『雨傘の音色』『ステップを聴かせて』『嘘と餃子と設計図』『みなとの子』
- 宮川一朗太『サヨナラおもちゃ箱デラックス』『ぼくのスカート』『熱愛』『乳房の記憶』『リトルプリンセス二号』『おしゃべりな夏』
- 宮川大助『夫婦うどん』『夢見台へようこそ』
- 宮川花子『夫婦うどん』『夢見台へようこそ』
- 宮城夏鈴『ふしぎの国のハイサイ食堂』『ゆらゆらいちゅん』
- 宮城まり子『トムは真夜中の庭で』
- 三宅貴大『妻の知らない夫のいくつかのこと』『I want to be. ケンジノウタ』
- 三宅弘城『還れ、大山へ』『真琴もののけ録』『i²‐アイノジジョウ』
- 三宅裕司『笑の大学(わらいのだいがく)』
- 宮崎あおい『翔べない豚さん』
- 宮崎吐夢『泣かないで、パーティーはこれから』『黒潮の流れのままに』
- 宮崎美子『春の空へ』『スイートビターホーム』『誉菊親子乃花道(ほまれぎくおやこのはなみち)』『風がやむまでは』
- 宮沢氷魚『いざ行かむ　短歌甲子園へ』
- 宮嶋麻衣『リッちゃんのこと』『春はこない』『ともに帰らん』『大きな湖の小さな島で』
- 宮田圭子『見えない雲』『冬の虹』『ひとりで跳べる』『弓張り』『時のおくりもの』『開いた窓』『誰か、ネロをさがして』『緑の風とチュウしたい』『二月の森』『鳩と夕暮れと』／（以後、2001年以降）『 ホーム・レス』『いぬ』『サンショウの木』『雪割草』『いけず　帰れず　五山の送り火』『うららの恋。』『ある一日』『嘘の秘密』『やわはだ』『かささぎ橋で会いましょう』『チカちゃんのオルゴール』
- 宮地真緒『夏のほかげ』
- 宮野真守『ヒィ、ラブズ、ミイ』
- 宮本真希『いつか越える海』『密航者たち』
- 宮本充『春の光の庭』
- 宮本裕子『窓』『やさしい歌を歌ってあげる』『ビオレタ』
- 美山加恋『師匠と私と飴色のレシピ』『あすかのレトロな冒険』
- 宮村優子『アキバの休日』
- 六平直政『花子さんから花子さんへ』『ラブ・メディシン　（全２部）』
- 牟田悌三『オヤジでサンバ』
- 村井國夫『散歩道』『フーちゃんのこと』『鯨と銀杏（ぎんなん）』『アディショナルタイム』
- 村岡希美『大工』
- 村上想太『障子の穴の天の川』
- 村上弘明『新宿の猫』
- 村上穂乃佳『ねぷたの来ない夏に』
- 村川絵梨『道頓堀ジャンピングガールズ』『シャッター』『聖地じゃない』
- 村崎真彩『太秦ムービースター』
- 村澤寿彦『焼け跡の天女』『さあ、すわってお聞きなさい』『緑の音楽師』『シュガー・ソネット』『父さんが会いにきた』
- 村治学『ホームページ』『エトルリアの微笑み』『握手をしよう』『ある一日』『夜市』『冬の曳航』『100億分の1のオトン』
- 村杉蝉之介『ビンテージでいこう』『祈りきれない夜の歌』『引き出したのなら　仕舞っておいて』
- 村瀬幸子『いつか王子様が』『石を積む』
- 村田雄浩『オッサンとワタシ』『キャパになれなかったカメラマン』『海のお城がくれた夏』
- 村松克己『ベルリンが歌っていた』『風色の望郷歌』『あの日の匂い』『路上にて』『さらば16文キック！』
- 村松利史『空に近いアクアリウム』『遺影俳優』『プラチナタウン』
- 村山輝星『おしゃべりなバディ』
- 室井滋『まぼろしの村』『ばあちゃん、車乗ってくけ？』
- 室田日出男『月満ちて、水満ち満ちて』『風と走れサツマ』
- 最上莉奈『春の光の庭』『ツバメ飛ぶ』『新宿百太郎の伝説』『見よ、蒼い空に白い星』
- もたいまさこ『井戸の底にいるのだーれ？』
- 罍陽子（＝もたい陽子）『答えは、昼間の月』
- 桃井かおり『その時ハートは盗まれた』
- 百瀬朔『砂浜クラブ』『包帯クラブ ルック・アット・ミー！』
- モモタロウ『チョッキー』『鳥を放つ日』『鳳仙花の咲く家に』
- 森カンナ『風は夢をのせて』
- 森聖矢『小指の思ひ出』
- 森川葵『春来る鬼』
- 森川航『つきのふね』『ばっちゃんの親子丼』
- 森口瑤子『とっておきの旅』『さよなら、わたしの神様』『光点』
- 森崎ウィン『極楽プリズン』『ゴリラの背中とアップルパイ』
- 森下亮『ブルームーンの向こう側』
- 森迫永依『天空の道標』
- 森繁久彌『唐黒の壷』
- 森田順平『素晴らしき休日』『笑え!』『娘たちの庭』『太陽通り』『狼たちの月』
- 森田直幸『万太郎ショージ』
- 森塚敏『七草なずな』『囚われたオオムラサキ』『竜の珠伝説』『共通一次のルート・ザ・ループ』『夢のまた夢』『本覚坊遺文』『多摩川』『白華 ： 湖底の譜』『夫婦でハワイ６日間』『消えた万元戸』『兄の島』『新宿百太郎の伝説』
- 森永悠希『いぬ』『夜の階段』『四頭の羊』『さよなら環状線』
- 森本レオ『多摩川』
- 森脇京子『自動起床装置』
- モロ師岡『フライ・ミー・トゥ・ザ・ムーン』『青春快進撃号』『幽霊の自転車』
- 諸星すみれ『晩年の弟子』

### や行
- 八木昌子『竜の珠伝説』『海辺の姉妹』
- 柳生博『母の恋文』『夢の波間』『キップをなくして』
- 役所広司『椿の海の記』
- 矢崎滋『桜堤舗装事件』『いやな感じ』『モンタージュ』／（以後、2001年以降）『心にナイフをしのばせて』『キャパになれなかったカメラマン』
- 矢沢心『ガロの故郷』『夕凪の街 桜の国』
- 矢代朝子『夢のまた夢』『バビロンに行きて歌え』『春にして君を離れ』『花の独身』
- 八代拓『あなたは最後に』
- 安永亜衣『ア・ルース・ボーイ』『ナイト・コール』
- 八十川真由野『木更津花街草子』『武ちゃんの遺しもの』
- 八十田勇一『兵隊さんの時間』『地上5センチのアンチヒーロー』
- 箭内夢菜『なんちゃない島とわたし』
- 八名信夫『プラチナタウン』『石鎚山天狗と戯』『命の汽笛』
- 家中宏『永遠の日曜日』『その時は殺され……』『木更津花街草子』
- 柳澤愼一『ふたりのロッテ』『旅師・小島屋』『クロアチア物語』『その後の「断腸亭日乗」　～佐渡情話編』『公園のベンチで』『クジラの消えた日』『あの音』『奇跡』『狼たちの月』『東京 Voice』
- 山内圭哉『90日の過ごし方～マルオ・ラスト・デイズ～』
- 山岡久乃『夾竹桃同窓会』『モーツァルトを聴くハナコと5匹の仔猫』
- 山賀教弘『夜の影』『嵐のマドリード』『ロイヤルミルクティー』『コンビニ人間』『ある暗号兵の告白』
- 山像かおり『なみだ蟹のムーンライト・チアーズ』『曲がり角の男』『夫婦でハワイ６日間』『五月の自転車』『古井戸』『母の恋文』『あなた』『ある晴れた日に』『メイド・イン・ジャパン』『穴を掘る』／（以後、2001年以降）『手の記憶』『かえりみち』『琴子の浜』『散歩道』『100億分の1のオトン』
- 山口果林『黙って行かせて』『髪にふれる』『戦争の歌がきこえる』
- 山口紗弥加『水入らず』『小指のエチュード』
- 山口崇『地球の祈り』『祖父の川』『飛ぶ教室』『ふたりのロッテ』『戦争童話集』シリーズ
- 山口太郎『逆回りのお散歩』『ファイティング40、ママはチャンピオン』
- 山口智充『産後途中下車』
- 山口馬木也『田毎の月が沈む』
- 山口まゆ『踊らされながら』
- 山口美也子『ありがとう』『リバイバル』
- 山口祐一郎『LET IT PON！～それでええんよ～』
- 山崎樹範『紅葉山通り』『うさぎの神様』『空想博覧会』
- 山崎千恵子『テン・カウント』『まだ夜ではないがもう昼でもない』『鏡の向こう側』／（以後、2001年以降）『いぬ』『暑中休み』『天使の赤紙』『四頭の羊』『僕らはみんな、』『ルカをよろしく』『ごまめの歯軋り』『東京 Voice』『花の独身』『井戸に吠える』『ハードボイルド・ボギー』『ブラザー・ラプソディ』『母ちゃんと王様』『はじまりの旅』
- 山﨑直樹『風よとどけよ』
- 山崎一『誰がパロミノ・モレ―ロを殺したか』『大工』
- 山﨑秀樹『うさぎの神様』『くちずさんでシャンソン』
- 山崎紘菜『風は夢をのせて』『風のあと咲き』
- 山崎美貴『岩場のチングルマ』『海辺の姉妹』
- 山崎裕太『自分からの手紙』
- 山路和弘『悪童日記』『バビロンに行きて歌え』『ハバナへの旅』『友情』『天保北越雪譜異聞』『冬の曳航』
- 山下真琴『大きな豚はあとから来る』『夜に届く声』『想い出あずかります』『秋のレッスン』『婚礼、葬礼、その他』
- 山下容莉枝『冬のこおろぎ』『消えたドロテア』『ふたりのロッテ』『人生ベストテン』『婚礼、葬礼、その他』『大工』
- 山下リオ『山中センチメンタル・ジャーニー』
- 山田愛奈『佐渡は居よいか住みよいか』
- 山田キヌヲ『これは、私の落とし噺』『真夜中の古本屋』『通い猫アルフィーの奇跡』『素数と雨音』
- 山田辰夫『聖の青春(さとしのせいしゅん)』『百億光年の貝殻』
- 山田昌『あなたに続く道』『桜を伐る』
- 山田真歩『春来る鬼』『命売ります』『伝説のデスロード』『オアシス』
- 山田百次『未来日記の行方』『マサコとふたり』『土の記憶』『彼女たちの夜明け』
- 山田裕貴『踊らされながら』
- 山田由梨『ふたりの娘』『ふたつのせかい』
- 大和屋ソセキ『キャパになれなかったカメラマン』『いよう!』『春来る鬼』
- 山中崇『婚礼、葬礼、その他』『朝が生まれる』『ロゼットの朝』
- 山西惇『気のきいた予告編の作り方』『虫歯とタクシー、その他の不幸』『鉄の輪』『消えた万元戸』『侵食』『ヴィジョン』『兵隊さんの時間』／（以後、2001年以降）『残花の香り』『反面教師』『いつか越える海』『樹の上のキジムナー』『佐恵子の話』『幻想列車』『嘘と餃子と設計図』
- 山野史人『原生林に降る雨』『風の自画像』『影たち』『誰のために哭いたのか』『穴を掘る』／（以後、2001年以降）『夢の波間』『新宿百太郎の伝説』『朝まだきの谷間』『赤い操り糸』『父のいた島』『ウィニングボール』『家族の肖像～硫黄島からの手紙』『コンクリートの夢』『ある暗号兵の告白』
- 山本郁子『異次元からのフィルム』『濁流』『アウラ』『新宿百太郎の伝説』
- 山本学『わが青春のイーゴリ』『青いカナリア』『公園のベンチで』『髪にふれる』『ラジオと背中』
- 山本圭『風の丘を越えて　第1部』『真冬のプレイボール：管理職の決断』『花の独身』
- 山本太郎『僕が帰れない理由(わけ)』『キャパになれなかったカメラマン　～ベトナム戦争の語り部たち』
- 山本千尋『マサマサ』
- 山本道子『ぬばたまの夢に見えつつ』『滅頂』『うさぎの神様』『ロイヤルミルクティー』『もぐらたちのブルース』
- 山本陽子『生き直す～理学療法士・砂川晴美～』『ごまめの歯軋り』『隣の魔女』
- 山本龍二『ねず色の海』『ハイファに戻って』
- 山谷初男『明日の花たち』『帰ってきたジョバンニ』『闇のなかの少女』『杉の芽』『レンタル家族』『海のことば』『緑の音楽師』
- 弥生みつき『妊娠カレンダー』『広くてすてきな宇宙じゃないか』『悪童日記　後編』『アナグマたちと冷たい月』『グリックの冒険』『シェルシーカーズ』『夜想曲（ヤソウキョク）』
- ヤンニ・オルソン『お茶からはじまる物語』
- 湯浅崇『わたしのまなざし』『かささぎ橋で会いましょう』『トコマとよっちゃん』『雨傘の音色』『蛍の光、窓に雨』
- 湯浅浩史『forget－me－not　～忘れな草～』『オッサンとワタシ』『聖地へ行く船』『うそつきマーメイド』『観られる女』『お顔』『散歩する侵略者～鳴海と真治の二週間～』『春祭り』『テレビ塔の下で』『アトカタ』『金魚の恋、五十五年の夢』『母を放つ日』『真昼の流れ星』『私の翼』『あいちゃんは幻』『臨月』『ほかの誰でもないアヤコ』『遥かなり、ニュータウン』『荒地のひと』『みそひともじシンドローム』『父さんが会いにきた』
- 裕木奈江『夜に風を砕け』
- 優希美青『躍らせれながら』
- 湯川ひな『ガラクタな人々』
- 雪代敬子『呼吸する家』『レイン』
- 弓削智久『私は"サバイバー"』
- ユンソナ『ポンソンファ』
- 余貴美子『水入らず』
- 横内正『高倉酒店で会いましょう』
- 横田美紀『素敵な十六歳』『春を待つ音』
- 横堀悦夫『冒険者たち』『あの日の匂い』『滅頂』／（以後、2001年以降）『その時は殺され……』『アンチノイズ』『戦争の悲しみ』『父への旅』『百億光年の貝殻』『カリブの女・ユーマ』『狼たちの月』『ブループリントの岬』
- 横山幸汰『お岩木さまの子供たち』
- 横山めぐみ『新宿の猫』
- 吉岡里帆『ふたりの娘』
- 吉木りさ『木更津花街草子』
- 良田麻美『あいあるあした』『散歩道』
- 吉田晃太郎『ア・ルース・ボーイ』『メイド・イン・ジャパン』『望月青果店』
- 吉田鋼太郎『サラエボの女』『その後の断腸亭日乗：津軽放浪』
- 吉田妙子『沖縄ラブ・ストーリー』『バガージマヌパナス ： 南の島のアヤノ』『沖縄のいちばん長い日』『ふしぎの国のハイサイ食堂』
- 吉永拓斗『稲穂が輝く時』
- 吉野実紗『八時五分の男』『2233歳』『星空ロック』『木更津花街草子』『師匠と私と飴色のレシピ』
- 吉野悠我『大きな家の大いなる一日』『カーン』
- 吉野由志子（＝吉野佳子、吉野由樹子）『十六歳のマリンブルー』『バースデーケーキ』『海の雪』『エア・ポート』『骨たち』『苦笑い』『雨の夜の冒険』『シリウスC』『岩場のチングルマ』『ティー』『滅頂』／（以後、2001年以降）『家』『祖父と手紙と僕と』『木更津花街草子』
- 吉見一豊『医学生』『さよならをいう時間もない』『レンタル・キャリア』『タイムテーブル』『エリコの灯り』『マスオさんになれなかった男』『シェルシーカーズ』／（以後、2001年以降）『その時は殺され……』『ミス　キャスト』『いぬ』『サンショウの木』『嵐のマドリード』『前略、桜舞うアパートの庭から』『マルスへの旅』『となりの音女』『PTA広報委員長の渡辺です』『チョッキー』『ニンに合わない』『よろしく「ちゃんぽん係長」』『響け、100年目の第九』『手を振る仕事』『僕の夢はアナウンサー』
- 吉村実子『ツユクサ』『その後の「断腸亭日乗」　佐渡情話編』『秋の家族』『骨をかかえて』
- 吉本実憂『海を駆ける』『コクハラ』『ある暗号兵の告白』『アシカを待つあした』
- 吉行和子『檸檬をめぐるレクィエム』『ウエルカム・ホーム』
- 米倉斉加年『我が歌よ、祖国に響け』『本覚坊遺文』『風の丘を越えて』『ティブル』

### ら行
- ラヴェルヌ拓海「星空ロック」
- 李麗仙『海を渡るハルモニ』『祖父の川』『首飾りと腕輪』『クジラの消えた日』
- 里久鳴祐果『鮨屋の二つ目』
- 利重剛『煙草とレコード』『風の行方』『銀河鉄道の思い出』／（以後、2001年以降）『魚たちのために(さかなたちのために)』『月の島』『さびしぼっち』『嵐のマドリード』『リバイバル』『春祭り』『光点』『おかんの結婚 僕の結婚』
- 莉奈『ボブガール、チャリボーイ』『素敵な十六歳』
- 隆大介『黒潮の流れのままに』
- リリー・フランキー『50歳の運動会』
- リンノスケ『土方さん、さようなら』
- 冷泉公裕『伊予路の一茶』『ビバ！スペース・カレッジ』『死に屋・ウサーラ』『桜堤舗装事件』『風の丘を越えて』『太陽通り』『生き直す～理学療法士・砂川晴美～』『四季を知る』
- 蓮佛美沙子『ココロノコリ』『うさぎの神様』
- ロジャー・パルヴァース『原生林に降る雨』

### わ行
- 若井みどり『オトンのヤキソバ』
- 若林豪『船出のキック』
- 若林久弥『朝まだきの谷間』『嵐のマドリード』『ステップファミリー・ビギナーズ』
- 若松武史『あの日の匂い』『虚構の楽園』
- 若松力『聞こえの彼方』
- 若村麻由美『蕨野行（わらびのこう）　前後編』『豆腐と花束』『乳房の記憶』／（以後、2001年以降）『郡上おどりの夜に』『幸福な部屋』『秋の家族』『人生ベストテン』『ラジオと背中』『夜に届く声』『祖国を想う、沖縄を想う～ドラマ照屋敏子伝』『空也上人がいた』『「男と女」と男と女』『ロダンとカミーユ、あるいはルイーズ』『赤いあと』『ストリートピアノ～伴奏のジャーニー』
- 若山弦蔵『大人のためのおとぎ話　フロレントの遺産相続』
- 若山富三郎『風の家 ： ラジオのためのひとり芝居』
- 鷲尾真知子『不思議の国のヒロコの不思議』
- 和田正人『ほかの誰でもないアヤコ』『僕の光』『ほぞ』『逆さ首』
- 渡辺梓『明日、四万十のほとりで』『赤い傘』
- 渡辺いっけい『進化論ホテル』『いつかに続く調べ』『とっておきの旅』『バスで行く人』／（以後、2001年以降）『反面教師』『質屋』『イグアナくんのおじゃまな毎日』『富士へ』『密航者たち』『コール～闇からの声～』『船を待つ』『山中センチメンタル・ジャーニー』
- 渡邉このみ『きみを待つピアノ』
- 渡辺樹里『ふたりぼっち』『妻の知らない夫のいくつかのこと』
- 渡辺大『GIRLS（ガールズ）』『幸福な毎日』
- 渡辺卓（＝渡貫太公）『奇跡の星』『父も恋する』
- 渡辺哲『ロクデナシの夜』『ひとつきの楽園』『バーバー・レッスン』『春までの旅』『就活ビデオ作ります』
- 渡辺徹『家』『風波』『勝縄』
- 渡辺富美子『縁の海』『ポポイ』『玉呑み人形』『幻の魚ハリンサバの告別』『優駿　第1部』『ラストゴング』『タローを待ながら ： 内幸町あたごホテル』『エア・ポート』『夏の終わりに』『水底の丸い石』
- 渡辺美佐子『縁の海』『同い年』『今昔物語より　母よ』『乳房の記憶』『東の国よ！』
- 渡辺優奈『ブルームーンの向こう側』
- 綿引勝彦『牛乳一合ココア入り』『新宿百太郎の伝説』『新宿鮫・氷舞』『ホームページ』『異国の太鼓』
- 渡部篤郎『ロング・グッド・バイ』『盆踊り』
- 渡部豪太『空に近いアクアリウム』『さよなら、コロボックル』『弾け！はじけろ！そろばん甲子園』『ヘルプマン -俺たちの介護物語-』①②③④⑤

## 作品一覧

### 1980年代
| 放送日   | 作品名                   | 原作・作   | 主な出演者                       | 備考                                                              |
| -------- | ------------------------ | ---------- | -------------------------------- | ----------------------------------------------------------------- |
| 4月6日   | メキシコがやってきた     | 丸山能里枝 | 文野朋子 里見京子 塚本信夫       |                                                                   |
| 4月13日  | 見えないフルート         | 川崎洋     | 戸浦六宏 西尾美栄子 本間優二     | 広島局制作                                                        |
| 4月20日  | スピカ                   | 島田雅彦   | 日下武史 秦暎花 鈴木弘子         |                                                                   |
| 4月27日  | 十年後の夕立ち           | 田中十九郎 | 天野有恒 勅使河原祐一 南知子     | 名古屋局制作                                                      |
| 6月1日   | もしもし、こちら昔局     | 藤本義一   | 金田龍之介 溝田繁 林美智子       | 大阪局制作                                                        |
| 6月8日   | 一寸先の夢の夢           | 横光晃     | 角野卓造 寺田路恵 梨羽由記子     | 1986年1月11日に再放送                                             |
| 6月15日  | 満月                     | 原田康子   | 檀ふみ 江藤潤 松井信子           | 札幌局制作                                                        |
| 6月22日  | 花が散って               | 林京子     | 有馬稲子 鈴木光枝 川口敦子       |                                                                   |
| 6月29日  | サッチャンの海           | 菅原和子   | 片岡弘毅 鈴木克子 菅野久美子     | 仙台局制作                                                        |
| 7月6日   | 失われた宴               | 佐久間崇   | 西村晃 殿山泰司 高橋珠美子       |                                                                   |
| 7月13日  | 祝福さるべき四人の男たち | 五藤文夫   | 東野英心 陳巍 マイケル・ディーン | 名古屋局制作                                                      |
| 7月20日  | 過激にして愛嬌あり       | 鈴木清順   | 泉谷しげる 高沢順子 小林稔侍     | 大阪局制作                                                        |
| 7月27日  | 骨                       | 謝名元慶福 | 鈴木瑞穂 文野朋子 今関泉         |                                                                   |
| 8月3日   | 風色の望郷歌             | 伊藤信吉   | 伊藤信吉 村松克己 山下晴代       |                                                                   |
| 8月10日  | 四畳半幻燈               | 渋谷健一   | 原田美枝子 松井信子 中島利克     | 札幌局制作                                                        |
| 8月17日  | ガダレカダル戦記         | 松坂礼子   | 中田譲治 諸石茂 沼沢郁子         | 仙台局制作                                                        |
| 8月24日  | がんす横丁               | 志条みよ子 | 幸田弘子 綱島初子 野中悦子       | 広島局制作                                                        |
| 8月31日  | 鬼になりたややさしい鬼に | 森治美     | 岡田嘉子 伊藤友乃 鬼頭昭夫       | 名古屋局制作                                                      |
| 9月7日   | 空の色紙                 | 帚木蓬生   | 岡田英次 奈良岡朋子 波田久夫     | 大阪局制作                                                        |
| 9月14日  | 虫喰い                   | 森直也     | 草野大悟 中村亜湖 野中悦子       | 広島局制作                                                        |
| 9月21日  | 水軍蜃気楼               | 中沢昭二   | 三浦真弓 黒野信男 高下初         | 松山局制作                                                        |
| 9月28日  | マリーへ愛をこめて       | 竹内日出男 | 秋野太作 井上美那津 花田信       | 福岡局制作                                                        |
| 10月5日  | 同い年                   | 村井志摩子 | 渡辺美佐子 中西妙子 水島弘       |                                                                   |
| 10月12日 | 浦島草                   | 大庭みな子 | 岸田今日子 日下武史 堀越大史     |                                                                   |
| 11月9日  | ラジオオペラ・記憶交換   | 湯本香樹実 | 加藤健一 朝比奈尚行 山下晴代     |                                                                   |
| 11月16日 | べえすぼおる・らぷそでい | 竹内日出男 | 橋爪功 きたむらあきこ 三角八重   | 大阪局制作                                                        |
| 11月23日 | グスコー・ブドリの伝記   | 宮澤賢治   | 井上倫弘 平栗あつみ 今福将雄     | 1986年5月10日に再放送                                             |
| 11月30日 | 時の流れが聴こえますか   | 津川泉     | 榊原忠美 山下晴代 内田藍子       | 昭和60年度文化庁芸術祭参加作品 名古屋局制作 1986年5月31日に再放送 |
| 12月7日  | トンカラリン空間の蒟蒻玉 | 井田敏     | 矢羽みどり 石川螢 江藤茂利       | 福岡局制作                                                        |
| 12月14日 | さよなら林家三平         | 神津友好   | 尾藤イサオ 里見京子 尾崎勝子     | 1986年3月29日に再放送                                             |
| 12月21日 | あの輝ける日々           | 清水邦夫   | 宇野重吉 藤岡琢也 泉ピン子       | 1986年5月17日に再放送                                             |
| 12月28日 | クーパーの想い出         | 太田省吾   | 中村伸郎 岸田今日子 北村青子     |                                                                   |

| 放送日   | 作品名                  | 原作・作                                    | 主な出演者                       | 備考 |
| -------- | ----------------------- | ------------------------------------------- | -------------------------------- | --- |
| 1月25日  | ショパンでさよなら      | 久野麗                                      | 工藤健 酒井雅代 古林泉           | 昭和60年度BKラジオドラマ脚本懸賞募集入選作品 大阪局制作                                                             |
| 2月1日   | スコット・希望への旅    | フリッツ・ミケシュ ローナルト・シュテッケル | 金田龍之介 石田弦太郎 松山照夫   | 海外ラジオドラマ特集 大阪局制作                                                                                     |
| 2月8日   | ユダヤの人形つかい      | ジーユ・セガル                              | 草野大悟 斎藤美和 田畑猛雄       | 海外ラジオドラマ特集 大阪局制作                                                                                     |
| 2月15日  | イメージ                | サム・シェパード                            | 名古屋章 下條アトム 東啓子       | 海外ラジオドラマ特集                                                                                                |
| 2月15日  | 五分停車                | クレール・ヴィレ                            | 南美江 橋爪功 伊藤幸子           | 海外ラジオドラマ特集                                                                                                |
| 2月22日  | オランダを救った男      | アントウン・ショリャン                      | 高橋長英 たかべしげこ 柳沢三枝   | 海外ラジオドラマ特集 名古屋局制作                                                                                   |
| 3月1日   | 水槽                    | 岡本岳彦                                    | 松崎霜樹 大竹康夫 金田一仁志     | 札幌局制作 |
| 3月8日   | 道化の華・心中          | 板谷全子                                    | 平田満 熊谷真実                  | 広島局制作 |
| 3月15日  | いつか王子様が          | 渡辺えり子                                  | 村瀬幸子 嶋英二 新谷一洋         | |
| 4月12日  | 原生林に降る雨          | 開高健                                      | 原田芳雄 川口敦子 鶉野樹理       | 現代小説シリーズ |
| 4月18日  | ピエロ                  | 連城三紀彦                                  | 佐藤オリエ 柄本明 有川博         | 現代小説シリーズ |
| 4月26日  | 春の夢                  | 宮本輝                                      | 升毅 島村晶子 酒井雅代           | 現代小説シリーズ |
| 6月7日   | 銀座のら猫物語          | 飯島奈美子                                  | 新村礼子 三谷昇 梨羽由記子       | ノンフィクションシリーズ                                                                                            |
| 6月14日  | 空とぶうさぎ            | 鹿島武臣                                    | 鹿島武臣 西脇久夫 大町正人       | ノンフィクションシリーズ 1986年10月11日に再放送                                                                     |
| 6月21日  | 尚子とその母            | 岩瀬成子                                    | 大岐亜弥 日色ともゑ 川口寿       | ノンフィクションシリーズ 大阪局制作                                                                                 |
| 6月28日  | ホル・ホレ・ホロ        | 黒井千次                                    | 河原崎長一郎 佐藤オリエ 那智武敏 | |
| 7月5日   | 卵                      | 佐佐木邦子                                  | 木下浩之 高橋珠美子 榊原麻美     | 仙台局制作 |
| 7月12日  | 夢うつつ                | 山本淳子                                    | 平淑恵 深水三章 中島葵           | 名古屋局制作 |
| 7月19日  | ゴー！ベイビー・ゴー    | 間澄一輝                                    | 石野真子 角野卓造 川上恭尚       | BKラジオドラマ脚本懸賞募集入選作品 大阪局制作                                                                       |
| 7月26日  | 飛ぶ夢をしばらく見ない  | 山田太一                                    | 山本圭 岩崎加根子 平栗あつみ     | |
| 8月2日   | 花わらい鳥うたい        | 林京子                                      | 有馬稲子 初井言榮 嵐圭史         | 戦後史シリーズ 1987年5月9日に再放送                                                                                 |
| 8月9日   | 異次元からのフィルム    | 渋谷健一                                    | 下元勉 山本郁子 松崎霜樹         | 戦後史シリーズ 札幌局制作                                                                                           |
| 8月16日  | 夏が来れば思い出す      | 早坂暁                                      | 早坂暁 林隆三 志賀圭二郎         | 戦後史シリーズ 昭和61年度文化庁芸術作品賞受賞作品 第13回放送文化基金賞受賞作品 1987年3月28日、1987年6月27日に再放送 |
| 8月23日  | 元気のさかだち          | 三木卓                                      | 常田富士男 早川元貴 山本貴嗣     | 戦後史シリーズ 名古屋局制作                                                                                         |
| 8月30日  | カダレカダル戦記パート2 | 松坂礼子                                    | 今西正男 牧良介 鈴木克子         | 戦後史シリーズ 仙台局制作                                                                                           |
| 9月13日  | スコアブック            | 笠原淳                                      | 江守徹 神保共子 角野卓造         | 名古屋局制作 |
| 9月20日  | 伊予路の一茶            | 嶋岡晨                                      | 冷泉公裕 塩屋俊 黒野信男         | 松山局制作 |
| 9月27日  | 我が子よ龍になれ        | 宮本研                                      | 花田信 江藤茂利                  | 福岡局制作 |
| 10月4日  | 響け！パーランクー      | 津野創一                                    | ジョニー大倉 山田富子 端田宏三   | 大阪局制作 |
| 10月18日 | 走れ！タカハシ          | 村上龍                                      | 樋浦勉 松阪隆子 鈴木伸也         | 広島局制作 |
| 10月24日 | 裏紫                    | 樋口一葉                                    | 幸田弘子 嵐圭史                  | 1987年5月16日に再放送                                                                                               |
| 11月15日 | みじょか島              | 香取俊介                                    | 神保美喜 川谷和也 渡都美子       | 福岡局制作 |
| 11月29日 | アイール                | 山本昌美                                    | 山下晴代 多田木良 大嶽隆司       | 名古屋局制作 |
| 12月6日  | 地に伏して聴け          | 竹内日出男                                  | 佐藤慶 木下サヨ子 西端やよい     | 大阪局制作 |
| 12月13日 | 縁の海                  | 木崎さと子                                  | 神山繁 渡辺美佐子 毬谷友子       | |
| 12月20日 | 与那国ぬ情              | 立松和平                                    | 奥田瑛二 秋野暢子 田部謙三       | 1987年5月23日に再放送                                                                                               |

| 放送日            | 作品名                                        | 原作・作                 | 主な出演者                     | 備考                                                  |
| ----------------- | --------------------------------------------- | ------------------------ | ------------------------------ | ----------------------------------------------------- |
| 1月10日           | 七草なずな                                    | 内田栄一                 | 北村和夫 新橋耐子 加藤武       |                                                       |
| 1月17日           | 不思議の国のヒロコの不思議                    | 谷山浩子                 | 三田寛子 島本須美 高間智子     | 1987年5月30日に再放送                                 |
| 1月24日           | 最後の雨                                      | 相葉芳久                 | 天宮良 児島美ゆき              | 札幌局制作                                            |
| 1月31日           | 風転草‐タンブル・ウィード                     | 米谷ふみ子               | 林美智子 津島道子 須永克彦     | 大阪局制作                                            |
| 2月7日            | 大人のためのおとぎ話 フロレントの遺産相続     | ピーター・レッドグローブ | 大地真央 高木均 若山弦蔵       | 海外ラジオドラマ特集                                  |
| 2月14日           | 名画誕生                                      | ハワード・バーカー       | 鳳蘭 仲谷昇 橋爪功             | 海外ラジオドラマ特集                                  |
| 2月21日           | シルビアって誰？                              | スティーブン・ダンストン | 草野大悟 鈴木瑞穂 藤田千代美   | 海外ラジオドラマ特集 大阪局制作                       |
| 2月28日           | ズーム・レンズ                                | ベアトリス・オードリ     | 松橋登 久野綾希子              | 海外ラジオドラマ特集                                  |
| 3月7日            | 大蛇は消えてしまったのか ある根の国伝説       | たなべまもる             | 田武謙三 草野大悟 岩崎徹       | 広島局制作                                            |
| 3月14日           | 同行二人                                      | 山田正弘                 | 常田富士男 渡部博世 羽田昭     | 松山局制作                                            |
| 4月11日           | 遅れてきた青年                                | 林さわ子                 | 内藤剛志 平栗あつみ 牟田悌三   | 第15回主催創作ラジオドラマ脚本懸賞公募入選作品        |
| 4月18日           | 帰ってきたジョバンニ                          | 別役実                   | 林隆三 中村伸郎 長岡輝子       |                                                       |
| 4月25日           | グッバイ・マンスリー・デイト                  | 岡本螢                   | 磯部勉 佳梯カコ 松本喜臣       | 名古屋局制作                                          |
| 5月2日            | シュナの旅                                    | 宮崎駿                   | 松田洋治 藤代美奈子 玉置亜理佐 |                                                       |
| 6月6日            | 止まってしまった時計 モーレンカンプふゆこの歌 | 須藤出穂                 | 三田和代 鈴木瑞穂 東恵美子     |                                                       |
| 6月13日           | 共通一次のルート・ザ・ループ                  | 図子慧                   | 森塚敏 高下初 壇臣幸           | 松山局制作                                            |
| 6月20日           | 岸本おじさんの冒険                            | 眞鍋禎男                 | 小林稔侍 有松安吾 三田篤子     | 大阪局制作                                            |
| 7月4日            | ポポイ                                        | 倉橋由美子               | 島本須美 上條恒彦 岸田今日子   |                                                       |
| 7月11日           | ぜえごしばい                                  | 細越健一                 | 諸石茂 田部初枝 沼沢郁子       | 仙台局制作                                            |
| 7月18日           | おおぎいちゃあらん 国恋の唄                   | 宗秋月                   | 藤田千代美 木下サヨ子 端田宏三 | 大阪局制作                                            |
| 7月25日           | 祭りの顛末                                    | 相葉芳久                 | 布施博 中西良太 児島美ゆき     | 札幌局制作                                            |
| 8月1日            | 東京石器人戦争                                | さねとうあきら           | 村上雅俊 内藤剛志 花沢徳衛     | 夏休みヤングシアター                                  |
| 8月8日            | ウィングド・ボーイ                            | マリー・ヘイリー・ベル   | 服部賢悟 佐藤オリエ 井川比佐志 | 夏休みヤングシアター                                  |
| 8月15日           | 木かげの家の小人たち                          | いぬいとみこ             | 広瀬珠実 里見京子 大山尚夫     | 夏休みヤングシアター 大阪局制作 1988年5月14日に再放送 |
| 8月22日           | ドアを叩くのは誰                              | 岸宏子                   | 市原悦子 勝部演之 大獄隆司     |                                                       |
| 8月29日           | 舞・7才の夏                                   | 中西信行                 | 円広志 吉沢京子 佐川満男       |                                                       |
| 9月5日            | 石を積む                                      | 大庭みな子               | 松本典子 仲谷昇 村瀬幸子       |                                                       |
| 9月12日           | ひろば・まぼろし                              | 津川泉                   | 中尾幸世 北村想 常田富士男     | 名古屋局制作                                          |
| 9月19日           | 鬼                                            | 瀬戸内晴美               | 幸田弘子                       |                                                       |
| 9月26日           | 夏の別れ・1987年 ただ風の音だけが…            | 須藤出穂                 | 夏八木勲 江藤茂利 渡都美子     | 福岡局制作                                            |
| 10月3日           | 家族制度                                      | 吉田知子                 | 西山嘉孝 渡辺エリ子 北野昌也   | 大阪局制作                                            |
| 10月10日 10月17日 | 優駿                                          | 宮本輝                   | 鈴木瑞穂 荻野目慶子 唐沢潔     | 前・後編                                              |
| 10月24日          | 橋                                            | 板谷全子                 | 多々良純 小林トシ江 長島裕子   | 広島局制作                                            |
| 10月31日          | 遊びの時間はとうに過ぎ                        | 岩佐憲一                 | 大谷直子 寺田農 玉置亜理佐     |                                                       |
| 11月14日          | コムプレックス・ハウス                        | 石川螢                   | 鶴田忍 江藤茂利 宇津井美沙     | 福岡局制作                                            |
| 11月21日          | 十六歳のマリンブルー                          | 本城美智子               | 湊広子 吉野由樹子 石田登星     | 1988年5月28日に再放送                                 |
| 11月28日          | 虹のかけ橋七色もよう                          | 竹内日出男               | 西川右近 谷口徹次 伊藤友乃     | 名古屋局制作                                          |
| 12月5日           | 二人のレーサー                                | 小池康生                 | 蟹江敬三 伊原剛志 川口寿       | 大阪局制作                                            |
| 12月12日          | 桜堤舗装事件                                  | 小松幹生                 | 矢崎滋 きたむらあきこ 小鹿番   | 昭和62年度文化庁芸術作品賞 1988年3月19日に再放送      |
| 12月19日          | 交響詩・うるんだ美女 四万十川をさかのぼる     | 川崎洋                   | 日下武史 芦田容子              | 松山局制作                                            |
| 12月26日          | 九官鳥                                        | 木崎さと子               | 奈良岡朋子 梅野泰靖 里居正美   |                                                       |

| 放送日   | 作品名                                     | 原作・作               | 主な出演者                       | 備考                                                                                  |
| -------- | ------------------------------------------ | ---------------------- | -------------------------------- | ------------------------------------------------------------------------------------- |
| 1月9日   | 本覚坊遺文                                 | 井上靖                 | 垂水悟郎 西村晃 米倉斉加年       | 1990年3月17日に再放送                                                                 |
| 1月16日  | 森のフシギの物語                           | 大江健三郎             | 原田芳雄 初井言榮 鈴木光枝       |                                                                                       |
| 1月23日  | 宇宙艇モモタロー号の帰還                   | 倉島齊                 | 松阪隆子 山野久次 松崎霜樹       | 札幌局制作                                                                            |
| 1月30日  | 新人類とマッチ棒                           | 鴨竹一                 | 角野卓造 金沢碧 國村隼           | 昭和62年度BKラジオドラマ脚本懸賞募集入選作 大阪局制作                                 |
| 2月6日   | 安全地帯                                   | ジャネット・アレン     | 日下武史 萩原流行 葦原邦子       | 海外ラジオドラマ特集                                                                  |
| 2月13日  | 東への旅                                   | ジョン・グラハム       | 浜畑賢吉 岡崎夕紀 和泉敬子       | 海外ラジオドラマ特集 大阪局制作                                                       |
| 2月20日  | 作文                                       | アントニオ・スカルメタ | 丸山匠 草野大悟 佳梯カコ         | 海外ラジオドラマ特集 名古屋局制作                                                     |
| 2月27日  | マイナス十歳                               | 諶容                   | 久米明 丹阿弥谷津子 河原崎長一郎 | 海外ラジオドラマ特集                                                                  |
| 3月5日   | 群ら雲の村の物語                           | 三枝和子               | 松橋登 松本典子 北見治一         | 広島局制作                                                                            |
| 3月12日  | 海峡の名優                                 | 古川壬生               | 花沢徳衛 金井大 中村明美         | 広島局制作                                                                            |
| 3月26日  | 大地の子エイラ                             | ジーン・アウル         | 岸田今日子 水野なつみ 溝江哉     |                                                                                       |
| 4月9日   | あとひとり                                 | 菅原和子               | 坂本益夫 鈴木克子 小畑二郎       | 仙台局制作                                                                            |
| 4月16日  | ほほえみ物語                               | 大久保博美             | 田中伸子 光井正樹 金久美子       | 第8回BKラジオドラマ脚本懸賞募集入選作品 大阪局制作                                    |
| 4月23日  | よいしょ・よいしょ                         | 鶉野昭彦               | 中村加奈子 谷口徹次 伊藤友乃     | 第4回文化庁芸術作品賞受賞作品 第13回放送文化基金賞 名古屋局制作 1989年3月18日に再放送 |
| 4月30日  | ロンリーハート，ロンリーシティ             | 相良敦子               | 浅茅陽子 下條アトム 石丸謙二郎   | 第16回脚本懸賞公募佳作                                                                |
| 6月4日   | 糸でんわ                                   | 鈴木正光               | 蟹江敬三 根岸季衣 南美江         |                                                                                       |
| 6月11日  | 囚われたオオムラサキ                       | 柳沢昭成               | 本田博太郎 黒沢大輔 大谷直子     |                                                                                       |
| 6月25日  | 海辺の東天紅                               | 竹内日出男             | 蟹江敬三 渡部博世 山下肇         | 松山局制作                                                                            |
| 7月2日   | 砂時計                                     | 佐佐木邦子             | 益岡徹 丹野久美子 藤奈津子       | 仙台局制作                                                                            |
| 7月9日   | 海・百物語                                 | たちひろし             | 安倍一雄 松阪隆子 寺岡宣芳       | 札幌局制作                                                                            |
| 7月16日  | ラビリンス                                 | 湯本香樹実             | 高橋友之 殿山泰司 原泉           |                                                                                       |
| 7月23日  | 檸檬をめぐるレクィエム                     | 渡辺えり子             | 木内みどり 吉行和子 寺田農       | 大阪局制作                                                                            |
| 7月30日  | 孟母三遷五里霧中                           | 関澄一輝               | 常田富士男 吉宮君子 藤尾年樹     | 名古屋局制作                                                                          |
| 8月13日  | 風の家                                     | 高木達                 | 若山富三郎                       | 1989年10月28日に再放送                                                                |
| 8月20日  | 幻の魚ハリンサバの告別                     | 深尾道典               | 大路三千緒 渡辺冨美子 益岡徹     | シリーズ水のある風景                                                                  |
| 8月27日  | 四万十川・あつよしの夏                     | 笹川久三               | 橋爪功 左時枝 森本レオ           | 昭和62年度文芸賞受賞作品 1988年9月24日に再放送                                        |
| 9月3日   | おやにらみ幻視行                           | 井田敏                 | 中野弘子 江藤茂利 軽部仁         | シリーズ水のある風景 福岡局制作                                                       |
| 9月10日  | わたしの名は仏                             | 岸宏子                 | 奈良岡朋子 平淑恵                | 平家物語「祇王」より                                                                  |
| 9月17日  | 夏・未来博にて                             | 横光晃                 | 丸山匠 加藤ひかる 伊沢勉         | 名古屋局制作                                                                          |
| 9月24日  | 異聞世界語事始頌                           | 鈴木清順               | 原田芳雄 佐藤オリエ 笑福亭松喬   | 大阪局制作 1989年3月11日に再放送                                                      |
| 10月1日  | バースデーケーキ                           | 佐藤ひろみ             | 島村佳江 仲恭司 吉野由樹子       |                                                                                       |
| 10月8日  | 海を渡るハルモニ                           | 板谷全子               | 李麗仙                           | 広島局制作                                                                            |
| 10月15日 | 神様はどこにいるの                         | 干刈あがた             | 高橋友之 香山美子 大塚道子       |                                                                                       |
| 10月22日 | でんしゃみち1988                           | たなべまもる           | 鈴木瑞穂 矢吹寿子 三谷昇         |                                                                                       |
| 11月12日 | 伝言                                       | 鴨竹一                 | 草野大悟 西山嘉孝 北見唯一       | 大阪局制作                                                                            |
| 11月19日 | 黄金映画倶楽部(ゴールデン・キネマ・クラブ) | 栗田教行               | 今福将雄 渡部和也 西堀優子       | 松山局制作                                                                            |
| 11月26日 | ぷりまどんな                               | 岩間芳樹               | 白石加代子 大坂志郎              |                                                                                       |
| 12月3日  | かわいい女                                 | 金井貴一               | 佐川満男 高沢順子 溝田繁         | 大阪局制作                                                                            |
| 12月10日 | 遺されたもの                               | 井口勢津子             | 坂本長利 鳳八千代 鈴木光枝       | 第1回銀の雫文芸賞最優秀賞受賞作品                                                     |
| 12月17日 | 赤提灯とブルドーザー                       | 盛田直隆               | 北川湛子 細川ちあき 園田晴久     | 福岡局制作                                                                            |
| 12月24日 | サンタクロースさん、いらっしゃい           | 北村想                 | 加藤健一 伊沢勉 大下絵美         | 名古屋局制作                                                                          |

| 放送日   | 作品名                                                  | 原作・作               | 主な出演者                       | 備考                                                       |
| -------- | ------------------------------------------------------- | ---------------------- | -------------------------------- | ---------------------------------------------------------- |
| 1月14日  | 夢いろ橋                                                | 小林政広               | 安東一夫 藤奈津子                | 広島局制作                                                 |
| 1月21日  | 真冬の夜の夢~義経蝦夷伝説                               | 相葉芳久               | 大橋吾郎 古村比呂 及川ヒロオ     | 札幌局制作                                                 |
| 1月28日  | ぼくのスカート                                          | 妻鹿年季子             | 宮川一朗太 フランキー堺 島村晶子 |                                                            |
| 2月4日   | クリスタル・マウンテン                                  | ユーハ・シルタネン     | 勝部演之 吉野由樹子 服部賢吾     | 海外ラジオドラマ特集                                       |
| 2月4日   | ハングアップ~つながらない対話                           | アンソニー・ミンゲラ   | 松橋登 木内みどり                | 海外ラジオドラマ特集                                       |
| 2月11日  | 地下鉄のシンデレラ                                      | アントニオ・スカルメタ | 榎木孝明 須永克彦 松谷令子       | 海外ラジオドラマ特集 大阪局制作                            |
| 2月18日  | 屈辱                                                    | バリー・バーマンジュ   | 中尾幸世 西川右近 藤尾年樹       | 海外ラジオドラマ特集 名古屋局制作                          |
| 2月25日  | 涙はあとにとっておおき                                  | ケダール・ナート       | 立川三貴 杉浦悦子 小林大介       | 海外ラジオドラマ特集                                       |
| 3月4日   | 愛宕すす踊り                                            | 細越健一               | 田部初江 沼沢郁子 佐々木恵一     | 仙台局制作                                                 |
| 4月1日   | 唐黒の壷                                                | 菊池寛 井上ひさし      | 森繁久彌 綱島初子 須永宏         |                                                            |
| 4月8日   | 風たちの家路                                            | 関功                   | 斎藤美和 伊東景衣子 三谷昇       |                                                            |
| 4月15日  | 春の万華鏡                                              | 山本雄史               | 大村崑 渋谷天笑 喜味こいし       | 大阪局制作                                                 |
| 4月22日  | 赤い鳥・ひとり                                          | 鶉野昭彦               | 平沢智子 谷口徹次 伊藤友乃       | 第16回放送文化基金番組賞 名古屋局制作 1990年4月1日に再放送 |
| 4月29日  | 夢のまた夢                                              | 林京子                 | 有馬稲子 初井言榮 平尾仁彰       |                                                            |
| 5月13日  | 月のこども                                              | 新井満                 | 新井満 前田裕子 藤原新也         |                                                            |
| 5月20日  | 昆虫の眼を持つ少年                                      | 冨川元文               | 西川明 梶尾博司 沼沢郁子         | 仙台局制作                                                 |
| 5月27日  | 風博士                                                  | 坂口安吾               | 中村伸郎 すまけい 高木均         |                                                            |
| 6月3日   | 駐車場を探せ！                                          | 相良敦子               | 曽我廼家文童 藤田千代美 中島和男 | 大阪局制作                                                 |
| 6月10日  | ヘルプ！                                                | 天野祐吉               | 黒野信男 渡部修治 正田百合子     | 松山局制作                                                 |
| 6月17日  | カモメの駅から                                          | 湯本香樹実             | 増田未亜 芦田伸介 南美江         | 第16回放送文化基金番組賞 1990年3月31日に再放送             |
| 6月24日  | 翔べ！マイ・フレンド                                    | 松岡清治               | 佐野浅夫 牛島小百合 関俊彦       |                                                            |
| 7月1日   | 花子さんから花子さんへ                                  | 山崎哲                 | 鈴木光枝 中村伸郎 伊藤幸子       |                                                            |
| 7月8日   | 日本人名事典                                            | たちひろし             | せんだみつお 丸谷小一郎 高木孔美 | 札幌局制作 1990年9月9日に再放送                            |
| 7月22日  | フライ・ミー・トゥ・ザ・ムーン                          | 竹内銃一郎             | 古尾谷雅人 根岸季衣 岩芝公治     | 大阪局制作                                                 |
| 7月29日  | 夢を生きる~明恵の夢・私の夢                             | 河内紀                 | 仲谷昇 広瀬恵理子 田村錦人       |                                                            |
| 8月5日   | 海の雪                                                  | 高木達                 | 角田英介 七尾伶子 吉野由樹子     | 1991年3月10日に再放送                                      |
| 8月12日  | 新富嶽三十六景                                          | 下川博                 | 鈴木瑞穂 たかべしげこ 藤代美奈子 | 名古屋局制作                                               |
| 8月19日  | 海からの手紙                                            | 金子成人               | 寺田農 伊藤景衣子 中西良太       |                                                            |
| 8月26日  | 椿の海の記                                              | 石牟礼道子             | 岸田今日子 南美江 役所広司       | 1990年9月30日に再放送                                      |
| 9月2日   | 夾竹桃同窓会                                            | 三枝和子               | 山岡久乃 白石加代子 東恵美子     | 1991年3月17日に再放送                                      |
| 9月9日   | センターピアの月~ヨコハマ・エキゾティック・ショーケース | 八木柊一郎             | 北村和夫 鈴木瑞穂 浜村純         |                                                            |
| 9月16日  | 心は90°                                                 | 堀田あけみ             | 高樹沙耶 咲田とばこ 伊沢勉       | 名古屋局制作                                               |
| 9月23日  | 熱愛                                                    | 村田喜代子             | 宮川一朗太 村上雅俊 中嶋朋子     |                                                            |
| 9月30日  | ひばり                                                  | 竹内銃一郎             | 白石加代子 豊川潤                |                                                            |
| 10月7日  | ラストゴング                                            | 石谷洋子               | 須永宏 渡辺富美子 関根信昭       | 銀の雫文芸賞最優秀作品                                     |
| 10月14日 | ピエロ                                                  | 内田史子               | 川辺久造 神保共子 松下一矢       |                                                            |
| 10月21日 | あしたは月の上で                                        | 吉田清治               | 桂枝雀 三田和代 中西喜美恵       | 大阪局制作                                                 |
| 11月11日 | セイブ・ザ・ランド                                      | 山川健一               | 塩屋俊 安達はるか 渡修           | 松山局制作                                                 |
| 11月18日 | ブリキの星                                              | 津川泉                 | 佐藤慶 今井和子 平吉佐千子       |                                                            |
| 11月25日 | 森の声が聴こえますか                                    | 中原薫                 | 並木史朗 佐々木典子 松崎霜樹     | 札幌局制作                                                 |
| 12月2日  | モンタージュ                                            | 内田史子               | 矢崎滋 姿晴香 亀井賢二           | 大阪局制作                                                 |
| 12月9日  | 闇のなかの少女                                          | 竹内日出男             | 東山美鈴 山谷初男 伊藤幸子       |                                                            |
| 12月23日 | 星眼鏡                                                  | 湯本香樹実             | 高橋剛 本名陽子 花沢徳衛         |                                                            |

### 1990年代[18]
| 放送日   | 作品名                               | 原作・作                   | 主な出演者                       | 備考                                                            |
| -------- | ------------------------------------ | -------------------------- | -------------------------------- | --------------------------------------------------------------- |
| 1月13日  | 甲子園より愛をこめて                 | 篝レイコ                   | 国分常勝 戸田都康 尾崎美樹       | 大阪局制作                                                      |
| 1月20日  | 三億の郷愁                           | 清水義範                   | 藤尾年樹 長谷川竜一 伊藤嘉奈子   | 名古屋局制作                                                    |
| 1月27日  | 時子・21歳                           | 松本侑子                   | 南果歩                           | 広島局制作                                                      |
| 2月3日   | 笑わば笑え                           | 井田敏                     | 江藤茂利 斎藤豊治 井上美那津     | 福岡局制作                                                      |
| 2月10日  | 井戸の底にいるのだーれ？             | 妻鹿年季子                 | 大谷直子 もたいまさこ            | 大阪局制作                                                      |
| 2月24日  | 天の記憶                             | 津川泉                     | 中尾幸世 倉崎青児 藤尾年樹       | 名古屋局制作 1990年9月23日に再放送                              |
| 3月3日   | 光の音色                             | 冨川元文                   | 堀実夏 妙華子 丹野久美子         | 仙台局制作 1990年9月16日に再放送                                |
| 3月10日  | 街の底にもう一つの街が               | 須藤出穂                   | 木下秀雄 鳳八千代 渥美国泰       |                                                                 |
| 4月8日   | ブロンズの愛                         | 鈴木正光                   | 岸田今日子 三津田健 垂水悟郎     |                                                                 |
| 4月15日  | 幽霊故郷に帰る                       | 山本雄史                   | 長門勇 曽我廼家文童 國村準       | 大阪局制作                                                      |
| 4月22日  | タローを待ながら                     | 西澤實                     | 渡辺富美子 加藤玉枝 中村紀子子   |                                                                 |
| 5月13日  | 町内会バス旅行                       | 加藤宏                     | 花沢徳衛 角野卓造 神保共子       | 1991年9月29日に再放送                                           |
| 5月20日  | みどりの公園                         | 伊佐治弥生                 | 田井順三 佳梯かこ 丘さだろ       | NHK名古屋局ラジオドラマ脚本募集入選作品 名古屋局制作            |
| 5月27日  | 地球の耳                             | 湯本香樹実                 | 増田裕生 永島瑛子 尾藤イサオ     |                                                                 |
| 6月3日   | 幸福の恥ずかしさ                     | 司修                       | 仲谷昇 島本須美 須永宏           | シリーズ自然と人間                                              |
| 6月10日  | 恐竜は語る                           | こしばきこう               | ケーシー高峰 三河かおり 末吉敏夫 | シリーズ自然と人間 札幌局制作                                   |
| 6月17日  | みおすじ                             | 盛田直隆                   | 秋吉左近 斎藤豊治 北川湛子       | シリーズ自然と人間 福岡局制作                                   |
| 6月24日  | 多摩川                               | 川崎洋                     | 森本レオ 小林勝也 神田紅         | シリーズ自然と人間 1992年6月20日に再放送                        |
| 7月1日   | 木を植えた男                         | ジャン・ジオノ             | 大滝秀治                         | シリーズ自然と人間                                              |
| 7月8日   | 夜のコーラス                         | 東多江子                   | 橋爪功 大路三千緒 藤田千代美     | 第6回芸術作品賞作品 第17回放送文化基金賞作品 大阪局制作         |
| 7月15日  | ママごと                             | 妻鹿年季子                 | 范文雀 原田慎也 天野有恒         | 名古屋局制作                                                    |
| 7月22日  | エア・ポート                         | 丸山能里枝                 | 幸田弘子 吉野由樹子 渡辺富美子   |                                                                 |
| 7月29日  | ダイヤルの向こう側                   | 佐佐木邦子                 | 坂本益夫 丹野久美子 茅根利安     | 仙台局制作                                                      |
| 8月19日  | トムは真夜中の庭で                   | フィリッパ・ピアス         | 宮城まり子 奈良岡朋子 中野誠也   |                                                                 |
| 8月26日  | 見えない雲                           | グードルン・パウゼヴァング | 田中綾子 松浦吾朗 宮田圭子       | 大阪局制作                                                      |
| 9月2日   | 鍋の中                               | 村田喜代子                 | 鈴木光枝 金沢知子 田井順三       | 名古屋局制作                                                    |
| 10月7日  | 村の名前                             | 辻原登                     | 小林勝也 高木均 平栗あつみ       | 現代日本の小説 第103回芥川賞受賞作品                            |
| 10月14日 | 少年N                                | 永山則男                   | 根津甚八 小磯勝弥 楠本光子       | 大阪局制作 1991年3月17日に再放送                                |
| 10月21日 | 渇水                                 | 河林満                     | 加藤健一 田井順三 藤尾年樹       | 第28回ギャラクシー賞受賞作品 名古屋局制作 1991年6月16日に再放送 |
| 10月28日 | チングー・韓国の友人                 | 佐藤健志                   | 金久美子 金田賢一 宗英徳         | 第28回ギャラクシー賞受賞                                        |
| 11月11日 | 二人でディナーを                     | 小山道雄                   | 三林京子 佐川満男 野沢那智       | 大阪局制作                                                      |
| 11月25日 | 天使がいた街                         | 川西蘭                     | 渋谷哲平 佐々木夏美 渡部博世     | 松山局制作                                                      |
| 12月9日  | 鰻ともならである身や ： 俳人富田木歩 | 植田敏                     | 堤真一 有森也実 仲恭司           |                                                                 |
| 12月16日 | 夢の男                               | 鶉野昭彦                   | 中村加奈子 入谷美幸 谷口徹次     | 第6回芸術作品賞 第17回放送文化基金番組賞                        |

| 放送日   | 作品名                         | 原作・作       | 主な出演者                     | 備考                                                                              |
| -------- | ------------------------------ | -------------- | ------------------------------ | --------------------------------------------------------------------------------- |
| 1月13日  | 炭を焼く                       | 高木達         | 佐藤慶 東山美鈴 名取幸征       | 地域からのメッセージ 1991年9月29日に再放送                                        |
| 1月20日  | 妊娠カレンダー                 | 小川洋子       | 弥生みつき 戸田恵子 篠崎勝     | 地域からのメッセージ                                                              |
| 1月27日  | 留守番電話                     | 柴田寿子       | 坂本和子 渡川栄二 多賀勝       | 地域からのメッセージ 第11回NHK大阪(BK)ラジオドラマ脚本懸賞募集入選作品 大阪局制作 |
| 2月3日   | 朱に色どる回廊の               | 石井公子       | 野中悦子 角田英介 鈴木伸也     | 地域からのメッセージ 広島局制作                                                   |
| 2月10日  | 幻の林道                       | 棚橋晴生       | 茅根利安 宮脇順 坂本益夫       | 地域からのメッセージ 仙台放送局FMドラマ脚本募集佳作 仙台局制作                    |
| 2月17日  | 電光仮面・最後の戦い           | 山本雄史       | 牧冬吉 溝田繁 松谷令子         | 地域からのメッセージ 奈良局制作                                                   |
| 2月24日  | 厳冬・凍れ蕎麦伝説             | たちひろし     | 斎藤洋介 鬼頭令子 大橋英子     | 地域からのメッセージ 札幌局制作                                                   |
| 3月3日   | ヒーローになりたかった男       | 富澤一誠       | 池田成志 佐藤順一 二橋康博     | 福岡局制作                                                                        |
| 4月14日  | ネオン                         | じんのひろあき | つみきみほ 樋渡真司 依田朋子   |                                                                                   |
| 4月21日  | 逢魔が時に                     | 二木美希子     | 北村想 飯塚雅弓 藤尾年樹       | 1990年度NHK名古屋放送局創作ラジオドラマ脚本募集入選作品 名古屋局制作              |
| 5月12日  | テン・カウント                 | 長川千佳子     | 蟹江敬三 和泉敬子 清水善三     | 大阪局制作                                                                        |
| 5月19日  | 現代病草紙                     | 松永伍一       | 内田稔 神保共子 鈴木智         |                                                                                   |
| 5月26日  | サマータイム                   | 佐藤多佳子     | 倉崎青児 たかべしげこ 柾木卓   | 名古屋局制作                                                                      |
| 6月2日   | 耳と耳のあいだに               | 津川泉         | 金内喜久夫 高畑淳子 鈴木光枝   | 1992年6月13日に再放送                                                             |
| 6月9日   | おねいちゃん                   | 村中李恵       | 岡坂あすか 田中隆三 天野まゆみ | 山口局制作                                                                        |
| 6月23日  | 愛と希望のアンビシャス計画     | 関功           | 下元勉 村上冬樹 飯沼彗         | 1993年2月27日に再放送                                                             |
| 6月30日  | 砂漠巡行                       | 高谷信之       | 清水紘治 金沢映子 宝生あや子   |                                                                                   |
| 7月7日   | 白の森・不思議                 | 高岸優         | 早瀬優香子 中尾幸世 神田紅     | 名古屋局制作                                                                      |
| 7月14日  | まだ夜ではないがもう昼でもない | 磯田敏夫       | 入川保則 海原小浜 河野素子     | 大阪局制作                                                                        |
| 7月21日  | 砂の駅                         | 佐佐木邦子     | 坂本益夫 茅根利安 小畑二郎     | 仙台局制作                                                                        |
| 8月4日   | 死んだら神様よ                 | 井田敏         | 斎藤豊治 北村三郎 江藤茂利     | 福岡局制作                                                                        |
| 8月11日  | 青春と海                       | 森崎和江       | 市原悦子 大塚道子 日下武史     | サハリン・シンフォニィ 1993年6月5日に再放送                                       |
| 8月18日  | 海山の祭り                     | 森崎和江       | 市原悦子 大塚道子 日下武史     | サハリン・シンフォニィ 1993年6月12日に再放送                                      |
| 9月1日   | 鏡の向こう側                   | 森脇京子       | 松谷令子 松島和子 藤田千代美   |                                                                                   |
| 9月8日   | 我が歌よ、祖国に響け           | 蓬莱泰三       | 米倉斉加年 林美智子 岩下浩     |                                                                                   |
| 9月15日  | 夏の終わりに                   | 立原りゅう     | 鈴木光枝 佐々木愛 渡辺富美子   | 放送文化基金賞受賞作品                                                            |
| 9月22日  | 杉の芽                         | 服部真一       | 山谷初男 岩本多代 中村彰男     | 第4回銀の雫文芸賞受賞作品                                                         |
| 10月6日  | 僕はかぐや姫                   | 松村栄子       | 星野由妃 高橋紀恵 加藤奈美     | 現代青春文学シリーズ                                                              |
| 10月13日 | レプリカント・パレード         | 木下文緒       | 青木菜菜 たかべしげこ 宮島千絵 | 現代青春文学シリーズ 名古屋局制作                                                 |
| 10月20日 | 自動起床装置                   | 辺見庸         | 石橋保 田中健三 森脇京子       | 現代青春文学シリーズ 第105回芥川賞受賞作品 大阪局制作                             |
| 10月27日 | ア・ルース・ボーイ             | 佐伯一麦       | 今井朋彦 安永亜衣 佐藤輝       | 現代青春文学シリーズ 1992年9月26日に再放送                                        |
| 11月3日  | 船宿                           | 田井洋子       | 稲野和子 小林清志 村田正雄     |                                                                                   |
| 11月10日 | 雨の夜の冒険                   | 相良敦子       | 白石加代子 三浦浩一 中村新     |                                                                                   |
| 11月17日 | 進化論ホテル                   | じんのひろあき | 鈴木勝秀 渡辺いっけい 前田悠衣 | 1992年6月27日に再放送                                                             |
| 11月24日 | 冬の虹                         | 山本雄史       | 城川菜穂 長塚京三 宮田圭子     | 大阪局制作                                                                        |
| 12月1日  | 飛・び・ま・す                 | 鶉野昭彦       | 青木菜奈 伊藤友乃 柾木卓       | 名古屋局制作                                                                      |
| 12月8日  | シリウスC                      | 藤田一郎       | 工藤正樹 上田雅史 田中信夫     |                                                                                   |
| 12月15日 | 武蔵のたんこぶ                 | 綾瀬麦彦       | 大滝秀治 小鹿番 斎藤豊治       | 広島局制作                                                                        |
| 12月22日 | クジラがいた日々               | 竹内日出男     | 増田未亜 坂本長利 仲野桐子     | 松山局制作                                                                        |

| 放送日         | 作品名                                 | 原作・作                     | 主な出演者                       | 備考                                                                        |
| -------------- | -------------------------------------- | ---------------------------- | -------------------------------- | --------------------------------------------------------------------------- |
| 1月12日        | 星々の夜                               | 玉井恵子                     | 田中綾子 岩芝公治 三木賢治       | 地域からのメッセージ 平成3年度BKラジオドラマ脚本懸賞募集入選作品 大阪局制作 |
| 1月19日        | プロキオン201を追え！                  | 津川泉                       | 今福将雄 前田昌明 榊原忠美       | 地域からのメッセージ 名古屋局制作                                           |
| 1月26日        | グッドバイだべ津軽のオド様             | 工藤洋一                     | 野津こうへい 小川裕子 水野恵     | 地域からのメッセージ 仙台局制作                                             |
| 2月2日         | いかんでかんわ                         | 下川博                       | 藤尾年樹 伊藤薫桂 三之丞         | 第18回放送文化基金優秀賞受賞作品                                            |
| 2月9日         | 原色の荒野                             | 倉島齊                       | 河原崎長一郎 高木孔美子 三上理恵 | シリーズ・生きる 札幌局制作                                                 |
| 2月16日        | 春にはじまる                           | 元生茂樹                     | 佐川満男 國村隼 宮田圭子         | 大阪局制作                                                                  |
| 2月23日        | 証し                                   | 中浜照子                     | 谷信子 野中悦子 岩崎徹           | 広島局制作                                                                  |
| 3月1日         | スタンピード・暴走                     | こしばきこう 小柴節子        | 佐野史郎 宮田松実 中島利克       | 札幌局制作                                                                  |
| 3月8日 3月15日 | ラブ・メディシン                       | ルイーズ・アードリック       | 前田悠衣 石井洋祐 鈴木光枝       | 前・後編 1993年6月19日（前編）、1993年6月26日（後編）に再放送               |
| 3月22日        | バビロンに行きて歌え                   | 池澤夏樹                     | 野村武司 三田和代 中村彰男       |                                                                             |
| 4月11日        | 大切な子どもたち                       | 井上美保子                   | 本名陽子 初谷文乃 増田裕生       | 第20回創作ラジオドラマ脚本懸賞公募入選作                                    |
| 4月18日        | 貴志～雪月花                           | 神智                         | 丸山匠 吉宮君子 木村庄之助       | 第7回ＮＨＫ名古屋創作ラジオドラマ脚本募集入選作品 名古屋局制作              |
| 4月25日        | ナイト・コール                         | 谷登志雄                     | 篠田三郎 安永亜衣 藤田千代美     | 平成3年度BKラジオドラマ脚本募集佳作入選作品 大阪局制作                      |
| 5月9日         | 死に屋・ウサーラ                       | 別役実                       | 西村晃 麻生美代子 冷泉公裕       | 1993年9月25日に再放送                                                       |
| 5月16日        | 夢の橋                                 | 佐久間崇                     | 岸田今日子 鈴木瑞穂 原英徳       |                                                                             |
| 5月23日        | 世替り                                 | 綾瀬麦彦                     | 北村三郎 北島角子 渡都美子       | 福岡局制作                                                                  |
| 5月30日        | 濁 流                                  | 吉井よう子                   | 山本郁子 谷崎尚之 三上勝由       | 札幌局制作                                                                  |
| 6月6日         | さよなら杉のスーパーマン               | 蓬莱泰三                     | 宮口精二 石井ターニャ 岡村喬生   |                                                                             |
| 7月4日         | Ｄ Ｑ                                  | 高岸優子                     | 倉崎青児 中尾幸世 火田詮子       | 平成3年度名古屋局創作ラジオドラマ脚本懸賞募集佳作 名古屋局制作              |
| 7月11日        | ボトル・キープ                         | 和多田勝                     | 上岡龍太郎 林美智子 竹本織大夫   | 大阪局制作                                                                  |
| 7月18日        | 旅するカモメ～津軽家すわ子一座と風と～ | 古川壬生                     | 水野ケイ 古川裕子 野津こうへい   | 仙台局制作                                                                  |
| 7月25日        | 夜の影                                 | シャクダルイーン・グルバザル | 夏木マリ 山賀教弘 河原崎長一郎   | 第二回国際オーディオドラマコンクール森繁賞最優秀作品賞受賞                  |
| 9月5日         | 空中鬼によろしく                       | 近藤峰子                     | 伊崎充則 西部里菜 大竹修造       | 大阪局制作                                                                  |
| 9月12日        | コールマンさん                         | 立原りゅう                   | 鈴木光枝 佐々木愛 浜村純         | 1993年9月11日に再放送                                                       |
| 9月19日        | 匂い男                                 | 河村義次郎                   | 塩見三省 林昭弘 三宅俊直         | 広島局制作                                                                  |
| 10月3日        | なみだ蟹のムーンライト・チアーズ       | 玉岡かおる                   | 山像かおり 筒井巧 村田知栄子     | 青春文学シリーズ                                                            |
| 10月10日       | 青 空                                  | 村上政彦                     | 倉崎青児 青木菜菜 宮島千栄       | 青春文学シリーズ 名古屋局制作                                               |
| 10月17日       | 一人芝居                               | 原田宗典                     | 沖田浩之 大西結花 岩尾万太郎     | 青春文学シリーズ                                                            |
| 10月24日       | クラウディ                             | 辻仁成                       | 辻仁成 南果歩 立川三貴           | 青春文学シリーズ                                                            |
| 10月31日       | 環状線                                 | 太田省吾                     | 蟹江敬三 倍賞美津子 中島元       |                                                                             |
| 11月7日        | 崩 れ                                  | 幸田文                       | 白石加代子 石橋省三              |                                                                             |
| 11月14日       | レンタル家族                           | 大橋泰彦                     | 山谷初男 鳳八千代 海津義孝       | 1993年4月3日に再放送                                                        |
| 11月21日       | リアル・バード                         | 高橋里実                     | 西尾まり 服部賢悟 三浦リカ       |                                                                             |
| 11月28日       | あたし・の家族                         | 鶉野昭彦                     | 中村加奈子 丘さだろ 入谷美幸     | 1992年度芸術作品賞受賞作品 1993年3月27日に再放送                            |
| 12月5日        | 牛乳一合ココア入り                     | 坪内稔典 近藤峰子            | イッセー尾形 綿引勝彦 小林泉     |                                                                             |
| 12月12日       | 委細面談                               | 岩男淳一郎                   | 前田悠衣 安部銀次 安田淑恵       |                                                                             |

| 放送日   | 作品名                               | 原作・作                   | 主な出演者                               | 備考                                                            |
| -------- | ------------------------------------ | -------------------------- | ---------------------------------------- | --------------------------------------------------------------- |
| 1月9日   | 真夜中のパーティーライン             | 加藤博子                   | 石野真子 妹尾和夫 麻生えりか             | 地域からのメッセージ BKラジオドラマ脚本大賞入選作品 大阪局制作  |
| 1月16日  | 紛れ込んだ精霊達                     | 今野雪江                   | 日沢淑子 門沢崇 坂本益                   | 地域からのメッセージ 第16回NHK仙台局脚本募集入選作品 仙台局制作 |
| 1月23日  | 夢見たものは                         | 中原薫                     | 森田桂子 宮林康 上田なおみ               | 地域からのメッセージ 札幌局制作                                 |
| 1月30日  | 夜に風を砕け                         | 栗田教行                   | 近藤弐吉 裕木奈江                        |                                                                 |
| 2月6日   | 永遠に調べを                         | 入山さと子                 | 久保酎吉 深浦加奈子 伊沢勉               | 地域からのメッセージ 名古屋局制作                               |
| 2月13日  | 小さな妖精                           | 高谷信之                   | 三田和代 池内英之 福田恵                 | 地域からのメッセージ 松江局制作                                 |
| 2月20日  | 見えない森の中で                     | 藤井青銅                   | 平田満 岡本舞 加賀谷純一                 | 地域からのメッセージ                                            |
| 4月10日  | 悪役志願                             | 吉田玲子                   | 岡坂あすか 峰岸徹 影山会里子             | 創作ラジオドラマ脚本懸賞入選作品                                |
| 4月17日  | 煙草とレコード                       | 田島秀樹                   | 利重剛 木村庄之助 大下絵美               | 名古屋局制作                                                    |
| 4月24日  | 夢見台へようこそ                     | 貝井清志                   | 中谷倫平 宮川大助・花子                  | 大阪局制作                                                      |
| 5月8日   | ウェルカム・ホーム                   | 内田史子                   | 岸田今日子 吉行和子 たかお鷹             |                                                                 |
| 5月15日  | 広くてすてきな宇宙じゃないか         | 成井豊                     | 小島幸子 鳳八千代 姿晴香                 | 1994年2月26日に再放送                                           |
| 5月22日  | 沖縄ラブストーリー                   | 井田敏                     | 島正廣 吉田妙子 富田めぐみ               | 沖縄局制作                                                      |
| 5月29日  | 小樽鳳来堂綺譚                       | 古川壬生                   | 伊奈かっぺい 大橋英子 松崎霜樹           | 札幌局制作                                                      |
| 7月3日   | ここをすぎて                         | 高岸優子                   | 榊原忠美 丘さだろ 小林正和               | 名古屋局制作                                                    |
| 7月10日  | 洞窟真珠                             | 西山務                     | 草見潤平 幸田奈穂子 田部初江             | 仙台局制作                                                      |
| 7月17日  | 約束の夏                             | 長川千佳子                 | 原田芳雄 久野綾希子 田中綾               | 大阪局制作                                                      |
| 7月24日  | 散る骨に                             | 吉田玲子                   | 福田恵 岩崎徹 鈴木伸也                   | 広島局制作                                                      |
| 7月31日  | 信長ぶと                             | 深尾道典                   | 原田芳雄 白石奈緒美 武藤真弓             |                                                                 |
| 9月4日   | 白い夜                               | 近藤峰子                   | 高畑淳子 酒井敏也 阿南忠幸               |                                                                 |
| 9月18日  | やわらかい朝                         | 立原りゅう                 | 鈴木光枝 佐々木愛 馬渕晴子               | 第20回放送文化基金番組賞 1994年6月25日に再放送                  |
| 10月2日  | 星条旗の聞こえない部屋               | リービ英雄                 | 沢田研二 石井誠一 森優介                 | 青春文学シリーズ                                                |
| 10月9日  | 医学生                               | 南木佳士                   | 榎木孝明 井上倫宏 高橋理恵子             | 青春文学シリーズ                                                |
| 10月16日 | ８００～Ｔｗｏ Ｌａｐ Ｒｕｎｎｅｒｓ | 川島誠                     | 山本寿徳 高橋亮治 小川範子               | 青春文学シリーズ                                                |
| 10月23日 | アンジェリーナ～佐野元春と三つの短編 | 小川洋子                   | 井上倫宏 増田未亜 金沢映子               | 青春文学シリーズ                                                |
| 11月6日  | 芝居見物                             | 林京子                     | 奈良岡朋子 仲谷昇 斎藤忠生               | 1994年12月17日に再放送                                          |
| 11月13日 | わが青春のイーゴリ                   | 岩間芳樹                   | 岡田英次 丹阿弥谷津子 アレクセイ・ラフボ |                                                                 |
| 11月20日 | 風の行方                             | 近藤峰子 北野勇作 鈴江俊郎 | 利重剛 弥生みつき 奇異保                 |                                                                 |
| 11月27日 | あんた                               | 鶉野昭彦                   | 柳有 中村加奈子 谷口徹次                 | 1994年6月18日に再放送                                           |
| 12月4日  | 岩場のチングルマ                     | 入山さと子                 | 山崎美貴 梅津栄 杉田郁子                 | 1994年12月10日に再放送                                          |
| 12月11日 | 気のきいた予告編の作り方             | じんのひろあき             | 石橋祐 川原和久 前田悠衣                 |                                                                 |
| 12月18日 | きんもくせいがかおる                 | いがわひさよし             | 洞口依子 酒井敏也 小林正和               |                                                                 |

| 放送日   | 作品名                             | 原作・作           | 主な出演者                     | 備考                                                                           |  |
| -------- | ---------------------------------- | ------------------ | ------------------------------ | ------------------------------------------------------------------------------ |  |
| 1月8日   | ひとりで跳べる                     | 池窪弘務           | 長塚京三 勝部演之 宮田圭子     | 地域からのメッセージ 大阪局制作                                                |  |
| 1月15日  | 前座ＯＬ物語                       | 岡林由佳           | 田村恵美 冨永幸伸 大塚和明     | 平成元年度四国ラジオドラマコンクール最優秀賞賞 地域からのメッセージ 高松局制作 |  |
| 1月22日  | 海への扉                           | 北村稔             | 藤原俊和 久々湊恵美 青坂章子   | 地域からのメッセージ 札幌局制作                                                |  |
| 1月29日  | ゴアの扉                           | 高谷信之           | 石橋蓮司 宋英徳 大定純子       | 地域からのメッセージ 広島局制作                                                |  |
| 2月5日   | お茶の間ラプソディー               | 高橋里実           | 伊崎充則 松川佳澄 山本恭史     | 地域からのメッセージ 名古屋局制作                                              |  |
| 2月12日  | 七面鳥の森                         | 高橋里実           | 井川比佐志 井上美那津 中川豊子 | 地域からのメッセージ 福岡局制作                                                |  |
| 2月19日  | Ｗ＆Ｗ（ウーマン＆ウーマン）       | 尾原好恵           | 磯部勉 丹野久美子 金野むつ江   | 第17回仙台放送局脚本懸賞募集入選作品 地域からのメッセージ 仙台局制作           |  |
| 3月5日   | コネコにコバン                     | 福田卓郎           | 西尾まり ヒロコ 坂本圭子       | 劇作家シリーズ                                                                 |  |
| 3月12日  | レンタルメモリアル                 | 大橋泰彦           | 川久保潔 上月左知子 姿晴香     | 劇作家シリーズ                                                                 |  |
| 3月26日  | 遭 遇                              | 高橋いさを         | 京晋佑 酒井敏也 山本満太       | 劇作家シリーズ                                                                 |  |
| 4月2日   | 夏の庭                             | 湯本香樹実         | 浜村純 高橋一生 大野雅一       | 60分間の放送                                                                   |  |
| 4月9日   | 海のことば                         | 江口美喜男         | 別所哲也 近内仁子 山谷初男     | 第22回創作ラジオドラマ脚本懸賞公募入選作品                                     |  |
| 4月16日  | 人力飛行機から蚊帳の中まで         | 川崎洋             | 鈴木瑞穂 篠倉伸子 たかお鷹     |                                                                                |  |
| 4月23日  | 弓張り                             | 鈴江俊郎           | 西野佳子 二口大学 寺尾聡       |                                                                                |  |
| 5月14日  | こんにちは地球                     | 福島誠一郎         | 菅野美穂 峰野勝成 火田詮子     | NHK名古屋放送局ラジオドラマ脚本懸賞募集佳作 名古屋局制作                       |  |
| 5月21日  | 記憶の裏側                         | 盛田直隆           | 金守珍 井上美那津 佐藤順一     | 福岡局制作                                                                     |  |
| 5月28日  | ムーンライトハウスの女たち         | 飯野陽子           | 山崎麻貴子 木藤玲子 高木孔美子 | 札幌局制作                                                                     |  |
| 6月4日   | オーディオドラマ・２１世紀への展望 | 竹内日出男         | 竹内日出男 上野修 柳澤健       |                                                                                |  |
| 6月11日  | 素晴らしき休日                     | 小林竜雄           | 原康義 萩尾みどり 車宗洸       |                                                                                |  |
| 7月2日   | 僕のセブン・オクロック             | 三上幸四郎         | 山本陽一 山下智子 田井順三     |                                                                                |  |
| 7月9日   | 金剛砂                             | 松本成吾           | 原田芳雄 絵永けい 米澤牛       | 平成5年度NHK仙台局FMオーディオドラマ脚本募集佳作                               |  |
| 7月16日  | 海に愛された思い出に               | 村上政彦           | つみきみほ 三谷昇 坂本和子     | 松江局制作                                                                     |  |
| 7月23日  | 紫陽花の家・冨田良彦の告白         | 福島泰樹           | 高橋長英 秋野太作 福富昭典     | 1995年8月26日に再放送                                                          |  |
| 7月30日  | 三日間の帰省                       | 吉田多軌           | 松村雄基 津島道子 岩田直二     |                                                                                |  |
| 8月6日   | 天主堂                             | 高谷信之           | 白石加代子 清水紘治            |                                                                                |  |
| 9月3日   | ヤスとヒコ、三河漫才               | 立川談四楼         | 立川談四楼                     | 名古屋局制作                                                                   |  |
| 9月10日  | 天国の踊り場                       | 山本健翔           | 長岡晋也 大西昌史 小島幸子     | 1995年9月16日に再放送                                                          |  |
| 9月17日  | Ｓｕｍｍｅｒ Ｓｃｈｏｏｌ          | 宮沢章夫           | 久我未来 田原正治              | 名古屋局制作                                                                   |  |
| 9月24日  | 雨のち祭り                         | 森脇京子           | 酒井敏也 キムラ緑子 中嶋洋子   |                                                                                |  |
| 10月1日  | スリッピングダウン・ライフ         | アン・タイラー     | 麻乃佳世 橋本潤 大輝ゆう       | 青春文学シリーズ 1995年6月3日に再放送                                          |  |
| 10月8日  | ディア・ノーバディ                 | バーリー・ドハティ | 高橋理恵子 今井朋彦 赤座美代子 | 青春文学シリーズ 1995年6月10日に再放送                                         |  |
| 10月15日 | さよならをいう時間もない           | ジュディ・ブルーム | 高橋紀恵 塾一久 河津左衛子     | 青春文学シリーズ 1995年6月17日に再放送                                         |  |
| 10月22日 | ズボンがはきたかったのに           | ラーラ・カルデッラ | 小島幸子 河原崎洋央 水野あや   | 青春文学シリーズ 1995年6月24日に再放送                                         |  |

| 放送日   | 作品名                               | 原作・作                 | 主な出演者                     | 備考                                                                                     |  |
| -------- | ------------------------------------ | ------------------------ | ------------------------------ | ---------------------------------------------------------------------------------------- |  |
| 1月7日   | 海のこだま                           | 肝付恭一                 | 洞口依子 林泰文 鮎川十糸子     | 地域からのメッセージ 大阪局制作                                                          |  |
| 1月14日  | メフィスト・ワルツ                   | 宇神幸男                 | 奥田瑛二 七瀬なつみ 相島一之   | 地域からのメッセージ 松山局制作                                                          |  |
| 1月28日  | 時間（とき）の隙間                   | MARU                     | 山野久治 青坂章子 中山恭誉     | 地域からのメッセージ 札幌局制作                                                          |  |
| 2月4日   | 銀河鉄道の思い出                     | 江口美喜男               | 白島靖代 利重剛 西谷草統       | 地域からのメッセージ 名古屋局制作                                                        |  |
| 2月11日  | 夢の香り                             | 坂本博                   | 松本元 前田悠衣 室積馨         | 地域からのメッセージ 広島局制作                                                          |  |
| 2月18日  | バガージマヌパナス～南の島のアヤノ   | 池上永一                 | 照屋京子 平良とみ 吉田妙子     | 地域からのメッセージ 沖縄局制作                                                          |  |
| 2月25日  | 雪の迎え                             | 加藤悦子                 | 鈴木光枝 高田敏江 米澤牛       | 平成6年度NHK仙台放送局FMオーディオドラマ脚本募集入選作品 地域からのメッセージ 仙台局制作 |  |
| 3月4日   | その時ハートは盗まれた               | 伊佐治弥生               | 若松武 洞口依子 村松克己       | 地域からのメッセージ 金沢局制作                                                          |  |
| 3月11日  | ボクサー                             | 高橋いさを               | 山本満太 近江谷太朗 神谷昌史   | 劇作家シリーズ 1996年9月28日に再放送                                                     |  |
| 3月18日  | レンタル・キャリア                   | 大橋泰彦                 | 戸川京子 吉見一豊 内山森彦     | 劇作家シリーズ                                                                           |  |
| 3月25日  | 絶叫マシーン                         | じんのひろあき           | 岩田光央 青山勝 小島幸子       | 劇作家シリーズ                                                                           |  |
| 4月8日   | タイムテーブル                       | 佐藤久美子               | 西尾まり 高林由紀子 三橋貴志   | 第23回創作ラジオドラマ脚本懸賞公募入選作品                                               |  |
| 4月15日  | ハルとミント                         | 岩崎良子                 | 垂水悟郎 原知佐子 佐藤広純     |                                                                                          |  |
| 4月22日  | 不思議な縁                           | 高橋たか子               | 岸田今日子 浜村純 岡本富士太   |                                                                                          |  |
| 4月29日  | 勤務時間内戦争                       | 北野勇作                 | 平田満 國村隼 田中弘史         |                                                                                          |  |
| 5月13日  | 都市伝説 クラブ ＺＥＲＯ ｔｏ ＯＮＥ | 盛多直隆                 | 斎藤豊治 井上美那津 江藤茂利   | 福岡局制作                                                                               |  |
| 5月20日  | だから、淋しいとりのこえ             | 高松優                   | 中尾幸世 吉宮君子 桜井ゆう子   | 第10回NHK名古屋放送局創作ラジオドラマ脚本募集入選 名古屋局制作                           |  |
| 5月27日  | シャドーボクサー                     | 北村稔                   | 鈴井貴之 中島利克 三上勝由     | 札幌局制作                                                                               |  |
| 7月1日   | ハローワーク                         | 石川さおり               | 前川麻子 伊沢勉 外山文孝       | 第10回NHK名古屋放送局脚本募集佳作 名古屋局制作                                           |  |
| 7月8日   | 小さな鉄橋                           | 武発一雄                 | 芦田伸介 田上恭太郎 朝倉圭矢   | NHK仙台放送局主催ラジオドラマ脚本懸賞募集佳作入選作品                                    |  |
| 7月15日  | 笑の大学                             | 三谷幸喜                 | 坂東八十助 三宅裕司 小林隆     | 第32回ギャラクシー賞優秀賞受賞                                                           |  |
| 7月22日  | スティル・ライフ                     | 池澤夏樹                 | 大沢健 小木茂光 尾崎美樹       |                                                                                          |  |
| 7月29日  | ぼくの鳴き声                         | 富永智紀                 | 隈本吉成 深浦加奈子 中村彰男   |                                                                                          |  |
| 9月2日   | 赤い土と青い潮                       | たなべまもる             | 新村礼子 広瀬彩 吉若恵         | ダミーヘッド・シリーズ                                                                   |  |
| 9月9日   | 月より帰る                           | じんのひろあき           | こだま愛 小須田康人 阿部サダヲ |                                                                                          |  |
| 9月23日  | 自動車・修理屋                       | 物部俊之                 | 加藤健一 加藤忍 山本恭史       | 名古屋局制作                                                                             |  |
| 9月30日  | バスが行く                           | 池窪弘務                 | 河東けい 新屋英子 岩田直二     |                                                                                          |  |
| 10月7日  | フォアグラと公僕                     | 林京子                   | 川口敦子 北村和夫 鈴木瑞穂     | 平成7年度文化庁芸術作品賞受賞作品 1996年4月13日に再放送 60分間の放送                     |  |
| 10月14日 | 昭和２０年それぞれの夏               | 上野友夫                 | 金内喜久夫 東恵美子 角田英介   |                                                                                          |  |
| 10月21日 | 夕蝉・福富昭典の告白                 | 福島泰樹                 | 高橋長英 東野英心 富田良彦     |                                                                                          |  |
| 10月28日 | 秋の声                               | 佐久間崇                 | 三谷昇 梶三和子 小田豊         |                                                                                          |  |
| 11月25日 | 隠れ家                               | ナディン・ゴーディマ     | 木場勝己 根岸季衣              | アフリカ文学シリーズ 1996年6月1日に再放送                                                |  |
| 12月2日  | 影たち                               | チェンジェライ・ホーヴェ | 三田和代 岩下浩 川上とも子     | アフリカ文学シリーズ 1996年6月8日に再放送                                                |  |
| 12月9日  | ボンバの哀れなキリスト               | モンゴ・ベティ           | 鈴木瑞穂 小石祐城 田原正治     | アフリカ文学シリーズ 1996年6月15日に再放送                                               |  |
| 12月16日 | 愚者たち                             | ジャブロ・Ｓ・ンデベレ   | 津嘉山正種 内野聖陽 倉野章子   | アフリカ文学シリーズ 1996年6月22日に再放送                                               |  |

| 放送日   | 作品名                                 | 原作・作                   | 主な出演者                       | 備考                                                                                         |
| -------- | -------------------------------------- | -------------------------- | -------------------------------- | -------------------------------------------------------------------------------------------- |
| 1月6日   | 開いた窓                               | 佐藤久美子                 | 片岡礼子 今井雅之 染谷俊         | BKラジオドラマ脚本募集入選作 地域からのメッセージ 大阪局制作                                 |
| 1月13日  | 治療塔                                 | 大江健三郎                 | 小山茉美 倉田てつを 曽我町子     | 松山局制作                                                                                   |
| 1月20日  | いってらっしゃい                       | MARU                       | 山野久治 青坂章子 松崎霜樹       | 地域からのメッセージ 札幌局制作                                                              |
| 1月27日  | 失踪（そう）の夏                       | 柳美里                     | 大杉漣 早瀬優香子 紀ノ国悦子     | 名古屋局制作                                                                                 |
| 2月3日   | サブウェイ・ブルース～北四番丁のマチ子 | 今野雪江                   | 篠井英介 河合奈保子 稲川淳二     | 地域からのメッセージ 仙台局制作                                                              |
| 2月10日  | スキトオリタイ                         | 大道珠貴                   | 浦辻純子 児玉育則 大福悟         | 北九州局制作                                                                                 |
| 2月24日  | 路上にて                               | 田島秀樹                   | 町田康 村松克己 大矢しのぶ       | 名古屋局制作                                                                                 |
| 3月2日   | その時ハートは盗まれた                 | マキノノゾミ               | 桃井かおり 白石加代子 坂口進也   | 劇作家シリーズ 1996年9月14日に再放送                                                         |
| 3月9日   | マスオさんになれなかった男             | 大橋泰彦                   | 吉見一豊 金沢映子 いしいすぐる   |                                                                                              |
| 3月16日  | カラカッタ                             | じんのひろあき             | 小須田康人 旺なつき 大谷亮介     | 劇作家シリーズ 1996年9月7日に再放送                                                          |
| 3月23日  | 曲がり角の男                           | 品川能正                   | 家根本渉 木場勝己 髙橋耕次郎     | 劇作家シリーズ 1996年9月21日に再放送                                                         |
| 3月30日  | ミッドナイトプラン                     | 坂本博                     | 広田稔 三浦ひろみ                | 地域からのメッセージ                                                                         |
| 4月6日   | 光柱（こうちゅう）                     | 岩間芳樹                   | 加藤健一 榊原忠美 石河美幸       | 平成7年度文化庁芸術作品賞受賞作品 1995年12月23日に特集オーディオドラマで放送した作品の再放送 |
| 4月20日  | 最終楽章                               | 中井多津夫                 | 大西多摩恵 高橋長英              |                                                                                              |
| 4月27日  | ガンジス河の深みに                     | 高谷信之                   | 清水紘治 樫山文枝 七尾伶子       |                                                                                              |
| 5月11日  | 中身のつまった抜け殻                   | 寺嶋奈美子                 | 西園寺章雄 田中弘 大橋壮多       | 大阪局制作                                                                                   |
| 5月18日  | ロング・グッド・バイ                   | 盛多直隆                   | 渡部篤郎 井上美那津 佐藤順一     | 福岡局制作                                                                                   |
| 5月25日  | レイン・ブルー                         | 大田淳子                   | 倉崎青児 桜井ゆう子 中尾幸世     | 平成7年度NHK名古屋脚本募集入選作品 名古屋局制作 10分遅れで放送                               |
| 6月29日  | 広場からの手紙                         | 西田潤一郎                 | 中尾幸世 福士賢治 かわのめえりこ | 宮澤賢治生誕100年 平成8年度文化庁芸術祭参加作品 1996年11月16日に再放送 仙台局制作            |
| 7月6日   | 月満ちて水満ち満ちて                   | 津川泉                     | 室田日出男 坂本和子 中野みゆき   |                                                                                              |
| 7月13日  | 世界の果ての小さな海                   | 福島誠一郎                 | 佐藤綾 升毅 夢路いとし           | BKラジオドラマ脚本募集佳作 大阪局制作                                                        |
| 7月20日  | 光る箱                                 | 夢野史郎                   | 清水紘治 金久美子 加藤善博       | 名古屋局制作                                                                                 |
| 7月27日  | ユートピア郡・幻の町                   | 大石章                     | 平田満 服部妙子 重松収           | 札幌局制作                                                                                   |
| 8月10日  | 絵の中の少女                           | 深尾道典                   | 原田芳雄 豊川潤 白石奈緒美       |                                                                                              |
| 8月17日  | 地球の祈り                             | 森崎和江                   | 川口敦子 毬谷友子 山口崇         | 60分間の放送                                                                                 |
| 8月24日  | アカネ                                 | 岩本多代 たなべまもる      | 岩本多代 阿部桐子 白鳥哲         | 広島鬼女伝説                                                                                 |
| 8月31日  | 祖父の川                               | 竹内日出男                 | 山口崇 李麗仙 利倉大輔           |                                                                                              |
| 10月5日  | 杏                                     | 池田紀子                   | 美保純 小田茜 佳梯かこ           | 第11回NHK名古屋放送局脚本コンクール佳作 名古屋局制作                                         |
| 10月12日 | 鳩と夕暮れと                           | 土田英生                   | 升毅 三田篤子 西園寺章雄         | 大阪局制作                                                                                   |
| 10月19日 | 裸足の男                               | 近藤峰子                   | 瀬川哲也 松尾レイコ ユリア       | 平成8年度文化庁芸術祭参加作品                                                                |
| 10月26日 | 暑かった夏、そして冬                   | 伊藤豊英                   | 有川博 二木てるみ 三谷昇         | 平成8年度文化庁芸術祭参加作品                                                                |
| 11月2日  | 太吉の往生                             | 三枝和子                   | 北村和夫 有馬稲子 西村晃         | 平成8年度文化庁芸術祭参加作品                                                                |
| 11月9日  | 枝の上の白色レグホン                   | 高谷信之                   | 二瓶鮫一 丸茂太郎 渋谷琴乃       | 平成8年度文化庁芸術祭大賞受賞作品 1997年3月29日に再放送                                      |
| 11月23日 | 枝雀オト落語＂鐘は鳴るなり法隆寺＂     | 桂枝雀 早坂暁              | 桂枝雀 高田聖子 桂宗助           | 平成8年度文化庁芸術祭参加作品 大阪局制作                                                     |
| 11月30日 | 涙                                     | 鶉野昭彦                   | 石河美幸 谷口徹次 中村加奈子     | 平成8年度文化庁芸術祭参加作品 名古屋局制作                                                   |
| 12月7日  | コントラバス                           | パトリック・ズュースキント | 久保酎吉                         | 海外文学シリーズ1                                                                            |
| 12月14日 | シェルシーカーズ                       | ロザムンド・ピルチャー     | 麻生美代子 弥生みつき 黒田福美   | 海外文学シリーズ2                                                                            |
| 12月21日 | これで、おしまい                       | マルグリット・デュラス     | 岸田今日子 原康義 車宗洸         | 海外文学シリーズ3                                                                            |

| 放送日          | 作品名                       | 原作・作                     | 主な出演者                             | 備考                                                                               |
| --------------- | ---------------------------- | ---------------------------- | -------------------------------------- | ---------------------------------------------------------------------------------- |
| 1月4日          | 犬のしあわせ                 | おおたるけいこ               | 古谷徹 桂小米朝 桂南光                 | 大阪局制作                                                                         |
| 1月11日         | 深夜の市長                   | 海野十三                     | きたろう 西牟田恵 大沢健               | 地域からのメッセージ                                                               |
| 1月18日         | しんあいなるチェリストさま   | 荒木田真穂                   | 中山恭誉 坂本宙 北川陽一郎             | 札幌局制作                                                                         |
| 1月25日         | 人間っていいねえ             | 川崎洋                       | 加藤健一 久野綾希子 名古屋放送児童劇団 | 名古屋局制作                                                                       |
| 2月1日          | 迷い子たちのらゝばい         | 中村守己                     | 芳賀本名 北川東子 伊勢二朗             | 第19回NHK仙台放送局オーディオドラマ脚本募集入選作品 仙台局制作                     |
| 2月8日          | イソギンチャクの憂鬱         | 井田敏                       | 田川敦士 りゅう雅登 井上美那津         | 佐賀局制作                                                                         |
| 2月15日         | 真紀のヒロシマ               | 野津聖治                     | 中江有里 菊池隆則 中島尚樹             | 広島局制作                                                                         |
| 2月22日         | 冬桜                         | 岩間芳樹                     | 栗原小巻 井川比佐志                    | 名古屋局制作                                                                       |
| 3月1日          | 虫歯とタクシー、その他の不幸 | ケラリーノ・サンドロヴィッチ | 小林克也 松尾貴史 二瓶鮫一             |                                                                                    |
| 3月8日          | ブレックファストゲーム       | 丸尾聡                       | 近藤芳正 日下由美 新井康弘             | 1997年9月20日に再放送                                                              |
| 3月15日         | 冬のこおろぎ                 | 星川泰子                     | 阪井康人 山下容莉枝 下村洋平           | 第23回放送文化基金賞番組賞受賞作品 1997年6月21日に再放送                           |
| 3月22日         | 夫婦でハワイ６日間           | 長谷川孝治                   | 黒沼弘巳 中村久美 清水亜也奈           | 1997年9月27日に再放送                                                              |
| 4月5日          | 鈴のない猫                   | 佐久間崇                     | 三谷昇 阿部桐子 谷村昌彦               |                                                                                    |
| 4月12日         | 大つごもり                   | 樋口一葉                     | 杉村春子 川辺久造 三津田健             |                                                                                    |
| 4月19日         | 鉄の輪                       | ミラーカク子                 | 山西惇 みやなおこ 正司花江             |                                                                                    |
| 4月26日         | あのゴミを捨てるのはあなた   | 小林政広                     | 藤岡弘 深水三章 塩屋俊                 |                                                                                    |
| 5月10日         | 残る桜も…                    | 倉島齊                       | 北川陽一郎 大橋英子 高木孔美子         | 札幌局制作                                                                         |
| 5月17日         | 五月の自転車                 | 西山務                       | 藤岡琢也 渡部智美 梅沢昌代             | 1997年11月1日に再放送                                                              |
| 5月24日         | レモンに似た風景             | 鈴江俊郎                     | 増田記子 水沼健 杉山準                 | 大阪局制作                                                                         |
| 5月31日         | 高速迷子                     | 平賀こずえ                   | 白島靖代 村山真夏 中谷彰宏             | 第12回NHK名古屋創作ラジオドラマ脚本募集佳作 名古屋局制作                           |
| 6月7日          | ベルリン                     | 盛多直隆                     | 今井雅之 蛯原啓明 徳川浩一郎           | 福岡局制作                                                                         |
| 6月14日         | 笑え！                       | 福田卓郎                     | 白井晃 内山森彦 香月弥生               |                                                                                    |
| 6月28日         | 香港の夜は寒い               | 下川博                       | 羽野晶紀                               |                                                                                    |
| 7月5日          | カモメの飛ばない街           | 野津聖治                     | 大島宇三郎 上田修 松本元               | 広島局制作                                                                         |
| 7月12日         | 永遠の犬                     | 熊坂ぴよ                     | 新井康弘 茅野佐智恵 高橋裕美           | 第20回NHK仙台放送局FMオーディオドラマ脚本募集佳作                                  |
| 7月19日         | 今昔物語より、母よ           | 岸宏子                       | 渡辺美佐子 桂吉朝 桂小米朝             | 名古屋局制作                                                                       |
| 7月26日         | 盆踊り                       | 金子正次                     | 渡部篤郎 三木弘子 浦田賢一             | 松山局制作                                                                         |
| 8月2日          | 野原の小道                   | 茹志鵑                       | 香月弥生 松浦佐知子 井上倫宏           | 中国現代文学シリーズ 1998年5月2日に再放送                                          |
| 8月9日          | 消えた万元戸                 | 陸文夫                       | 森塚敏 青柳翔 坂口芳貞                 | 中国現代文学シリーズ 1998年5月9日に再放送                                          |
| 8月16日         | 滅 頂                        | 梁暁声                       | 高橋理恵子 うえだ峻 堺雅人             | 中国現代文学シリーズ 1998年5月16日に再放送                                         |
| 8月23日 8月30日 | 古井戸                       | 鄭義                         | 今井朋彦 藤谷美紀 山像かおり           | 中国現代文学シリーズ 前・後編 1998年5月23日（前編）、1998年5月30日（後編）に再放送 |
| 9月6日          | 海渡り                       | 鄭義信                       | 今福将雄 中村嘉奈子 金子賢             | 名古屋局制作                                                                       |
| 9月13日         | ありなしの茜                 | 前川ひろ子                   | 川上夏代 谷村昌彦 観世葉子             | 第10回銀の雫文芸賞・最優秀作                                                       |
| 10月4日         | 闇の中のメロディー           | 大道珠貴                     | 柳愛里 伊佐山ひろ子 田井順             | 平成9年度文化庁芸術祭参加作品                                                      |
| 10月11日        | 侵 食                        | 門前雄郎                     | 中島ひろ子 山浦徹 和泉敬子             | 大阪局制作                                                                         |
| 10月18日        | 子供の情景                   | 谷登志雄                     | 有馬克明 遠藤雅 二木てるみ             | 10分遅れで放送                                                                     |
| 10月25日        | 母の恋文                     | 谷川俊太郎                   | 青山裕一 山像かおり 柳生博             | 平成9年度文化庁芸術祭参加作品                                                      |
| 11月8日         | 水底の丸い石                 | 近藤峰子                     | 深浦加奈子 千葉哲也 酒井敏也           | 平成9年度文化庁芸術祭参加作品                                                      |
| 11月15日        | 乳房の記憶                   | 東多江子                     | 若村麻由美 渡辺美佐子 岩本多代         | 平成9年度文化庁芸術祭参加作品                                                      |
| 11月28日        | ルルゥ～被災地のＤＪ         | 小池康生 大谷知史            | ブライアン・ホルス 押谷かおり 國村隼   | 第24回放送文化基金番組賞受賞作品 大阪局制作                                        |
| 11月29日        | パイパテローマ～南の果ての島 | 高木凛                       | 本多瑛未理 鈴木光枝 平良とみ           | 平成9年度文化庁芸術祭優秀賞受賞作品 1998年3月28日に再放送 60分間の放送             |
| 12月6日         | ファントム・パーティ         | 手塚眞                       | 井上倫宏 近内仁子 高野由紀子           |                                                                                    |
| 12月13日        | 小鳥の住み処（すみか）       | 丸尾聡                       | 三浦浩一 菅井きん 銀粉蝶               | 1999年10月23日に再放送                                                             |
| 12月20日        | マイ・スウィート・ベイビィ   | 吉村ゆう                     | 熊谷真実 上杉祥三 未來貴子             |                                                                                    |

| 放送日          | 作品名                         | 原作・作   | 主な出演者                     | 備考 |
| --------------- | ------------------------------ | ---------- | ------------------------------ | --- |
| 1月10日         | 地球最後の日のデート           | 戸村登     | 真田麻垂美 佃典彦 八月薫子     | |
| 1月17日         | きつねのチャランケ             | 岡本螢     | 菅原祥子 三石琴乃              | |
| 1月24日         | ヴィジョン                     | 江口美喜男 | 片岡礼子 山西惇 橋本潤         | 大阪局制作 |
| 1月31日         | 誰か、ネロをさがして           | 清水亜希子 | 小川範子 福山亜弥 三上市朗     | 平成9年度BKラジオドラマ脚本懸賞募集入選作 大阪局制作                                                                             |
| 2月7日          | ノイズの中のトオル             | 坂本博     | 引田有美 岡田匡史 岡田直子     | |
| 2月14日         | 四角い聖域                     | 盛多直隆   | 徳光亮一 喜瀬剛 秋吉左近       | 福岡局制作 |
| 2月21日         | お喋（しゃべ）り童子（わらし） | 盛多直隆   | TARAKO 松尾貴史 阿部恭子       | 盛岡局制作 |
| 2月28日         | 水入らず                       | 長島槙子   | 相島一之 余貴美子 山口紗弥加   | 名古屋局制作 |
| 3月7日 3月14日  | 新宿鮫・氷舞                   | 大沢在昌   | 阿部寛 渋谷琴乃 黒田福美       | 前・後編 前・後編共に60分間の放送 1997年11月3日〜11月7日、11月10日〜11月14日に青春アドベンチャーで放送した作品の再放送           |
| 4月4日          | 春にさまよい                   | 山本雄史   | 平田満 佐々木すみ江 石野真子   | |
| 4月11日         | 水の行方                       | 北阪昌人   | 千葉哲也 山本麻生 久野くみこ   | 平成10年度文化庁芸術祭参加作品 1998年10月17日に再放送                                                                            |
| 4月18日         | ツツジの里帰り                 | 西山務     | 金田龍之介 新村礼子 佐藤輝     | |
| 4月25日         | 夢の柩（ひつぎ）               | 高橋里実   | 石田圭祐 富本牧子 倉本薫       | |
| 6月6日          | 鳥が教えてくれた空             | 三宮麻由子 | 白島靖代 有川博 上村香子       | 平成10年度文化庁芸術祭賞優秀賞 1998年11月21日、1999年3月27日に再放送                                                             |
| 6月13日         | フライ・ミー・トゥ・ザ・ムーン | 横井信政   | 葛山信吾 モロ師岡 近内仁子     | 平成9年度NHK名古屋創作ラジオドラマ脚本募集入選 名古屋局制作                                                                      |
| 6月27日         | サイパンの蒼い海               | 柴田寿子   | 佐藤慶 左時枝 遠藤雅           | 平成10年度文化庁芸術祭参加作品 1998年11月7日に再放送                                                                             |
| 7月4日          | 梅を売る家                     | 植松二郎   | 升毅 須永克彦 牧野エミ         | 第18回BKラジオドラマ脚本懸賞募集佳作入賞作品 大阪局制作                                                                          |
| 7月11日         | 水族館                         | 盛田勝寛   | 林泰文 中嶋朋子 原田大二郎     | |
| 7月18日         | ロストハウス                   | 大島弓子   | 荒木香恵 白鳥英一 絵永けい     | 仙台局制作 |
| 7月25日         | 沖縄のいちばん長い日           | 藤木勇人   | 井上真樹夫 藤木勇人 照屋林助   | |
| 8月1日          | とても素敵な傘１本             | 尹興吉     | 中村梅雀 久米明 駒塚由衣       | 韓国現代文学シリーズ 1999年5月8日に再放送                                                                                        |
| 8月8日          | あなた                         | 金仁淑     | 山像かおり 大杉漣 筒井万央     | 韓国現代文学シリーズ 1999年5月15日に再放送                                                                                       |
| 8月15日         | 弟との邂逅                     | 李文烈     | 井川比佐志 大橋吾郎 西村淳二   | 韓国現代文学シリーズ |
| 8月22日 8月29日 | 風の丘を越えて                 | 李清俊     | 平田満 金久美子 冷泉公裕       | 韓国現代文学シリーズ 前・後編 1999年5月22日（前編）、1999年5月29日（後編）、2020年5月16日（前編）、2020年5月23日（後編）に再放送 |
| 9月5日          | 南極横断鉄道４０４号           | 月野あかり | 幹ジュンコ 田鍋謙一郎 新屋英子 | 第18回BKラジオドラマ脚本懸賞募集佳作入賞作品 大阪局制作                                                                          |
| 9月12日         | 唐棣（はねず）色の明日         | 藤巻吏絵   | 冨樫真 東恵美子 栗田桃子       | 第11回銀の雫文芸賞・最優秀作 |
| 9月19日         | ノースウインド                 | 江口美喜男 | 水谷豊 伊武雅刀 藤原俊和       | 室蘭局制作 |
| 9月26日         | 電気工事士                     | 佐伯一麦   | 光石研 柳愛里 草野康太         | 名古屋局制作 |
| 10月3日         | ぼんやりしてるの               | 深津篤文   | 宮吉康夫 江口恵美 亀岡寿行     | 平成10年度文化庁芸術祭参加作品                                                                                                   |
| 10月10日        | ありがとう                     | 保坂延彦   | 寺泉憲 岡村英梨 清水紘治       | |
| 10月24日        | 豆腐と花束                     | 吉村ゆう   | 小川真由美 若村麻由美 細川直美 | 平成10年度文化庁芸術祭参加作品                                                                                                   |
| 10月31日        | ある晴れた日に                 | 林京子     | 岩本多代 楠侑子 川口敦子       | 平成10年度文化庁芸術祭参加作品 長崎局制作                                                                                        |
| 11月14日        | 水辺の歌                       | 田島秀樹   | 遠山景織子 小野ヨシミ 山本恭史 | 平成10年度文化庁芸術祭参加作品                                                                                                   |
| 11月28日        | イルカに会える日               | 岡本螢     | 早勢美里 磯部勉 西山水木       | |
| 12月5日         | 柿の木の下で                   | 東多江子   | 芦田伸介 三浦浩一 下條アトム   | |
| 12月12日        | 二月の森                       | 内山元子   | 岡田義徳                       | 平成10年度BKラジオドラマ脚本懸賞募集入賞作品 大阪局制作                                                                          |
| 12月19日        | ふたりだけの秘密               | 佐野史郎   | 林泰文 池田成志 本常さおり     | |

| 放送日   | 作品名                                    | 原作・作                       | 主な出演者                           | 備考                                                                        |
| -------- | ----------------------------------------- | ------------------------------ | ------------------------------------ | --------------------------------------------------------------------------- |
| 1月16日  | 子どもの時間                              | 綾瀬麦彦                       | 岡田雅夫 くどうみき 木藤玲子         | 札幌局制作                                                                  |
| 1月23日  | 僕が帰れない理由（わけ）                  | 福田卓郎                       | 山本太郎 三浦理恵子                  | 高松局制作                                                                  |
| 1月30日  | 私の彼はズーズー弁                        | 山崎和俊                       | 皆口裕子 緑川光 あき竹城             | 第22回ＮＨＫ仙台放送局ＦＭオーディオドラマ脚本募集・佳作賞受賞作 仙台局制作 |
| 2月6日   | 神様くだった                              | 荒金学                         | 生瀬勝久 佐藤順一 二橋康浩           | 大分局制作                                                                  |
| 2月13日  | カタツムリたち                            | いずみ凛                       | 七瀬なつみ 小西博之 遠藤雅           | 岡山局制作                                                                  |
| 2月20日  | Ｆ００１号～白浜エネルギー作戦            | 後藤ひろひと                   | 広川太一郎 川下大洋 山西惇           | 劇作家シリーズ 大阪局制作                                                   |
| 2月27日  | 怪盗ハーブの予告状                        | はせひろいち                   | 中村栄美子 佃典彦 かとう雅敏         | 劇作家シリーズ 名古屋局制作                                                 |
| 3月6日   | 海へ…                                     | 清水邦夫                       | 北村和夫 倉野章子 粟津號             | 劇作家シリーズ 1999年6月26日に再放送 第36回ギャラクシー賞・奨励賞受賞作品   |
| 3月13日  | 光る海                                    | 松田正隆                       | 原田大二郎 幹季ジュンコ              | 劇作家シリーズ 2001年3月31日に再放送                                        |
| 3月20日  | 海の中の砂漠                              | 北阪昌人                       | 石橋蓮司 小川範子 西山水木           | 平成9年度文化庁芸術祭優秀賞受賞作品                                         |
| 4月3日   | 時の雨                                    | 高橋順子                       | 丘みつ子 頭師孝雄 高橋順子           |                                                                             |
| 4月10日  | 茶湯寺で見た夢                            | 石和鷹                         | 夏八木勲 左時枝 香川京子             | 平成11年度文化庁芸術祭参加作品 1999年10月9日、2013年8月31日に再放送         |
| 4月17日  | あの日の君にありがとう                    | 田渕佐奈                       | 大森嘉之 白島靖代 北村有起哉         | 第27回創作ラジオドラマ脚本懸賞募集佳作                                      |
| 4月24日  | さらば１６文キック！                      | 山本雄史                       | 益岡徹 藤本喜久子 清水亜也奈         |                                                                             |
| 6月5日   | ホームページ                              | 富永智紀                       | 渋谷琴乃 井上聖 綿引勝彦             | 平成11年度文化庁芸術祭参加作品 1999年11月6日に再放送                        |
| 6月12日  | スモーキング・タイム～煙の行方            | 土肥陽子                       | 片岡礼子 小木茂光 薮下貴子           | 第14回NHK名古屋創作ラジオドラマ脚本懸賞募集佳作 2000年6月17日に再放送       |
| 6月19日  | あじさいの家                              | 柴田寿子                       | 久米明 川上夏代 下條正巳             | 平成11年度文化庁芸術祭参加作品 1999年10月16日に再放送                       |
| 7月3日   | 緑の風とチュウしたい                      | 鈴江俊郎                       | 中村美保 山岡徳貴子 田中弘史         | 京都局制作                                                                  |
| 7月10日  | タカラジマ                                | 今井雅子                       | 藤原俊和 青坂章子 山野久治           | 札幌局制作                                                                  |
| 7月17日  | ポスト・エデン                            | 渥美珠巳                       | 松田洋治 小山裕香 岸野幸正           | 秋田局制作                                                                  |
| 7月24日  | どこへ行こうか・国東（くにさき）          | 井田敏                         | 下川辰平 井上美那津 木白丈二         | 大分局制作                                                                  |
| 7月31日  | ヴァイブレータ                            | 赤坂真理                       | 片岡礼子 池内万作 橘由貴             |                                                                             |
| 8月14日  | ジョルシャゴル                            | タラションコル・ボンドパッダエ | 斎藤洋介 二瓶鮫一 橋本功             | インド現代文学シリーズ 2000年5月6日に再放送                                 |
| 8月21日  | アンヌ・ダーター                          | クリシャン・チャンダル         | 小市慢太郎 阪井康人 増沢望           | インド現代文学シリーズ 2000年5月13日に再放送                                |
| 8月28日  | クレイム・焼跡の主（あるじ）              | モーハン・ラーケーシュ         | 上杉祥三 今井和子 谷幹一             | インド現代文学シリーズ 2000年5月20日に再放送                                |
| 9月4日   | 誰のために哭（な）いたのか                | ジャヤカーンタン               | 篠井英介 下川辰平 穂積隆信           | インド現代文学シリーズ 2000年5月27日に再放送                                |
| 9月11日  | かつて海だった街                          | 藤井青銅                       | 堺雅人 増田未亜 祖父江進             |                                                                             |
| 9月18日  | 白い虫                                    | 土倉康平                       | 鈴木光枝 大路三千緒 樋口肇           | 第12回銀の雫文芸賞入選作品                                                  |
| 9月25日  | 大きなたたりの木の下で                    | しげけんご                     | 佃典彦 纐纈麻子 外山文孝             | 名古屋局制作                                                                |
| 10月2日  | 夜の灯（ともしび）                        | 土田英生                       | 荒谷清水 水沼健 塩湯マユミ           | 平成11年度文化庁芸術祭参加作品                                              |
| 10月30日 | オヤジでサンバ                            | 大久保昌一良                   | 地井武男 牟田悌三 田島令子           |                                                                             |
| 11月13日 | 窓                                        | 池窪弘務                       | 中村梅雀 宮本裕子 征木卓             | 平成11年度文化庁芸術祭参加作品 名古屋局制作                                 |
| 11月20日 | バリケード １９６６年２月～福島泰樹の告白 | 福島泰樹                       | 高橋長英 東野英心 小林勝也           | 平成11年度文化庁芸術祭参加作品                                              |
| 11月27日 | メイド・イン・ジャパン                    | 吉村ゆう                       | 武発史郎 スコット・ハーズ 山像かおり |                                                                             |
| 12月4日  | 時の旅人                                  | 佐藤ひろみ                     | 高橋一生 納谷悟朗 今福将雄           | 徳島局制作                                                                  |
| 12月11日 | 雪だるまの詩（うた）                      | 木藤玲子 今井雅子              | 斎藤歩 岡田雅夫 くどうみき           | 平成10年度札幌局オーディオドラマ脚本募集入選作 札幌局制作                   |
| 12月18日 | ダイニングテーブル                        | 横山一真                       | 益岡徹 戸田恵子 大島由香里           | 広島局制作                                                                  |
| 12月25日 | 家族同盟                                  | 田中守幸                       | 笹野高史 矢部美穂                    | 大阪局制作                                                                  |

### 2000年代
| 放送日   | 作品名                                             | 原作・作                 | 主な出演者                       | 備考                                                                          |
| -------- | -------------------------------------------------- | ------------------------ | -------------------------------- | ----------------------------------------------------------------------------- |
| 1月8日   | 後悔の呪文                                         | 横山亮子                 | 大路恵美 佐藤蛾次郎              | 平成11年度ＢＫラジオドラマ脚本懸賞募集入選作品 大阪局制作                     |
| 1月15日  | ポプラの秋                                         | 湯本香樹実               | 鬼頭典子 許諾迪 佐々木すみ江     | 2000年10月28日に再放送                                                        |
| 1月22日  | 笑う盲導犬                                         | 澤田美喜男               | 荒木香恵 永島由子 堀秀行         | 第23回NHK仙台放送局FMオーディオドラマ脚本募集入選 仙台局制作                  |
| 1月29日  | あの夏の想い出                                     | 森本孝文                 | 池内万作 樹木希林 志賀廣太郎     | 鳥取局制作                                                                    |
| 2月5日   | がんばるない！                                     | 井上文                   | 広田真理 田中冨士夫 伊佐山ひろ子 | 福岡局制作                                                                    |
| 2月12日  | ＢＡＣＫ ＴＯ ＴＨＥ＂坊っちゃん＂                 | 福田卓郎                 | 河相我聞 嘉門達夫 平川和弘       | 松山局制作                                                                    |
| 2月19日  | とっておきの旅                                     | 上杉祥三                 | 森口瑤子 渡辺いっけい 冨家規政   | 劇作家シリーズ 大阪局制作                                                     |
| 2月26日  | スタジアムにて                                     | 福島三郎                 | 小野武彦 梶原善 阿部サダヲ       | 劇作家シリーズ 名古屋局制作                                                   |
| 3月4日   | 渚のバッド・エンド                                 | 飯島早苗                 | 入江雅人 佐久間レイ 舵一星       | 劇作家シリーズ                                                                |
| 3月11日  | その堤を超えて                                     | 平石耕一                 | 谷川清美 小林勝也 千田隼生       | 劇作家シリーズ                                                                |
| 3月18日  | 青いカナリア                                       | 福田善之                 | 山本學 今井朋彦 森村冬子         | 平成12年度文化庁芸術祭参加作品 劇作家シリーズ 2000年10月14日に再放送          |
| 4月1日   | 春の翼                                             | 玉井恵子                 | 広瀬彩 遠藤雅 内山森彦           |                                                                               |
| 4月8日   | 穴を掘る                                           | 鶉野昭彦                 | 塩見三省 山像かおり 山野史人     | 平成12年度文化庁芸術祭参加作品 2000年10月21日に再放送                         |
| 4月15日  | あなたは誰                                         | 富永智紀                 | 北村有起哉 片岡礼子 番哲也       |                                                                               |
| 4月22日  | キジムナーのいた夏                                 | 岡村朗                   | 筒井万央 佐藤仁哉 くまいもとこ   | 第28回創作ラジオドラマ脚本懸賞募集・入選作                                    |
| 4月29日  | 男たちの秘密基地                                   | 佐藤ひろみ               | 関口知宏 高橋克実 前田武彦       |                                                                               |
| 6月3日   | バスで行く人                                       | 井出真理                 | 中江有里 渡辺いっけい 岸野一彦   | 平成12年度文化庁芸術祭優秀賞 徳島局制作 2000年11月18日、2001年2月17日に再放送 |
| 6月10日  | ランドエスケイプ                                   | 橋本信之                 | 洞口依子 佳梯かこ                | 平成11年度NHK名古屋局創作ラジオドラマ脚本募集佳作 名古屋局制作                |
| 6月24日  | その後の“断腸亭日乗”                               | 古川壬生                 | 藤村俊二 加納幸和 姿晴香         | 第28回創作ラジオドラマ脚本懸賞募集佳作                                        |
| 7月1日   | 兵隊さんの時間                                     | 生瀬勝久                 | 生瀬勝久 古田新太 温水洋一       | 大阪局制作                                                                    |
| 7月8日   | 縄文の道                                           | 須川之子                 | 斎藤歩 くどうみき 永井くみ子     | 平成11年度札幌局脚本募集佳作入賞作品 札幌局制作                               |
| 7月15日  | 夢みる機械                                         | 諸星大二郎               | 松田洋治 渡辺菜生子 柴田秀勝     | 仙台局制作                                                                    |
| 7月22日  | 聖（さとし）の青春                                 | 大崎善生                 | 阪本浩之 藤田弓子 山田辰夫       | 広島局制作                                                                    |
| 7月29日  | お父ちゃんの金の斧                                 | 森脇京子                 | 加納幸和 佐藤綾 三田篤子         | 大阪局制作                                                                    |
| 8月5日   | クロアチア物語                                     | スポメンカ・シュティメツ | 根岸季衣 水野ゆふ 津島恵子       | シリーズ・バルカンの文学 2001年5月5日に再放送                                 |
| 8月12日  | サラエボの女                                       | イヴォ・アンドリッチ     | 旺なつき 麻乃佳世 大谷亮介       | シリーズ・バルカンの文学 2001年5月12日に再放送                                |
| 8月19日  | 誰がドルンチナを連れ戻したか                       | イスマイル・カダレ       | 樋浦勉 大竹周作 金田龍之介       | シリーズ・バルカンの文学 2001年5月19日に再放送                                |
| 8月26日  | 消えたドロテア                                     | パーヴェル・ヴェージノフ | 永島敏行 鬼頭典子 銀粉蝶         | シリーズ・バルカンの文学 2001年5月26日に再放送                                |
| 9月2日   | 風と走れサツマ                                     | 井田敏                   | 室田日出男 鈴木浩介              | 宮崎局制作                                                                    |
| 9月9日   | 彼方の時間割                                       | 東岡真実                 | 東さおり 舵一星 磯村千花子       | 平成12年度銀の雫文芸賞受賞作品                                                |
| 9月9日   | 入れ歯にやさしいレストラン“ルンビニ”が開店しました | 三浦英子                 | 鳳八千代 沢りつお 槐柳二         | 平成12年度銀の雫文芸賞受賞作品                                                |
| 9月16日  | 娘たちの庭                                         | 長川千佳子               | 斉藤由貴 江原真二郎 中原早苗     |                                                                               |
| 9月23日  | 九月の微笑（ほほえみ）                             | 西山務                   | 名古屋章 今井朋彦 高田敏江       |                                                                               |
| 9月30日  | ゴースト・ライター                                 | 浪江裕史                 | 國村隼 中島ひろ子                | 名古屋局制作                                                                  |
| 10月7日  | 夫婦円満                                           | 元生茂樹                 | 市原悦子 笑福亭仁鶴              | 平成12年度文化庁芸術祭参加作品 大阪局制作                                     |
| 11月4日  | 金は天下の“回しもの”                               | 大橋泰彦                 | 納谷悟朗 仁科有理 菊池志穂       |                                                                               |
| 11月11日 | 空と空の間                                         | 二木美希子               | 高田聖子 藤元英樹 横木舞子       | 平成12年度文化庁芸術祭参加作品 名古屋局制作                                   |
| 11月25日 | 永遠の日曜日                                       | 高橋亜子                 | 中村久美 岩崎良美 家中宏         |                                                                               |
| 12月2日  | 幽界彷徨・桂木孝介の冒険                           | 仲倉重郎                 | 東野英心 高橋長英 小林勝也       |                                                                               |
| 12月9日  | オフレコ                                           | 和田憲明                 | 千葉哲也 西尾まり 藤元英樹       | 名古屋局制作                                                                  |
| 12月16日 | その後の断腸亭日乗～津軽放浪                       | 古川壬生                 | 藤村俊二 岡崎友紀 小須田康人     |                                                                               |
| 12月23日 | 真冬のプレイボール～管理職の決断                   | 梶田祐子                 | 山本圭 田中広子 伊東貴明         | 平成12年度文化庁芸術祭参加作品 広島局制作 2001年10月13日に再放送              |

| 放送日   | 作品名                           | 原作・作                 | 主な出演者                       | 備考                                                                              |
| -------- | -------------------------------- | ------------------------ | -------------------------------- | --------------------------------------------------------------------------------- |
| 1月6日   | ばちこどんぐりの世界             | 小野田俊樹               | 有薗芳記 三田篤子                | 平成12年度ＢＫラジオドラマ脚本懸賞募集・入選作品 大阪局制作                       |
| 1月13日  | 動物園で会いましょう             | ＭＡＲＵ                 | 中村恭誉 谷崎尚之 三上勝由       | 旭川局制作                                                                        |
| 1月20日  | 海猫の家                         | 渥美珠巳                 | 七瀬なつみ 古川登志夫 前田優作   | 第24回NHK仙台放送局オーディオドラマ脚本募集佳作 仙台局制作                        |
| 1月27日  | 海を渡るさぬきブルース           | 福田卓郎                 | 河相我聞 陣内智則 羽田陸生       | 高松局制作                                                                        |
| 2月3日   | スマイル                         | 副島直                   | 光石研 中村有志 井上美那津       | 福岡局制作                                                                        |
| 2月10日  | 二月の夜空に                     | 西山務                   | 新井康弘 正司歌江 キムラ緑子     |                                                                                   |
| 2月24日  | スチーム◆パンクラチオン          | 中島かずき               | 藤岡弘 池田秀一 高田聖子         | ダミーヘッド・シリーズ 劇作家シリーズ                                             |
| 3月3日   | 祈りきれない夜の歌               | 松尾スズキ               | 奥菜恵 水樹洵 松尾スズキ         | 名古屋局制作 劇作家シリーズ 平成13年度文化庁芸術祭参加作品 2001年10月6日に再放送  |
| 3月10日  | 秋日和                           | 岡部耕大                 | 佐藤允 白川和子 岡部大吾         | 劇作家シリーズ ニュースによる中断あり                                             |
| 3月17日  | 旅師・小島屋                     | 中島淳彦                 | 三上市朗 柳澤愼一 鳳八千代       | 劇作家シリーズ                                                                    |
| 3月24日  | 井上さんの卒業式                 | 土屋理敬                 | 蟹江敬三 多賀基史 小高三良       | 劇作家シリーズ                                                                    |
| 4月7日   | 春を待つ丘                       | 北阪昌人                 | 小須田康人 國村準 水島かおり     |                                                                                   |
| 4月14日  | 北千島女工節異聞                 | 大久保昌一良             | 古尾谷雅人 上杉祥三 いしのようこ |                                                                                   |
| 4月21日  | カサブランカ                     | 横山玲子                 | 鬼頭典子 倉野章子 岩崎良美       | 第29回創作ラジオドラマ脚本懸賞公募佳作                                            |
| 4月28日  | 残花の香り                       | 山本雄史                 | 塩見三省 正司歌江 山西惇         |                                                                                   |
| 6月2日   | 反面教師                         | 牧野晋弥                 | 石井正則 渡辺いっけい 濱田マリ   | 大阪局制作                                                                        |
| 6月9日   | 男たち                           | 富永智紀                 | 林次樹 川原和久 河東けい         | 徳島局制作                                                                        |
| 6月16日  | その後の断腸亭日乗～佐渡情話・編 | 古川壬生                 | 藤村俊二 小須田康人 岡崎友紀     |                                                                                   |
| 6月23日  | どこまでも                       | 神谷千加子               | 久野綾希子 岩川均 内田藍子       | 名古屋局制作 平成12年度名古屋局創作ラジオドラマ脚本募集入選                       |
| 6月30日  | 幸福な部屋                       | 井出真理                 | 若村麻由美 吹越満 丹阿弥谷津子   | 平成13年度文化庁芸術祭優秀賞 2001年10月27日、2002年3月30日に再放送                |
| 7月7日   | パレードが行くよ                 | 都留敬文                 | テツandトモ 前田愛 前田優作      | 仙台局制作                                                                        |
| 7月14日  | 二人の男                         | 梶田祐子                 | 高橋和也 大地康雄 岡田直子       |                                                                                   |
| 7月21日  | 羽で鳴く男の話                   | 河原雅彦                 | 温水洋一 広川太一郎 中坪由起子   |                                                                                   |
| 7月28日  | ホテル・ロワイアル               | 飯島早苗                 | 樋渡真司 柳岡香里 雨蘭咲木子     |                                                                                   |
| 8月4日   | バースデイケーキ                 | 柴田寿子                 | 岩本多代 宝生あやこ 久米明       | 平成13年度文化庁芸術祭参加作品 2001年10月20日に再放送                             |
| 8月18日  | 夜９時の家族                     | 斉藤歩                   | 山野久治 西田薫 宮嶋総士         | 札幌局制作                                                                        |
| 8月25日  | カナン                           | 副島直                   | 國村隼 西牟田恵 高田豊三         | 福岡局制作                                                                        |
| 9月1日   | 誰がパロミノ･モレーロを殺したか  | マリオ・バルガス＝リョサ | 草野康太 山崎一 石田太郎         | シリーズ･ラテンアメリカの文学1【ペルー】 2002年5月4日に再放送                     |
| 9月8日   | ラブ・ストーリーを読む老人       | ルイス・セプルベダ       | 鈴木瑞穂 松重豊 大谷亮介         | シリーズ･ラテンアメリカの文学2【チリ】 2002年5月11日に再放送                      |
| 9月15日  | その時は殺され……                 | ロドリゴ・レイローサ     | 吉見一豊 下岸昌代 横堀悦夫       | シリーズ･ラテンアメリカの文学3【グアテマラ】 2002年5月18日に再放送                |
| 9月22日  | アルケミスト                     | パウロ・コエーリョ       | 林泰文 石橋蓮司 三谷昇           | シリーズ･ラテンアメリカの文学4【ブラジル】 2002年5月25日に再放送                  |
| 9月29日  | アウラ                           | カルロス・フェンテス     | 今井朋彦 山本郁子 神保共子       | シリーズ･ラテンアメリカの文学5【メキシコ】 2002年6月1日に再放送                   |
| 11月10日 | 時のおくりもの                   | わかぎゑふ               | 橋田雄一郎 千田訓子 わかぎゑふ   | 平成13年度文化庁芸術祭参加作品 大阪局制作                                         |
| 11月17日 | 落下傘                           | 松田正隆                 | 鬼頭典子 千葉哲也 塩湯真弓       | 平成13年度文化庁芸術祭参加作品                                                    |
| 11月24日 | ツユクサ                         | 高田慧                   | 滝田裕介 吉村実子 小川亜美       | 放送文化基金賞ラジオ番組本賞 平成13年度銀の雫文芸賞受賞作品 2002年8月31日に再放送 |
| 12月1日  | ねず色の海                       | 入山さと子               | 西山水木 菅原大吉 山本龍二       |                                                                                   |
| 12月8日  | 魚たちのために                   | 鈴江俊郎                 | 利重剛 深浦加奈子 つぐみ         | 名古屋局制作                                                                      |
| 12月15日 | 金魚とあぽろ                     | 松永英隆                 | 佃典彦 渡嘉敷勝男 伊沢勉         | 名古屋局制作                                                                      |

| 放送日   | 作品名                 | 原作・作                         | 主な出演者                         | 備考 |
| -------- | ---------------------- | -------------------------------- | ---------------------------------- | --- |
| 1月5日   | 赤い長靴               | 渥美珠巳                         | 木藤玲子 山野久治 檜澤春菜         | 札幌局制作 |
| 1月12日  | 煙突少女               | 川南惠子                         | 蒼井優 佐藤順一 りゅう雅登         | 福岡局制作 |
| 1月19日  | ホンジョンイル         | 金沢祥宇                         | 神奈延年 藤巻恵理子 江永けい       | 福島局制作 |
| 1月26日  | 質屋                   | じんのひろあき                   | 渡辺いっけい ふかわりょう 入野自由 | 高松局制作 |
| 2月2日   | あくびと風の威力       | 角ひろみ                         | 佐伯日菜子 大島由香里 塩原啓太     | |
| 2月9日   | 翔べない豚さん         | 山下君子                         | 宮崎あおい 関秀人 楠見薫           | 第22回ＢＫラジオドラマ脚本懸賞佳作 大阪局制作                                                                                  |
| 2月16日  | 月の島                 | 品川能正                         | 利重剛 長谷川真弓 清水宏           | 山口局制作 |
| 2月23日  | アンチノイズ           | 辻仁成                           | 遠藤雅 広瀬彩 谷川清美             | 2002年10月5日に再放送 |
| 3月2日   | 風呂屋の二階           | 深津篤史                         | 近藤正臣 江口恵美 三上市朗         | 劇作家シリーズ 大阪局制作 |
| 3月9日   | 気化しない蒸発         | 坪田塁                           | つるの剛士 きたろう 石河美幸       | 劇作家シリーズ 名古屋局制作 |
| 3月16日  | まあるい桜             | 平田俊子                         | 中嶋朋子 村上里佳子 麿赤兒         | 劇作家シリーズ |
| 3月23日  | 小指の思ひ出           | 小里清                           | 池内万作 椿直 森聖矢               | 劇作家シリーズ |
| 4月6日   | 神様                   | 川上弘美                         | 谷山浩子 千葉哲也 坂口芳貞         | 文化庁芸術祭大賞 2002年10月12日、2003年3月29日に再放送                                                                         |
| 4月13日  | 春の空へ               | 森治美                           | 宮崎美子 東恵美子 岡本冨士太       | |
| 4月20日  | 赤いバス               | 志水辰夫                         | 蟹江敬三 小野賢章 石田太郎         | 2002年10月19日に再放送 |
| 4月27日  | 夫婦ぎゃぐ裁判         | さわだみきお                     | 藤村俊二 高山広 岩橋道子           | |
| 6月8日   | 小さな雨               | 須崎岳                           | カネダ淳 広田ゆうみ 太田宏         | 大阪局制作 |
| 6月15日  | さまよえる二人         | 横山一真                         | 酒井敏也 河原さぶ 阪本浩之         | 広島局制作 |
| 6月22日  | 夜想曲（ヤソウキョク） | 竹内日出男                       | 岩下浩 久米明 磯村千花子           | |
| 6月29日  | 少尉のオルゴール       | 西山務                           | 小田茜 越智静香 佐戸井けん太       | 松山局制作 |
| 7月6日   | ヒィ、ラブズ、ミイ     | 横山玲子                         | 北浦実千枝 安間里恵 宮野真守       | 第30回創作ラジオドラマ脚本募集・最優秀作                                                                                       |
| 7月13日  | 笑い祭                 | 石川裕人                         | 草尾毅 神田朱未 小畑次郎           | 仙台局制作 |
| 7月20日  | 父さんの羽根           | 武市亜由美                       | 菊池奈々葉 斎藤歩 宮田圭子         | 平成13年札幌局・オーディオドラマ脚本募集入選作品 札幌局制作                                                                    |
| 7月27日  | インドへ行こう！       | 井田敏                           | 阪本浩之 今福将雄 北川湛子         | 福岡局制作 |
| 8月3日   | 消えない蜃気楼         | はせべたかひろ                   | 緑川光 半場友恵 渡邉由紀           | 富山局制作 |
| 8月24日  | ポンソンファ           | 長川千佳子                       | 北村一輝 ユンソナ 中江有里         | 平成14年度文化庁芸術祭優秀賞 大阪局制作 2002年10月26日、2003年5月31日に再放送                                                  |
| 9月7日   | ハイファに戻って       | ガッサーン・カナファーニー       | 磯部勉 倉野章子 南風洋子           | シリーズ・中東の現代文学 2003年5月3日に再放送                                                                                  |
| 9月14日  | 夢について             | ダヴィット・シャハル             | 金子貴俊 小木茂光 奥貫薫           | シリーズ・中東の現代文学 2003年5月10日に再放送                                                                                 |
| 9月21日  | ティブル               | イブラヒーム・アル・クーニー     | 大鶴義丹 東幸枝 新井康弘           | シリーズ・中東の現代文学 2003年5月17日に再放送                                                                                 |
| 9月28日  | 首飾りと腕輪           | ヤハヤー・ターヒル・アブドッラー | 李麗仙 平栗あつみ 太刀川亞希       | シリーズ・中東の現代文学 2003年5月24日に再放送                                                                                 |
| 11月2日  | 戦争童話集（一）       | 野坂昭如                         | 山口崇 藤田弓子 笹野高史           | ギャラクシー賞受賞作品 ＡＢＵ賞受賞作品 2002年8月10日に特集オーディオドラマで放送した作品の再放送 2003年12月20日に一部を再放送 |
| 11月9日  | 戦争童話集（二）       | 野坂昭如                         | 山口崇 藤田弓子 伊崎充則           | ギャラクシー賞受賞作品 ＡＢＵ賞受賞作品 2002年8月11日に特集オーディオドラマで放送した作品の再放送 2003年12月20日に一部を再放送 |
| 11月16日 | 座る男                 | 寺嶋奈美子                       | 小林正和 片桐はいり 鈴木惠理       | 平成13年度創作ラジオドラマ脚本募集入選作 名古屋局制作                                                                          |
| 11月30日 | 夫婦うどん             | 難波利三                         | 花紀京 三林京子 曽我廼家文童       | 大阪局制作 |
| 12月7日  | 桃の花あかり           | 矢野一                           | 井川比佐志 長谷川待子 大橋吾郎     | 第15回銀の雫文芸賞最優秀作 |
| 12月14日 | ロボキッド             | ひさうちみちお                   | 斉藤由貴 横山揮英 上田定行         | |
| 12月21日 | 明日、四万十のほとりで | 丸尾聡                           | 吹越満 渡辺梓 絵沢萌子             | |

| 放送日   | 作品名                          | 原作・作                       | 主な出演者                           | 備考                                                                                                   |
| -------- | ------------------------------- | ------------------------------ | ------------------------------------ | --- |
| 1月4日   | イグアナくんのおじゃまな毎日    | 佐藤多佳子                     | 柊瑠美 賀来千香子 渡辺いっけい       | |
| 1月11日  | 障子の穴の天の川                | 相良敦子                       | 益岡徹 根岸季衣 田村元治             | 2004年12月27日に再放送                                                                                 |
| 1月18日  | 星の見えない夜に                | 中江有里                       | 渡邉美穂 光石研 りゅう雅登           | |
| 1月25日  | 紅葉山通り                      | 松村武                         | 金子貴俊 山崎樹範 塩湯真弓           | |
| 2月1日   | プリズム                        | 国分洋                         | 中島ひろ子 國村隼 草野康太           | |
| 2月8日   | 空を駆けるメロディー            | 黒沼美佳子                     | 小川貴史 石川裕人 宿利左紀子         | 第26回オーディオドラマ脚本募集佳作受賞作 仙台局制作                                                    |
| 2月15日  | 納豆ウドン                      | 中江有里                       | 邑野未亜 川原亜矢子 保田美帆         | 平成14年度ＢＫラジオドラマ脚本懸賞募集入選                                                             |
| 2月22日  | 餡パンとブラームス              | 添谷泰一                       | 石丸謙二郎 原田修一 柳田学           | 平成14年度中国ラジオドラマ脚本コンクール入選                                                           |
| 3月1日   | 迷走ランナー                    | 内藤裕敬                       | 新井浩文 仲根かすみ ケンドーコバヤシ | 劇作家シリーズ                                                                                         |
| 3月8日   | 小指のエチュード                | 大正まろん                     | 山口紗弥加 渋谷謙人 兵藤まこ         | 劇作家シリーズ                                                                                         |
| 3月15日  | 遠い隣人                        | 倉持裕                         | 戸田昌宏 及森玲子 小林高鹿           | 劇作家シリーズ                                                                                         |
| 3月22日  | 冬の終わりのゴキブリの…         | 篠原久美子                     | 有馬自由 小野賢章 山口千晴           | 劇作家シリーズ                                                                                         |
| 4月5日   | カーン                          | 小松與志子                     | 近藤正臣 宮里駿 結城しのぶ           | 平成15年度文化庁芸術祭大賞受賞作品 2003年11月8日、2004年3月27日に再放送                                |
| 4月12日  | ミス キャスト                   | 林真理子                       | 福井貴一 芦田由夏 小川範子           | |
| 4月19日  | あの音                          | 井出真理                       | 北村優 佐々木すみ江 青木和代         | |
| 4月26日  | さびしぼっち                    | 小野田俊樹                     | 利重剛 渡辺典子 小林高鹿             | 文化庁芸術祭参加作品 2003年10月18日に再放送                                                            |
| 5月17日  | 復讐ゲーム                      | 笠井健夫                       | 菊池麻衣子                           | 中部ラジオ小劇場 ※愛知・岐阜・三重・福井・石川・富山・静岡のみ放送                                     |
| 6月7日   | 触覚                            | 川南恵子                       | 島之原樞 石田紗也佳 井上美那津       | |
| 6月14日  | 夢の波間                        | 今井雅子                       | 柳生博 水原英子 上杉祥三             | |
| 6月21日  | 永遠のホームページ 最愛なる者へ | 福田卓郎                       | 勝村政信 夏川結衣 山田賢太郎         | 文化庁芸術祭参加作品 2003年10月11日に再放送                                                            |
| 6月28日  | リアルライフ                    | 山本雄史                       | 河相我聞 板谷由夏 橋田雄一郎         | |
| 7月5日   | 唐木屋一件のこと                | 山本むつみ                     | 中村福助 松平健 名古屋章             | 第31回創作ラジオドラマ脚本懸賞公募最優秀作 放送時間が5分延長                                           |
| 7月12日  | あのね                          | 佐藤ひろみ                     | 岡本綾 立原勇武 絵永けい             | |
| 7月19日  | さよなら、ユキちゃん            | 井上美穂                       | 酒井敏也 大山由美 山口哲美           | 平成14年度創作ラジオドラマ脚本募集入選作                                                               |
| 7月26日  | つむじ風食堂の夜                | 吉田篤弘                       | 福本伸一 神野美紀 三谷昇             | |
| 8月2日   | ビンテージでいこう              | 安形眞司                       | 西ノ園達大 林あかり 岩本靖輝         | |
| 8月9日   | 風保険                          | 加藤紀子                       | 川本貴浩 松原実智子 木村庄之助       | |
| 8月30日  | はじまりのとき                  | 野津聖治                       | 大高洋夫 秋山菜津子 末地嘉子         | |
| 9月6日   | クジラの消えた日                | ユーリー・ルィトヘウ           | 李麗仙 鶴ひろみ 草尾毅               | シリーズ ロシア・ユーラシアの現代文学 2004年5月8日に再放送                                             |
| 9月20日  | 最初の教師                      | チンギス・アイトマートフ       | 銀粉蝶 清水理沙 大門裕明             | ＡＢＵ賞受賞 シリーズ ロシア・ユーラシアの現代文学 2004年5月15日、2004年12月4日、2005年5月14日に再放送 |
| 9月27日  | 大きな家の大いなる一日          | ファジリ・イスカンデル         | 下條アトム 螢雪次朗 中村たつ         | シリーズ ロシア・ユーラシアの現代文学 2004年5月22日、2005年5月21日に再放送                             |
| 10月4日  | コーカサスの金色の雲            | アナトーリイ・プリスターフキン | 夏八木勲 桜井誉礼 内山昂輝           | シリーズ ロシア・ユーラシアの現代文学 2004年5月29日、2005年5月28日に再放送                             |
| 10月25日 | 秋の家族                        | 井出真理                       | 若村麻由美 吉村実子 坂口芳貞         | 文化庁芸術祭参加作品                                                                                   |
| 11月1日  | リ・セット                      | 魚住直子                       | 田島穂奈美 千葉哲也 咲田とばこ       | |
| 11月29日 | そのテーブルの苦い二人          | 土田英生                       | 尾方宣久 塩湯真弓 深浦加奈子         | |
| 12月6日  | 喜劇が生まれた日                | 池田政之                       | 阿部サダヲ 渋谷天外 曾我廼家八十吉   | |
| 12月13日 | 公園のベンチで                  | 佐藤いずみ                     | 山本學 長谷川待子 海鋒拓也           | 第16回銀の雫文芸賞最優秀作                                                                             |

| 放送日   | 作品名                               | 原作・作                 | 主な出演者                       | 備考 |
| -------- | ------------------------------------ | ------------------------ | -------------------------------- | --- |
| 1月10日  | オト自慢                             | 清水友陽                 | 岩尾亮 黒岩孝安 三上勝由         | |
| 1月17日  | チョコリエッタ                       | 大島真寿美               | 太刀川亞希 今井朋彦 水野ゆふ     | 名古屋局制作 |
| 1月24日  | お姉ちゃんとわたし                   | 中江有里                 | 田中彩友美 木地山まみ おだあつこ | 福岡局制作 |
| 1月31日  | いつか越える海                       | 陸田元一 平岡由里可      | 今井朋彦 宮本真希 大谷亮介       | |
| 2月7日   | ひとりの修羅                         | 原田明実                 | 古谷徹 蓮沼美紀 絵永けい         | 第27回ＮＨＫ仙台放送局 ＦＭオーディオドラマ脚本募集 入選作 仙台・秋田局制作                                     |
| 2月14日  | 屋上の徘徊者                         | 天野夏樹                 | 橋爪功 坂井真紀                  | 平成15年度BKラジオドラマ脚本懸賞募集 入選作 大阪局制作                                                          |
| 2月21日  | あなたのそばで眠りたい               | 佐藤朋子                 | 西尾まり 川野太郎 金山一彦       | 平成15年度中国ラジオドラマ脚本コンクール 佳作 山口局制作                                                        |
| 2月28日  | 記憶の花                             | 棚瀬美幸                 | 正司歌江 豊住恵里奈 蟷螂襲       | 劇作家シリーズ 大阪局制作                                                                                       |
| 3月5日   | 茶筒のゆくえ                         | 田村孝裕                 | 戸田昌宏 俵木藤汰 佐藤直子       | 劇作家シリーズ                                                                                                  |
| 3月13日  | ぬけがら                             | 佃典彦                   | 尾美としのり 七瀬なつみ 外山文孝 | 劇作家シリーズ 名古屋局制作                                                                                     |
| 4月3日   | 花祭                                 | 岡部耕大                 | 有川博 松尾あぐり 入江杏子       | 文化庁芸術祭参加作品 2004年10月9日に再放送                                                                      |
| 4月10日  | ある詐欺師の風景                     | 村松友視                 | 西田健 中江有里 高橋かおり       | |
| 4月17日  | モノローグ男                         | 千葉雅子                 | 佐々木蔵之介 政岡泰志 廣川三憲   | |
| 4月24日  | 奇跡の星                             | 小松與志子               | 渡辺卓 佐藤慶 五大路子           | 平成16年度文化庁芸術祭大賞 2004年10月16日、2005年3月26日に再放送                                                |
| 5月1日   | 春の光の庭                           | 柴田寿子                 | 久米明 最上莉奈 岩下寛           | |
| 6月5日   | 福岡天神モノ語り                     | 大塚ムネト               | 上田裕子 中村卓二 りゅう雅登     | ギャラクシー賞受賞 福岡局制作 2005年6月11日に再放送                                                             |
| 6月12日  | アリラン                             | 林海象                   | 千石規子 斉藤由貴 池内博之       | 山口局制作 |
| 6月19日  | ｆｏｒｇｅｔ‐ｍｅ‐ｎｏｔ～忘れな草～ | 馬場秀子                 | 勝地涼 阿井莉沙 中田裕子         | 第19回名古屋創作ラジオドラマ脚本募集入選作 名古屋局制作                                                         |
| 6月26日  | 卵の緒                               | 瀬尾まいこ               | 川越美和 上村響 永澤俊矢         | 松山市主催第７回坊っちゃん文学賞大賞受賞作品 大阪局制作                                                         |
| 7月3日   | 夏きたりなば                         | ふたくちつよし           | 仁科亜季子 青木勇二 吉井有子     | |
| 7月10日  | 試合前のエース                       | 浜田秀哉                 | 東幹久 平泉成 賀集利樹           | 第32回創作ラジオドラマ脚本懸賞公募最優秀作                                                                      |
| 7月17日  | ＫＩＲＡ                             | 前原一磨                 | 山中聡 松嶋亮太 増田未亜         | |
| 7月24日  | ピッチャー発掘～ダサくいこうぜ！～   | 石川裕人                 | 猪野学 豊嶋真千子 原西忠佑       | 仙台局制作 |
| 9月4日   | ツバメ飛ぶ                           | グエン・チー・フアン     | 片岡礼子 長塚圭史 千葉哲也       | シリーズ ベトナムの現代文学 2005年4月9日に再放送                                                                |
| 9月11日  | 未婚の女                             | グエン・ティ・トゥ・フエ | 大河内奈々子 田中要次 大竹一重   | シリーズ ベトナムの現代文学 2005年4月16日に再放送                                                               |
| 9月18日  | 戦争の悲しみ                         | バオ・ニン               | 横堀悦夫 水野ゆふ 南風洋子       | ＡＢＵ賞受賞 放送文化基金賞受賞 シリーズ ベトナムの現代文学 2005年4月23日、2006年3月25日、2006年12月2日に再放送 |
| 9月25日  | 虚構の楽園                           | ズオン・トゥー・フオン   | 鬼頭典子 三田和代 根岸季衣       | シリーズ ベトナムの現代文学 2005年4月30日に再放送                                                               |
| 10月2日  | 秋桜                                 | さだまさし               | 広瀬彩 三谷昇 内田藍子           | 文化庁芸術祭参加作品 名古屋局制作                                                                               |
| 11月12日 | 月光のパルス                         | たかはしさとみ           | 益岡徹 足立悠美加 芝本正         | 文化庁芸術祭参加作品                                                                                            |
| 11月19日 | 門間さんの礼状                       | 宇津志勇三               | 寺田農 岩本多代 坂上二郎         | 第17回銀の雫文芸賞最優秀作 2005年10月15日に再放送                                                               |
| 11月27日 | サマーチャンピオン！                 | 盛多直隆                 | 七瀬ゆう 松尾政寿 おさむ         | 福岡局制作 |
| 12月11日 | 夢ではない                           | 富永智紀                 | 関口知宏 夏八木勲 須永慶         | |
| 12月18日 | 新宿百太郎の伝説                     | 小野田俊樹               | 益岡徹 綿引勝彦 山野史人         | |

| 放送日   | 作品名                         | 原作・作             | 主な出演者                     | 備考                                                                            |
| -------- | ------------------------------ | -------------------- | ------------------------------ | ------------------------------------------------------------------------------- |
| 1月8日   | 奇跡                           | 原田裕文             | 原康義 横尾香代子 栗山かほり   |                                                                                 |
| 1月22日  | 石の声                         | 清水友陽             | 岩尾亮 気仙ゆかり 丸谷小一郎   | 札幌局制作                                                                      |
| 1月29日  | 河童淵夜曲                     | 山口茜               | 新井亜樹 越智貴広 平田裕香     | 名古屋局制作                                                                    |
| 2月5日   | 明日の花たち                   | 菊池一雄             | 菅原玄哉 山谷初男 斎木良太     | 第28回ＦＭオーディオドラマ脚本募集佳作受賞作 盛岡局制作                         |
| 2月12日  | がらんどう綺譚                 | 田中浩司             | 綱島郷太郎 石橋蓮司 富岡涼     | 第25回ＢＫラジオドラマ脚本懸賞募集入選作 大阪局制作                             |
| 2月19日  | 響け！針の歌                   | 藤井友紀             | 松澤一之 吉野智美 吉本武史     | 広島局制作                                                                      |
| 2月26日  | みかん畑のロボット ZERO        | 福田卓郎             | 石倉三郎 遠藤久美子 朝倉伸二   | 松山局制作                                                                      |
| 3月5日   | 雪割草                         | 中江有里             | 松尾れい子 洪仁順 笠原浩夫     | 大阪局制作                                                                      |
| 3月12日  | もう いいかい                  | 萩生田宏治           | 戸田昌宏 相築あきこ 鈴木駿     | 名古屋局制作                                                                    |
| 3月19日  | 昭和八十年のラヂオ少年         | 今井雅子             | 内山昂輝 田谷隼 加藤武         |                                                                                 |
| 4月2日   | 密漁                           | 原雅裕               | 岩下寛 加藤武 大橋吾郎         | 第33回創作ラジオドラマ脚本懸賞公募最優秀作 2005年10月22日に再放送               |
| 5月7日   | 父も恋する                     | 東多江子             | 高橋長英 仁科亜季子 内田健介   |                                                                                 |
| 6月4日   | 中洲バンケットブルー           | 三上幸四郎           | 板谷由夏 松尾政寿 中尾ミエ     | 福岡局制作                                                                      |
| 6月18日  | 人生ベストテン                 | 角田光代             | 若村麻由美 新藤栄作 山下容莉枝 |                                                                                 |
| 6月25日  | 夏の影踏み                     | 吉村奈央子           | 津田寛治 片岡礼子 中川浩三     | 大阪局制作                                                                      |
| 7月2日   | 青葉花子のむすめ               | 東多江子             | 坂口理恵 大森暁美 上島奈津子   | 仙台局制作                                                                      |
| 7月9日   | 眉山                           | さだまさし           | 草笛光子 純名りさ 黒田アーサー | 2007年6月2日に再放送                                                            |
| 7月16日  | トンテンネムクンといた夏       | 山根尚樹             | 尾上麻紀子 高尾六平 喜安浩平   | 平成16年度中四国ラジオドラマ脚本コンクール佳作 鳥取局制作 2005年11月5日に再放送 |
| 7月23日  | 父への旅                       | 井出真理             | 大杉漣 横堀悦夫 長野里美       | 文化庁芸術祭参加作品 2005年10月1日に再放送                                      |
| 7月30日  | 焼け跡の天女                   | 竹内日出男           | 滝田裕介 津田真澄 遠藤雅       |                                                                                 |
| 8月27日  | 自分からの手紙                 | 植村裕子             | 山崎裕太 佐藤彩花 中川理沙     | 第20回創作ラジオドラマ脚本募集入選作                                            |
| 9月3日   | さあ、すわってお聞きなさい     | エレン・クズワヨ     | 京田尚子 大竹周作 青木和代     | シリーズ・南アフリカの現代文学 2006年5月6日に再放送                             |
| 9月10日  | 母から母へ                     | シンディウェ・マゴナ | 倉野章子 岩下寛 新橋耐子       | シリーズ・南アフリカの現代文学 2006年5月20日に再放送                            |
| 9月17日  | アマンドラ                     | ミリアム・トラーディ | 中村たつ 草野康太 増田未亜     | シリーズ・南アフリカの現代文学 2006年5月13日に再放送                            |
| 9月24日  | ノーベル賞作家の描く「男と女」 | ナディン・ゴーディマ | 左時枝 大橋吾郎 花井みを       | シリーズ・南アフリカの現代文学 2006年5月27日に再放送                            |
| 10月8日  | 見よ、蒼い空に白い星           | 毛利恒之             | 藤木勇人 久松夕子 最上莉奈     | 文化庁芸術祭参加作品 2005年8月14日に特集オーディオドラマで放送した作品の再放送  |
| 10月29日 | フリオのために                 | 梨木香歩             | 鬼頭典子 大内厚雄 たかべしげこ | 文化庁芸術祭参加作品 名古屋局制作                                               |
| 11月12日 | ホーム・レス                   | 鶉野昭彦             | 南条好輝 泉祐介 寺下貞信       | 文化庁芸術祭参加作品 大阪局制作                                                 |
| 11月19日 | 月の記憶                       | 北阪昌人             | 水橋研二 上田耕一 片岡礼子     | 高松局制作                                                                      |
| 11月26日 | サヨナラよ、こんにちは！       | 坂本正彦             | 高野志穂 井上純一 中田裕子     | 名古屋局制作                                                                    |
| 12月3日  | となり町戦争                   | 三崎亜記             | 建藏 西山水木 鈴木一功         |                                                                                 |
| 12月10日 | いぬ                           | 吉田秀和             | 吉見一豊 郷田ほづみ 宮田圭子   | 第26回BKラジオドラマ脚本懸賞募集入選作 大阪局制作                               |
| 12月17日 | マウンド                       | 福田卓郎             | 佐藤隆太 佐津川愛美 佐野泰臣   | 松山局制作                                                                      |

| 放送日   | 作品名                                   | 原作・作               | 主な出演者                           | 備考                                                                                              |
| -------- | ---------------------------------------- | ---------------------- | ------------------------------------ | ------------------------------------------------------------------------------------------------- |
| 1月7日   | はるさんの日記                           | 古厩志津子             | 伊藤蘭 佐々木すみ江 長谷川博己       | 第18回銀の雫文芸賞最優秀作 2006年ＡＢＵ賞受賞 ギャラクシー賞受賞 2007年1月27日に再放送            |
| 1月21日  | キップをなくして                         | 池澤夏樹               | 笠原織人 柳生博 越智貴広             | 名古屋局制作                                                                                      |
| 1月28日  | メリーゴーラウンド                       | 高津利彦               | 岩尾亮 藤原俊和 永井くみ子           | 札幌局制作                                                                                        |
| 2月4日   | パズル                                   | オカモト國ヒコ         | 深浦加奈子 大路恵美 南条好輝         | 大阪局制作                                                                                        |
| 2月11日  | どんでけさんちの破壊計画                 | おおぬまいくこ         | 深澤嵐 上島奈津子 米澤牛             | 第29回ＦＭオーディオドラマ脚本募集入選作 青森局制作                                               |
| 2月18日  | ぼうぶら甚内                             | 松本光雄               | 百田洋之 坪内陽子 久冨杏子           | 福岡局制作                                                                                        |
| 2月25日  | それでも、僕は・・・                     | 矢野直哉               | 田中圭 宅麻伸 末武太                 | 山口局制作                                                                                        |
| 3月4日   | さらば、イカロス                         | 東憲司                 | 広瀬彩 松尾あぐり 池下重大           | 劇作家シリーズ                                                                                    |
| 3月11日  | 蛇の恋とわたしと                         | 鈴江俊郎               | 小嶺麗奈 鈴木一真 鈴木未穂           | 劇作家シリーズ 名古屋局制作                                                                       |
| 3月18日  | サンショウの木                           | 芳崎洋子               | 中江有里 吉見一豊 豊住恵里奈         | 劇作家シリーズ 大阪局制作                                                                         |
| 4月1日   | 断崖絶壁                                 | 岡部耕大               | 前田吟 蟹江一平                      | 劇作家シリーズ 2008年3月22日に再放送                                                              |
| 4月8日   | 光の廊下                                 | 小松與志子             | 大谷直子 田山涼成 山像かおり         |                                                                                                   |
| 4月15日  | 査察機長                                 | 内田幹樹               | 東幹久 磯部勉 石田太郎               |                                                                                                   |
| 4月22日  | 春の旅人                                 | 佐和みずえ             | 田畑智子 ミッキー・カーチス 浅利陽介 | 平成17年度中四国ラジオドラマ脚本コンクール佳作 松山局制作                                         |
| 4月29日  | さよならバースディ                       | 荻原浩                 | 小林高鹿 小西美帆 畠中洋             |                                                                                                   |
| 6月3日   | 女房はくれてやる                         | 佐藤正午               | 百田洋之 上田裕子 坪内陽子           | 福岡局制作                                                                                        |
| 6月10日  | 万太郎ショージ                           | 樋口美友喜             | 森田直幸 長江竜馬 小川源太郎         | 文化庁芸術祭参加作品 大阪局制作 2006年11月11日に再放送                                            |
| 6月17日  | あの道。                                 | 月野あかり             | 麻木久仁子 小市慢太郎 村上雄太       | 第21回NHK名古屋放送局創作ラジオドラマ脚本募集入選作 名古屋局制作                                  |
| 6月24日  | リトルプリンセス二号                     | 中村比香               | 宮川一朗太 南野陽子 堀内敬子         | 第34回創作ラジオドラマ脚本懸賞公募最優秀作                                                        |
| 7月1日   | 海辺の姉妹                               | 横田理恵               | 西尾まり 山崎美貴 八木昌子           |                                                                                                   |
| 7月8日   | オッサンとワタシ                         | 坂本正彦               | 栗山千明 村田雄浩 鳥居蒼             | 名古屋局制作                                                                                      |
| 7月15日  | 恋する人に歌う唄                         | 藤井友紀               | 佐々木麻里 武田宜裕 吉本武史         | 広島局制作                                                                                        |
| 7月22日  | ミック、俺も男だ!!～オヤジバンドの挑戦～ | 石川裕人               | 小畑次郎 米澤牛 絵永けい             | 仙台局制作                                                                                        |
| 8月5日   | 夕凪の街 桜の国                          | こうの史代             | 夏八木勲 鈴木佳由 斉藤とも子         | 平成18年度文化庁芸術祭優秀賞受賞 2006年10月14日、2007年3月31日に再放送                            |
| 8月19日  | 電光仮面 最後の戦い                      | 山本雄史               | 楠年明 酒井高陽 芝本正               | 大阪局制作 2006年版                                                                               |
| 8月26日  | 百億光年の貝殻                           | 相良敦子               | 横堀悦夫 山田辰夫 水野ゆふ           | 文化庁芸術祭参加作品 2006年10月21日に再放送                                                       |
| 9月2日   | 黙って行かせて                           | ヘルガ・シュナイダー   | 樫山文枝 南風洋子 山口果林           | 平成18年度文化庁芸術祭優秀賞受賞 シリーズ・ドイツの現代文学 2006年10月28日、2007年8月18日に再放送 |
| 9月9日   | 友情                                     | フレッド・ウルマン     | 石田法嗣 成瀬誠 山路和弘             | シリーズ・ドイツの現代文学 2007年4月28日に再放送                                                  |
| 9月16日  | カレーソーセージ                         | ウーヴェ・ティム       | 根岸季衣 萩野崇 たかお鷹             | シリーズ・ドイツの現代文学 2007年5月12日に再放送                                                  |
| 9月23日  | 太陽通り                                 | トーマス・ブルスィヒ   | 進藤一宏 左時枝 沼田爆               | シリーズ・ドイツの現代文学 2007年5月19日に再放送                                                  |
| 9月30日  | 遺失物管理所                             | ジークフリート・レンツ | 河相我聞 森本浩 長沢大               | シリーズ・ドイツの現代文学 2007年8月25日に再放送                                                  |
| 10月7日  | 骨は珊瑚、眼は真珠                       | 池澤夏樹               | 津嘉山正種 毬谷友子 重松愛子         | 文化庁芸術祭参加作品 名古屋局制作                                                                 |
| 12月9日  | 暑中休み                                 | 木下くみ               | 城土井大智 サカイヒロト 谷広子       | 第27回BKラジオドラマ脚本懸賞募集入選作                                                            |
| 12月16日 | 雨                                       | 藤本匡介               | 柏原収史 佐藤仁美 仁科友美           | 福井局制作 2006年3月25日に中部ラジオ小劇場で放送                                                  |
| 12月23日 | ドイツ人が描く「或阿呆の一生」           | 芥川龍之介             | 小原雅人 木下浩之 入江純             |                                                                                                   |

| 放送日   | 作品名                           | 原作・作                     | 主な出演者                                   | 備考 |
| -------- | -------------------------------- | ---------------------------- | -------------------------------------------- | --- |
| 1月13日  | 髪にふれる                       | 今村惠子                     | 白川和子 山本學 山口果林                     | 第19回銀の雫文芸賞最優秀作 第33回放送文化基金賞優秀賞受賞 2007年9月1日に再放送                                                       |
| 1月20日  | 五十歳の旅立ち                   | 土屋寛文                     | 磯部勉 堀越陽子 藤元英樹                     | |
| 2月3日   | タケルさんの優雅な生活           | 三浦まどか                   | 木村淳 岩田雄二 谷崎尚之                     | シリーズ・地域発ドラマ 札幌局制作 |
| 2月10日  | 餌の時間                         | 市田峯子                     | 毬谷友子 小畑次郎 百足瑞恵                   | 第30回ＦＭオーディオドラマ脚本募集 佳作 シリーズ・地域発ドラマ 山形局制作                                                            |
| 2月17日  | ガロの故郷                       | 高谷信之                     | 丸山智己 石倉三郎 矢沢心                     | シリーズ・地域発ドラマ 徳島局制作 |
| 2月24日  | こぼれ塾                         | 稲田篤子                     | 田畑智子 大後寿々花 末武太                   | 平成18年度中四国ラジオドラマ脚本コンクール 佳作 シリーズ・地域発ドラマ 広島局制作                                                    |
| 3月3日   | オン・ザ・ロード                 | 三上幸四郎                   | 綱本健男 瑞木りか 四宮なぎさ                 | シリーズ・地域発ドラマ 福岡局制作 |
| 3月10日  | ７７２条の家族                   | さいふうめい                 | 渋谷琴乃 細見大輔 浦和めぐみ                 | 劇作家シリーズ |
| 3月17日  | 死滅回遊                         | 佃典彦                       | 松田まどか 深沢邦之 西山諒                   | 劇作家シリーズ 名古屋局制作 |
| 3月24日  | エリーゼさんのために             | 棚瀬美幸                     | 坂口あずさ 岩崎良美 田中隆三                 | 大阪局制作 |
| 4月7日   | 家                               | 岡部耕大                     | 丹阿弥谷津子 平泉成 石見榮英                 | 劇作家シリーズ 2008年3月29日に再放送（※東海・北陸は別番組）                                                                          |
| 4月14日  | それぞれの木目                   | 山下哲                       | 綱島郷太郎 高橋由美子 ミッキー・カーチス     | |
| 4月21日  | 母の肉                           | しおつか夢                   | 奥貫薫 田島令子 菅原チネ子                   | 文化庁芸術祭参加作品 2007年10月13日に再放送                                                                                          |
| 5月26日  | 富士へ                           | 小野田俊樹                   | 渡辺いっけい 高橋理恵子 中島陽典             | |
| 6月9日   | レインツリーの国                 | 有川浩                       | 赤星マサノリ 前田亜季 押谷かおり             | 大阪局制作 |
| 6月16日  | 能古島デイズ                     | 三上幸四郎                   | 板谷由夏 松尾政寿 綱本健男                   | 福岡局制作 |
| 6月23日  | ＧＯＴＡＩＳＥＴＳＵ             | 水橋文美江                   | 柏原崇 松田美由紀 佐田真由美                 | 山口局制作 |
| 6月30日  | 届けてレッドマン                 | おおやまねこ                 | 藤元英樹 鈴木惠理 内田藍子                   | 平成18年度 ＮＨＫ名古屋 創作ラジオドラマ脚本募集入選作 名古屋局制作                                                                  |
| 7月7日   | アキバの休日                     | 藤井青銅                     | 宮村優子 ウェイン・ドスター クリス・ペプラー | |
| 7月14日  | 僕の細道                         | 常盤奈津子                   | 柄本佑 福田賢二 松永裕子                     | 平成18年度中四国ラジオドラマ脚本コンクール 佳作 松山局制作                                                                           |
| 7月21日  | 答えは、昼間の月                 | 金戸美苗                     | 占部房子 鈴木浩介 銀粉蝶                     | 第35回創作ラジオドラマ大賞 大賞作 |
| 7月28日  | 葉月の扉                         | 石川裕人                     | 小田茜 斎木良太 小畑次郎                     | 盛岡局制作 |
| 8月4日   | 兄と弟・広島に生まれて           | 毛利恒之                     | 久米明 綱島郷太郎 左時枝                     | |
| 8月11日  | 天使の赤紙                       | 東多江子                     | 香川京子 堀内敬子 水野ゆふ                   | 文化庁芸術祭参加作品 2007年10月27日に再放送                                                                                          |
| 9月8日   | 朝まだきの谷間                   | ラファエル・コンフィアン     | 大久保祥太郎 山野史人 中村たつ               | シリーズ・カリブの現代文学 2008年5月3日に再放送                                                                                      |
| 9月15日  | 息吹、まなざし、記憶             | エドウィッジ・ダンティカット | 大門真紀 中條佐栄子 青木和代                 | シリーズ・カリブの現代文学 2008年5月10日に再放送                                                                                     |
| 9月22日  | ハバナへの旅                     | レイナルド・アレナス         | 山路和弘 磯西真喜 小林良也                   | 文化庁芸術祭参加作品 シリーズ・カリブの現代文学 2007年10月20日、2008年5月17日に再放送                                                |
| 9月29日  | カリブの女・ユーマ               | ラフカディオ・ハーン         | 松尾あぐり 関貴昭 新橋耐子                   | シリーズ・カリブの現代文学 2008年5月24日に再放送                                                                                     |
| 10月6日  | 聖地へ行く船                     | 月野あかり                   | 城全能成 尾﨑愛 大嶽隆司                     | 名古屋局制作 |
| 11月3日  | 生き直す～理学療法士・砂川晴美～ | 香取俊介                     | 山本陽子 魏涼子 冷泉公裕                     | 2008年6月7日に再放送 |
| 11月10日 | 豆腐と花束                       | 吉村ゆう                     | 和泉敬子 久野麻子 蟷螂襲                     | 文化庁芸術祭参加作品 大阪局制作 |
| 12月1日  | 父の帰宅                         | 藤野千夜                     | 西尾まり 天野鎮雄 梅沢昌代                   | 名古屋局制作 |
| 12月8日  | 明治おばけ暦                     | 山本むつみ                   | 嵐広也 嵐圭史 藤川矢之輔                     | 第34回放送文化基金賞優秀賞受賞 2008年6月21日、2011年3月31日（※東京・水戸・山梨・長野・新潟・北海道・東北・中国・四国で放送）に再放送 |
| 12月15日 | 晩年の弟子                       | 小川栄                       | 小野武彦 星野聖良 建蔵                       | 第20回銀の雫文芸賞最優秀作 2008年11月22日に再放送                                                                                    |
| 12月22日 | 時のない暗闇                     | 福井ちひろ                   | 関秀人 ひろみどり 押谷かおり                 | 第28回ＢＫラジオドラマ脚本賞最優秀作 大阪局制作                                                                                      |

| 放送日   | 作品名                                     | 原作・作                 | 主な出演者                           | 備考 |
| -------- | ------------------------------------------ | ------------------------ | ------------------------------------ | --- |
| 1月5日   | 嘘と真実（まこと）                         | 上杉祥三                 | 上杉祥三 二宮さよ子 長野里美         | |
| 1月12日  | ケンタウルスの死                           | ダン・シモンズ           | 池内万作 田中圭 野波麻帆             | 名古屋局制作 |
| 1月19日  | 照子ちゃんの思い出                         | 福寿淳                   | 海部剛史 原尚子 永倉聖子             | 大阪局制作 |
| 1月26日  | 僕らはみんな、                             | 樋口美友喜               | タモト清嵐 春日清花 橋本佳奈         | 2009年7月4日に再放送 |
| 2月2日   | ふくれっ面のアンジー                       | 三浦まどか               | 庄田梨香 伊藤裕子 マックス・パワーズ | シリーズ・地域発ドラマ 札幌局制作 |
| 2月9日   | 雪上の風                                   | 加藤紀子                 | 風祭ゆき 渡部さとる 沼沢郁子         | 第31回ＦＭオーディオドラマ脚本募集 佳作 シリーズ・地域発ドラマ 青森局制作                                                                |
| 2月16日  | モモと見た夢                               | 大山淳子                 | 富田靖子 小市慢太郎 吉野智美         | 平成19年度中四国ラジオドラマ脚本コンクール 佳作 シリーズ・地域発ドラマ 松江局制作                                                        |
| 2月23日  | 青春快進撃号                               | 小野田俊樹               | 佐津川愛美 原田芳雄 大高洋夫         | シリーズ・地域発ドラマ 松山局制作 2009年1月24日、2011年3月28日（※東京・水戸・山梨・長野・新潟・北海道・東北・中国・四国で放送）に 再放送 |
| 3月1日   | 水のなかの月                               | 富崎喜代美               | 高久ちぐさ 手嶌葵 鶴賀皇史朗         | シリーズ・地域発ドラマ 福岡局制作 |
| 3月8日   | 残置物処理班                               | 丸尾聡                   | 谷川俊 酒向芳 須藤温子               | 劇作家シリーズ 文化庁芸術祭参加作品 2008年10月18日に再放送                                                                               |
| 3月15日  | 90日の過ごし方～マルオ・ラスト・デイズ～   | 高見健次 川浪ナミヲ      | 金井勇太 渋谷天外 山内圭哉           | 劇作家シリーズ 大阪局制作 |
| 4月5日   | 山茶花さいた                               | ふたくちつよし           | 五大路子 下條アトム 細越みちこ       | 2008年12月13日に再放送 |
| 4月12日  | 夜の階段                                   | サカイヒロト             | 森永悠希 三田和代 京本政樹           | 文化庁芸術祭参加作品 2008年10月4日に再放送                                                                                               |
| 4月19日  | はじまらないティータイム                   | 原田ひ香                 | 平栗あつみ 左時枝 大路恵美           | |
| 4月26日  | よしこちゃんの涙の音                       | 有馬雪枝                 | 永井杏 沢木ルカ 岡田奈々             | |
| 5月31日  | 四頭の羊                                   | オカモト國ヒコ           | 柄谷吾史 田中祥平 森永悠希           | 大阪局制作 |
| 6月14日  | 生き直す パート２ ～理学療法士・砂川晴美～ | 香取俊介                 | 魏涼子 森ほさち 李淑子               | 2008年6月7日に再放送 |
| 6月28日  | 地下水脈                                   | 竹内日出男               | 立川三貴 鈴木正幸 浅利香津代         | |
| 7月5日   | あなたに続く道                             | 美崎理恵                 | 紺野まひる 松尾政寿 山田昌           | 松江局制作 |
| 7月12日  | 私は、先生                                 | おのゆうき               | 尾野真千子 小薗江愛理 須永慶         | 平成19年度中四国ラジオドラマ脚本コンクール入選 松山局制作                                                                                |
| 7月19日  | 成田屋おまつ                               | 山本むつみ               | 二宮さよ子 河相我聞 嵐広也           | 文化庁芸術祭参加作品 2008年10月11日に再放送                                                                                              |
| 7月26日  | 春にして君を離れ                           | アガサ・クリスティー     | 伊藤蘭 磯部勉 水橋貴己               | 2008年11月15日に再放送 |
| 8月2日   | うそつきマーメイド                         | 瀬谷加奈子               | 三村ゆうな 鈴木惠理 堀田和則         | 第23回ＮＨＫ名古屋創作ラジオドラマ脚本募集入選作 名古屋局制作                                                                            |
| 8月9日   | 稲穂が輝く時                               | 横山玲子                 | 鶴田忍 大西多摩恵 手塚祐介           | |
| 8月16日  | ラジオと背中                               | 齋藤恵美子               | 若村麻由美 山本學 鈴木瑞穂           | 文化庁芸術祭参加作品 2008年10月25日に再放送                                                                                              |
| 8月23日  | 父さんの花笠                               | 阿部美佳                 | 眞島秀和 古川孝 今田裕美子           | 山形局制作 |
| 9月6日   | 狼たちの月                                 | フリオ・リャマサーレス   | 横堀悦夫 森田順平 水島涼太           | シリーズ・スペインの現代文学 2009年5月2日に再放送                                                                                        |
| 9月13日  | エトルリアの微笑み                         | ホセ・ルイス・サンペドロ | 加藤武 かとうかず子 村治学           | シリーズ・スペインの現代文学 2009年5月9日に再放送                                                                                        |
| 9月20日  | パスクアル・ドゥアルテの家族               | カミロ・ホセ・セラ       | 綱島郷太郎 左時枝 河原崎建三         | シリーズ・スペインの現代文学 2009年5月16日に再放送                                                                                       |
| 9月27日  | 嵐のマドリード                             | ラモン・センデール       | 利重剛 大路恵美 山賀教弘             | シリーズ・スペインの現代文学 2009年5月23日に再放送                                                                                       |
| 11月1日  | プラチナタウン                             | 楡周平                   | 矢島健一 村松利史 八名信夫           | 名古屋局制作 |
| 11月8日  | あの人の声がきこえた                       | 土田英生                 | 佐藤直子 後藤飛鳥 山本麻貴           | 平成20年度文化庁芸術祭優秀賞受賞 大阪局制作 2009年3月28日に再放送                                                                        |
| 11月29日 | 握手をしよう                               | 樋口美友喜               | 磯山さやか 内田健介 たかお鷹         | |
| 12月6日  | ロイヤルミルクティー                       | 吉田幸子                 | 田中美里 丹阿弥谷津子 長門裕之       | ＮＨＫ銀の雫文芸賞2008最優秀作 2011年4月1日（※東京・水戸・山梨・長野・新潟・北海道・東北・中国（岡山を除く）・四国で放送）で再放送       |

| 放送日   | 作品名                                  | 原作・作                 | 主な出演者                           | 備考                                                                 |
| -------- | --------------------------------------- | ------------------------ | ------------------------------------ | -------------------------------------------------------------------- |
| 1月10日  | 天昇る魚                                | 住田有津子               | 城土井大智 山本弘 榎園実穂           | 第29回BKラジオドラマ脚本賞最優秀作 大阪局制作                        |
| 1月17日  | 風に刻む                                | 芳崎洋子                 | 松岡依都美 笹野高史 岩本多代         | 平成21年度文化庁芸術祭大賞受賞 2009年10月10日、2010年3月27日に再放送 |
| 1月31日  | 友子とモコ                              | 今井雅子                 | 奈々葉 木藤玲子 斎藤和子             | 第46回ギャラクシー奨励賞受賞 札幌局制作 2009年9月26日に再放送        |
| 2月7日   | 一太が教えてくれたこと                  | 辻谷美加                 | 高橋光臣 渡部ギュウ 絵永けい         | 第32回ＦＭオーディオドラマ脚本募集入選 仙台局制作                    |
| 2月14日  | いつも見ていた広島                      | 田家秀樹                 | 中尾明慶 吉本武史 武田宜裕           | 広島局制作                                                           |
| 2月21日  | 密航者たち                              | 大野芳                   | 水橋研二 國村隼 渡辺いっけい         | 松山局制作                                                           |
| 3月7日   | カッパどうする！？                      | 日下部信                 | 矢柴俊博 小林隆 上田裕子             | 福岡局制作                                                           |
| 3月14日  | ミッドナイトレジスタンス                | イケタニマサオ           | 下條アトム 夏川加奈子 津嘉山正種     | 文化庁芸術祭参加作品 2009年10月17日に再放送                          |
| 3月21日  | 島の密航先生                            | 高見健次 川浪ナミヲ      | 松尾敏伸 益岡徹 楠年明               | 大阪局制作                                                           |
| 4月4日   | 生き直すパート3～理学療法士・砂川晴美～ | 香取俊介                 | 魏涼子 篠田三郎 草笛雅子             | 文化庁芸術祭参加作品 2009年10月3日に再放送                           |
| 4月11日  | 前略、桜舞うアパートの庭から            | 花房朋香                 | 千葉一伸 此島愛子 大森暁美           | 第37回創作ラジオドラマ大賞佳作                                       |
| 4月18日  | お顔                                    | 佃典彦                   | 奥貫薫 近藤公園 藪下貴子             | 名古屋局制作                                                         |
| 4月25日  | これが私の歌う道                        | ブラジリィー・アン・山田 | 森口博子 高橋和也 立川三貴           |                                                                      |
| 5月30日  | 三月の招待状                            | 角田光代                 | 占部房子 富樫真 小林さやか           |                                                                      |
| 6月6日   | ぶたぶた                                | 矢崎存美                 | 近藤芳正 八田麻住 春留奈舞           | 大阪局制作                                                           |
| 6月13日  | 鳥                                      | 青来有一                 | 小田豊 上田しのぶ りゅう雅登         | 平成21年度文化庁芸術祭優秀賞受賞 長崎局制作 2010年7月10日に再放送    |
| 6月20日  | マルスへの旅                            | 原田裕文                 | 斉藤陽一郎 高橋かおり 吉見一豊       | 新潟局制作                                                           |
| 6月27日  | 手の中のコスモス                        | 西脇良典                 | 水橋研二 前田綾花 佐戸井けん太       | 第24回ＮＨＫ名古屋創作ラジオドラマ脚本募集入選作 名古屋局制作        |
| 7月11日  | 石鎚山天狗と戯                          | 宙生真一                 | 井上順 徳井優 藤田記子               | 平成20年度中四国ラジオドラマ脚本コンクール 佳作 松山局制作           |
| 7月18日  | 憂鬱な女神                              | 佐々木あず               | 笛木優子 袴田吉彦 阪田瑞穂           | 平成20年度中四国ラジオドラマ脚本コンクール 入選 松江局制作           |
| 7月25日  | バーバー・レッスン                      | 宮村優子                 | 三田和代 忍成修吾 渡辺哲             | 名古屋局制作                                                         |
| 8月8日   | 赤い操り糸                              | 大久保昌一良             | 嵐広也 松山政路 水野ゆふ             | 文化庁芸術祭参加作品 2009年10月24日に再放送                          |
| 8月28日  | やさしい歌を歌ってあげる                | リンダ・オルソン         | 宮本裕子 岩本多代 髙川裕也           | シリーズ・北欧の現代文学 2010年5月1日に再放送                        |
| 9月12日  | 羽根をなくした妖精                      | ユリヨ・コッコ           | 金田明夫 大竹周作 住田隆             | シリーズ・北欧の現代文学 2010年5月8日に再放送                        |
| 9月19日  | 曲芸師ハリドン                          | ヤコブ・ヴェゲリウス     | 今井悠貴 大島宇三郎 塩田朋子         | シリーズ・北欧の現代文学 2010年5月15日に再放送                       |
| 10月31日 | 観られる女                              | 鹿目由紀                 | 占部房子 手嶋仁美 山中崇敬           | 名古屋局制作                                                         |
| 11月7日  | 潜水艦家族                              | 本多筆治                 | 佐川満男 正司花江 三谷昌登           | 大阪局制作                                                           |
| 11月14日 | しづ子～魂の俳句                        | 東多江子                 | 片岡礼子 ジョン・オコーナー 千葉哲也 |                                                                      |
| 11月21日 | 手の記憶                                | 松並百合愛               | 田畑ゆり 眞木めい 山像かおり         | ＮＨＫ銀の雫文芸賞2009最優秀作                                       |
| 11月28日 | ココロノコリ                            | 高田香                   | 蓮佛美沙子 蟹江一平 鈴木惠理         | 名古屋局制作                                                         |
| 12月5日  | ボクの誕生物語                          | さわだみきお             | 嶺岸佑樹 片倉久美子 星野公紀         | 仙台局制作                                                           |
| 12月12日 | マロース                                | 倉本聰                   | 森上千絵 水津聡 久保隆徳             | 札幌局制作                                                           |

### 2010年代
| 放送日           | 作品名                                                   | 原作・作                 | 主な出演者                       | 備考 |
| ---------------- | -------------------------------------------------------- | ------------------------ | -------------------------------- | --- |
| 1月9日           | 満月の夜                                                 | イサク・ディーネセン     | 蟹江一平 幸田直子 片山昌三       | シリーズ・北欧の現代文学 2010年5月22日に再放送                                                                         |
| 1月16日          | かわり目～父と娘の15年～                                 | 山本雄史                 | 橋爪功 木南晴夏 桂吉弥           | 放送文化基金賞優秀賞受賞 大阪局制作 2010年7月17日に再放送                                                              |
| 1月23日          | 心にナイフをしのばせて                                   | 奥野修司                 | 矢崎滋 三田和代 麻生祐未         | 文化庁芸術祭参加作品 2010年10月2日に再放送                                                                             |
| 1月30日          | ルカをよろしく                                           | 月野あかり               | 大門真紀 長佳秀 結城市朗         | 第30回BKラジオドラマ脚本賞最優秀作 大阪局制作                                                                          |
| 2月6日           | 冬物語                                                   | 板垣宗男                 | 黒部進 佐々木サビナ 箱崎貴司     | 第33回ＮＨＫ仙台局ＦＭオーディオドラマ脚本募集 入選 盛岡局制作                                                         |
| 2月13日          | KILLERと呼ばれた男                                       | ブラジリィー・アン・山田 | 宇梶剛士 福島滉史郎 井原武文     | 山口局制作 |
| 2月20日          | 空に近いアクアリウムに                                   | 北阪昌人                 | 渡部豪太 栗山千明 片岡礼子       | 高松局制作 |
| 2月27日          | ゆれる車の音                                             | 中島淳彦                 | 金田明夫 山野海 多田香織         | 宮崎局制作 |
| 3月6日           | リバイバル                                               | 青木豪                   | 田口トモロヲ 草村礼子 利重剛     | 文化庁芸術祭参加作品 2010年10月16日に再放送                                                                            |
| 3月13日          | 散歩する侵略者～鳴海と真治の二週間～                     | 前川知大                 | 酒井若菜 二階堂智 盛隆二         | 名古屋局制作 |
| 3月20日          | うららの恋。                                             | 鶉野昭彦                 | 新屋英子 小林育栄 曾我廼家八十吉 | 大阪局制作 |
| 4月3日           | 泣かないで、パーティーはこれから                         | 唯川恵                   | 遠野あすか 及川健 宮崎吐夢       | |
| 4月10日          | 父のいた島                                               | 荒木敏子                 | 中本賢 神山繁 名越志保           | |
| 4月17日          | 夜に届く声                                               | 高崎志乃                 | 若村麻由美 此島愛子 三村聡       | 第38回創作ラジオドラマ大賞 佳作                                                                                        |
| 4月24日          | となりの音女                                             | 桑原裕子                 | 藤本喜久子 吉見一豊 若狭勝也     | |
| 5月29日          | 人らしく、生きられるように                               | 田山琢朗                 | 田辺誠一 高橋和也 西山諒         | 第25回NHK名古屋創作ラジオドラマ脚本募集入選作 名古屋局制作                                                             |
| 6月5日           | コール～闇からの声～                                     | 毛利甚八                 | 栗山千明 渡辺いっけい 酒瀬川真世 | 福岡局制作 |
| 6月12日          | 骨を抱えて                                               | 坂本正彦                 | 石丸謙二郎 小林勝也 吉村実子     | |
| 6月19日          | いけず 帰れず 五山の送り火                               | 山本雄史                 | 田畑智子 桃山みつる 小松健悦     | 京都局制作 |
| 6月26日          | 淡路島へ                                                 | 芳崎洋子                 | 南果歩 加茂さくら 野川由美子     | |
| 7月3日           | 風紋                                                     | 西尾成                   | 中村靖日 池脇千鶴 澤純子         | 平成21年度中四国ラジオドラマ脚本コンクール 入選 広島局制作                                                             |
| 7月24日          | つきのふね                                               | 森絵都                   | 岡本杏理 崎本大海 光平崇弘       | 大阪局制作 |
| 7月31日          | 薔薇のある家                                             | オカモト國ヒコ           | 大竹しのぶ 奈良岡朋子            | 平成22年度文化庁芸術祭優秀賞受賞 2010年10月23日、2011年3月26日に再放送                                                 |
| 8月21日          | 相方のあり方                                             | 松居大悟                 | 池松壮亮 中尾明慶 塩田朋子       | 2011年3月19日に再放送                                                                                                  |
| 8月28日          | アキタ系、なう                                           | 藤井青銅                 | 岡本玲 白鳥英一 丹野久美子       | 秋田局制作 |
| 9月4日           | 裁きの朝                                                 | 海原卓                   | 久米明 高橋和也 嵐芳三郎         | |
| 9月11日 9月18日  | キャパになれなかったカメラマン～ベトナム戦争の語り部たち | 平敷安常                 | 坂上忍 津嘉山正種 山本太郎       | 前・後編 2011年5月7日に再放送（前編） 2011年5月14日に再放送（後編） サラウンドドラマ                                   |
| 9月25日          | 殺人者たちの午後～記憶の闇                               | トニー・パーカー         | 柄本明 角替和枝                  | |
| 10月9日          | 鳥を放つ日                                               | 大河内聡                 | 上村祐翔 板垣桃子 升毅           | ABU賞受賞 2011年3月29日（※東京・水戸・山梨・長野・新潟・北海道・東北・中国・四国で放送）、2012年1月14日に再放送        |
| 10月30日         | 花の独身                                                 | 伊藤幸子                 | 岩本多代 山本圭 清水綋治         | ＮＨＫ銀の雫文芸賞2010 最優秀作 2011年3月30日（※東京・水戸・山梨・長野・新潟・北海道・東北・中国・四国で放送）に再放送 |
| 11月6日          | 12歳の成人式                                             | 福田卓郎                 | 加藤千尋 森田芳土 中村圭太       | 富山局制作 |
| 11月13日         | ぐじの小骨                                               | 森脇京子                 | 藤村志保 近藤正臣 三倉茉奈       | 文化庁芸術祭参加作品 大阪局制作                                                                                        |
| 11月20日         | ひとつきの楽園                                           | 永田優子                 | 田中圭 渡辺哲 木南晴夏           | 松山局制作 |
| 11月27日 12月4日 | 祖国を想う 沖縄を想う～ドラマ 照屋敏子伝～               | 高木凛                   | 若村麻由美 山崎銀之丞 小竹伊津子 | 2010年1月2日（前編）、2010年1月3日（後編）に特集オーディオドラマで放送した作品の再放送                                 |
| 12月11日         | 命の洗濯                                                 | 富永智紀                 | 浅利陽介 宝田明 二宮弘子         | 新潟局制作 |
| 12月18日         | 葡萄の秘密                                               | 田中摂                   | 中嶋朋子 前田亜季 小島藤子       | 第25回ＮＨＫ名古屋創作ラジオドラマ脚本募集佳作 名古屋局制作                                                            |

| 放送日            | 作品名                                 | 原作・作   | 主な出演者                           | 備考                                                                                                |
| ----------------- | -------------------------------------- | ---------- | ------------------------------------ | --------------------------------------------------------------------------------------------------- |
| 1月8日            | 東京 Ｖｏｉｃｅ                        | 原田裕文   | 三田村陽斗 中川晃教 竹本孝之         | 放送文化基金賞 ラジオドラマ部門 番組賞受賞 文化庁芸術祭参加作品 2011年7月9日、2011年11月5日に再放送 |
| 1月15日           | 道頓堀ジャンピングガールズ             | 堀達夫     | 村川絵梨 徳永えり 鳥羽潤             | 第31回BKラジオドラマ脚本賞佳作 大阪局制作                                                           |
| 1月22日           | 黄泉のカラス                           | 金杉弘子   | 咲田とばこ 藤元英樹 宮璃アリ         | 名古屋局制作                                                                                        |
| 1月29日           | みちばたのはな                         | 斎藤歩     | 柄本時生 木村愛里 山野久治           | 札幌局制作                                                                                          |
| 2月5日            | 巫女（イタコ）の娘                     | 藤江洋一   | 大和里菜 今野縁 今野ひろし           | 第34回ＮＨＫ仙台局ＦＭオーディオドラマ脚本募集 佳作 仙台局制作                                      |
| 2月12日           | 50歳の運動会                           | 竹田新     | リリー・フランキー 佐藤順一 中野弘子 | 鹿児島局制作                                                                                        |
| 2月19日           | 黒潮の流れのままに                     | 福田卓郎   | 本田大輔 隆大介 眞島秀和             | 高知局制作                                                                                          |
| 2月26日           | 孤島の花                               | 鈴木そなた | 倍賞千恵子 長谷川博己 升原康嗣       | 広島局制作                                                                                          |
| 3月5日            | 大きな豚はあとから来る                 | 工藤千夏   | 春日井静奈 小林親弘 入江純           | 劇作家シリーズ                                                                                      |
| 4月2日            | ＰＴＡ広報委員長の渡辺です             | 飯野陽子   | 田中美里 阿南健治 山口愛             | |
| 4月9日            | ヒッチハイク                           | 東多江子   | 高畑充希 國村隼 藤本喜久子           | 新潟局制作                                                                                          |
| 4月16日           | 飛ばせハイウェイ、飛ばせ人生           | 樋口ミユ   | 高橋和也 原田芳雄 市原悦子           | 放送文化基金賞 ラジオ番組賞 受賞作品 文化庁芸術祭参加作品 2011年10月29日、2012年7月14日に再放送     |
| 4月23日           | 優雅な食卓                             | 竹内佑     | マギー 大路恵美 逢坂じゅん           | 劇作家シリーズ 大阪局制作                                                                           |
| 4月30日           | 鳳仙花の咲く家に                       | 植澤紀子   | 今井ゆうぞう 大塚道子 谷川清美       | 第39回創作ラジオドラマ大賞 佳作                                                                     |
| 5月21日           | 春祭り                                 | 山口茜     | 利重剛 広田ゆうみ 空沢しんか         | 劇作家シリーズ 名古屋局制作                                                                         |
| 5月28日           | 海電（UMIDEN）                         | 小林雄次   | 中村優子 松田悟志 草村礼子           | |
| 6月4日            | 猫が笑えば                             | 三好理恵子 | 景山葉月 すまけい 石河美幸           | 第26回ＮＨＫ名古屋創作ラジオドラマ脚本募集最優秀賞 名古屋局制作                                     |
| 6月11日           | 吉野雛                                 | 橋目真理子 | 杉浦太陽 大塚千弘 芝本正             | 奈良局制作                                                                                          |
| 6月18日           | うさぎの神様                           | 國澤真理子 | 蓮佛美沙子 山本道子 小野武彦         | 鳥取局制作                                                                                          |
| 6月25日           | スイートビターホーム                   | 花房朋香   | 春日井静奈 宮崎美子 岩崎良美         | |
| 7月2日            | あの人                                 | 小野田俊樹 | 磯部勉 明樹由佳 矢野瞳               | |
| 7月16日           | おしゃべりな夏                         | わかぎゑふ | 大八木凱斗 未知やすえ 宮川一朗太     | 文化庁芸術祭参加作品 2011年11月12日に再放送 大阪局制作                                              |
| 7月23日           | 巡礼                                   | 橋本治     | 甲本雅裕 菅原大吉 黒宮万理           | 名古屋局制作                                                                                        |
| 7月30日           | ウィニングボール                       | 北阪昌人   | 林遣都 高橋一生 小林正寛             | 徳島局制作 2020年8月8日に再放送                                                                     |
| 8月6日            | 蝶が燃えた日                           | 柳光博     | 國村隼 宮崎一成 福島滉史郎           | 平成22年度中四国ラジオドラマ脚本コンクール 入選 広島局制作                                          |
| 8月20日           | 一万とふたつのため息                   | 塩田千種   | 池上季実子 松金よね子 益岡徹         | 2014年3月29日に再放送                                                                               |
| 8月27日           | 秋のレッスン                           | 小松與志子 | 寺田農 倉野章子 鈴木瑞穂             | 2015年9月12日、2024年5月25日に再放送                                                                |
| 9月3日            | 空也上人がいた                         | 山田太一   | 大滝秀治 若村麻由美 笠原秀幸         | 2012年12月22日に再放送                                                                              |
| 9月10日           | 緑の音楽師                             | 小林雄次   | 田口トモロヲ 高橋長英 藤本喜久子     | |
| 9月17日           | 雪姫 遠野おしらさま迷宮                | 寮美千子   | 渋谷はるか 樹木希林 大門真紀         | 2011年1月3日に特集オーディオドラマで放送した作品の再放送 60分間の放送                               |
| 10月1日           | サバイバーズ･ギルト わたしのいない街で | 原田ひ香   | 純名里沙 石田太郎 風間トオル         | 大阪局制作                                                                                          |
| 10月8日           | メロディ・フェア                       | 宮下奈都   | 前田亜季 早織 あじゃ                 | 名古屋局制作                                                                                        |
| 10月15日 10月22日 | 静かな大地                             | 池澤夏樹   | 毬谷友子 今井朋彦 井上倫宏           | 前・後編 2012年7月21日、2024年6月8日に再放送（前編） 2012年7月28日、2024年6月15日に再放送（後編）   |
| 11月19日          | ごまめの歯軋り                         | 逸見真由   | 高久裕子 山本陽子 松永玲子           | ＮＨＫ銀の雫文芸賞2011 最優秀作                                                                     |
| 11月26日          | 想い出あずかります                     | 吉野万理子 | 鶴田真由 朝倉あき 山下真琴           | 2013年4月6日に再放送                                                                                |
| 12月3日           | 些細なうた                             | 田坂哲郎   | 松尾れい子 三浦祥朗 いなばゆうこ     | 佐賀局制作                                                                                          |
| 12月10日          | さよなら、コロポックル                 | 小松與志子 | 坂井和久 キムラ緑子 原田瑠利香       | 札幌局制作                                                                                          |

| 放送日   | 作品名                         | 原作・作           | 主な出演者                       | 備考                                                                   |
| -------- | ------------------------------ | ------------------ | -------------------------------- | ---------------------------------------------------------------------- |
| 1月7日   | りっちゃんのこと               | 西村有加           | 魏涼子 三倉茉奈 村上かず         | 第32回BKラジオドラマ脚本賞最優秀賞大阪局制作 大阪局制作                |
| 1月21日  | 歪（ひず）みたがる隊列         | はせひろいち       | 遠藤久美子 加藤虎ノ介 榎園実穂   | 名古屋局制作                                                           |
| 1月28日  | 僕を取り替える                 | 一尾直樹           | 高田豊 堤沙織 齋藤和子           | 札幌局制作                                                             |
| 2月4日   | LET IT PON!〜それでええんよ〜  | 木皿泉             | 柊瑠美 白石加代子 山口祐一郎     | 松山局制作                                                             |
| 2月11日  | ＲＥＤ もしくは天文館の火星人  | 山本雄史           | 森岡龍 皆川猿時 野村麻純         | 鹿児島局制作                                                           |
| 2月18日  | 家族の肖像～硫黄島からの手紙   | 冨岡直子           | 市毛良枝 大方斐紗子 たかお鷹     |                                                                        |
| 2月25日  | 海辺の刻（とき）               | 佐藤奈央           | 北浦実千枝 小畑次郎 上島奈津子   | 第35回ＮＨＫ仙台局ＦＭオーディオドラマ脚本募集 佳作 青森局制作         |
| 3月3日   | 望月青果店                     | 小手鞠るい         | 奥貫薫 三谷悦代 吉田晃太郎       | 岡山局制作                                                             |
| 3月10日  | つづれ織り                     | 東多江子           | 国広富之 原日出子 瀬川亮         |                                                                        |
| 3月17日  | 線路は曲がるよどこまでも       | 櫻井智也           | 甲本雅裕 川島潤哉 上田耕一       |                                                                        |
| 3月24日  | 幽霊の自転車                   | 伊沢勉             | 羽場裕一 モロ師岡 橋本一郎       | 名古屋局制作                                                           |
| 3月30日  | ブループリントの岬             | 宋英徳             | 横堀悦夫 梅沢昌代 上田桃子       | 劇作家シリーズ                                                         |
| 4月7日   | 祖父と手紙と僕と               | 森治美             | 池松壮亮 前田吟 吉野由志子       | 甲府局制作                                                             |
| 4月14日  | 春を待つ女                     | 芳﨑洋子           | 中村ゆり 原尚子 和泉敬子         | 京都局制作                                                             |
| 4月21日  | 温もりの値段                   | 阿部美佳           | 大和田健介 草村礼子 平田裕香     |                                                                        |
| 4月28日  | 徳重君の転校                   | 朝倉寛             | 南部綜汰 澤田大雅 坂田海人       | 名古屋局制作                                                           |
| 5月5日   | チョッキー                     | ジョン・ウィンダム | 吉見一豊 モモタロウ 春日井静奈   | 放送時間を60分に延長 2013年12月21日に再放送                            |
| 5月12日  | 金魚鉢の教室                   | 今井雅子           | 石村みか 磯部勉 西山水木         | 文化庁芸術祭参加作品 2012年10月20日に再放送                            |
| 5月19日  | ヘブンズコール                 | 櫻井智也           | 小林ユウキチ 斉藤暁 藤本喜久子   | 平成24年度文化庁芸術祭優秀賞受賞 2012年10月27日、2013年2月16日に再放送 |
| 5月26日  | 海霧（うみぎり）の墓           | 原田裕文           | 三田和代 池内万作 長谷川真弓     |                                                                        |
| 6月2日   | 六月のカエル                   | 森脇京子           | 石倉三郎 佐川満男 押谷かおり     | 大阪局制作                                                             |
| 6月9日   | まぼろしの村                   | 高木凛             | 室井滋 藤村志保 大島宇三郎       |                                                                        |
| 6月23日  | 樹の上のキジムナー             | 下島三重子         | 藤木勇人 山西惇 ジェイソン・ロス | 2013年4月13日に再放送                                                  |
| 6月30日  | テレビ塔の下で                 | 伊佐治弥生         | いとうまい子 伊藤友乃 棚橋真典   | 名古屋局制作                                                           |
| 7月7日   | 伝説のデスロード               | 尾﨑香仁           | 荒川良々 山田真歩 山下昭彦       | 佐賀局制作                                                             |
| 8月4日   | 八月六日 上々天氣              | 長野まゆみ         | 前田愛 今井悠貴 水島憲弘         | 広島局制作                                                             |
| 8月11日  | 幸せＤｅａｔｈ(です)           | 原田裕文           | 高橋長英 里村洋 中山卓也         |                                                                        |
| 8月25日  | 繭（まゆ）                     | 丹野久美子         | 本郷奏多 岩田華怜 絵永けい       | 仙台局制作                                                             |
| 9月1日   | ニンに合わない                 | 成田匡希           | 松田悟志 松尾貴史 吉見一豊       | 第40回 創作ラジオドラマ大賞 大賞受賞作                                 |
| 9月8日   | 異国の太鼓                     | 中澤香織           | 長澤奈央 綿引勝彦 松金よね子     | 第40回 創作ラジオドラマ大賞 佳作                                       |
| 9月15日  | エーテル                       | 永津愛子           | 加藤虎ノ介 大塚千弘 森下亮       | 第40回 創作ラジオドラマ大賞 佳作                                       |
| 9月22日  | こんぴら夫婦                   | 石原理恵子         | 市毛良枝 志賀廣太郎 清水章吾     | 松山局制作 2020年6月6日に再放送                                        |
| 9月29日  | 海を渡る日                     | 北阪昌人           | 忍成修吾 浅野温子 馬渕英俚可     | 高松局制作                                                             |
| 10月6日  | 聞こえの彼方                   | 小松與志子         | 上村祐翔 平栗あつみ 若松力       | 2014年5月31日に再放送                                                  |
| 10月13日 | ほんとうの音                   | 仲井美樹           | 久米明 佐々木すみ江 畑中亮介     | 第27回ＮＨＫ名古屋創作ラジオドラマ脚本募集最優秀賞 名古屋局制作        |
| 11月3日  | 石炭とおやじに向き合おうと思う | 清水友陽           | 高田豊 立川佳吾 小山めぐみ       | 釧路局制作                                                             |
| 11月10日 | ため息にグッドバイ             | 塩田千種           | 松金よね子 北村有起哉 加賀まりこ |                                                                        |
| 11月24日 | はじまりの旅                   | 横山玲子           | 上杉祥三 正司照枝 中島ひろ子     | 大阪局制作                                                             |
| 12月1日  | 思い出さずに忘れずに           | 飯野陽子           | 片岡礼子 津嘉山正種 岩崎ひろし   |                                                                        |
| 12月8日  | ふるさとに、待つ               | 織江大輔           | 上條恒彦 上村祐翔 稲村梓         | ＮＨＫ銀の雫文芸賞2012最優秀受賞作                                     |
| 12月15日 | 家の終わりに                   | 井出真理           | 石丸謙二郎 竹下景子 阿知波悟美   |                                                                        |

| 放送日          | 作品名                         | 原作・作       | 主な出演者                       | 備考                                                                |
| --------------- | ------------------------------ | -------------- | -------------------------------- | ------------------------------------------------------------------- |
| 1月12日         | さよなら環状線                 | 嶋田葵         | 森永悠希 相川結 興津正太郎       | 第33回ＢＫラジオドラマ脚本賞最優秀賞作品 大阪局制作                 |
| 1月19日         | 春を待つ雪                     | 伊佐治弥生     | 西原亜希 小島藤子 中尾達也       | 福井局制作                                                          |
| 1月26日         | ＧＩＲＬＳ（ガールズ）         | 樋口ミユ       | 渡辺大 市原悦子 賀来千香子       | 2014年9月13日に再放送                                               |
| 2月2日          | 映画を聴きに行きませんか？     | 櫻井智也       | 高橋一生 川島潤哉 浅茅陽         |                                                                     |
| 2月9日          | 妻の知らない夫のいくつかのこと | 梶本惠美       | 秋吉久美子 赤木春恵 小宮久美子   |                                                                     |
| 2月23日         | イナナギ                       | 三井隆         | 本郷奏多 宅間孝行 大門真紀       | 平成24年度中四国ラジオドラマ脚本コンクール 佳作 広島局制作          |
| 3月2日          | 祈られる者たち                 | 大河内聡       | 須賀健太 武田真依 藤本隆宏       | 宮崎局制作                                                          |
| 3月9日          | 9歳のときに                    | 黒川智子       | 藤本哉汰 真田鰯 稲田かおり       | 第36回ＮＨＫ仙台局ＦＭオーディオドラマ脚本募集 入選作 仙台局制作    |
| 3月16日         | 2233歳                         | 小松與志子     | 星野真里 永井一郎 倉野章子       | 2014年2月15日に再放送                                               |
| 3月23日         | アトカタ                       | たかはしさとみ | 石河美幸 黒田啓之 澤田征士郎     | 名古屋局制作                                                        |
| 3月30日         | ニューワールド                 | 末満健一       | 白石涼子 桑島法子 大塚明夫       | 大阪局制作                                                          |
| 4月20日         | 蘭学遺言状                     | 小林克彰       | 成河 石橋直也 小林勝也           |                                                                     |
| 4月27日         | ある一日                       | いしいしんじ   | 村治学 奥貫薫 上村厚文           | 大阪局制作                                                          |
| 5月11日         | ポテトサラダ                   | 桜井稔         | 清水くるみ 池上楓 岡田一彦       | 第28回ＮＨＫ名古屋創作ラジオドラマ脚本募集 最優秀賞 名古屋局制作    |
| 5月18日         | よろしく「ちゃんぽん係長」     | 永田優子       | 波岡一喜 水橋研二 馬渕英俚可     | 松山局制作                                                          |
| 5月25日         | 嘘とギター                     | 本田誠人       | 小林顕作 東風万智子 濱崎けい子   |                                                                     |
| 6月1日          | 委員会ファイブ                 | オカモト國ヒコ | 辰巳琢郎 麿赤兒 中川浩三         | 大阪局制作                                                          |
| 6月8日          | 消えたカラスを探して           | 西尾成         | 野波麻帆 藤村志保 北川響         | 第41回創作ラジオドラマ大賞 大賞受賞作                               |
| 6月15日         | 水の居る水槽                   | 蓑輪京子       | 田口トモロヲ 高橋理恵子 辰巳智秋 | 第41回創作ラジオドラマ大賞 佳作                                     |
| 6月22日         | いよう！                       | 山田宗樹       | 大和屋ソセキ 松尾スズキ 小島聖   | 名古屋局制作                                                        |
| 6月29日         | 呼吸する家                     | 木皿泉         | 温水洋一 白石加代子 ケーシー高峰 | 宮崎局制作                                                          |
| 7月6日          | 天空の道標                     | 井出真理       | 森迫永依 渋谷はるか 内野謙太     | 文化庁芸術祭参加作品 甲府局制作 2013年11月9日に再放送               |
| 7月13日         | タツ子さんの一日               | 永田裕美       | 伊藤友乃 太賀 田中靖浩           | 平成24年度ＮＨＫ名古屋創作ラジオドラマ脚本募集佳作 名古屋局制作     |
| 7月20日         | 世界から猫が消えたなら         | 川村元気       | 妻夫木聡 貫地谷しほり 國村隼     | 2020年5月30日に再放送                                               |
| 8月3日          | 紅いハンカチ                   | 藤井香織       | 平幹二朗 辻本祐樹 朝倉あき       | 平成24年度中四国ラジオドラマ脚本コンクール入選作品 広島局制作       |
| 8月10日         | 南国土佐を後にして             | 白木朋子       | 柄本佑 田中幸太朗 政岡泰志       | 高知局制作                                                          |
| 9月7日          | 八時五分の男                   | 植田寛         | 前田亜季 石田法嗣 大場泰正       | 第41回創作ラジオドラマ大賞奨励賞                                    |
| 9月14日         | 星と絵葉書                     | 桑原亮子       | 中村靖日 藤本喜久子 小林麻子     | 第41回創作ラジオドラマ大賞奨励賞                                    |
| 9月21日 9月28日 | 東の国よ！                     | 福田善之       | 成河 渡辺美佐子 北村有起哉       | 前・後編 2014年4月5日に再放送（前編） 2014年4月12日に再放送（後編） |
| 10月5日         | 巣穴                           | 蔭岡翔         | 板尾創路 有村架純 飯島順子       | 京都局制作                                                          |
| 10月12日        | イジメの行方                   | 櫻井智也       | マギー 今井朋彦 朝倉あき         | 文化庁芸術祭参加作品                                                |
| 10月19日        | パパ友・センチメンタルの会     | 唯野未歩子     | 戸田昌宏 鈴木卓爾 寺十吾         |                                                                     |
| 11月2日         | マー子さん                     | 柳霧津子       | 原田樹里 三田和代 徳井優         | ＮＨＫ銀の雫文芸賞2013 最優秀受賞作                                 |
| 11月16日        | 命の汽笛                       | 林宏司         | 比嘉愛未 八名信夫 益岡徹         | 松山局制作                                                          |
| 11月30日        | 青春                           | 横山玲子       | 久米明 加藤武 立石涼子           |                                                                     |
| 12月7日         | 幸福な毎日                     | 樋口ミユ       | 松下由樹 渡辺大 徳永えり         |                                                                     |
| 12月13日        | 逆回りのお散歩                 | 三崎亜記       | 松尾れい子 水橋研二 磯部勉       |                                                                     |

| 放送日   | 作品名                         | 原作・作   | 主な出演者                       | 備考 |
| -------- | ------------------------------ | ---------- | -------------------------------- | --- |
| 1月11日  | ハードボイルド・ボギー         | 鈴木絵麻   | 蟹江一平 川添公二 関本聖         | 第34回BKラジオドラマ脚本賞最優秀賞作品 大阪局制作                                                                   |
| 1月18日  | 残穢（ざんえ）                 | 小野不由美 | 南果歩 平岩紙 伊藤友乃           | 名古屋局制作 |
| 1月25日  | 婚礼、葬礼、その他             | 津村記久子 | 貫地谷しほり 山中崇 市原朋彦     | 2015年7月4日に再放送                                                                                                |
| 2月1日   | うるさいサウルス               | 清水友陽   | 高田里穂 加藤虎ノ介 能登英輔     | 札幌局制作 |
| 2月8日   | 井戸に吠える                   | 大河内聡   | 林大樹 今泉舞 大場泰正           | |
| 2月22日  | 遺影俳優                       | 天久聖一   | 少路勇介 平岩紙 オクイシュージ   | 岡山局制作 |
| 3月1日   | 火山灰狂騒曲～天からオタカラ～ | 藤井香織   | 正名僕蔵 青木さやか 萩原純       | 鹿児島局制作 |
| 3月8日   | どこかで家族                   | 木皿泉     | 柿澤勇人 石川禅 金沢映子         | 松山局制作 2014年11月29日に再放送（2014年11月22日に再放送したが、長野県神城断層地震の影響で放送が中断・休止した。） |
| 3月15日  | 金魚の恋、五十五年の夢         | 伊佐治弥生 | 林隆三 能世あんな 蕨野友也       | 放送文化基金賞 奨励賞受賞 名古屋局制作 2014年7月19日に再放送                                                        |
| 3月22日  | 雨傘の音色                     | 鈴木恵     | 鎌苅健太 野波麻帆 徳井優         | 第34回ＢＫラジオドラマ脚本賞佳作 大阪局制作                                                                         |
| 4月19日  | 問わず語り                     | 浅川徳義   | 石丸謙二郎 なぎら健壱 倉野章子   | 平成25年度中四国ラジオドラマ脚本コンクール入選 松山局制作                                                           |
| 4月26日  | もう一度あなたと               | 吉村ゆう   | 平栗あつみ 下総源太朗 福島まり子 | |
| 5月3日   | 夕暮れ迷子                     | 石原理恵子 | 浅野雅博 藤本喜久子 桑原裕子     | 第42回創作ラジオドラマ大賞佳作                                                                                      |
| 5月10日  | 春はこない                     | 山崎彬     | 益山寛司 呉城久美 梅舟惟永       | 大阪局制作 |
| 5月17日  | 母を放つ日                     | 時乃真帆   | マイコ 奥貫薫 湯浅浩史           | 第29回ＮＨＫ名古屋創作ラジオドラマ脚本募集 最優秀賞受賞作 名古屋局制作                                              |
| 5月24日  | 終活ビデオ作ります             | 山本雄史   | 小松彩夏 渡辺哲 石原久江         | 松江局制作 |
| 6月7日   | あいあるあした                 | 山本文緒   | 鈴木一真 平田裕香 外山誠二       | |
| 6月14日  | 真昼の流れ星                   | 東多江子   | 伊藤蘭 うじきつよし 大後寿々花   | 文化庁芸術祭参加作品 名古屋局制作 2014年10月18日に再放送                                                            |
| 6月21日  | 紫のチューリップ               | 鶉野昭彦   | 三倉茉奈 烏丸せつこ 大路恵美     | 大阪局制作 |
| 6月28日  | 防砂林                         | 加藤正人   | 渋谷はるか 金田明夫 日下由美     | 大阪局制作 |
| 7月5日   | 海路                           | 藤岡陽子   | 石村みか 津嘉山正種 渡邉とかげ   | |
| 7月12日  | 四季を知る                     | 芳﨑洋子   | 大竹しのぶ 奈良岡朋子 冷泉公裕   | |
| 7月25日  | あンときの約束                 | 仲井美樹   | 大橋吾郎 花戸祐介 大島宇三郎     | 第42回創作ラジオドラマ大賞 佳作                                                                                     |
| 8月2日   | 誉菊親子乃花道                 | 原田裕文   | 三根梓 宮崎美子 玄海竜二         | 熊本局制作 |
| 8月9日   | 父の代理人                     | 今井雅子   | 今井朋彦 佐藤みゆき 亀田佳明     | 文化庁芸術祭参加作品 2014年11月1日に再放送                                                                          |
| 8月30日  | 星空ロック                     | 那須田淳   | 青木柚 松島海斗 野村昇史         | 2017年9月2日に再放送                                                                                                |
| 9月6日   | ママはがんなの                 | 石原理恵子 | 長谷川真弓 マギー 稲葉菜月       | 松山局制作 |
| 9月20日  | 春子の竹ボウキ                 | 藪本孝一   | 藤田弓子 福井裕子 山口あゆみ     | ＮＨＫ銀の雫文芸賞2014最優秀受賞作                                                                                  |
| 9月27日  | どうぶつのうた                 | 鈴木絵麻   | 荒井萌 紅萬子 下條アトム         | 大阪局制作 |
| 10月4日  | すばらしい日々                 | 櫻井智也   | 大杉漣 甲本雅裕 根岸季衣         | 文化庁芸術祭参加作品                                                                                                |
| 10月11日 | Ｒ（ルート）３６               | 樫田正剛   | 青柳翔 ＭＩＨＯ 納谷真大         | 札幌局制作 |
| 10月25日 | 産後途中下車                   | 池谷雅夫   | 木村多江 山口智充 野間口徹       | 2020年5月4日にラジオ第1で再放送                                                                                     |
| 11月8日  | 同じ空の下                     | 平松正樹   | 葵わかな 柄本時生 山口翼         | 福島局制作 |
| 11月15日 | しぶとい連中                   | 藤沢周平   | 小倉久寛 中村ゆり 大塚周夫       | 名古屋局制作 |
| 12月13日 | ロクデナシの夜                 | 佐藤大     | 須賀健太 渡辺哲 清水くるみ       | 松山局制作 |
| 12月20日 | 天保北越雪譜異聞               | 小林克彰   | 山路和弘 石橋直也 平田広明       | |

| 放送日   | 作品名                             | 原作・作   | 主な出演者                       | 備考                                                                   |
| -------- | ---------------------------------- | ---------- | -------------------------------- | ---------------------------------------------------------------------- |
| 1月10日  | 世の片隅を照らす、ともし火ラーメン | 泊篤志     | 野村将希 萩尾みどり 中川裕可里   | 北九州局制作                                                           |
| 1月24日  | 迷走                               | 長岡弘樹   | 市原隼人 大地康雄 中村靖日       | 山形局制作                                                             |
| 1月31日  | 十五の桜                           | 伊佐治弥生 | 中村嘉葎雄 蜂須賀ゆきね 南部綜汰 | 名古屋局制作                                                           |
| 2月7日   | 故郷のわが家                       | 村田喜代子 | 三田和代 毬谷友子 倉野章子       |                                                                        |
| 2月14日  | もう一度、夫婦で                   | 中澤香織   | あがた森魚 市毛良枝 城戸愛莉     | 宮崎局制作                                                             |
| 2月21日  | 夏のほかげ                         | 潮喜久知   | 宮地真緒 石丸謙二郎 瀬藤洋子     | 平成26年度中四国ラジオドラマ脚本コンクール入選 広島局制作              |
| 2月28日  | かぞくのたまご                     | 藤井香織   | 草野康太 深水三章 占部房子       |                                                                        |
| 3月7日   | パパの絵本                         | 田中攝     | 小林エレキ ＭＩＨＯ 髙橋響       | 旭川局制作                                                             |
| 3月14日  | 約束の船                           | 谷口純一郎 | 小関裕太 古谷一行 宮本浩         | 名古屋局制作                                                           |
| 3月21日  | 夏の午後、湾は光り、               | 桑原亮子   | 青山美郷 内山理名 榎田貴斗       | 第35回BKラジオドラマ脚本賞最優秀賞 大阪局制作                          |
| 3月28日  | レールバイク                       | 福原充則   | 益岡徹 野間口徹 町田マリー       | 千葉局制作                                                             |
| 4月18日  | 踊るあほうがみたものは             | 時乃真帆   | 坂井真紀 平岩紙 たかお鷹         |                                                                        |
| 4月25日  | 風は夢をのせて                     | 西山聡     | 市原悦子 今井朋彦 千葉哲也       |                                                                        |
| 5月2日   | わたしのまなざし                   | 野間菜美子 | 市川実日子 柏原収史 綾戸智恵     | 第35回BKラジオドラマ脚本賞 佳作 大阪局制作                             |
| 5月9日   | 赤い傘                             | 高井浩子   | 渡辺梓 三田和代 大崎由利子       | 文化庁芸術祭参加作品 2015年10月3日に再放送                             |
| 5月16日  | 私の翼                             | 豊田愛     | 竹内琴音 加藤創太 安藤玉恵       | 第30回ＮＨＫ名古屋創作ラジオドラマ脚本募集 最優秀賞受賞作 名古屋局制作 |
| 5月23日  | ミュージックセラピスト             | 佐藤由美子 | 藤本喜久子 草村礼子 岡本富士太   | 文化庁芸術祭参加作品 2015年10月17日に再放送                            |
| 5月30日  | 沈黙とオルゴール                   | 桑原亮子   | 上白石萌歌 佐久間レイ 池内万作   |                                                                        |
| 6月6日   | お乳の神様                         | 岩﨑敬子   | 正司照枝 三倉茉奈 城土井大智     | 大阪局制作                                                             |
| 6月13日  | シュガー・ソネット                 | 山田文恵   | 葵わかな 下田翔大 中原果南       | 第43回創作ラジオドラマ大賞 佳作                                        |
| 6月20日  | みごもる。                         | 奥山雄太   | 大後寿々花 松本明子 葉山奨之     | 高松局制作                                                             |
| 6月27日  | 春来る鬼                           | 近藤ようこ | 森川葵 山田真歩 大和屋ソセキ     | 名古屋局制作                                                           |
| 7月11日  | 弾け！はじけろ！そろばん甲子園     | 東多江子   | 朝倉あき 奈緒 瀬上祐輝           | 福岡局制作                                                             |
| 7月18日  | かえりみち                         | 井出真理   | 岩本多代 福本伸一 山像かおり     |                                                                        |
| 7月25日  | 命のバトン                         | あべ美佳   | 大塚千弘 清水綋治 池田道枝       | 大阪局制作                                                             |
| 8月1日   | 静かな生活                         | 今井雅子   | 植村宏司 千田美智子 松金よね子   | 文化庁芸術祭参加作品 2015年10月31日に再放送                            |
| 8月29日  | ビオレタ                           | 寺地はるな | 上田桃子 宮本裕子 山中聡         |                                                                        |
| 9月19日  | 素敵な十六歳                       | 小林克彰   | 千葉哲也 小野武彦 莉奈           |                                                                        |
| 9月26日  | 大都会に大漁旗を                   | 松本哲也   | 瓜生和成 ベンガル 増子倭文江     | 千葉局制作                                                             |
| 10月10日 | ちょっといいですか？               | 工藤千夏   | 市原悦子 角野卓造 林次樹         |                                                                        |
| 10月24日 | 夜市                               | 恒川光太郎 | 梅舟惟永 中川晃教 重松収         |                                                                        |
| 11月7日  | あなた                             | 鴫原慎一   | 銀粉蝶 夏川加奈子 岡本富士太     | ＮＨＫ銀の雫文芸賞2015最優秀受賞作                                     |
| 11月14日 | ほかならぬ人へ                     | 白石一文   | 小柳友 江口のりこ 小林涼子       | 名古屋局制作                                                           |
| 11月28日 | 探しもの                           | 丸山智     | 片岡礼子 倍賞美津子 藤木孝       |                                                                        |
| 12月5日  | 引き出したのなら 仕舞っておいて    | 仲井陽     | 前田旺志郎 犬山イヌコ 村杉蝉之介 | 松山局制作                                                             |
| 12月12日 | 宇宙の下、みかんの島で             | 藤沢秋     | 松田悟志 野呂佳代 志賀圭二郎     | 松山局制作                                                             |
| 12月19日 | もと天使松永                       | 樋口ミユ   | 市原悦子 成河 清水葉月           | 2017年12月23日に再放送                                                 |

| 放送日   | 作品名                                 | 原作・作       | 主な出演者                     | 備考                                                                  |
| -------- | -------------------------------------- | -------------- | ------------------------------ | --------------------------------------------------------------------- |
| 1月9日   | ふたりの娘                             | 新井まさみ     | 吉岡里帆 山田由梨 国広富之     | 平成28年度文化庁芸術祭優秀賞受賞作品 大阪局制作 2017年6月24日に再放送 |
| 1月23日  | 代役ラブストーリー                     | 松永光浩       | ともさと衣 大内厚雄 岩橋道子   |                                                                       |
| 1月30日  | あいちゃんは幻                         | 瀬戸山美咲     | 安藤サクラ 成海璃子 野間口徹   | 名古屋局制作 2016年10月1日に再放送                                    |
| 2月6日   | ＳＭＩＬＥ！                           | 池谷雅夫       | キムラ緑子 芦名星 鶴見辰吾     |                                                                       |
| 2月13日  | ふたりぼっち                           | 塩田千種       | 石橋徹郎 江守徹 藤貴子         | 2016年10月22日に再放送                                                |
| 2月20日  | お岩木さまの子供たち                   | 井出真理       | 石田ひかり 横山幸汰 高橋長英   |                                                                       |
| 2月20日  | 海の先生 山の先生                      | 松本勉         | 塚本奈緒美 柴野嵩大 田渕蓮華   | 札幌局制作                                                            |
| 3月5日   | 臨月                                   | 西村有加       | 萩原聖人 映美くらら 佃典彦     | 名古屋局制作                                                          |
| 3月12日  | おきらく極楽                           | 大河内聡       | 井之脇海 高月彩良 本田博太郎   | 松江局制作                                                            |
| 3月19日  | ブラザー・ラプソディ                   | 鈴木絵麻       | 田口トモロヲ 小林正寛 谷川清美 | 2024年4月27日に再放送                                                 |
| 3月25日  | 簿記の先生がうるさい                   | こたつめがね   | 宮﨑香蓮 原田龍二 酒井高陽     | 第36回ＢＫラジオドラマ脚本賞佳作 大阪局制作                           |
| 4月2日   | 不思議の城のかの子                     | 小鶴乃哩子     | 須藤風花 日野陽仁 亀谷さやか   |                                                                       |
| 4月9日   | ティティヴィルスの見えない蜂           | 桑原亮子       | 秋月成美 中村靖日 髙橋洋       |                                                                       |
| 4月16日  | 声の訪問者                             | 櫻井智也       | 甲本雅裕 高橋理恵子 岡本富士太 |                                                                       |
| 4月23日  | 風は夢をのせて                         | 平松正樹       | 森カンナ 山崎紘菜 矢山治       | 佐賀局制作 午後10時5分～午後10時55分に放送                            |
| 5月7日   | 尋ね人                                 | 谷村志穂       | 芦名星 市毛良枝 鉢嶺杏奈       |                                                                       |
| 5月14日  | 桜を伐る                               | 松本光雄       | 佐野史郎 木内みどり 山田昌     | 第31回NHK名古屋創作ラジオドラマ脚本募集 最優秀賞受賞作 名古屋局制作   |
| 5月21日  | レイン                                 | 岩﨑敬子       | 北村沙羅 大八木凱斗 雪代敬子   | 大阪局制作                                                            |
| 5月28日  | 佐恵子の話                             | 湯川立子       | 相田翔子 山西惇 山口晃史       | 日本放送作家協会主催 第４４回創作ラジオドラマ大賞作品                 |
| 6月4日   | ミラーボール                           | 中澤香織       | 谷村美月 吉谷彩子 栁澤美由紀   | 大阪局制作                                                            |
| 6月11日  | 命売ります                             | 三島由紀夫     | 中島歩 山田真歩 赤澤ムック     | 名古屋局制作                                                          |
| 6月25日  | 船出のキック                           | 藤沢遊         | 平田裕一郎 荒川ちか 若林豪     | 長崎局制作                                                            |
| 7月9日   | I want to be. ケンジノウタ             | 樋口ミユ       | 水石亜飛夢 上村祐翔 石橋徹郎   | 宮沢賢治生誕120年企画                                                 |
| 7月16日  | 星降る教室                             | 吉田小夏       | 渋谷はるか 毬谷友子 佐藤誓     | 宮沢賢治生誕120年企画 2016年11月19日に再放送                          |
| 7月23日  | ホワイトダスト                         | 長田育恵       | 亀田佳明 林田麻里 井上裕朗     | 宮沢賢治生誕120年企画                                                 |
| 7月30日  | ケンタウルと天使の矢                   | 矢内文章       | 安西慎太郎 石川由依 千葉哲也   | 宮沢賢治生誕120年企画                                                 |
| 8月6日   | ともに帰らん                           | 熊野以素       | 西尾まり 綱島郷太郎 佐川満男   | 大阪局制作 2016年10月10日、2025年8月9日に再放送                       |
| 8月27日  | タッグ                                 | 東憲司         | 近藤正臣 矢野聖人 草笛光子     |                                                                       |
| 9月3日   | 琴子の浜                               | 山本雄史       | 水崎綾女 松澤一之 山像かおり   | 松江局制作                                                            |
| 9月10日  | 誰が為にラジオは流る                   | 川尻恵太       | 平田裕香 寺崎裕香 江田由紀浩   | 札幌局制作                                                            |
| 9月17日  | ほかの誰でもないアヤコ                 | 鈴江俊郎       | イモトアヤコ 和田正人 西澤梨花 | 平成28年度文化庁芸術祭優秀賞受賞 名古屋局制作 2017年3月18日に再放送   |
| 9月24日  | 還れ、大山へ                           | よしおよしたか | 三宅弘城 松本若菜 小林勝也     | 松山局制作                                                            |
| 10月8日  | 遥かなり、ニュータウン                 | 伊佐治弥生     | 奥田瑛二 加藤虎ノ介 湯浅浩史   | 文化庁芸術祭参加作品 名古屋局制作                                     |
| 10月15日 | ブルームーンの向こう側                 | 丸山智         | 原田樹里 林貴子 森めぐみ       |                                                                       |
| 10月29日 | ファイティング４０、ママはチャンピオン | 鈴木一功       | 佐藤Ｂ作 朴璐美 山崎智史       |                                                                       |
| 11月12日 | 散歩道                                 | 松嶋チエ       | 村井國夫 池内万作 茅島成美     | ＮＨＫ銀の雫文芸賞2016 最優秀作品                                     |
| 11月26日 | トライ                                 | 松本哲也       | 濱田龍臣 鶴見辰吾 小林さやか   | 宇都宮局制作                                                          |
| 12月3日  | また逢う日のうた                       | 東多江子       | 朝倉あき 松田洋治 髙橋洋       |                                                                       |
| 12月17日 | 真っ赤な夜の出来事                     | 田中攝         | 清水くるみ 赤井英和 二宮弘子   | 高知局制作                                                            |

| 放送日          | 作品名                                       | 原作・作             | 主な出演者                       | 備考 |
| --------------- | -------------------------------------------- | -------------------- | -------------------------------- | --- |
| 1月7日          | 鮨屋の二つ目                                 | 北阪昌人             | 吹越満 松永玲子 里久鳴祐果       | 2020年6月13日に再放送 |
| 1月14日         | 冬の曳航                                     | 桑原亮子             | 山路和弘 小林勝也 本城雄太郎     | 2017年10月28日（九州沖縄ブロックでは、別番組を放送）、2018年5月5日、2024年12月29日に再放送 平成29年度文化庁芸術祭優秀賞受賞 |
| 1月21日         | 猫はどこへ行った                             | 飯野陽子             | 小宮久美子 高橋理恵子 清水明彦   | |
| 1月28日         | きみを待つピアノ                             | 今井雅子             | 水崎綾女 蕨野友也 渡邉このみ     | |
| 2月4日          | 父が還る日                                   | 谷口雅美             | 杉森大祐 川添公二 紅壱子         | |
| 2月18日         | 春までの旅                                   | 井出真理             | 橋本淳 草村礼子 渡辺哲           | 津局制作 |
| 2月25日         | エディの空                                   | 北阪昌人             | 橋本じゅん 中村ゆりか 永瀬匡     | 山口局制作 |
| 3月4日          | 唄娘                                         | 森脇京子             | 小芝風花 岡野真也 荘加真美       | 岐阜局制作 |
| 3月11日         | 白き鳥、赤き花                               | 山谷典子             | 鬼頭典子 春名風花 毬谷友子       | |
| 3月25日         | レ・コードがくれた奇跡                       | 江田由紀浩           | 浅野和之 納谷真大 松下芽萌里     | 札幌局制作 |
| 4月1日          | あなたに似た街                               | 藤井青銅             | 北村有起哉 花總まり 平泉成       | |
| 4月8日          | 息子の初恋                                   | 藤井香織             | 小市慢太郎 玉川砂記子 辻本祐樹   | 松山局制作 |
| 4月15日         | 雨のリズム                                   | 山田麗華             | 玉山詩 山本麻貴 木内義一         | 第37回ＢＫラジオドラマ脚本賞最優秀賞作品 大阪局制作                                                                         |
| 4月22日         | みちのり                                     | 東憲司               | 石橋徹郎 小松政夫 朴璐美         | |
| 5月6日          | ロボット・イン・ザ・ガーデン                 | デボラ・インストール | 加藤虎ノ介 日比愛子 加藤忍       | 放送時間を60分に延長 |
| 5月13日         | 断崖のふたり                                 | 柳光博               | 田口トモロヲ 佐藤二朗 川辺久造   | 第32回NHK名古屋創作ラジオドラマ脚本募集 最優秀賞受賞作 名古屋局制作                                                         |
| 5月20日         | 暗闇の訪問者                                 | 飯野陽子             | 大後寿々花 加藤清史郎 高橋由美子 | 第45回 創作ラジオドラマ大賞 受賞作品                                                                                        |
| 5月27日         | 蛍の光、窓に雨                               | 藤沢秋               | 中村靖日 大路恵美 橋田雄一郎     | 大阪局制作 2017年11月4日、2024年1月27日に再放送                                                                             |
| 6月3日          | 100円の新世界                                | 土橋淳志             | 瀬戸康史 谷村美月 片桐はいり     | 名古屋局制作 |
| 6月10日         | 戸村飯店 青春100連発                         | 瀬尾まいこ           | 木村風太 黒木淕斗 崎本詩織       | 大阪局制作 |
| 6月17日         | Old young man 僕らはロンリーストリートを歩く | 樋口ミユ             | 磯部勉 酒井敏也 長村航希         | |
| 7月1日          | 私は”サバイバー”                             | 青木江梨花           | 黒川芽以 弓削智久 今野浩喜楽     | 松山局制作 |
| 7月8日          | 春を待つ音                                   | 葉月けめこ           | 横田美紀 川原和久 たかお鷹       | 第45回創作ラジオドラマ大賞佳作受賞                                                                                          |
| 7月15日         | 踊らされながら                               | 中屋敷法仁           | 山田裕貴 優希美青 山口まゆ       | 2017年11月24日に再放送（近畿ブロック、三重、神奈川、埼玉では、別番組を放送）                                                |
| 7月22日 7月29日 | 異人たちとの夏                               | 山田太一             | 国広富之 鶴田真由 松田洋治       | 前・後編 2019年7月27日に再放送（前編） 2019年8月3日に再放送（後編）                                                         |
| 8月5日          | トコマとよっちゃん                           | 新井まさみ           | 本郷颯 横山こころ 押谷かおり     | 平成29年度文化庁芸術祭参加 大阪局制作 2017年11月18日に再放送                                                                |
| 8月26日         | よい宵の祭り                                 | 伊佐治弥生           | 内田藍子 伊藤友乃 市毛良枝       | 名古屋局制作 |
| 9月9日          | 埋める女                                     | 丸山智               | 中嶋朋子 千葉哲也 羽場裕一       | |
| 9月16日         | 青い羽ねむる                                 | 吉野万理子           | 上村祐翔 中村メイコ 工藤綾乃     | 2020年5月4日にラジオ第1で再放送                                                                                             |
| 9月23日         | 秋桜の種                                     | 高井浩子             | 松本紀保 朴璐美 唐沢潤           | 2025年9月6日に再放送 |
| 9月30日         | さくら、ねこ、でんしゃ                       | のらいしれんふう     | 大林隆介 末次美沙緒 はざまみゆき | |
| 10月7日         | さよならサリバン先生                         | 東多江子             | 伊藤蘭 國村隼 山田まりや         | 名古屋局制作 |
| 10月21日        | 眠れない女                                   | 梶本恵美             | 遠藤久美子 冨樫真 徳井優         | |
| 11月11日        | 百八つの人助け                               | 鈴木絵麻             | 石田法嗣 安藤玉恵 高瀬哲朗       | |
| 11月25日        | 「男と女」と男と女                           | 伴一彦               | 益岡徹 若村麻由美 奥田一平       | |
| 12月2日         | 声命線                                       | 桑原亮子             | 梅舟惟永 甲本雅裕 柴木丈瑠       | |
| 12月9日         | 空振りホームラン                             | あべ美佳             | 前田旺志郎 勝村政信 壇蜜         | 山形局制作 |

| 放送日          | 作品名                         | 原作・作             | 主な出演者                           | 備考 |
| --------------- | ------------------------------ | -------------------- | ------------------------------------ | --- |
| 1月13日         | ばっちゃんの親子丼             | 北阪昌人             | 森川航 岩本多代 杉本湖凜             | 広島局制作 |
| 1月20日         | 飛べ！昆布ステップジャンプ     | 藤井香織             | 山崎智史 納谷真大 阿知波悟美         | |
| 1月27日         | 通い猫アルフィーの奇跡         | レイチェル・ウェルズ | 菅沼久義 片岡礼子 瓜生和成           | |
| 2月10日         | 家族のコツ                     | 黒瀬ゆか             | 玄理 佐野史郎 押谷かおり             | 大阪局制作 第38回BKラジオドラマ脚本賞最優秀賞                                                                                  |
| 2月17日 2月24日 | 満天のゴール                   | 藤岡陽子             | 内山理名 忍成修吾 藤原寛輔           | 前・後編 2019年3月9日に再放送（前編） 2019年3月16日に再放送（後編）                                                            |
| 3月3日          | 風のち、りんご晴れ             | 平松正樹             | 深川麻衣 井之脇海 渡部ギュウ         | 青森局制作 |
| 3月10日         | 不惑検定                       | 豊田愛               | 矢柴俊博 麿赤兒 青木純子             | 名古屋局制作 |
| 3月17日         | 嘘の秘密                       | 奥田広宣             | 飯豊まりえ 國村隼 西村頼子           | 大阪局制作 |
| 3月24日         | わたくし、今、恋をしております | 横山玲子             | 池上季実子 風間俊介 寺田路恵         | |
| 3月31日         | 70歳の受験生                   | さわだみきお         | 平泉成 中野英樹 佐藤直子             | |
| 4月7日          | 丘の上の幸福                   | 瀬戸山美咲           | 松金よね子 斉藤とも子 酒向芳         | |
| 4月14日         | 100億分の1のオトン             | 松永光浩             | 吉川莉早 阿南健治 山像かおり         | 2024年11月16日に再放送 |
| 4月21日         | みどりのうた                   | 北阪昌人             | 寺崎裕香 中原丈雄 一希しのぶ         | 福岡局制作 |
| 4月28日         | サイドシート・ララバイ         | 新井まさみ           | 猫背椿 朝倉あき 楠見薫               | 大阪局制作 |
| 5月12日         | 踏切の向こう側                 | 坂下泰義             | 岡山天音 久保田紗友 大内田悠平       | 名古屋局制作 第33回NHK名古屋創作ラジオドラマ脚本募集最優秀賞 文化庁芸術祭参加作品 2018年10月13日に再放送                       |
| 5月19日         | 海を駆ける                     | 藤井青銅             | 吉本実憂 紅甘 岸本華和               | 山口局制作 |
| 5月26日         | 友はいずこに                   | 竹山洋               | 三田佳子                             | |
| 6月2日          | 灰色のカンバス                 | 出川真               | 松田悟志 新納だい 野村昇史           | 第46回創作ラジオドラマ大賞受賞 ＡＢＵ賞ラジオドラマ番組部門最優秀賞 文化庁芸術祭参加作品 2018年10月20日 、2020年2月1日に再放送 |
| 6月9日          | 母ちゃんと王様                 | 門前日和             | 足立英 熊谷真実 角島美緒             | 第46回創作ラジオドラマ大賞佳作                                                                                                 |
| 6月16日         | ボブガール、チャリボーイ       | 棚橋ますみ           | 莉奈 相葉裕樹 榊菜津美               | 第46回創作ラジオドラマ大賞佳作                                                                                                 |
| 6月23日         | AIは故障中                     | 桑原亮子             | 高城れに 柄本佑 北見敏之             | 文化庁芸術祭参加作品 2018年11月17日に再放送                                                                                    |
| 6月30日         | ステップファミリー・ビギナーズ | 藤沢秋               | 片岡礼子 寿大聡 秋枝一愛             | |
| 7月7日          | 揺れる、ひまわり               | 北阪昌人             | 忍成修吾 本田博太郎 千葉冴太         | 仙台局制作 |
| 7月14日         | すぎのまち                     | 吉田海輝             | 川口覚 ハマカワフミエ 石田圭祐       | |
| 7月21日         | しあわせなとしょかん           | 伊佐治弥生           | 七瀬公 苅谷俊介 伊藤友乃             | 名古屋局制作 |
| 7月28日         | 大工                           | 柴幸男               | 鈴木杏 吹越満 富田靖子(語り）        | |
| 8月4日          | ソラノムスメ                   | 江口美喜男           | 大八木凱斗 久野麻子 橋田雄一郎       | 文化庁芸術祭参加作品 2018年11月12日に再放送                                                                                    |
| 8月25日         | 風波                           | 加藤正人             | 関根航 渡辺徹 細貝光司               | |
| 9月1日          | おかえり                       | 大河内聡             | 中村靖日 小松彩夏 佐々木李子         | 盛岡局制作 |
| 9月8日          | 僕の光                         | 佐藤ひろみ           | 和田正人 遠藤史人 佐津川愛美         | 福井局制作 |
| 9月15日         | 高倉酒店で会いましょう         | 葉月けめこ           | 横内正 多田野曜平 萩尾みどり         | |
| 9月22日         | いざ行かむ 短歌甲子園へ        | 東多江子             | 高月彩良 宮沢氷魚 四宮吏桜           | 宮崎局制作 |
| 9月29日         | ステップを聴かせて             | 虎本剛               | 林遣都 小芝風花 みやなおこ           | 2019年12月7日に再放送 |
| 10月6日         | 樹の記憶 石の声                | 原田裕文             | 浅野雅博 松本紀保 成清正紀           | |
| 10月27日        | 最後の一人になるために         | 浅川徳義             | 小野武彦 梅沢昌代 陰山泰             | 第31回NHK銀の雫文芸賞最優秀作品                                                                                                |
| 11月10日        | 一時帰宅                       | 新井まさみ           | 二宮輝生 三浦誠己 三倉茉奈           | 名古屋局制作 |
| 11月24日        | 木更津花街草子                 | 加藤結子             | 吉木りさ 吉野由志子 家中宏           | 千葉局制作 |
| 12月8日         | 罵詈雑言忠臣蔵                 | 池谷雅夫             | 江波杏子 尾美としのり 岡本富士太     | 2019年10月5日に再放送 |
| 12月22日        | 響け、100年目の第九            | あべ美佳             | 瀧本美織 マルクス・ミューラ 泉澤祐希 | 徳島局制作 |

| 放送日   | 作品名                             | 原作・作     | 主な出演者                            | 備考                                                               |
| -------- | ---------------------------------- | ------------ | ------------------------------------- | ------------------------------------------------------------------ |
| 1月5日   | 光点                               | 山岡ミヤ     | 石井杏奈 堀井新太 森口瑤子            |                                                                    |
| 1月12日  | 佐渡は居よいか住みよいか           | 今井雅子     | 山田愛奈 大渕野々花 鈴木壮麻 石井麗子 | 新潟局制作                                                         |
| 1月19日  | 幻タクシー                         | 山本雅嗣     | 加藤虎ノ介 羽野晶紀 蟷螂襲            | 大阪局制作 第39回BKラジオドラマ脚本賞最優秀賞                      |
| 1月26日  | 上越新幹線にて                     | 塩田千種     | 福本莉子 鶴田真由 高橋克実            |                                                                    |
| 2月2日   | エンディング・カット               | 新井まさみ   | 芦田愛菜 佐藤隆太 広末涼子            | 文化庁芸術祭大賞受賞 津局制作 2019年11月23日、2020年4月4日に再放送 |
| 2月9日   | 夜明けの舞                         | 原田裕文     | 小柳友 徳永えり 矢山治                | 宮崎局制作                                                         |
| 2月16日  | ボクの、いじわるでえらそうなヒール | 菊地百恵     | 髙橋來 大倉孝二 天野浩成              | 松山局制作 平成29年度中四国ラジオドラマ脚本コンクール入選作品      |
| 2月23日  | 風よとどけよ                       | 瀬戸山美咲   | 泉澤祐希 篠田三郎 山崎直樹            | 秋田局制作                                                         |
| 3月4日   | 日本のヤバい女の子                 | はらだ有彩   | 山田由梨 内田慈 奥田洋平              | 大阪局制作                                                         |
| 3月23日  | 真琴もののけ録                     | 中澤香織     | 蒔田彩珠 三宅弘城 奥野てっぺい        | 広島局制作                                                         |
| 3月30日  | レペゼン・リーシリー！             | さわだみきお | 小林エレキ 谷﨑尚之 納谷真大          | 札幌局制作                                                         |
| 4月6日   | やわはだ                           | 黒瀬ゆか     | 宮田圭子 和泉敬子 山内花恋            | 大阪局制作                                                         |
| 4月13日  | 砂浜クラブ                         | 國吉咲貴     | 井頭愛海 百瀬朔 財木琢磨              | 2025年7月5日に再放送                                               |
| 4月30日  | ノスタルジック葉山                 | 鈴木絵麻     | 前田一世 斉藤暁 団時朗                |                                                                    |
| 5月11日  | ロックなミシンで起こして           | 渡辺由佳     | 屋島咲希 末成由美 五十嵐サキ          | 大阪局制作 第39回BKラジオドラマ脚本賞佳作                          |
| 5月18日  | 帰り来るもの                       | 荒川文木     | 萩原聖人 池津祥子 棚橋真典            | 第34回NHK名古屋創作ラジオドラマ脚本募集最優秀賞                    |
| 5月25日  | ごらん、花々の彩りを               | 美野洋平     | 落合モトキ 蔵下穂波 永嶋柊吾          | 第47回創作ラジオドラマ大賞佳作受賞                                 |
| 6月1日   | ゆらぎ                             | 丸山智       | 高橋理恵子 石橋徹郎 佐伯大地          |                                                                    |
| 6月8日   | ＃鍵アカの中のサチコ               | 高羽彩       | 平祐奈 竹下健人 土佐和成              | 大阪局制作                                                         |
| 6月15日  | ドライビング・レコード             | 柳光博       | 坂元健児 中川晃教 富沢亜古            | 名古屋局制作                                                       |
| 6月22日  | カウント２．９！                   | 虎本剛       | 北乃きい 棚橋弘至 鈴木勝大            | 2020年5月4日（ラジオ第1で放送）に再放送                            |
| 6月29日  | 悲しいくらいの幸運を               | 藤井香織     | 朝倉あき 忍成修吾 平田裕香            |                                                                    |
| 7月6日   | 老婆の休日                         | 伴一彦       | 浅野ゆう子 渡辺美佐子 谷村美月        | 2020年5月4日（ラジオ第1で放送）、2024年1月6日に再放送              |
| 7月13日  | うつ病九段                         | 先崎学       | 津田寛治 鈴木杏樹 朝倉伸二            | 文化庁芸術祭参加作品 2019年10月19日に再放送                        |
| 7月20日  | やまももの詩                       | 葉月けめこ   | 奥山佳恵 緒方賢一 中村紅葉            | 福岡局制作                                                         |
| 8月17日  | もぐらたちのブルース               | 山田百次     | マギー 原康義 武谷公雄                |                                                                    |
| 8月24日  | 新宿の猫                           | ドリアン助川 | 村上弘明 町田啓太 瀧本美織            |                                                                    |
| 9月7日   | 荒地のひと                         | 藤沢秋       | 岡山天音 小林勝也 阿知波悟美          |                                                                    |
| 9月14日  | 幽霊シッター                       | 渡辺由佳     | 新山千春 原田佳奈 立石ケン            | 第47回創作ラジオドラマ大賞佳作受賞                                 |
| 9月21日  | 瀬戸内マトリョーシカ               | 菊地百恵     | 早霧せいな 阿部丈二 霧矢大夢          |                                                                    |
| 9月28日  | 太秦ムービースター                 | 滝本祥生     | 柳生みゆ 塩見三省 柳沢三千代          |                                                                    |
| 10月26日 | アンちゃんといっしょ、未来の家族   | 東多江子     | 河井青葉 奥田達士 行平あい佳          | 名古屋局制作                                                       |
| 11月9日  | フーちゃんのこと                   | マキノノゾミ | 村井國夫 笹野高史 那須凛              | 2021年9月18日に再放送                                              |
| 11月16日 | 砂の声                             | 丸山智       | 田畑智子 高橋克実 白鳥玉季            | 鳥取局制作                                                         |
| 11月30日 | コンビニ人間                       | 村田沙耶香   | 栗山千明 鈴木浩介 岩井堂聖子          |                                                                    |
| 12月14日 | おじいのヒジのヒジホタル           | 桝形浩人     | 阿部純子 秋野太作 永嶋柊吾            | 松山局制作                                                         |
| 12月21日 | 幕末の絵師 田崎草雲                | 小林克彰     | 小市慢太郎 雛形あきこ 久松信美        | 宇都宮局制作                                                       |

### 2020年代
| 放送日    | 作品名                                | 原作・作                 | 主な出演者                                                       | 備考 |
| --------- | ------------------------------------- | ------------------------ | ---------------------------------------------------------------- | --- |
| 1月11日   | 極楽プリズン                          | 木下半太                 | 森崎ウィン ファーストサマーウイカ                                | 文化庁芸術祭参加作品 大阪局制作 2020年11月14日に再放送                                                                       |
| 1月18日   | 告白の対価                            | 黒沢久子                 | 徳永えり 堺小春 井端珠里                                         | 静岡局制作 |
| 1月25日   | まなざし                              | 内藤裕子                 | 桜井日奈子 日下由美 浅野雅博                                     | |
| 2月8日    | たきれん！                            | 大迫旭洋                 | 醍醐虎汰朗 田中なずな 前野朋哉                                   | 大分局制作 |
| 2月15日   | 師匠と私と飴色のレシピ                | 菊地百恵                 | 美山加恋 藤岡正明 大空ゆうひ                                     | |
| 2月22日   | ミニマル・ウーマン                    | さわだみきお             | 遠藤久美子 忍成修吾 萩尾みどり                                   | |
| 2月29日   | こちら青い痛み、応答願います          | 樋口ミユ                 | 斉藤結女 石橋徹郎 内田健介                                       | |
| 3月7日    | 桜、降るとき                          | 北阪昌人                 | 岡山天音 小泉まき 福田恵                                         | 岡山局制作 |
| 3月14日   | 狸小路カプリッチョ                    | 弦巻啓太                 | 山科連太郎 Furui Riho 井上嵩之                                   | 札幌局制作 |
| 3月21日   | 家鳴り                                | 三谷武史                 | 甲本雅裕 戸田菜穂 小久保寿人                                     | 大阪局制作 |
| 3月28日   | ビギンズナイト 俺たちのカウント2.99！ | 虎本剛                   | 棚橋弘至 映美くらら 菅生隆之                                     | |
| 4月11日   | ものがたる機械                        | 桑原亮子                 | 国広富之 藤本喜久子 大島宇三郎                                   | 津局制作 |
| 4月18日   | 田羅間さん、どこ行った？              | 北阪昌人                 | 小野莉奈 長塚圭史 馬渕英里何                                     | 高松局制作 |
| 4月25日   | ノストラダムスと冷静な航海士たち      | ナカガワマサヒロ（A.S.） | 蟷螂襲 渡猛 多々納斉                                             | 大津局制作 |
| 5月9日    | 良い子、母になる                      | 東多江子                 | 芋生悠 富田靖子 水橋研二                                         | |
| 6月20日   | 巣ごもりな人々「ここから見える車」    | 大池容子                 | 岸井ゆきの 玉置玲央 片山萌美 倉花奈 奥田洋平 根本江理 キンタカオ | |
| 6月20日   | 巣ごもりな人々「ベランダの女」        | 山田百次                 | 岸井ゆきの 玉置玲央 片山萌美 倉花奈 奥田洋平 根本江理 キンタカオ | |
| 6月27日   | とどけ、風の如く                      | 田窪泉                   | 上口耕平 辻本祐樹 川口竜也                                       | 第48回創作ラジオドラマ大賞受賞                                                                                               |
| 7月4日    | ひかりの子たち                        | 水上春                   | 佐藤大志 豊嶋花 前原瑞樹                                         | 第48回創作ラジオドラマ大賞佳作                                                                                               |
| 7月11日   | ほぞ                                  | 水城孝敬                 | 和田正人 伊藤歩 大鷹明良                                         | 文化庁芸術祭優秀賞受賞作 第48回創作ラジオドラマ大賞佳作 大雨に伴う災害通報の割込みあり 2020年11月21日、2021年6月26日に再放送 |
| 7月18日   | 未来日記の行方                        | 吉村ゆう                 | 溝端淳平 すみれ 瀧内公美                                         | |
| 7月25日   | かささぎ橋で会いましょう              | 中神謙一                 | 内場勝則 宮田圭子 川崎亜沙美                                     | 文化庁芸術祭参加作品 大阪局制作 2020年11月3日（ラジオ第1で放送）に再放送                                                     |
| 8月1日    | 幻想列車                              | 土屋祥子                 | 泉澤祐希 山西惇 大塚千弘                                         | 名古屋局制作 第35回NHK名古屋創作ラジオドラマ脚本募集最優秀賞                                                                 |
| 8月29日   | 仮想郵便局                            | 詩森ろば                 | 上白石萌音 北村有起哉 富田靖子                                   | 鹿児島局制作 |
| 9月5日    | 勝縄                                  | 田丸雅智                 | 中村静香 櫻井孝宏 渡辺徹                                         | 山口局制作 |
| 9月12日８ | ユーフォリア～わたしの幸福論          | 桑原亮子                 | 朝倉あき 淵上泰史 水崎綾女                                       | 名古屋局制作 |
| 9月19日   | オールに願いを                        | 荒井修子                 | 黒島結菜 波岡一喜 坪内陽子                                       | 長崎局制作 |
| 9月26日   | 歌え、この街の空に                    | 藤井香織                 | 井之脇海 芋生悠 宇梶剛士                                         | 広島局制作 |
| 10月3日   | １０トンドライバーのトパーズ          | 今城文恵                 | ソニン 野間口徹 倉野章子                                         | |
| 10月10日  | バスタイム                            | 中澤香織                 | 三田みらの 守殿愛生 マエダユミ                                   | 大阪局制作 |
| 10月17日  | 船を待つ                              | 三國月々子               | 橋爪功 渡辺いっけい 高橋理恵子                                   | 2024年12月29日に再放送 令和2年度文化庁芸術祭参加                                                                             |
| 10月24日  | 風のあと咲き                          | 大河内聡                 | 山崎紘菜 清水明彦 高橋紀恵                                       | 千葉局制作 |
| 10月31日  | 山中センチメンタル・ジャーニー        | 新井まさみ               | 山下リオ 渡辺いっけい 平岩紙                                     | 金沢局制作 |
| 11月7日   | 私は、スーパーキューピッド            | 菊地百恵                 | 桜庭ななみ 犬飼貴丈 中原丈雄                                     | 松山局制作 |
| 11月28日  | 恋するシェイクスピア                  | 伴一彦                   | 西尾まり 奥田一平 新上貴美                                       | 2021年12月18日に再放送 |
| 12月5日   | プリズン・コーラス                    | 井出真理                 | 島崎遥香 古川登志夫 宝意紗友莉                                   | 宇都宮局制作 |
| 12月12日  | 指の記憶                              | 小松與志子               | 尾身美詞 石原由宇 塩田朋子                                       | |
| 12月19日  | ガラクタな人々                        | 名嘉友美                 | 三村和敬 内田慈 湯川ひな                                         | |

| 放送日          | 作品名                         | 原作・作       | 主な出演者                       | 備考 |
| --------------- | ------------------------------ | -------------- | -------------------------------- | --- |
| 1月9日          | これは、私の落とし噺           | 本田誠人       | 白石聖 山田キヌヲ マギー         | 文化庁芸術祭参加作品 宮崎局制作 2021年10月9日に再放送                                                                 |
| 1月16日         | ワンさんは働き者               | 三井隆         | 平田満 水野勝 小島範子           | 名古屋局制作 |
| 1月23日         | 鯨と銀杏                       | 東憲司         | 村井國夫 斉藤とも子 石橋徹郎     | |
| 1月30日         | 地上５センチのアンチヒーロー   | 奥村徹也       | 大東駿介 佐久間由衣 水野まりえ   | 高知局制作 |
| 2月6日          | 戦争の歌がきこえる             | 佐藤由美子     | 藤本喜久子 平泉成 高橋長英       | |
| 2月13日         | 漆黒に落ちる                   | 原田裕文       | ひらりそあ 百餅 五十嵐穂         | 札幌局制作 |
| 2月20日         | ねぷたの来ない夏に             | 葉月けめこ     | 村上穂乃佳 中田翔真 駒井蓮       | 青森局制作 |
| 2月27日         | 摩耶ぎつね                     | 山本昌子       | 井頭愛海 赤井英和 大西みのり     | 文化庁芸術祭参加作品 第41回BKラジオドラマ脚本賞最優秀賞 大阪局制作 2021年10月23日に再放送                             |
| 3月6日          | あの恋は、檸檬のようだった     | 石原理恵子     | 永瀬莉子 細田佳央太 金沢映実     | 広島局制作 |
| 3月13日         | はるかぜ、氷をとく             | 渡辺あや       | 酒井若菜 新山千春 三村和敬       | 文化庁芸術祭参加作品 福島局制作 2021年10月30日、2022年3月19日に再放送                                                 |
| 3月20日 3月27日 | 春に散る                       | 沢木耕太郎     | 篠田三郎 真野響子 安原義人       | 前・後編 2023年4月22日に再放送（前編） 2023年4月29日に再放送（後編）                                                  |
| 4月3日          | 黄昏ペンライト                 | 菊地百恵       | 大空ゆうひ 彩吹真央 遠山裕介     | |
| 4月10日         | 今年の梅は                     | 伊佐治弥生     | 中越典子 伊藤友乃 葉山奨之       | 文化庁芸術祭参加作品 名古屋局制作 2021年11月13日に再放送                                                              |
| 4月17日         | レオナルド・ダ・ヴィンチの恋人 | 竹山洋         | 三田佳子 石橋蓮司 今井悠貴       | |
| 4月24日         | 手を振る仕事                   | 足立聡         | 青木柚 中田青渚 吉見一豊         | 第48回放送文化基金賞最優秀賞受賞 第49回創作ラジオドラマ大賞 2021年11月3日（ラジオ第1での放送）、2022年8月27日に再放送 |
| 5月8日          | ローリングボーイ               | さわだみきお   | 石田靖 高山トモヒロ 西村亜矢子   | 大阪局制作 |
| 5月15日         | ふしぎの国のハイサイ食堂       | 兼島拓也       | 細田善彦 吉田妙子 宮城夏鈴       | 沖縄局制作 2025年6月21日に再放送                                                                                      |
| 5月22日         | 武ちゃんの遺しもの             | 大橋由佳       | 中嶋朋子 高木渉 小薬英斗         | |
| 5月29日         | 土方さん、さようなら           | 神宿つばき     | 塚本奈緒美 丹生尋基 リンノスケ   | 札幌局制作 |
| 6月5日          | 名もがりの町                   | 兵藤るり       | 柿原りんか 松重豊 谷山知宏       | 第49回創作ラジオドラマ大賞佳作                                                                                        |
| 6月12日         | おかんの結婚 僕の結婚          | 利重剛         | コカドケンタロウ 三林京子 利重剛 | 大阪局制作 |
| 6月19日         | 屋上の侵入者                   | 佐藤菜々子     | 佐藤隆太 荒木優那 犬飼直紀       | 名古屋局制作第36回NHK名古屋創作ラジオドラマ脚本募集最優秀賞                                                           |
| 7月3日          | 山のあなたに住むものは         | 今城文恵       | 武田航平 清水くるみ 斉木しげる   | 徳島局制作 |
| 7月10日         | バンザイタイムマシン           | 一色伸幸       | 小西遼生 彩乃かなみ 昆夏美       | 2025年5月3日に再放送                                                                                                  |
| 7月17日         | ふたつのせかい                 | 山田由梨       | 藤原さくら 水沢林太郎 マギー     | 2022年ABU賞奨励賞 2023年2月4日に再放送                                                                                |
| 7月24日         | マサコとふたり                 | 山田百次       | 平原テツ 内田慈 小林勝也         | |
| 7月31日         | お父ちゃんといっしょ           | 野村尚平       | 萌々 伊丹祐貴 堀川絵美           | 大阪局制作 |
| 8月7日          | 真夜中の古本屋                 | 藤井香織       | 小島藤子 橋本淳 ベンガル         | 広島局制作 |
| 8月28日         | 潮騒ハイツの奇跡               | たかはしさとみ | 高城れに 中島ひろ子 藤尾年樹     | 名古屋局制作 |
| 9月4日          | うらぼんえの帰還兵             | 中澤香織       | 池下リリコ 木野花 魏涼子         | |
| 9月11日         | 丘の上の干物屋                 | 額田大志       | 福田麻由子 嵯峨瞳 六華亭遊花     | 盛岡局制作 |
| 9月25日         | さよなら、わたしの神様         | 新井まさみ     | 北乃きい 森口瑤子 永沼伊久也     | 大阪局制作 |
| 10月2日         | 僕たちの塩田Summer             | 藤沢秋         | 南出凌嘉 豊嶋花 茶花健太         | 金沢局制作 |
| 10月16日        | ｉ²－アイノジジョウ            | さわだみきお   | 鈴木梨央 三宅弘城 マギー         | 高松局制作 |
| 11月6日         | オトンの焼きそば               | 櫻井剛         | 本多力 若井みどり 藤堂海         | 大阪局制作 |
| 11月20日        | くちずさんでシャンソン         | 大石みちこ     | 土居志央梨 高田敏江 古河耕史     | 長崎局制作 |
| 11月27日        | あなたは最期に                 | 丸山智         | 倉島颯良 八代拓 草村礼子         | 文化庁芸術祭参加作品 2022年10月15日に再放送                                                                           |
| 12月4日         | コンクリートの夢               | 原田裕文       | 河井樹 山野史人 松田悟志         | |
| 12月11日        | ミシンの音色を、もう一度       | 清水有生       | 朝夏まなと 山崎銀之丞 松尾れい子 | 文化庁芸術祭参加作品 佐賀局制作 2022年10月29日に再放送                                                                |

| 放送日   | 作品名                                                  | 原作・作       | 主な出演者                               | 備考                                                                   |
| -------- | ------------------------------------------------------- | -------------- | ---------------------------------------- | ---------------------------------------------------------------------- |
| 1月8日   | 朝が生まれる                                            | 黒瀬ゆか       | 松本妃代 野村麻純 水間ロン               | 鳥取局制作                                                             |
| 1月15日  | ロダンとカミーユ、あるいはルイーズ                      | 三國月々子     | 若村麻由美 石坂浩二                      |                                                                        |
| 1月22日  | マイライフ・アズ・ア・ドッグ                            | 三上幸四郎     | 須藤理彩 竹下景子 奥田一平               | 2025年1月25日に再放送                                                  |
| 1月29日  | 私の人生は喜ばれない                                    | 新井まさみ     | 桜庭ななみ 浅香航 大藤本泉               | 名古屋局制作                                                           |
| 2月5日   | 僕の夢はアナウンサー                                    | 兵藤るり       | 福崎那由他 西垣匠 佐藤玲                 |                                                                        |
| 2月12日  | 木になった亜沙                                          | 今村夏子       | 石川瑠華 伊東沙保 田村健太郎             |                                                                        |
| 2月19日  | 隣の魔女                                                | 鈴木絵麻       | 徳永えり 山本陽子 林真里花               |                                                                        |
| 2月26日  | オレンジ色は僕らの夢                                    | 菊地百恵       | 濱田龍臣 石住昭彦 前田航基               | 松山局制作                                                             |
| 3月5日   | シャッター                                              | 佐佐木れん     | 村川絵梨 南果歩 木本武宏                 | 大阪局制作 第42回ＢＫラジオドラマ脚本賞佳作 2022年11月12日に再放送     |
| 3月12日  | 礼文バージンロード                                      | 桜田ゆう菜     | 宇梶剛士 伊藤万理華 小島達子             | 札幌局制作                                                             |
| 4月2日   | 昭和から来た男                                          | 山田浩司       | 髙嶋政伸 津田寛治 内山理名               |                                                                        |
| 4月9日   | 土の記憶                                                | 山田百次       | 畑芽育 眞島秀和 絵永ケイ                 | 盛岡局制作                                                             |
| 4月16日  | 面影                                                    | 兵藤るり       | 坂井真紀 田畑志真 猪塚健太               | 2022年11月19日に再放送                                                 |
| 4月23日  | 噓と餃子と設計図                                        | 今井雅子       | 野々すみ花 山西惇 みやなおこ             |                                                                        |
| 4月30日  | うちの釜揚げシラス                                      | 仮屋崎耕       | 田中りる 池田鉄洋 島田桃花               | 名古屋局制作 第37回NHK名古屋創作ラジオドラマ脚本募集最優秀賞           |
| 5月7日   | 20世紀のエンドマーク                                    | オカモト國ヒコ | 西川忠志 橋田雄一郎 中川浩三             | 大阪局制作                                                             |
| 5月12日  | 決められない松田、おすすめの一本                        | 上原哲也       | 落合モトキ 生越千晴 川上友理             | 第50回創作ラジオドラマ大賞受賞                                         |
| 5月28日  | 傑作が落ちてくる                                        | 杉原大吾       | 玉置玲央 森田想 長村航希                 | 第50回創作ラジオドラマ大賞佳作                                         |
| 6月4日   | 琥珀（こはく）のひと                                    | 新井まさみ     | 石橋蓮司 志田彩良 斉藤暁                 | 令和4年度文化庁芸術祭 優秀賞受賞 2022年11月23日、2023年3月25日に再放送 |
| 6月11日  | あの日々たちよ～詩劇としての                            | 塩見三省       | 西田敏行 倉野章子 高橋理恵子             | 2024年12月14日に再放送                                                 |
| 6月18日  | エリートピッチャーにさよなら                            | 丸山智         | 青木柚 前田旺志郎 畑芽育                 | 首都圏局制作                                                           |
| 7月9日   | がんばれ！ギャル鵜匠                                    | 大池容子       | 上西星来 ファーストサマーウイカ 川久保晴 | 岐阜局制作                                                             |
| 7月16日  | 小夜嵐（さよあらし）                                    | 伴一彦         | 日色ともゑ 平泉成 髙嶋政宏               | 2024年8月17日に再放送                                                  |
| 7月23日  | もしもきみなら                                          | 中神謙一       | 寺脇康文 木全晶子 細田龍之介             | 大阪局制作                                                             |
| 7月30日  | 染井吉野にピンクのリボン                                | 高谷信之       | 前田吟 大方斐紗子 若林久弥               |                                                                        |
| 8月6日   | とうがきの花ことば                                      | 藤井香織       | 土村芳 井頭愛海 別府康子                 | 広島局制作                                                             |
| 8月20日  | HOME～宮崎の中の故郷(オキナワ)～                        | 新井まさみ     | 名村辰 池間夏海 津嘉山正種               | 宮崎局制作                                                             |
| 9月3日   | ヘルプマン -俺たちの介護物語- 第1回：ヘルプマン、覚醒！ | くさか里樹     | 浅利陽介 渡部豪太 瀧内公美               | シリーズ 日本の介護を考える                                            |
| 9月10日  | 雪天神                                                  | 葉月けめこ     | 井之脇海 川島潤哉 曽根詠太               | 仙台局制作                                                             |
| 9月17日  | ヘルプマン -俺たちの介護物語- 第2回：希望は、あるか？   | くさか里樹     | 浅利陽介 渡部豪太 瀧内公美               | シリーズ 日本の介護を考える                                            |
| 9月24日  | ヘルプマン -俺たちの介護物語- 第3回：極楽へ、行こう！   | くさか里樹     | 浅利陽介 渡部豪太 瀧内公美               | シリーズ 日本の介護を考える                                            |
| 10月1日  | ヘルプマン -俺たちの介護物語- 第4回：告発               | くさか里樹     | 浅利陽介 渡部豪太 瀧内公美               | シリーズ 日本の介護を考える                                            |
| 10月8日  | ヘルプマン -俺たちの介護物語- 最終回：そして、夢へ      | くさか里樹     | 浅利陽介 渡部豪太 瀧内公美               | シリーズ 日本の介護を考える                                            |
| 10月22日 | みなとの子                                              | 菱田信也       | 辰巳琢郎 藤井夏恋 みやなおこ             | 大阪局制作                                                             |
| 11月5日  | ミシンと金魚                                            | 永井みみ       | 竹下景子                                 |                                                                        |
| 11月26日 | 遺体を捜す人たち                                        | 足立聡         | 長友郁真 山岸門人 犬飼直紀               | 長野局制作                                                             |
| 12月3日  | 乾杯ワインは 時を超えて                                 | 佐佐木れん     | 武田梨奈 栗原英雄 小島達子               | 札幌局制作                                                             |
| 12月10日 | 心を拾う活版印刷所                                      | 山内直哉       | 中村蒼 でんでん 百田洋之                 | 福岡局制作 10分遅れで放送                                              |
| 12月17日 | ことばの刃                                              | 森脇京子       | 徳永えり 坪井碧海 璃生                   | 大阪局制作                                                             |

| 放送日            | 作品名                            | 原作・作     | 主な出演者                               | 備考                                                   |
| ----------------- | --------------------------------- | ------------ | ---------------------------------------- | ------------------------------------------------------ |
| 1月7日            | ゆらゆらいちゅん                  | 藤沢秋       | 宮城夏鈴 きゃんひとみ 新納多朗           |                                                        |
| 1月14日           | ハハゴコロ                        | 小松與志子   | 阿部純子 楠見薫 奥井隆一                 | 大阪局制作                                             |
| 1月21日           | 素数と雨音                        | 西村有加     | 中川翼 木場勝己 山田キヌヲ               | 名古屋局制作                                           |
| 1月28日           | なんちゃない島とわたし            | 車谷知恩     | 箭内夢菜 松本怜生 野添義弘               | 高松局制作                                             |
| 2月11日           | ロゼットの朝                      | 飯野陽子     | 山中崇 水橋研二 天野はな                 | 2025年4月5日に再放送                                   |
| 2月18日           | 幸せのからくり                    | 石原理恵子   | 藤野涼子 長塚圭史 二階堂和美             | 山口局制作                                             |
| 2月25日           | 赤いあと                          | 高橋百合子   | 若村麻由美 柳生みゆ 山像かおり           | 大阪局制作 第43回BKラジオドラマ脚本賞最優秀賞          |
| 3月4日            | クジラの歌を聴かせてあげる        | 桜田ゆう菜   | 山﨑夢羽 瀧内公美 立川佳吾               | 札幌局制作                                             |
| 3月11日           | ゴリラの背中とアップルパイ        | 中屋敷法仁   | 森崎ウィン 新山千春 三上枝織             | 青森局制作                                             |
| 4月1日            | アキといたこと                    | 大橋由佳     | 野々すみ花 田村芽実 彩吹真央             |                                                        |
| 4月8日            | コクハラ                          | 小峰貴       | 篠山輝信 吉本実憂 野間口徹               |                                                        |
| 4月15日           | ホットサンド                      | 足立聡       | 常盤貴子 村田寛奈 徳井優                 |                                                        |
| 5月6日            | みそひともじシンドローム          | 杉原大吾     | 忍成修吾 吉沢悠 佐津川愛美               |                                                        |
| 5月13日           | 大阪ルーザーソウル                | 虎本剛       | 甲本雅裕 西村和彦 永井敦子               | 大阪局制作                                             |
| 5月20日           | 扉を開ければそこは                | 細見大輔     | 平埜生成 鈴木壮麻 毬谷友子               |                                                        |
| 6月10日           | 桜は、散らない！                  | 山本タカ     | 木下晴香 玉置玲央 佐戸井けん太           | 松山局制作                                             |
| 6月17日           | スイートメモリーズ                | 松田裕志     | 三田和代 大路恵美 清水綋治               | 2025年1月4日に再放送                                   |
| 6月24日           | 失われた夢を求めて                | 竹山洋       | 三田佳子 竹中直人 篠田三郎               |                                                        |
| 7月8日            | ばあちゃん、車乗ってくけ？        | 大橋由佳     | 松本岳 室井滋 金澤美穂                   | 富山局制作                                             |
| 7月15日           | タイパな私の生きる道              | 佐佐木れん   | 松本若菜 紅壱子 三谷昌登                 | 大阪局制作                                             |
| 7月22日           | いつかの宝石たち                  | 加藤綾佳     | 原菜乃華 戸松遥 皆川猿時                 | 高知局制作                                             |
| 7月29日           | 浜辺のラテン音楽隊                | 兼島拓也     | 屋比久知奈 アサミ・ヴィクトリア 古川裕士 | 沖縄局制作                                             |
| 8月5日            | この町に生きる                    | 藤井香織     | 岡本夏美 浅川大治 磯山さやか             | 金沢局制作                                             |
| 8月19日           | 夜のまちと昼のまち                | 葉月けめこ   | 岡山天音 佐戸井けん太 内田慈             |                                                        |
| 8月26日           | 歌をなくした夏                    | 桑原亮子     | 八木莉可子 川島潤哉 毎田暖乃             | 大阪局制作 連続テレビ小説『舞いあがれ!』スピンオフ作品 |
| 9月2日            | Teko Poko Cafe                    | 梶本惠美     | 新原泰佑 山田ルイ53世 伊達花彩           | 仙台局制作                                             |
| 9月9日            | セッション                        | 丸山智       | 朝夏まなと 七海ひろき 鳳真由             |                                                        |
| 9月16日           | 家族を因数分解                    | 伊佐治弥生   | 中島セナ 市毛良枝 田丸麻紀               |                                                        |
| 9月30日           | 山神家の森                        | 宇部道路     | 奥野瑛太 佐津川愛美 山野久治             | 札幌局制作                                             |
| 10月7日           | ポンコツおやじとみんなの保育園    | 内村宏幸     | 古川慎 でんでん 岡澤アキラ               | 福岡局制作                                             |
| 10月14日          | さよならダイヤル                  | 新井まさみ   | 白石聖 鈴木杏樹 青木崇高                 | 大阪局制作                                             |
| 10月21日 10月28日 | 包帯クラブ ルック・アット・ミー！ | 天童荒太     | 高畑こと美 百瀬朔 久井正樹               |                                                        |
| 11月11日          | 空想博覧会                        | 後藤ひろひと | 丘みどり 高木稟 山崎樹範                 |                                                        |
| 11月18日          | 手をハナシテ、ツカマエテ          | 藤沢秋       | 葉山奨之 山口祥行 桜井明美               | 広島局制作                                             |
| 11月25日          | 卒母奮闘記                        | 小山正悟     | 工藤遥 福田温子 前原滉                   |                                                        |
| 12月2日           | ツシマヤマネコの歌                | 桑原亮子     | 大谷育江 石黒賢 西内まりや               | 長崎局制作                                             |
| 12月9日           | 心得                              | 鈴木絵麻     | 遠藤健慎 田中道子 久井正樹               |                                                        |
| 12月16日          | おしゃべりなバディ                | 丸山智       | 坂元愛登 村山輝星 原康義                 |                                                        |

| 放送日   | 作品名                                      | 原作・作   | 主な出演者                                    | 備考                                          |
| -------- | ------------------------------------------- | ---------- | --------------------------------------------- | --------------------------------------------- |
| 1月13日  | チカちゃんのオルゴール                      | 阿部奏子   | 毎田暖乃 宮田圭子 小牧芽美                    | 大阪局制作                                    |
| 1月20日  | 希望の推し                                  | 灯敦生     | 樋口日奈 筒井あやめ 仲野瑠花                  | 名古屋局制作                                  |
| 2月3日   | ふたりのソナタ                              | 石原理恵子 | 藤野涼子 井頭愛海 平澤みちこ                  |                                               |
| 2月10日  | アラカルト！                                | 佐藤祐達   | 伊藤歩 神尾佑 異儀田夏葉                      | 徳島局制作                                    |
| 2月17日  | オレンジの誓い                              | 豊田愛     | 太田結乃 大沢一菜 玉置玲央                    |                                               |
| 2月24日  | すすきのの夜を歩いて                        | 那須良識   | 石原滉也 小林エレキ 満島てる子                | 札幌局制作                                    |
| 3月2日   | あの子の風鈴                                | 佐藤あい子 | 住田萌乃 戸田菜穂 白鳥玉季                    | 大阪局制作 第44回BKラジオドラマ脚本賞最優秀賞 |
| 3月9日   | 今夜、星と波の間(あわい)に                  | 新井まさみ | 富田望生 三浦誠己 小林虎之介                  | 仙台局制作                                    |
| 3月16日  | ハッピーバースデートゥーミー！              | 伊藤優     | 渋谷謙人 岡部たかし 平体まひろ                |                                               |
| 3月23日  | 風がやむまでは                              | 本山航大   | 坂ノ上茜 宮崎美子 歌納有里                    | 熊本局制作                                    |
| 3月30日  | 逆さ首                                      | 日比谷祐希 | 朝倉あき 加藤清史郎 安藤玉恵                  | 第51回創作ラジオドラマ大賞受賞                |
| 4月6日   | 春のいる場所                                | 上野詩織   | 森田想 佐古井隆之 永島敬三                    | 第51回創作ラジオドラマ大賞佳作                |
| 4月13日  | 走れラジオ                                  | 川尻恵太   | 佐治なげる 元山未奈美 秋本帆華（TEAM SHACHI） | 名古屋局制作                                  |
| 4月20日  | しまないあそびば                            | 兼島拓也   | 瀬戸さおり 麻実れい 石川禅                    |                                               |
| 5月4日   | 貧乏神と福娘                                | 中神謙一   | 松尾諭 井頭愛海 曽我廼家八十吉                | 大阪局制作                                    |
| 5月11日  | ようこそ喫茶トマリギへ                      | 細見大輔   | 須賀健太 西村まさ彦 大後寿々花                | 甲府局制作                                    |
| 5月18日  | 父さんが会いにきた                          | 門前日和   | 前原滉 羽場裕一 久住小春                      | 第52回創作ラジオドラマ大賞受賞                |
| 6月1日   | それは誠                                    | 乗代雄介   | 山﨑光 奥田一平 川床明日香                    |                                               |
| 6月22日  | 端っこからのラブコール                      | 菊地百恵   | 倉沢杏菜 福山翔大 宮下咲                      | 松山局制作                                    |
| 6月29日  | ある暗号兵の告白                            | 滝本祥生   | 吉本実憂 山野史人 和田慶史朗                  |                                               |
| 7月6日   | あすかのレトロな冒険                        | 佐佐木れん | 美山加恋 古舘寛治 国木田かっぱ                | 大阪局制作                                    |
| 7月13日  | 先生が言うことには このデタラメな世界の君と | 新井まさみ | 池田朱那 寺脇康文 小林優仁                    |                                               |
| 7月20日  | アシカを待つあした                          | 今井雅子   | 吉本実憂 湯浅弘祥 おぐりまさこ                | 福井局制作                                    |
| 7月27日  | 島入り息子                                  | 新井静流   | 佐藤大志 佐藤ミケーラ倭子 田中冨士夫          | 佐賀局制作                                    |
| 8月3日   | 今、瑠璃色の星で                            | 葉月けめこ | 関水渚 緒方賢一 黒谷友香                      | 長崎局制作                                    |
| 8月10日  | サキジとキク                                | 相良敦子   | 成河 咲妃みゆ 豊田茂                          |                                               |
| 8月24日  | 塀の中のリクエスト                          | 佐藤あい子 | 朝倉あき 忍成修吾 林英世                      | 大阪局制作                                    |
| 8月31日  | アンモナイト！！！                          | 足立聡     | 寺田心 田中直樹（ココリコ） 紗也香            | 盛岡局制作                                    |
| 9月7日   | キャンバスの彼女                            | 大橋由佳   | 大空ゆうひ 鍛治直人 亀田佳明                  |                                               |
| 9月14日  | 鸚鵡を飼う                                  | 原田裕文   | 田口トモロヲ 藤本喜久子 小田島優月            |                                               |
| 9月28日  | マサマサ                                    | 久継遥々   | 山本千尋 宮崎寛務 小林エレキ                  | 札幌局制作 第20回北のシナリオ大賞受賞         |
| 10月5日  | ストリートピアノ～伴奏のジャーニー          | 東多江子   | 若村麻由美 國村隼 古河耕史                    |                                               |
| 10月12日 | 大将のブルース                              | 村角太洋   | 黒田有 北野秀気 隅田美保 ボブ・マーサム       | 大阪局制作                                    |
| 10月19日 | ムーン・ジャンパー                          | 八人組     | 幸澤沙良 葉山奨之 田中冨士夫                  | 大分局制作                                    |
| 10月26日 | うたかたビオトープ                          | 菊地百恵   | 星風まどか 壮一帆 鈴木壮麻                    |                                               |
| 11月2日  | 坂多き 僕らの町に 照り降り雨                | 山谷典子   | 玉置玲央 春風ひとみ 夏月都                    |                                               |
| 11月9日  | JUST A HERO                                 | 池谷雅生   | 野間口徹 小手伸也 島崎裕気                    |                                               |
| 11月23日 | 海のお城がくれた夏                          | 藤井香織   | 小池徹平 村田雄浩 尾碕真花                    | 広島局制作                                    |
| 11月30日 | 春山家サミット                              | 岸田奈美   | 円井わん 羽野晶紀 緒方晋                      | 大阪局制作                                    |
| 12月7日  | リーチ                                      | 小松與志子 | 橋爪功 藤田弓子 まいど豊                      |                                               |

| 放送日  | 作品名                     | 原作・作     | 主な出演者                         | 備考                                          |
| ------- | -------------------------- | ------------ | ---------------------------------- | --------------------------------------------- |
| 1月11日 | アディショナルタイム       | 一色伸幸     | 富田靖子 村井國夫 谷川清美         |                                               |
| 1月18日 | 起業しやぁ                 | 関戸哲也     | 井頭愛海 伊藤友乃 中田裕子         | 名古屋局制作                                  |
| 1月25日 | 鮫人の家                   | 兵藤るり     | 吉田美月喜 石井正則 坂井真紀       |                                               |
| 2月15日 | 夜の学び舎に燈ともりて     | 新井まさみ   | 梶原善 小林虎之介 安藤玉恵         | 岡山局制作                                    |
| 2月22日 | オーバーライト             | 水城孝敬     | 田中麗奈 徳田尚美 杉森大祐         | 大阪局制作 第45回BKラジオドラマ脚本賞最優秀賞 |
| 3月8日  | 14年目のハッピーバースデー | 石原理恵子   | 當真あみ 新井美羽 藤本洸大         | 仙台局制作                                    |
| 3月15日 | からすが教えてくれたこと   | 櫻井剛       | 中沢元紀 早瀬憩 井上高志           | 水戸局制作                                    |
| 3月29日 | 犬がいた季節               | 伊吹有喜     | 稲垣知葉 清水聡之朗 永田薫         | 名古屋局制作                                  |
| 4月12日 | ままなる                   | 垂井真       | 大下ヒロト 志田彩良 中田青渚       | 甲府局制作                                    |
| 4月19日 | 「ありがとう」と言えるまで | 本田隆朗     | 福山翔大 野間口徹 山崎銀之丞       | 福岡局制作                                    |
| 4月26日 | オアシス                   | 兵藤るり     | 菅野莉央 筧利夫 山田真歩           | 高松局制作                                    |
| 5月10日 | 背番号のない夏             | 新井まさみ   | 細田佳央太 志田未来 桑野颯太       | 京都局制作                                    |
| 5月17日 | 母が、来た                 | 安藤奎       | 小向なる 松永玲子 藤谷理子         |                                               |
| 5月24日 | アイニク憶えはありませんが | 松尾英太郎   | かたせ梨乃 津田寛治 市毛良枝       |                                               |
| 5月31日 | お茶からはじまる物語       | いとう菜のは | 酒井美紀 ヤンニ・オルソン 鈴木林蔵 | 静岡局制作                                    |
| 6月7日  | 聖地じゃない               | 出川真弘     | 村川絵梨 加藤虎ノ介 亀田佳明       |                                               |
| 6月14日 | マイリバー、マイライフ     | 天見ろね     | 笹本旭 岩本佳子 水橋研二           | 第53回創作ラジオドラマ大賞受賞                |
| 6月28日 | 時をわたる聲               | 中尾則幸     | 田中正彦 白倉碧空 髙橋響           | 旭川局制作 原案：『海わたる聲』（柏艪舎）     |
| 7月12日 | アーケード狂騒曲           | 藤井青銅     | 伊礼彼方 阿部丈二 小野ゆたか       |                                               |
| 7月19日 | 大きな湖の小さな島で       | 足立聡       | 毎田暖乃 田中美央 竹澤咲子         | 大津局制作                                    |
| 7月26日 | 彼女たちの夜明け           | 山田由梨     | 佐々木史帆 清水葉月 工藤千夏       | 青森局制作                                    |
| 8月2日  | 姉妹のしまいごと           | 伊藤優       | 小野花梨 久保田紗友 橋本淳         |                                               |
| 8月23日 | 田毎の月が沈む             | 安田淳一     | 小林涼子 白山乃愛 鈴木杏樹         |                                               |
| 8月30日 | 川辺のアジール             | 水城孝敬     | 藤山扇治郎 いしのようこ 三宅朱莉   | 大阪局制作                                    |
| 9月13日 | 月につれてって             | 丸山智       | 朝夏まなと 串田和美 神農直隆       |                                               |
| 9月20日 | 靴を履いたら               | 望谷まと     | 足立英 古賀ありさ 野添義弘         |                                               |